# 佐渡島の金山
佐渡島の金山（さどのきんざん／「さどじま」「さどがしま」ではない）は、2024年に登録された日本の世界遺産（文化遺産）で、新潟県の佐渡島（佐渡市）に遺存するかつての金山を主体とした鉱山にまつわる産業遺産である。
2007年に行われた世界遺産（文化遺産）候補地公募を経て、2010年にユネスコ世界遺産センターの暫定リストに掲載され、正式推薦へ向け複数回にわたり文化庁へ推薦書原案を提出してきたが、文化審議会による国内選考で選ばれることがなく、2021年末にようやく2023年開催予定の世界遺産委員会での審査候補に選定され、2022年2月1日に政府が推薦を実行した。しかし、推薦書記載内容に不備があるとユネスコから指摘され（下記「推薦の不受理」の節参照）、改めて2024年の審査を目指すこととなり（「再推薦」の節参照）、ユネスコの諮問機関国際記念物遺跡会議（ICOMOS）による現地調査を経て、保留扱いとなる情報照会勧告が出された（「諮問機関の調査と勧告」の節参照）。2024年7月27日、第46回世界遺産委員会において登録が決まった。

## 対象地
- 相川金銀山・鶴子銀山（相川鶴子金銀山として一体化して捉えている）、大佐渡山地に立地[注 1]
  - 相川は鉱山跡である道遊の割戸[注 2]、宗太夫坑[注 3]、大切山坑に加え、上相川鉱山集落跡[注 4]、上寺町地区[注 5]、南沢疎水[注 6]、大安寺[注 7]、吹上海岸石切場跡[注 8]、片辺・鹿野浦海岸石切場跡[注 9]、金銀運搬路の西五十里道・鶴子道[注 10]（以上全て国指定史跡）および重要文化的景観選定の相川の鉱山町としての景観
- 西三川砂金山…小佐渡山地に立地、国指定史跡で重要文化的景観選定

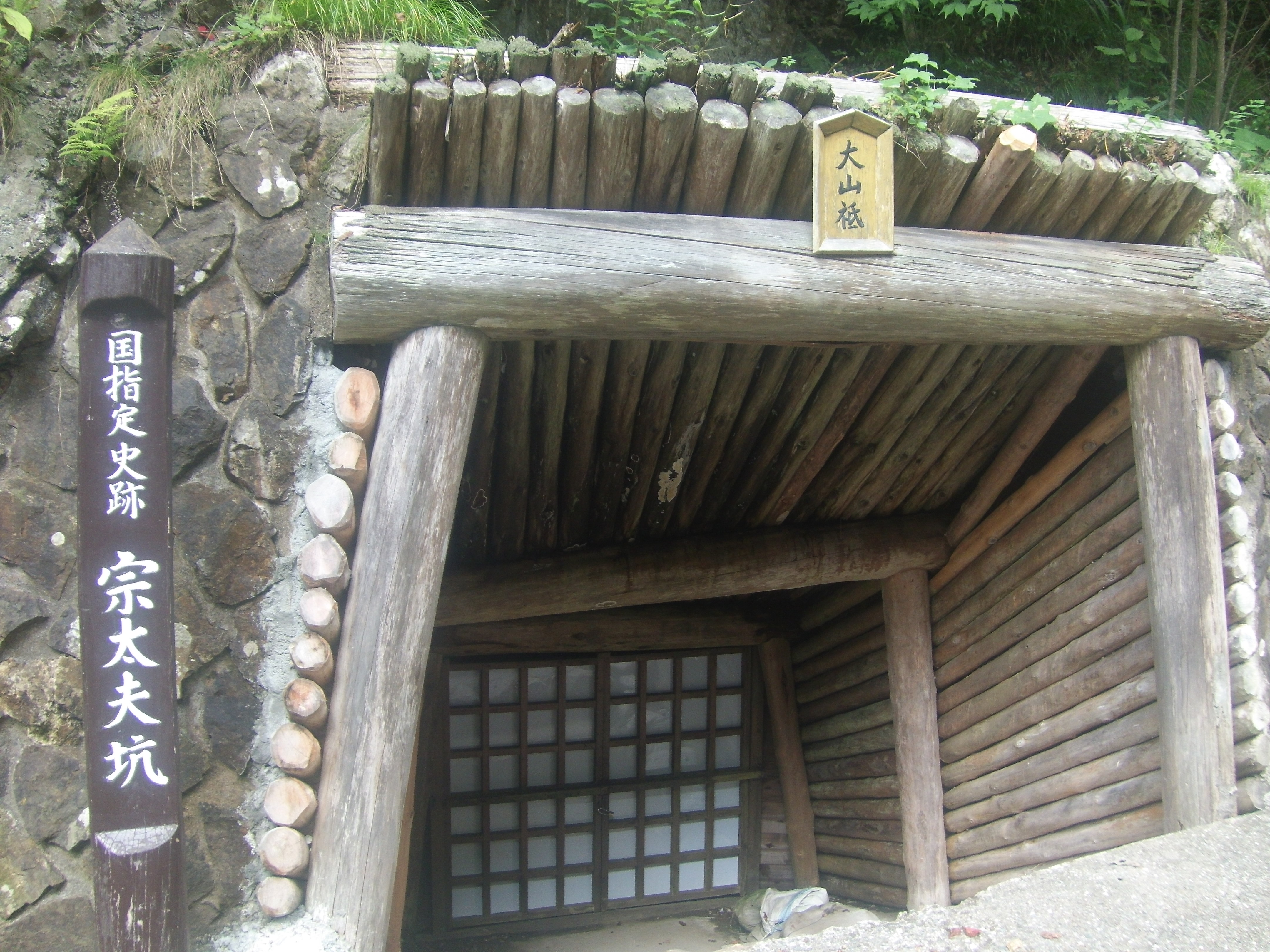
宗太夫坑
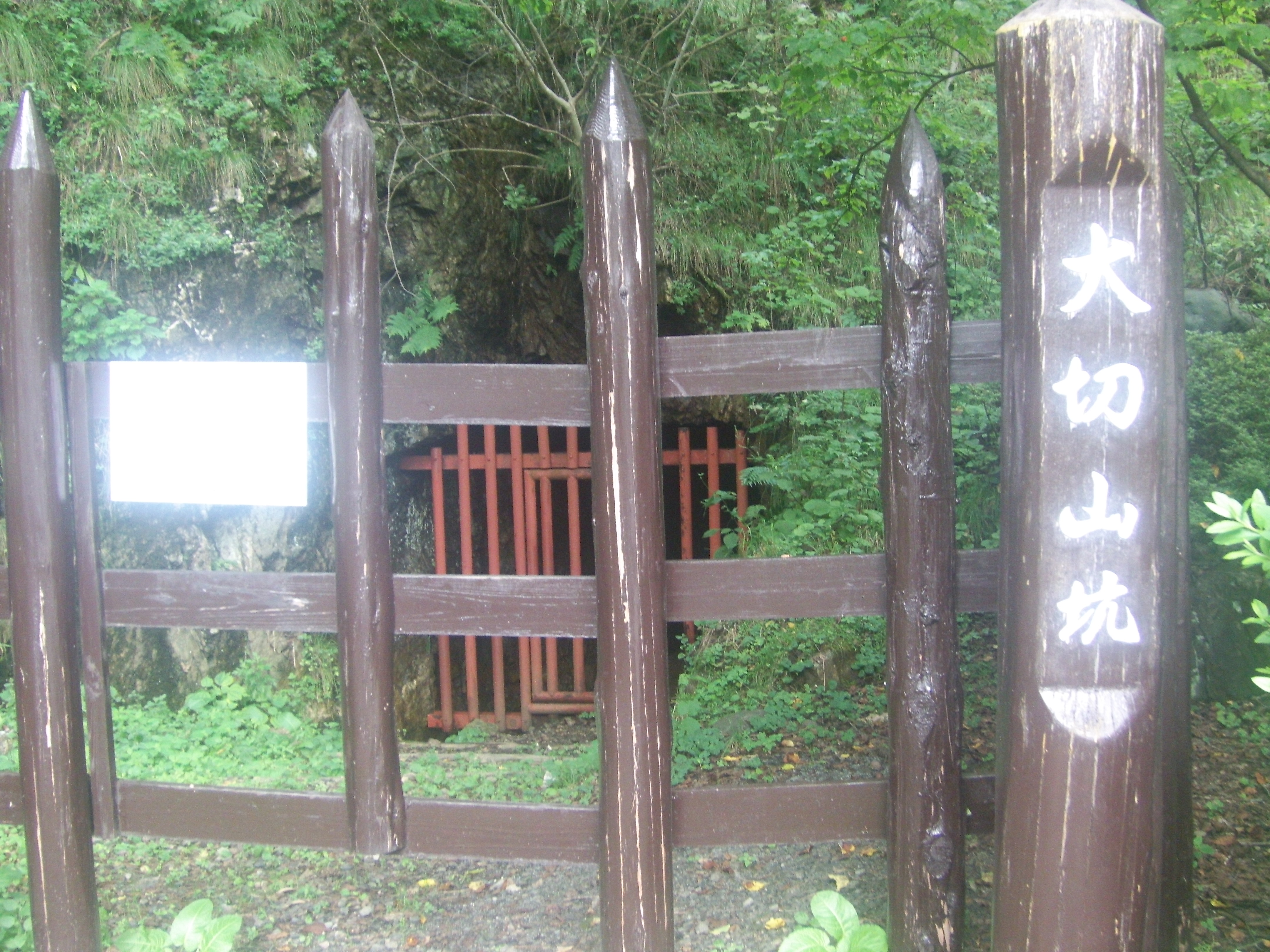
大切山坑
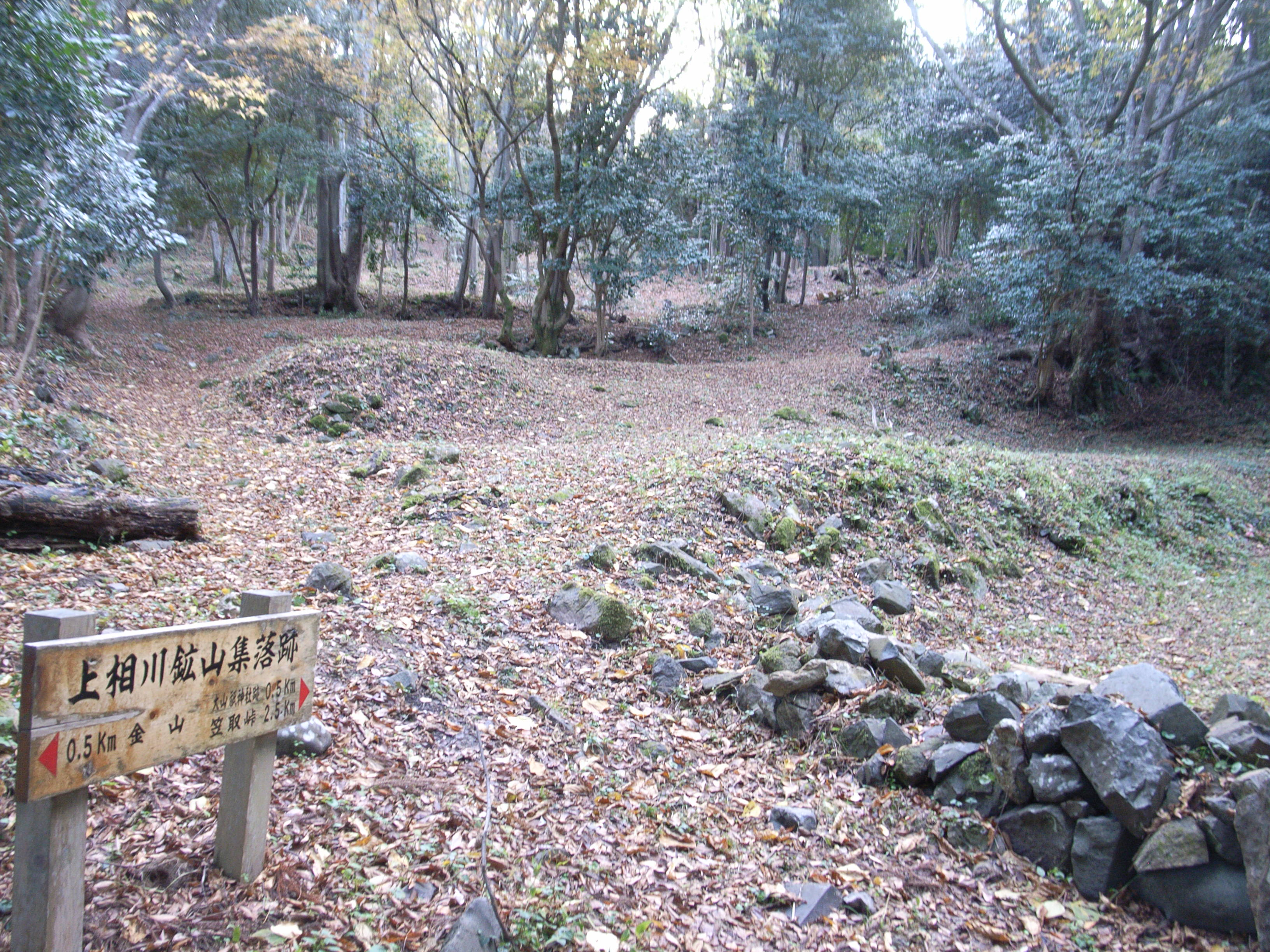
上相川鉱山集落跡
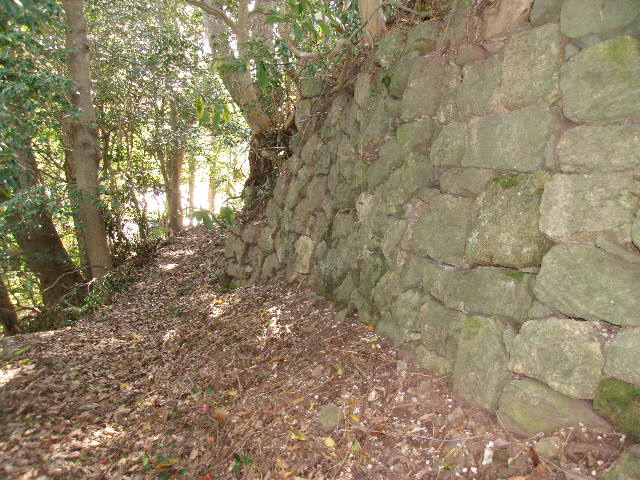
上寺町地区
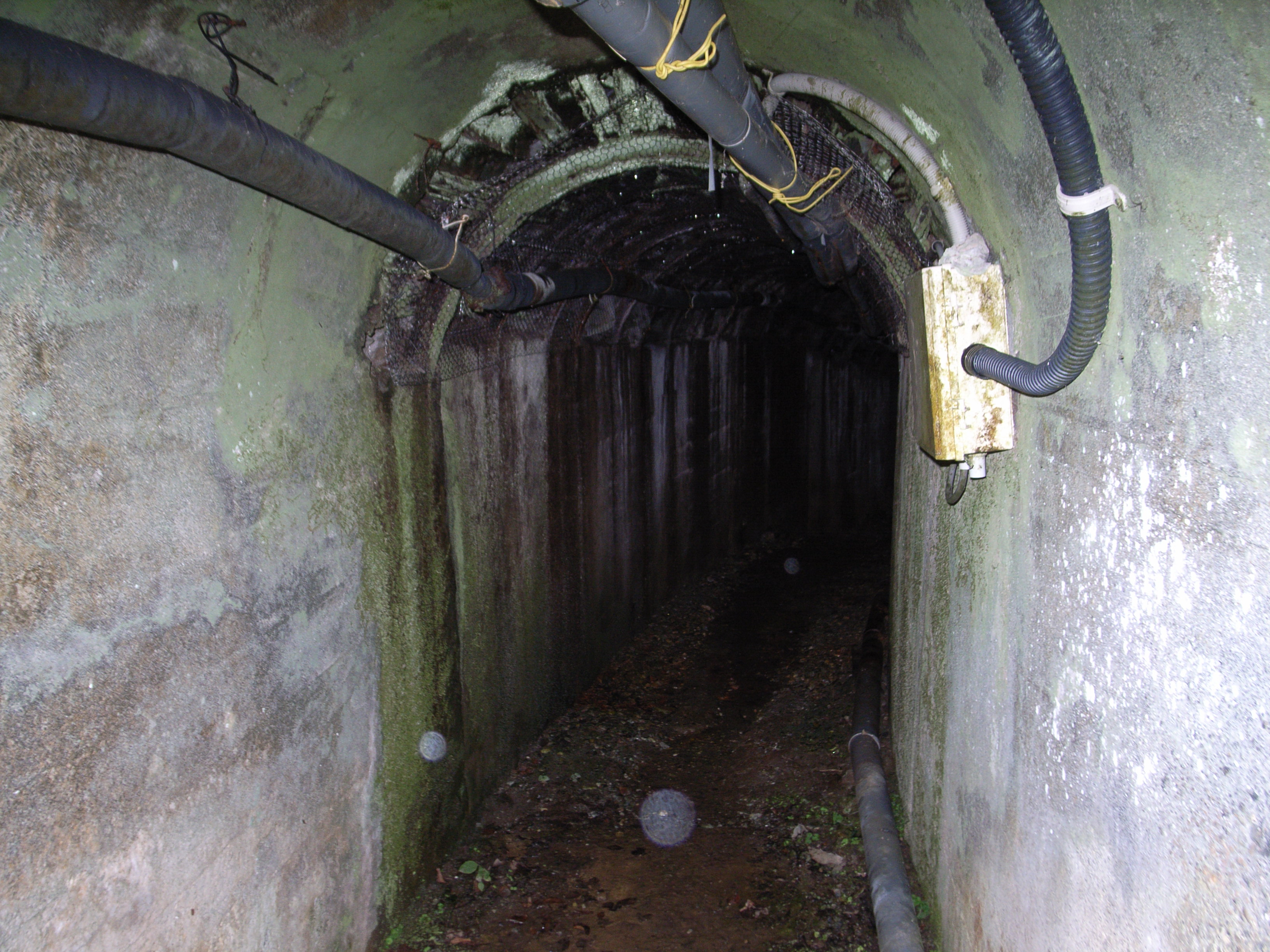
南沢疎水
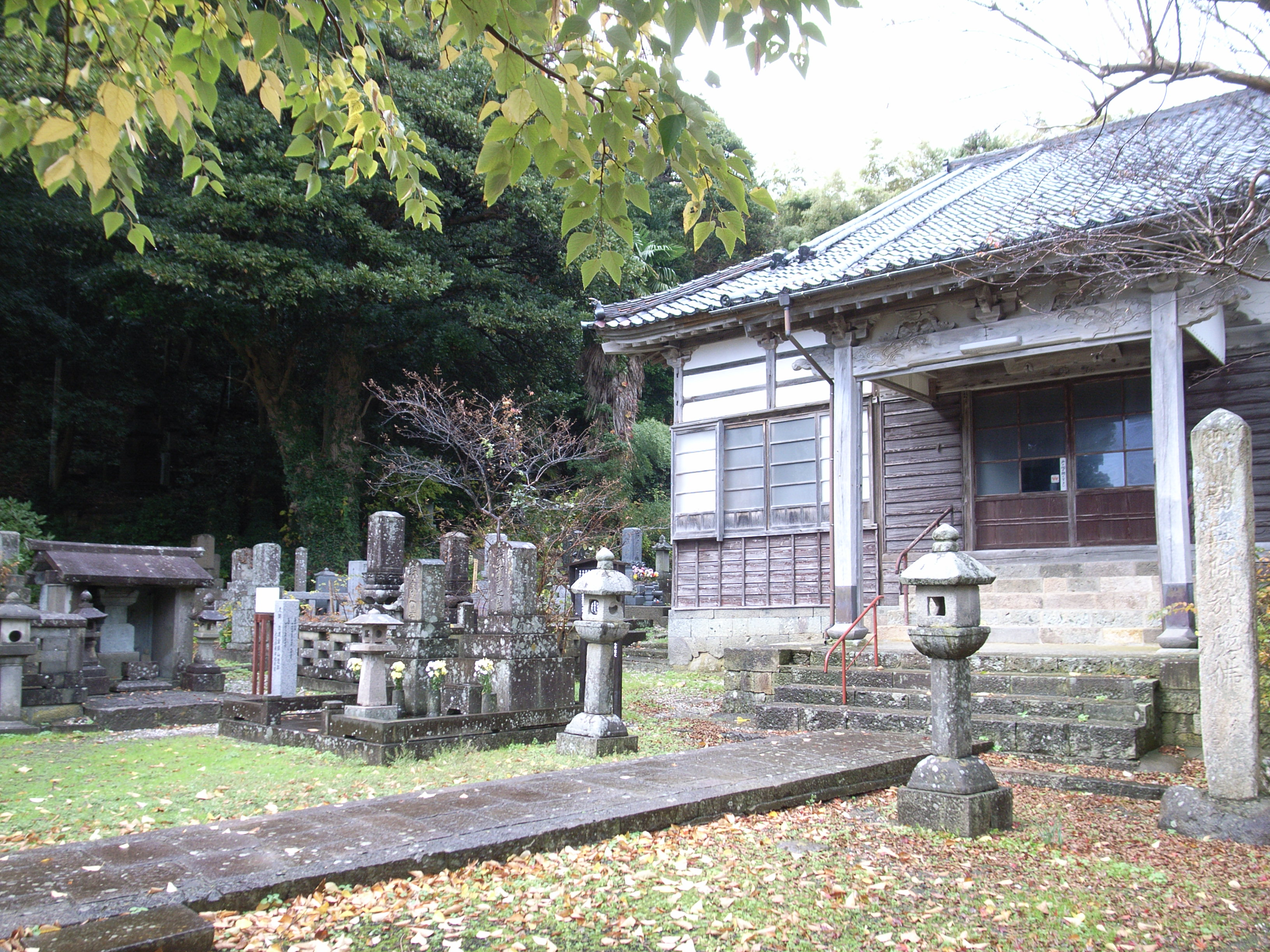
大安寺境内（左の祠に逆修塔）
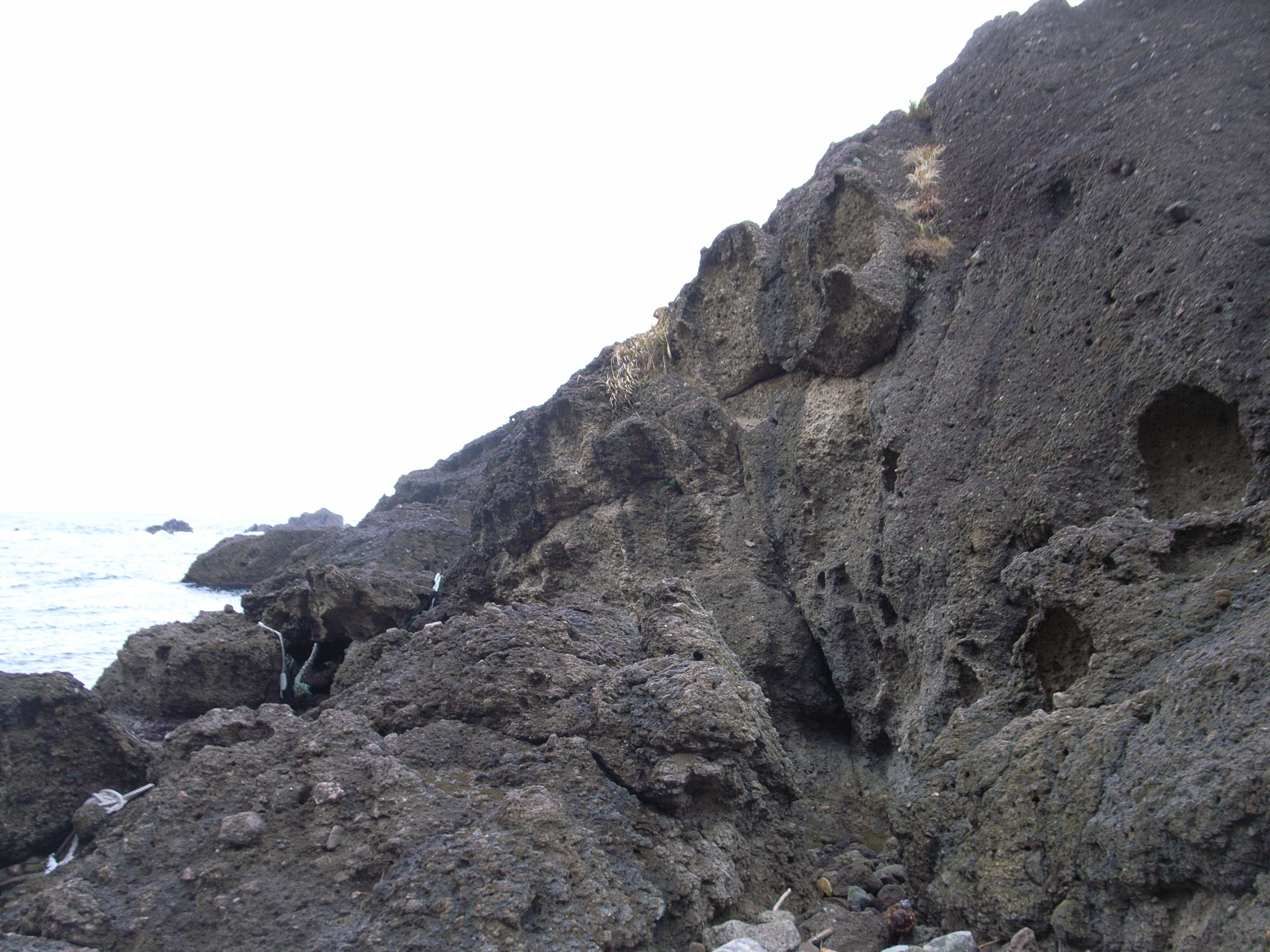
吹上海岸石切場跡
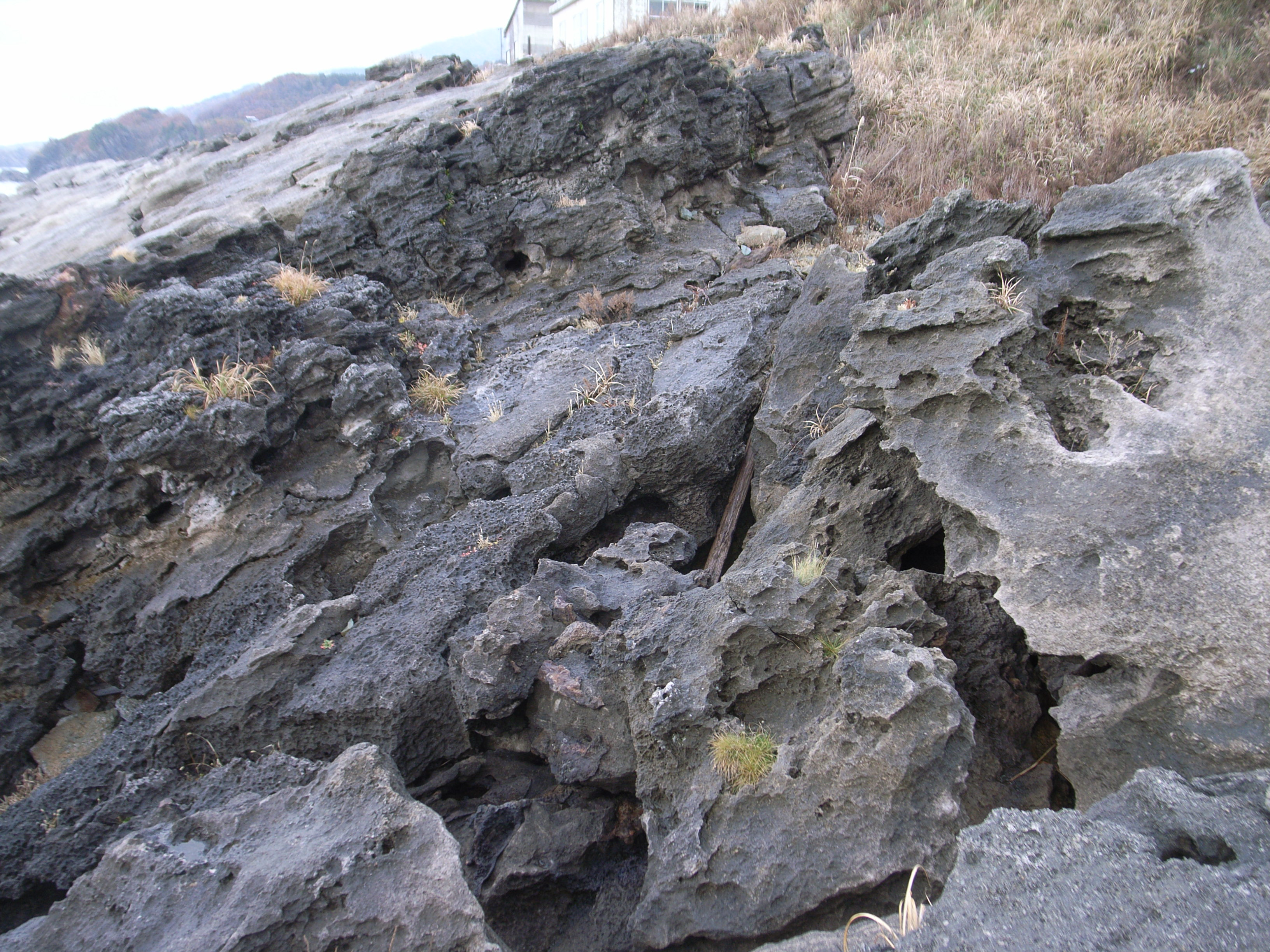
片辺・鹿野浦海岸石切場跡
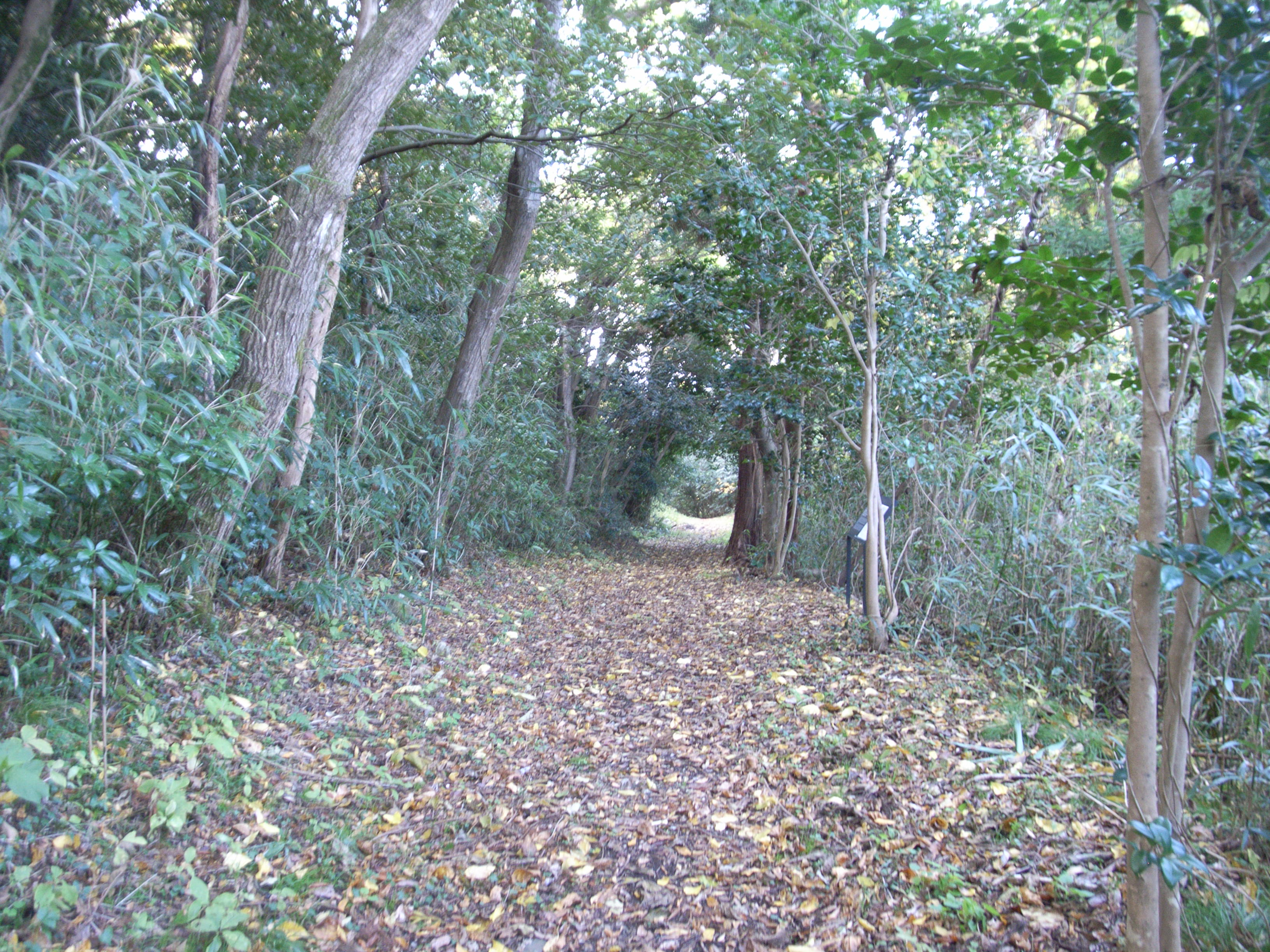
西五十里道
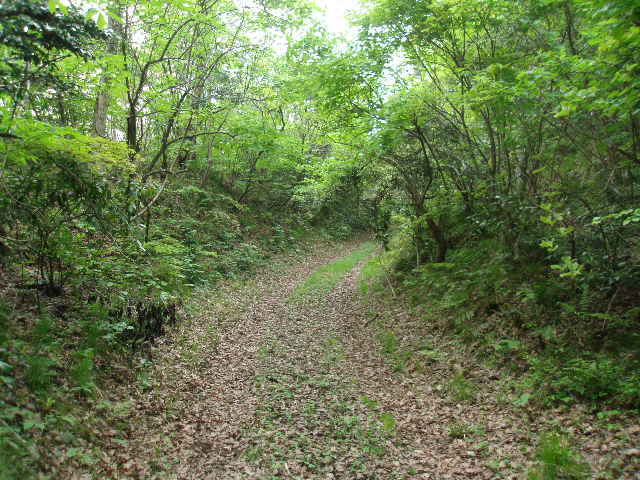
鶴子道
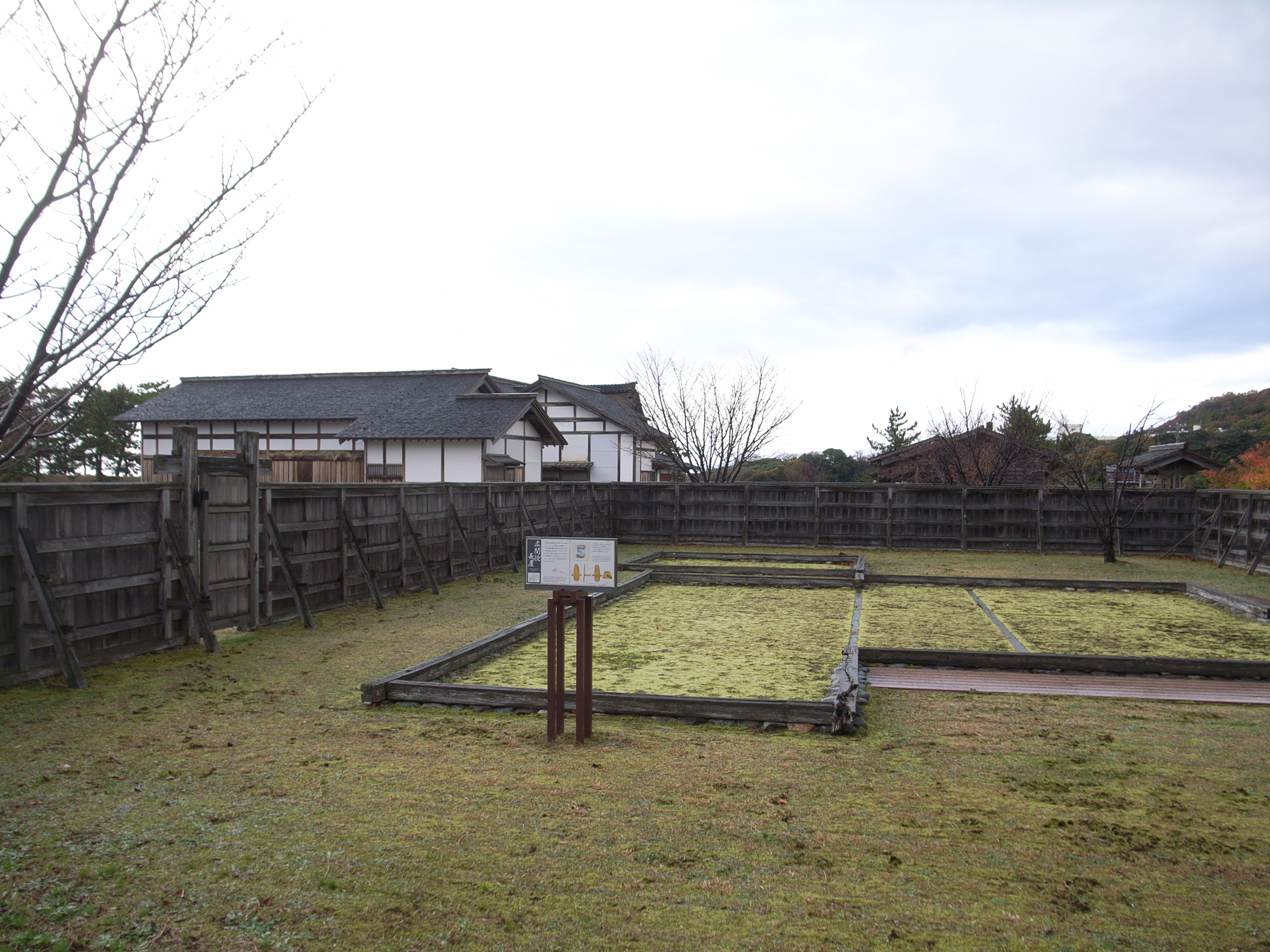
佐渡奉行所跡遺構（背後は復元建築）
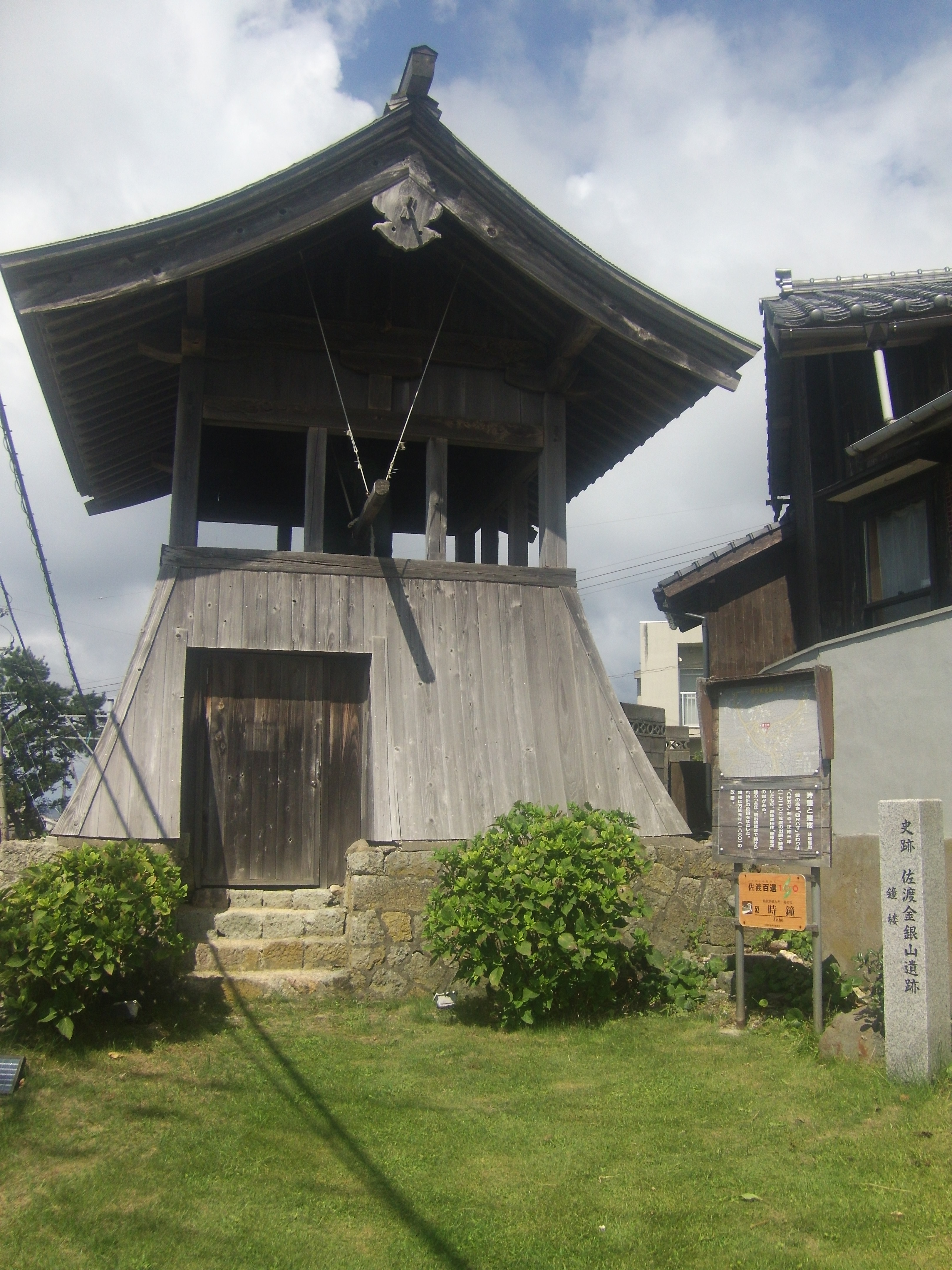
相川の鐘楼
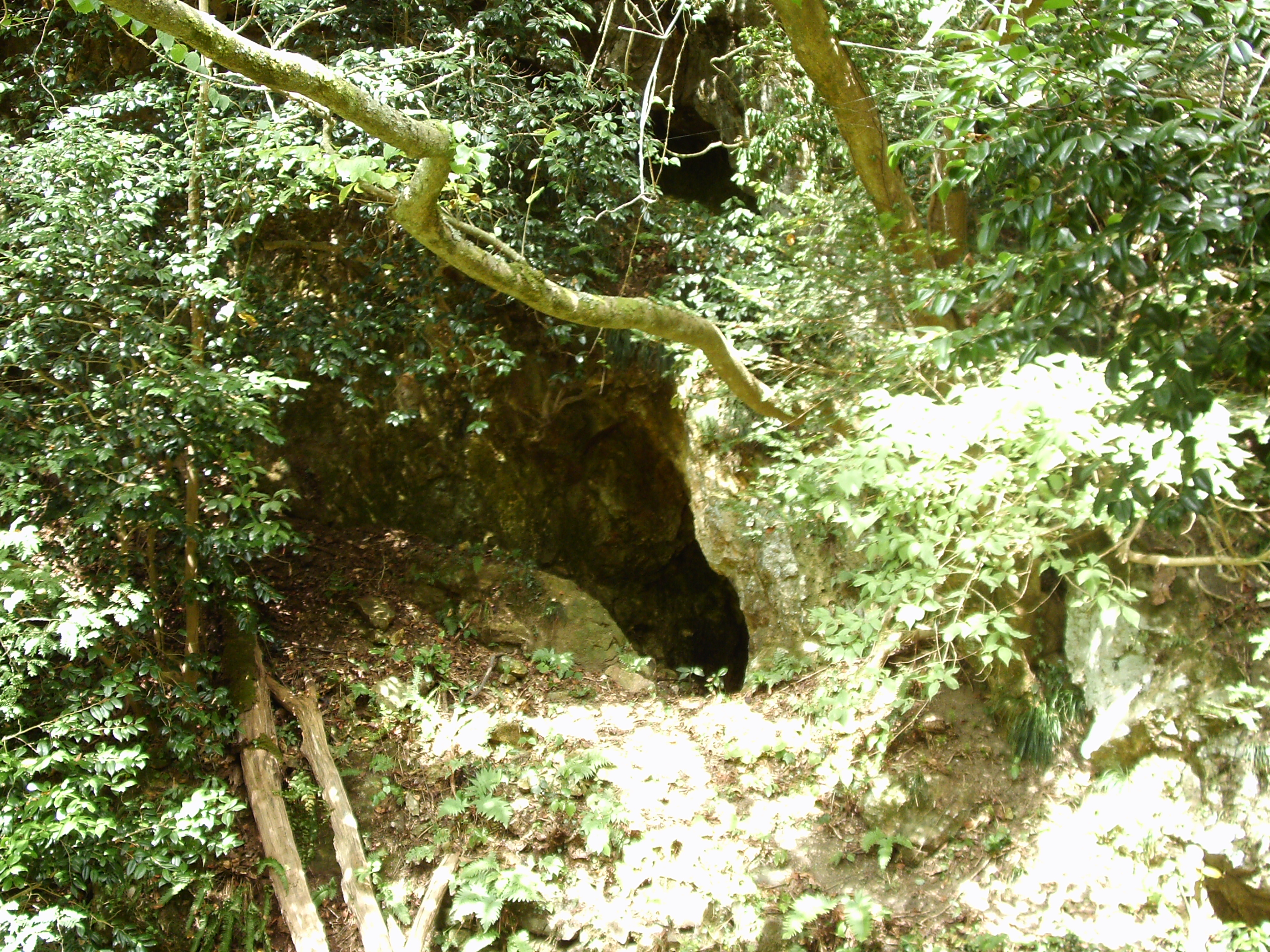
鶴子銀山大滝間歩
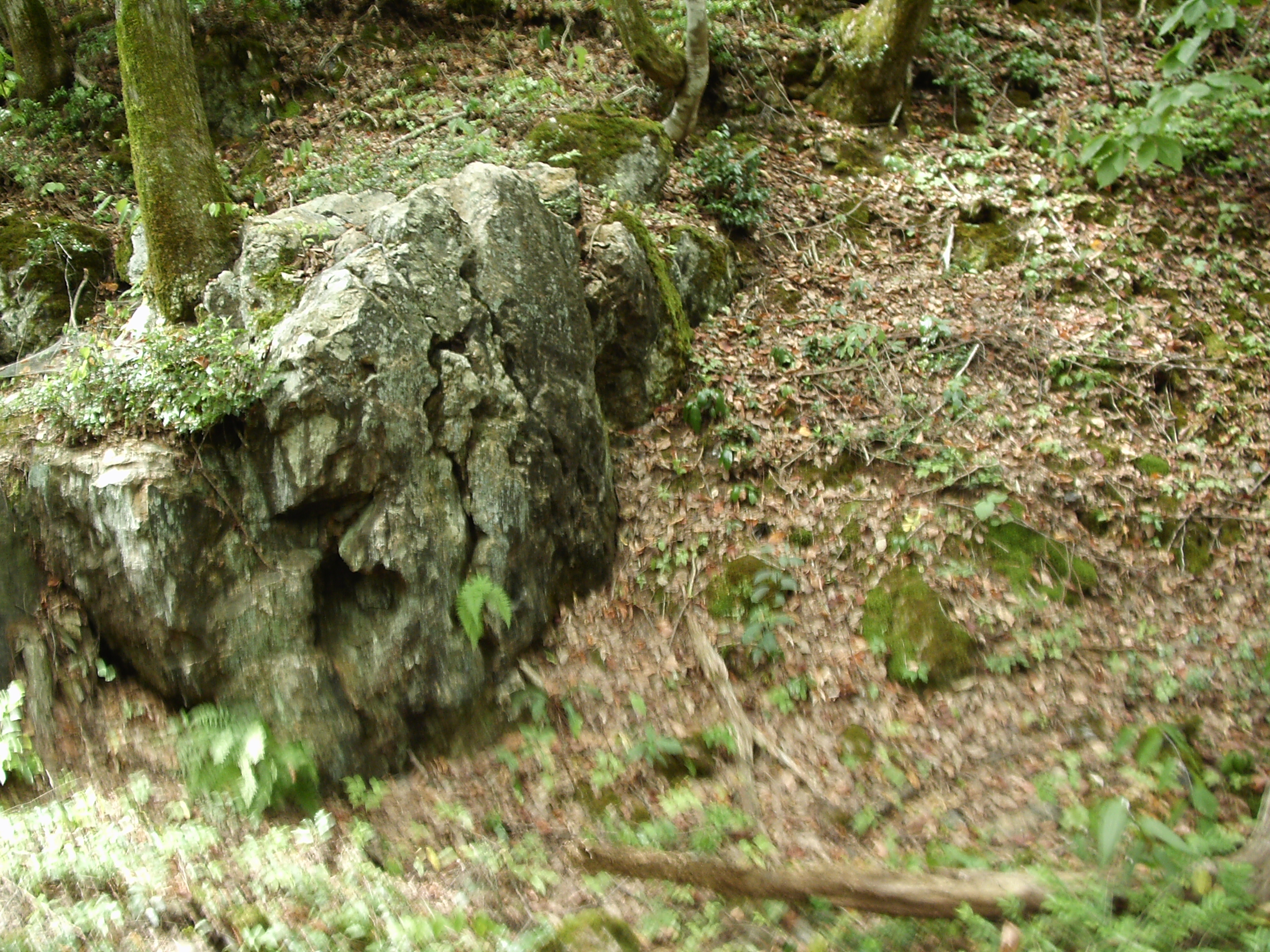
鶴子銀山屏風沢（樋追い掘り跡）
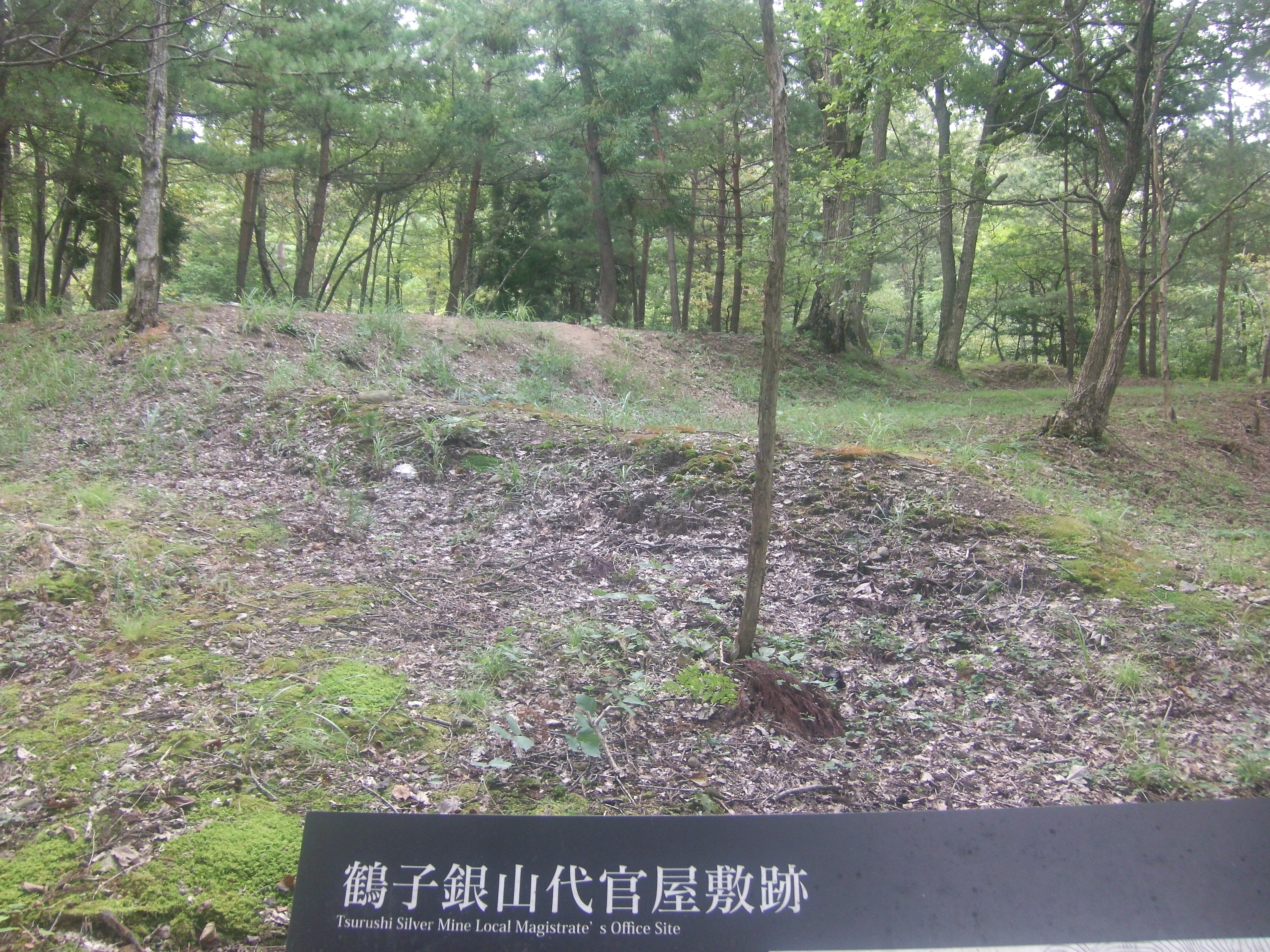
鶴子代官屋敷（陣屋）跡
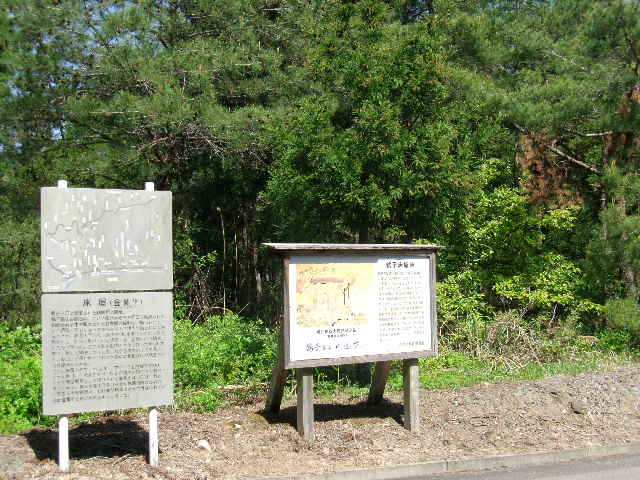
鶴子銀山かなくそ平（加工場跡）
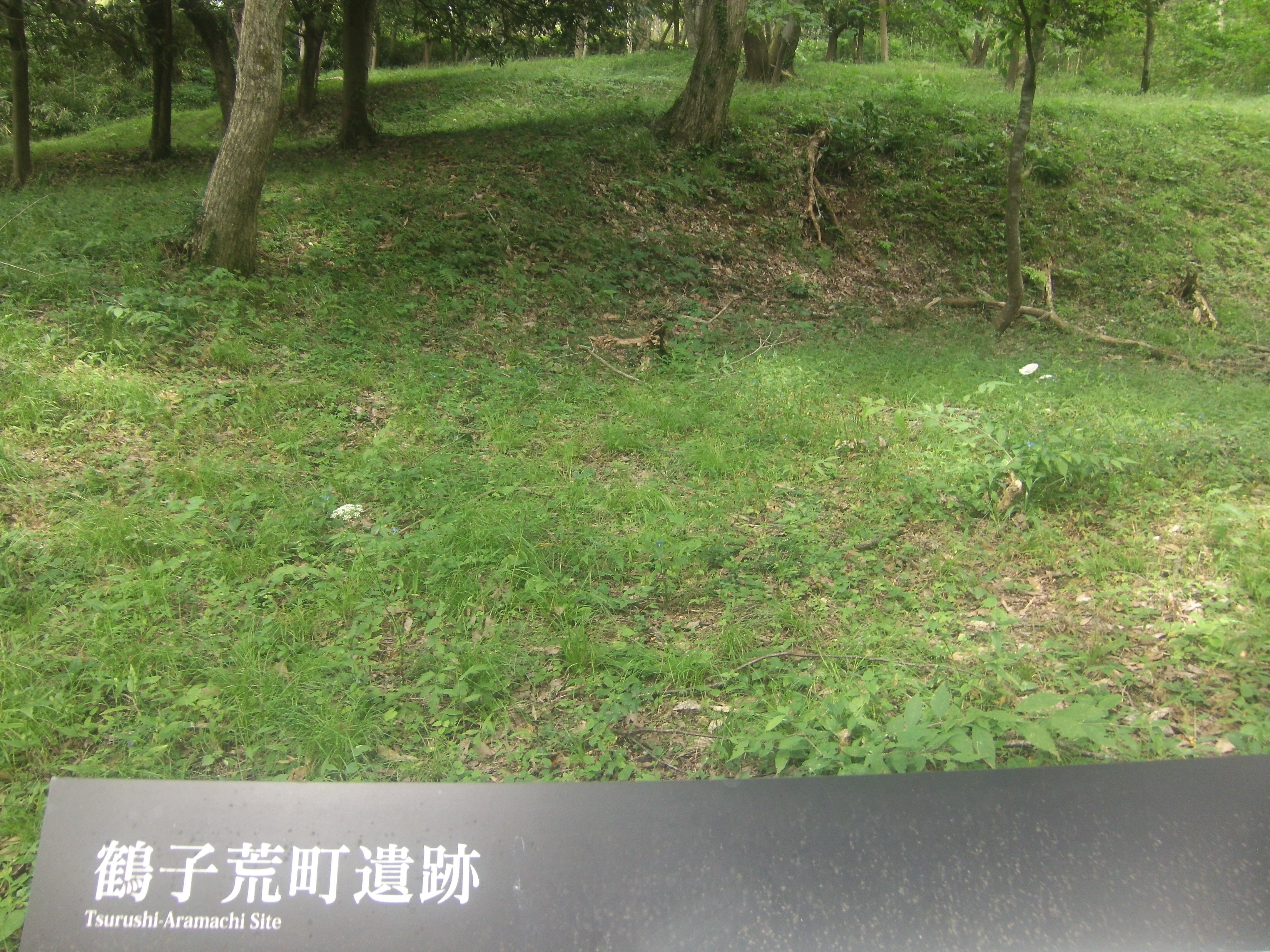
鶴子銀山集落跡（荒町遺跡）
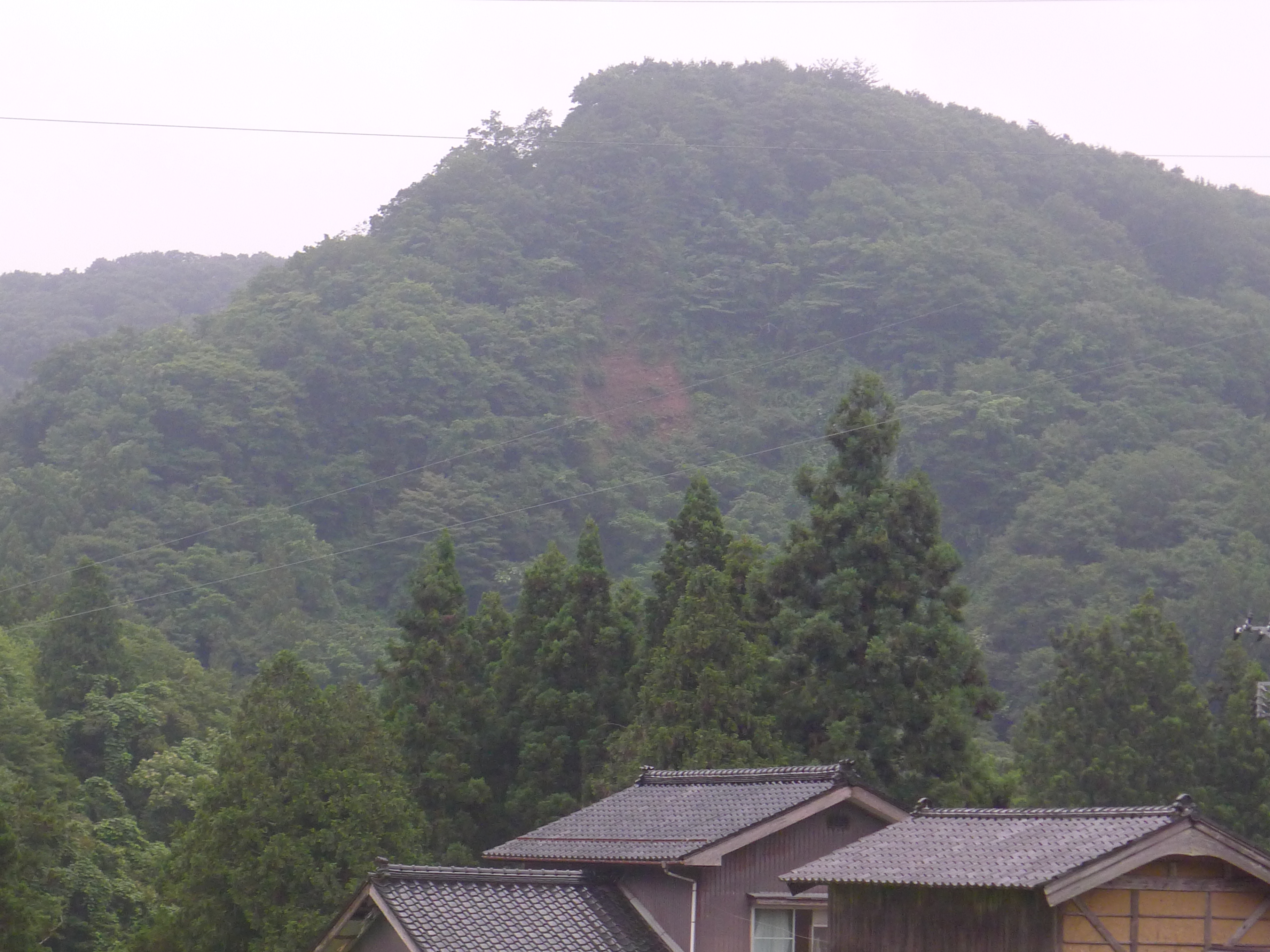
虎丸山砂金山(西三川)
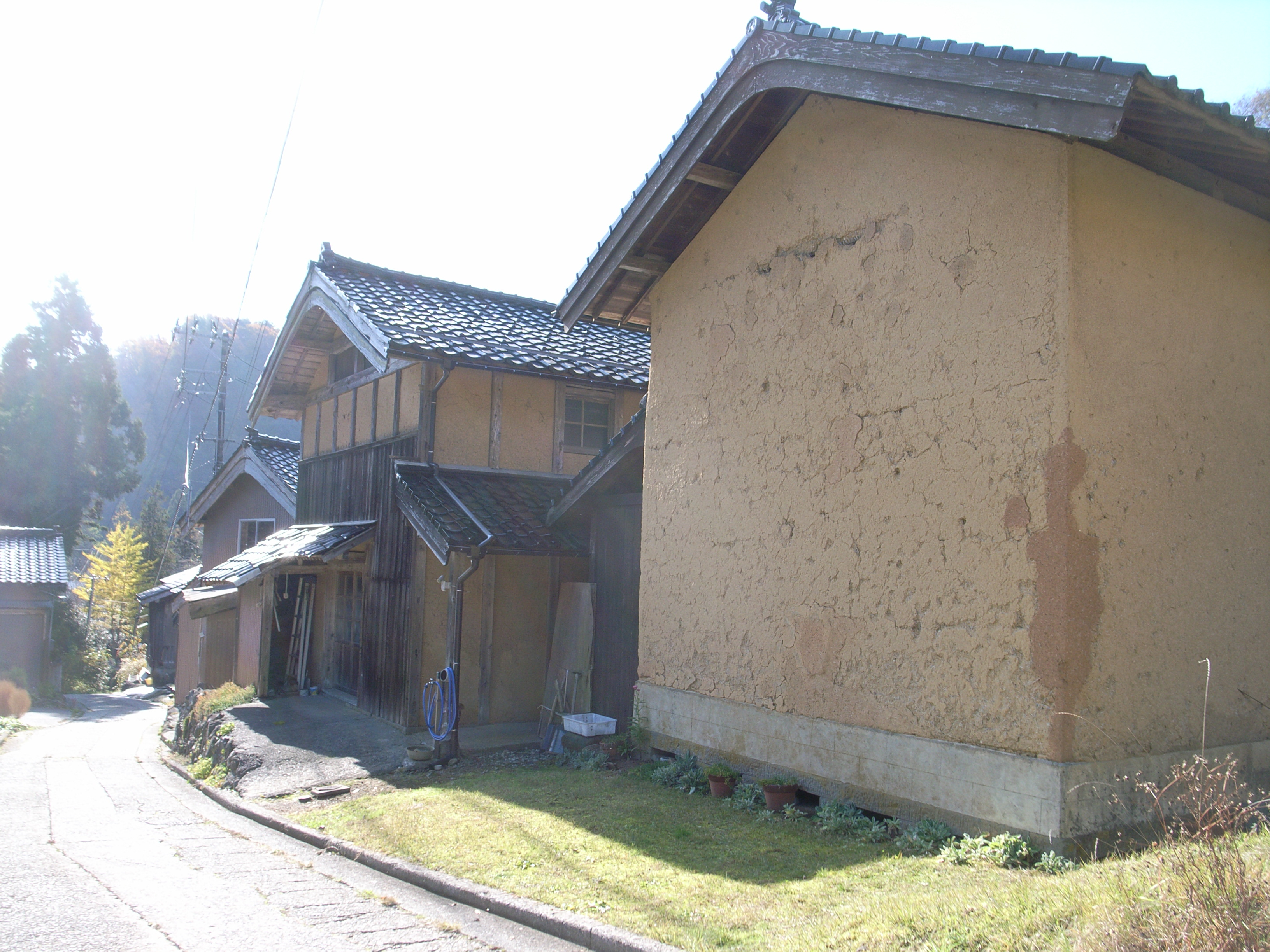
笹川集落(西三川)
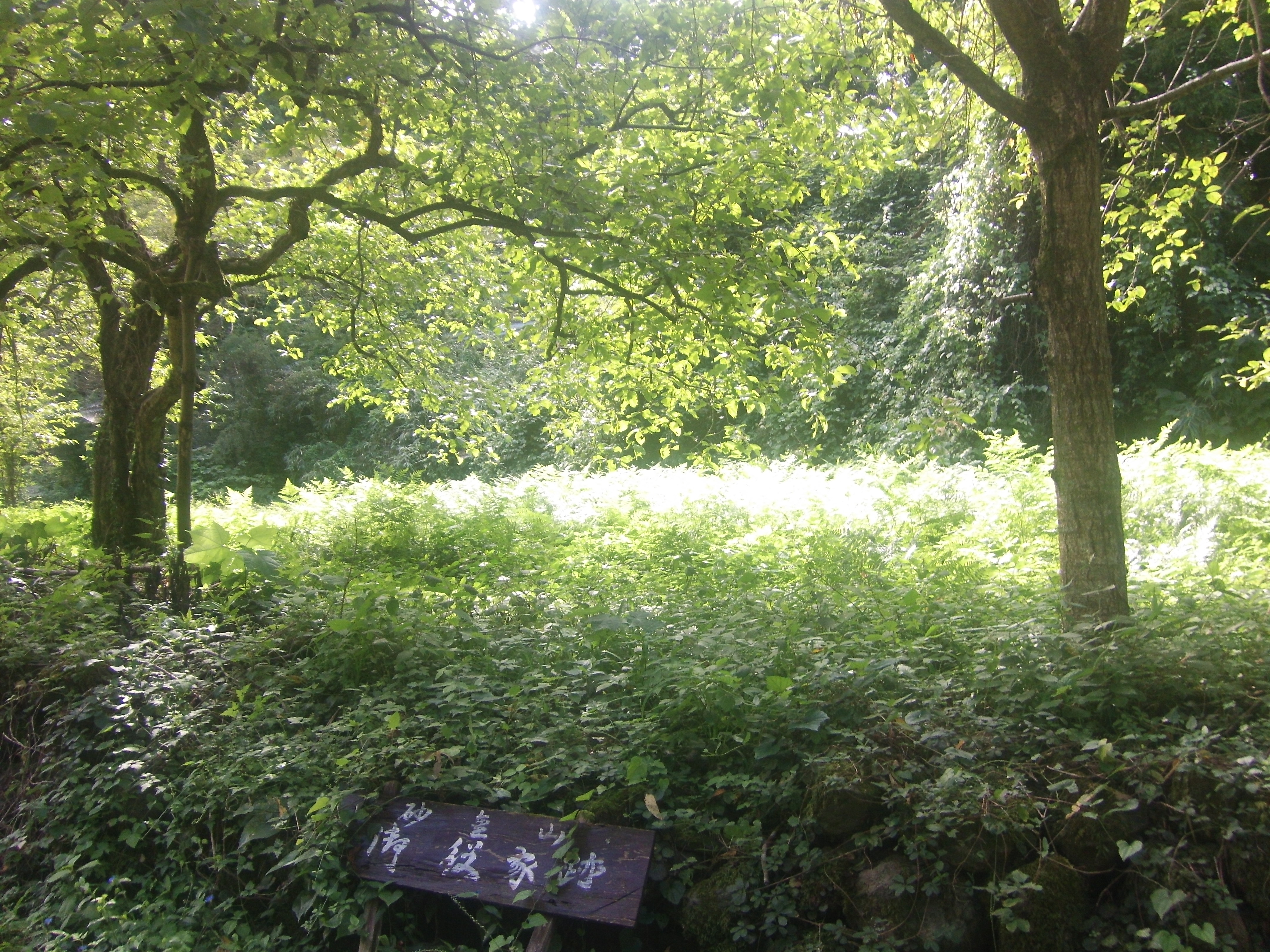
金山役所跡（西三川）
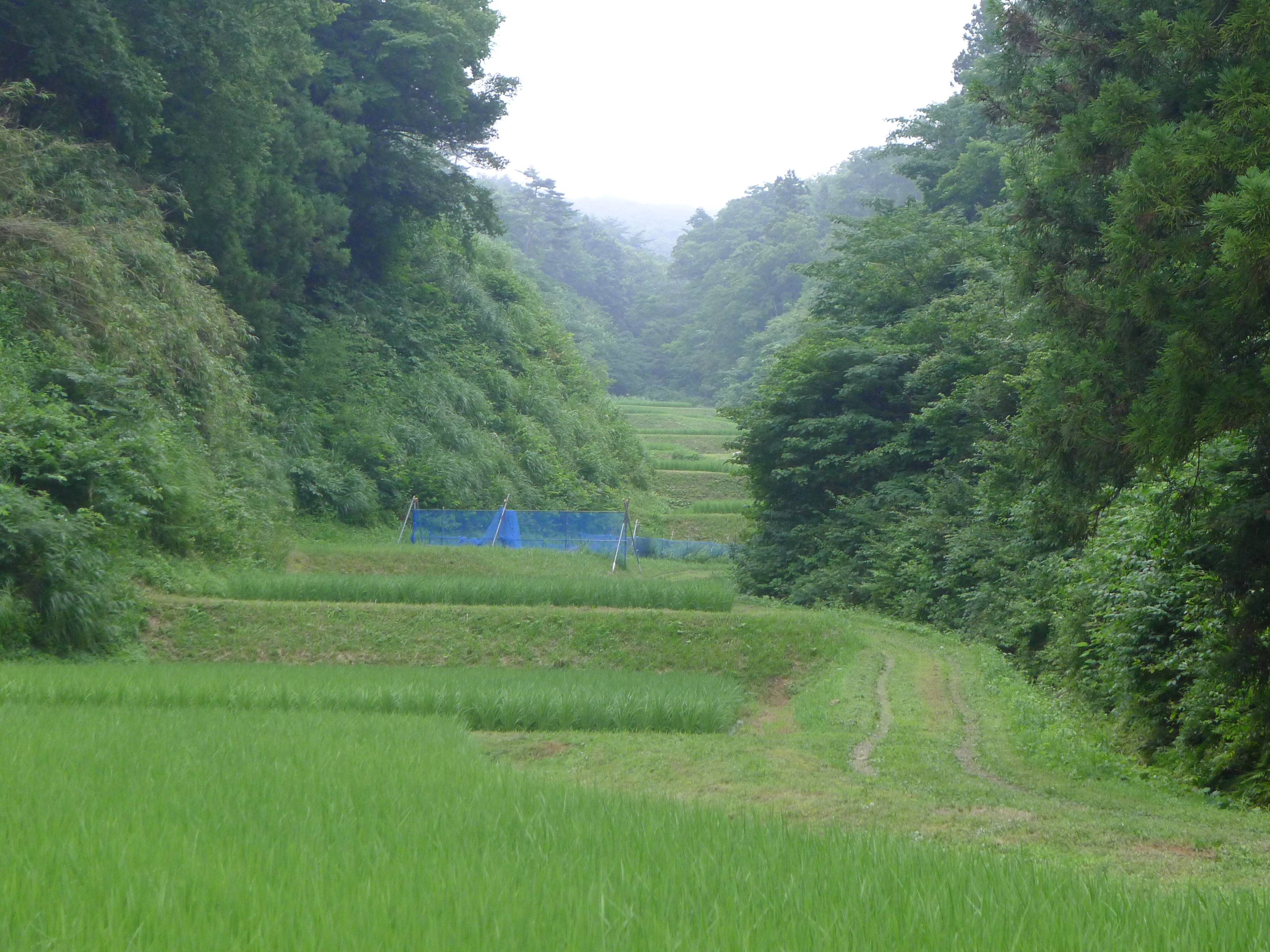
砂金すくい場を転用した井ノ上沢の棚田（西三川）
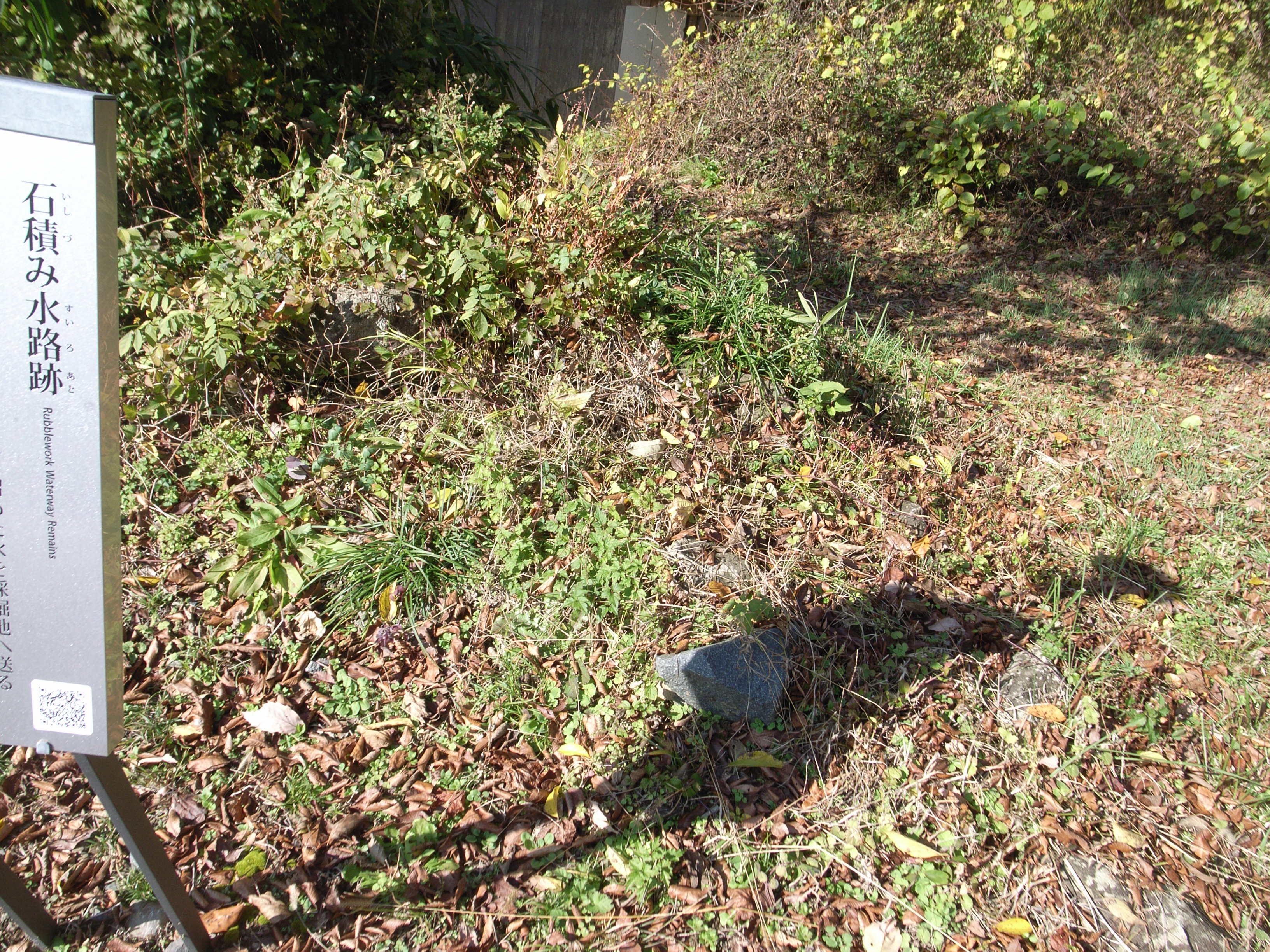
砂金すくいのための水路跡（西三川）

なお、対象となるのは「16世紀後半から19世紀半ばまでの伝統的手工業による金銀鉱山遺跡群」すなわち江戸時代までに開発された鉱山関連史跡のみで、佐渡金山道遊坑道や北沢浮遊選鉱場・大立竪坑櫓・大間港などの明治時代以降に整備された近代化遺産は含まれない。また、佐渡奉行所（相川陣屋）の再現された建物も含まれない（奉行所遺構と鐘楼は史跡指定のため対象）。重文景選定の相川も江戸時代に形成されたものから、近代以降のものまで複合的に網羅するが、世界遺産としては江戸時代のものに限っている（奉行所復元建物は重文景としては景観構成要素）。

### 景観としての世界遺産
佐渡島の金山の構成資産は上掲の史跡もしくは重要文化財に指定されている不動産有形財構築物となるが、それとは別に重要文化的景観選定地では景観（風景）そのものを世界遺産の対象としている。景観を構成する要素は、構築物であっても個別に世界遺産として登録されているものではない。これは長崎と天草地方の潜伏キリシタン関連遺産における潜伏キリシタン集落の景観全体を対象とし、その中にある明治時代の教会堂や戦後に建てられた潜伏キリシタン末裔の個人宅も包括して評価していることと共通する。

#### 相川の街並み
相川は海成段丘による崖線の上下（比高にして40～50メートル）で「うえの町・山の手」（上町）と「しもの町・海の手」（下町）に大別され、高台には寺院（寺町）や商人街（京町）があり、下界を見下ろす突端（広間ヶ岡）に奉行所と鐘楼が置かれ、海に面し物流の便が良い下町は職人の工房・居住地となっていた。崖の上と下とは現在では新潟県道463号白雲台乙和池相川線（大佐渡スカイライン）が結んでいるが、江戸時代には複数の坂道を開削し、現在も趣がある坂として残されている。まちづくりは奉行所がある広間ヶ岡を山あてとして設計配置された。
上町地区には町屋が多く、家屋は通りに面した平屋で（現代では増築し二階建てにした家もある）、間口が狭く縦に長い京町屋風な造りのものが短冊状に連なる。また、舌状台地であり、縁辺部に建つ家では正面は水平を保つように石積みで土台を作るが、奥に進むと地形（勾配）に沿って徐々に下ったり（家屋内に段差がある）、懸造構造を伴う「吉野造り」が見られる。一方の下町地区では、往時の目抜き通りであった相川街道を中心に昔ながらの区画が良好に残る。新潟県道45号佐渡一周線縁辺は1629年（寛永6年）より順次始まった埋立地により町立てしたもので、さらに海側の市役所支所などがある栄町・相川浜公園は昭和50年代に順次埋め立て拡張したもの。江戸期の埋め立てにはスラグが大いに役立った。上町では家屋に伴う塀はあまりみられず、上町下町に共通して家屋の壁は着雪を落としやすい格子壁が用いられ、下町では石塀を持つ家もある。また、火事を警戒して早くから瓦葺が普及した。
重要文化的景観選定後、建造物の新築や大規模改修に際しては外観意匠や高さ・色調などを制限するようになったが、それ以前に建てられた建物も多い。それでも相川の街並みが評価されたのは建物個々の新旧ではなく、江戸時代の区画がほぼそのまま残されており、『佐渡相川図』（西尾市岩瀬文庫蔵）などの絵図と照らし合わせても描かれた路地や流路形状に変化がないことがある。
陣屋町でもあった相川は、土塁や柵こそ巡らせていないが（奉行所は土手・堀と塀に囲まれていた）、三方を山に挟まれ正面が海という天然の要塞的な地形で、街を取り囲む総構えのような城郭都市に準じた構造であった。『佐渡一国海岸図』（相川郷土博物館蔵）の相川を描いた部分を見ると、相川往還（相川街道）の中山峠や海岸線の北の濁川と南の海士町川の河口には関所となる番所が設けられ、海士町川には御番所橋という橋が残ることから、川が濠の役割を果たしており、北の弁天崎と南の春日崎には海の見張り台が設けられていた。下町を横切る相川街道では直角に曲がる枡形をした「鍵の辻」（L字路）や街道（羽田商店街区間）を挟んで向かい合う奉行所下の路地が食い違いになっていたり、街道自体を蛇行させ（地元では通称くねくね坂）、奉行所がある高台へ向かうかのような路地が袋小路であったり（道がカーブしていて先が行き止まりであることが見えない）、実際に高台へ抜けられる坂道も屈折し進むにつれ先細りになるなど、防衛面を意識した仕掛けも見られる。相川往還など金山関係物資輸送の公道以外に古道の山越え道が何本かあったが、いずれも山際に配置された寺の敷地へ抜けることから、寺に往来の監視を担わせていた。
なお、相川は1858年（安政5年）の大火で奉行所も含め上町の全てと下町の大半が焼失しており、現在の街並み家屋や寺社の多くはこれ以降に再建されたものになる。
但し、ICOMOSの勧告として、明治時代の影響が色濃いと指摘された北沢地区が世界遺産構成資産候補からの除外を求められた（下記「諮問機関の調査と勧告」の節参照）。『金銀山岡山絵図』（佐渡市蔵）では炭焼き窯があり渓畔林が茂りV字谷を呈していた濁川沢沿いを、昭和になると大掛かりに開削して平地造成し、選鉱場など工作工場群を建設したことで本来の景観が失われる改変があったとみなされた。しかし、他に景観面での既存不適格建築物は北沢地区に隣接し奉行所の向かいに建つ広間町の佐渡市立相川診療所（旧町立相川病院／1904年に鉱山病院として開設）と北沢の北側高台（下相川町）に建つ新潟県立佐渡高校相川分校のみだが、実際には江戸の佇まいを伝える上町の京町通りにも明治期のレンガ塀や旧相川拘置支所など昭和期戦後の建物が紛れ込み、下町地区を通り抜ける佐渡一周線は主要地方道であるため沿道景観は現代的であることから、大間港などを除き重文景としては道路とそれより海側は対象としていない。
重文景としての選定範囲は630ヘクタールあるが、世界遺産構成資産としては147ヘクタールまで絞り込んでいる。構成資産に含まれない範囲は緩衝地帯として包括されている。
相川鉱山町としての世界遺産構成資産は、個別の建造物や史跡ではなく町並み保存された景観全般を一括りとしている。以下に掲出の画像は景観構成要素の事例であり、個々に直接世界遺産の構成資産となっているものではない。

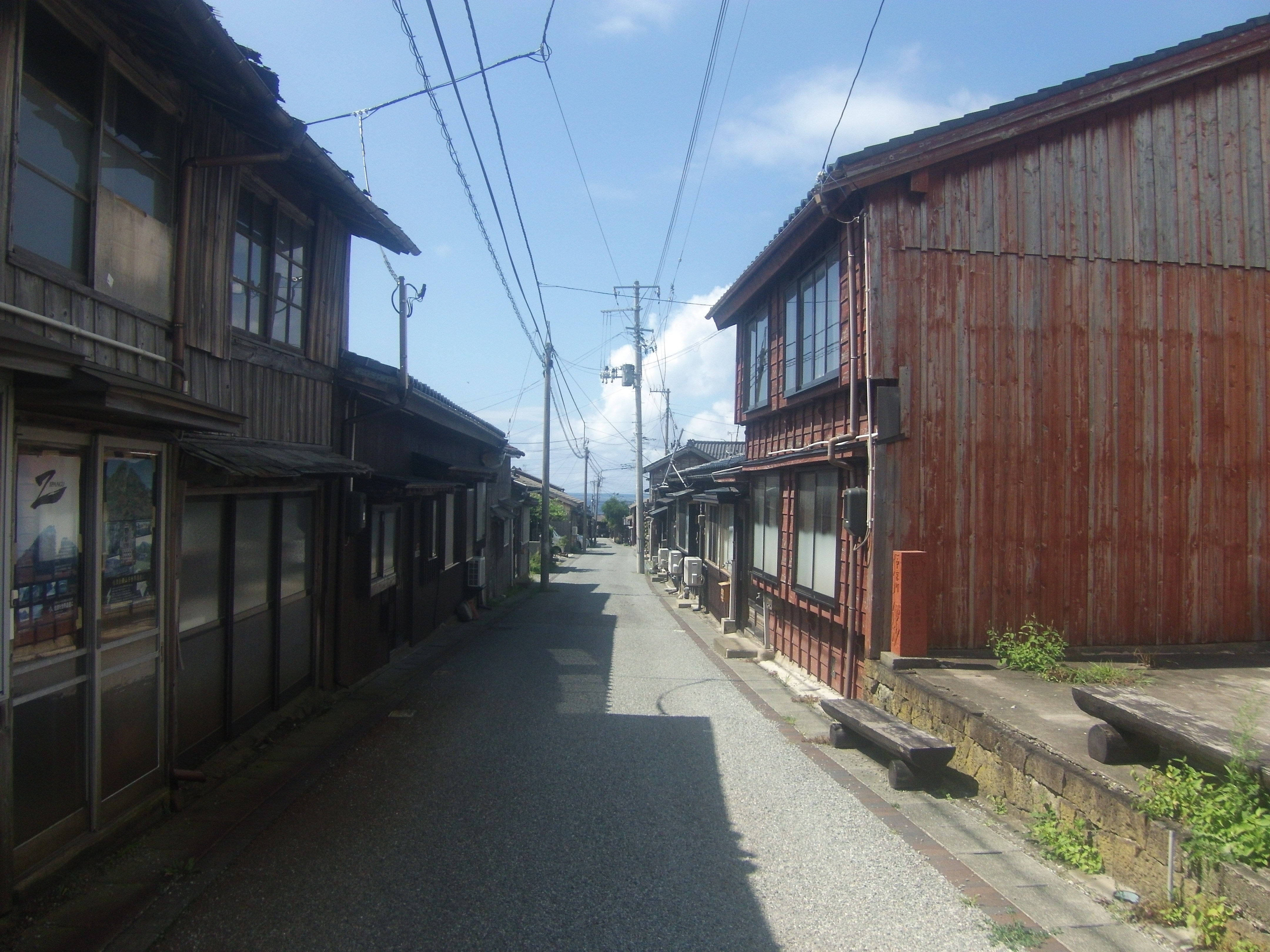
相川上町 - 京町通り
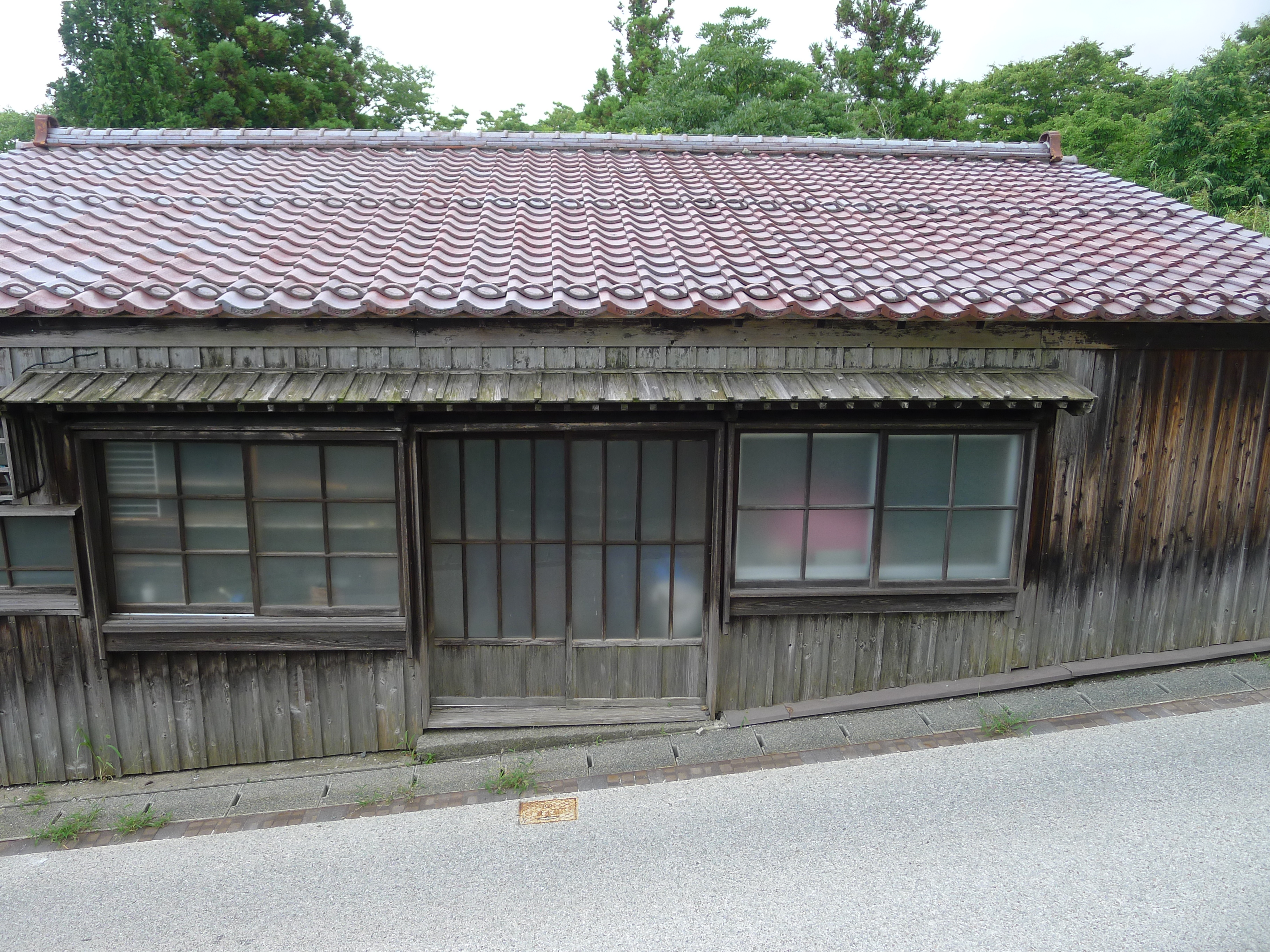
傾斜に対し正面は水平を保つ家屋（上町）
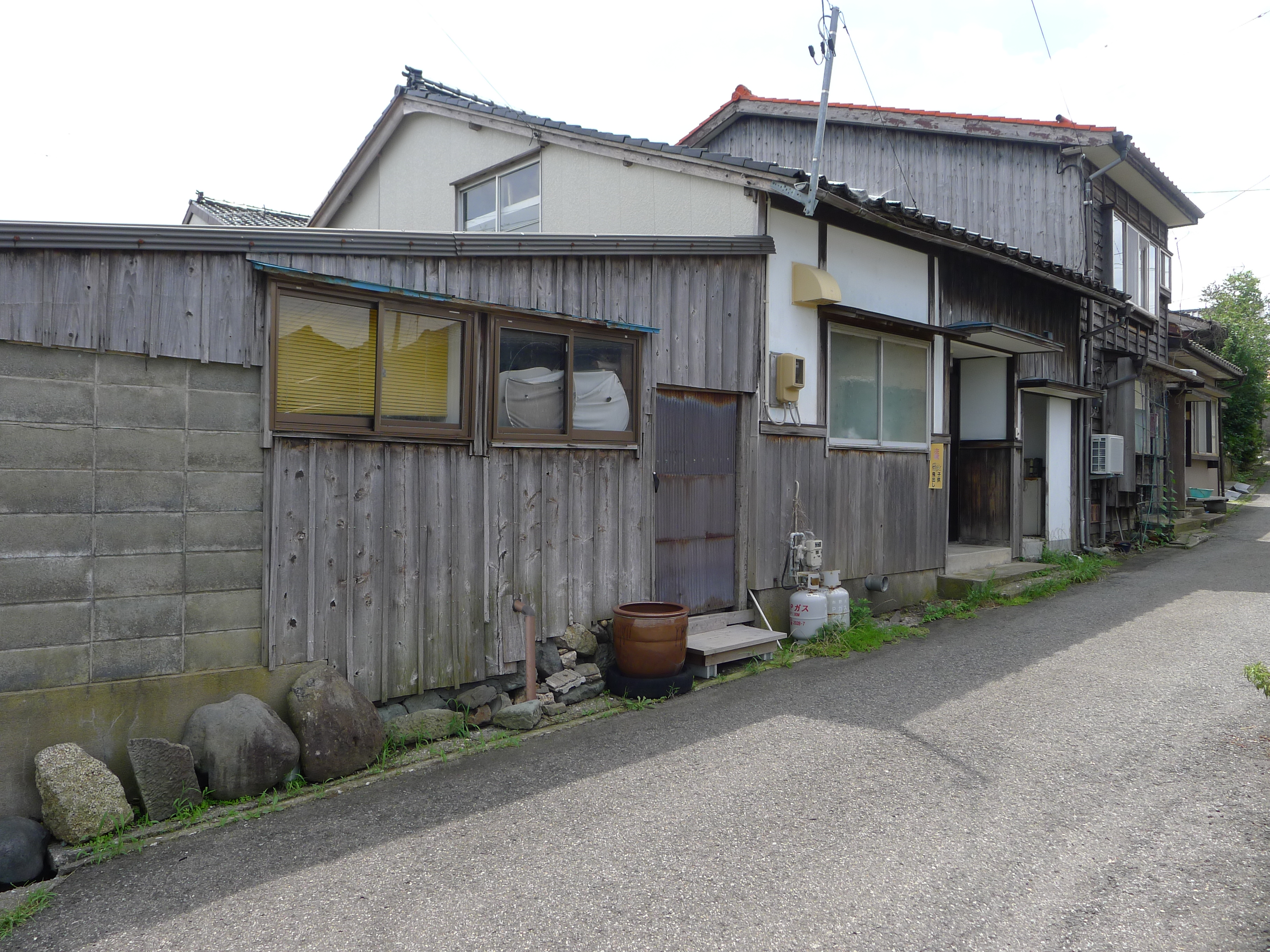
傾斜に沿って奥向が下ってくる家屋（上町）
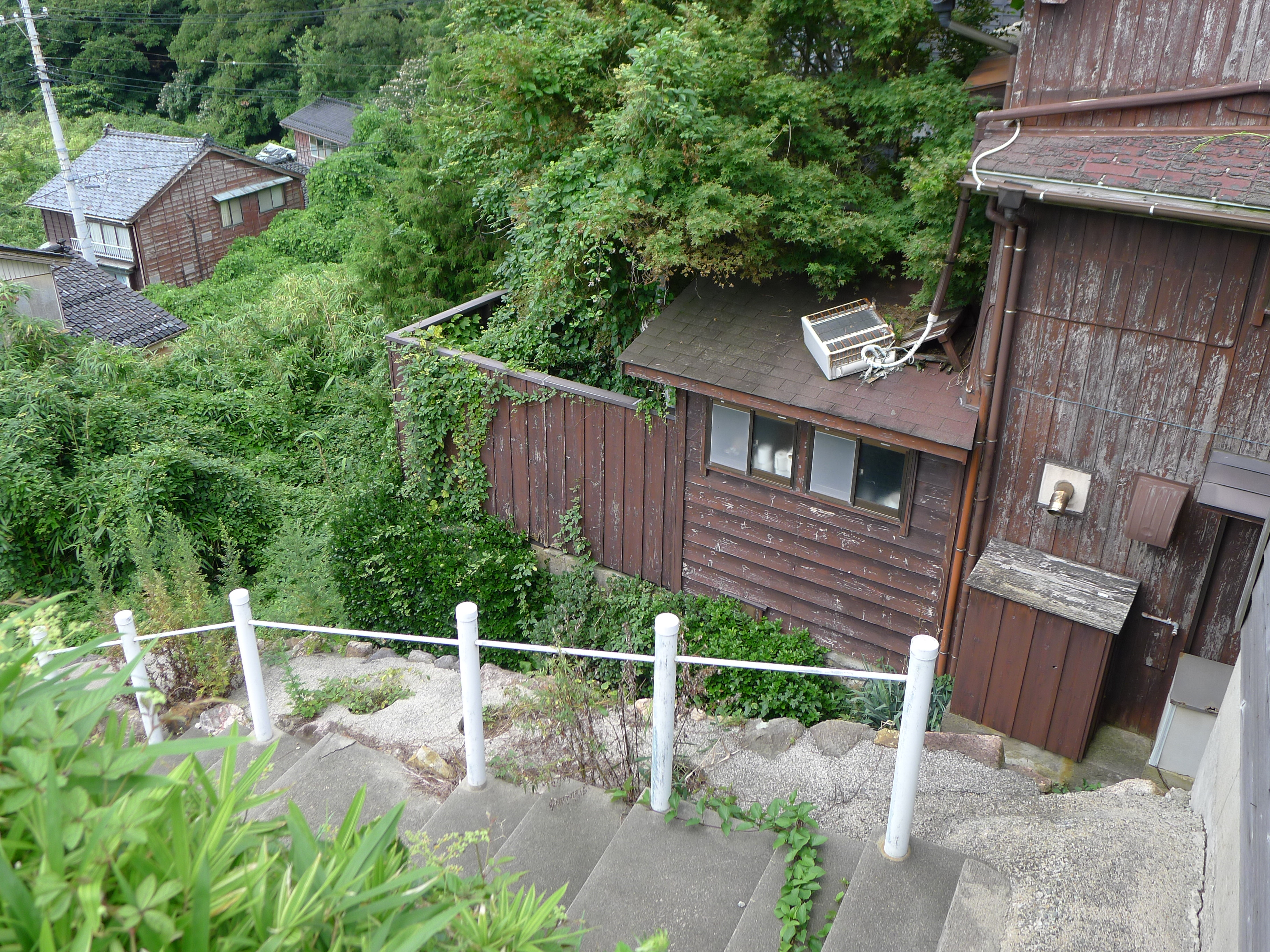
崖際に建ち、懸造（ウッドデッキ）がある家屋（上町）
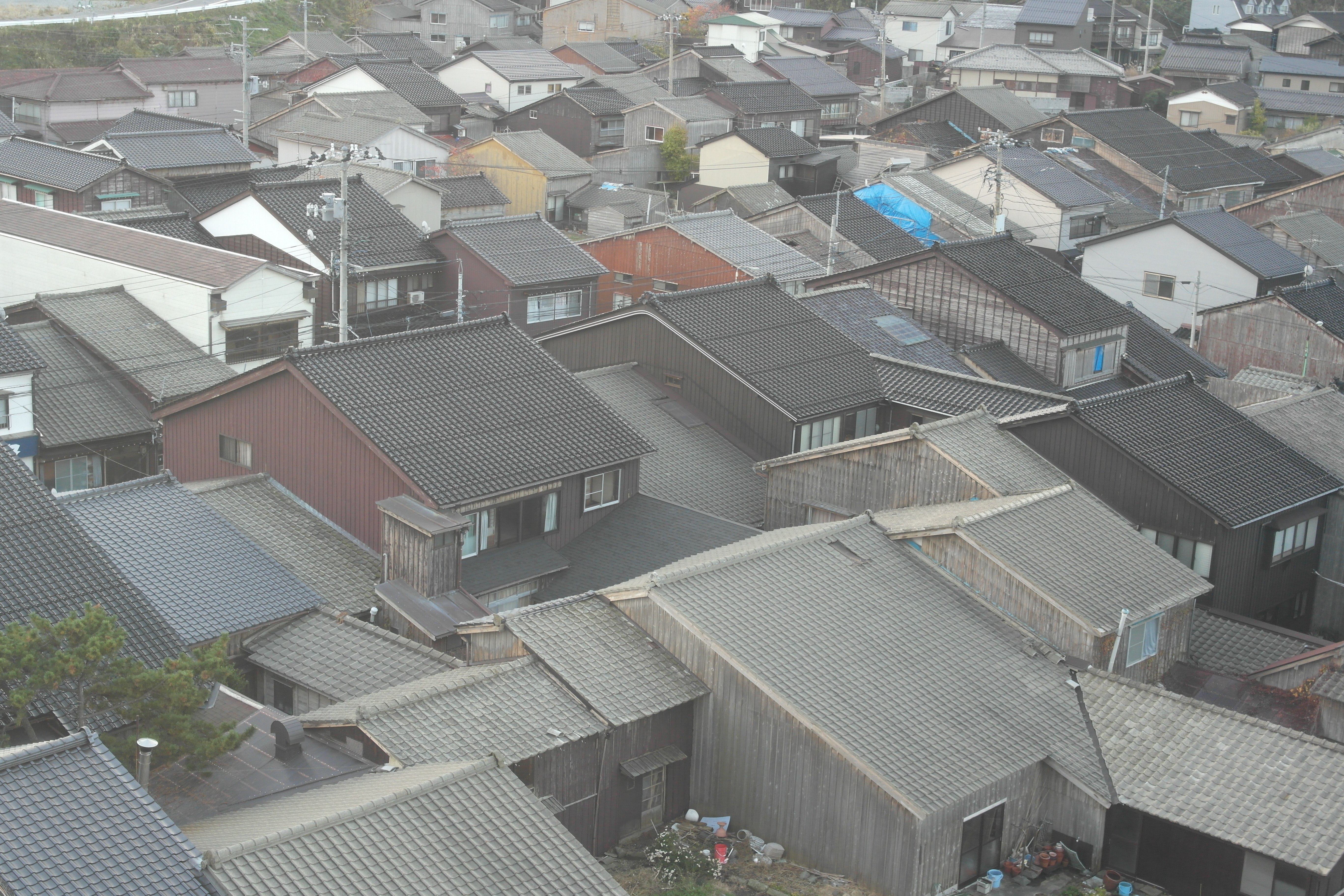
相川下町側の街並（屋根伏図アングル）、鈍色や黒光りする瓦葺き[注 18]で角度や高さが揃う
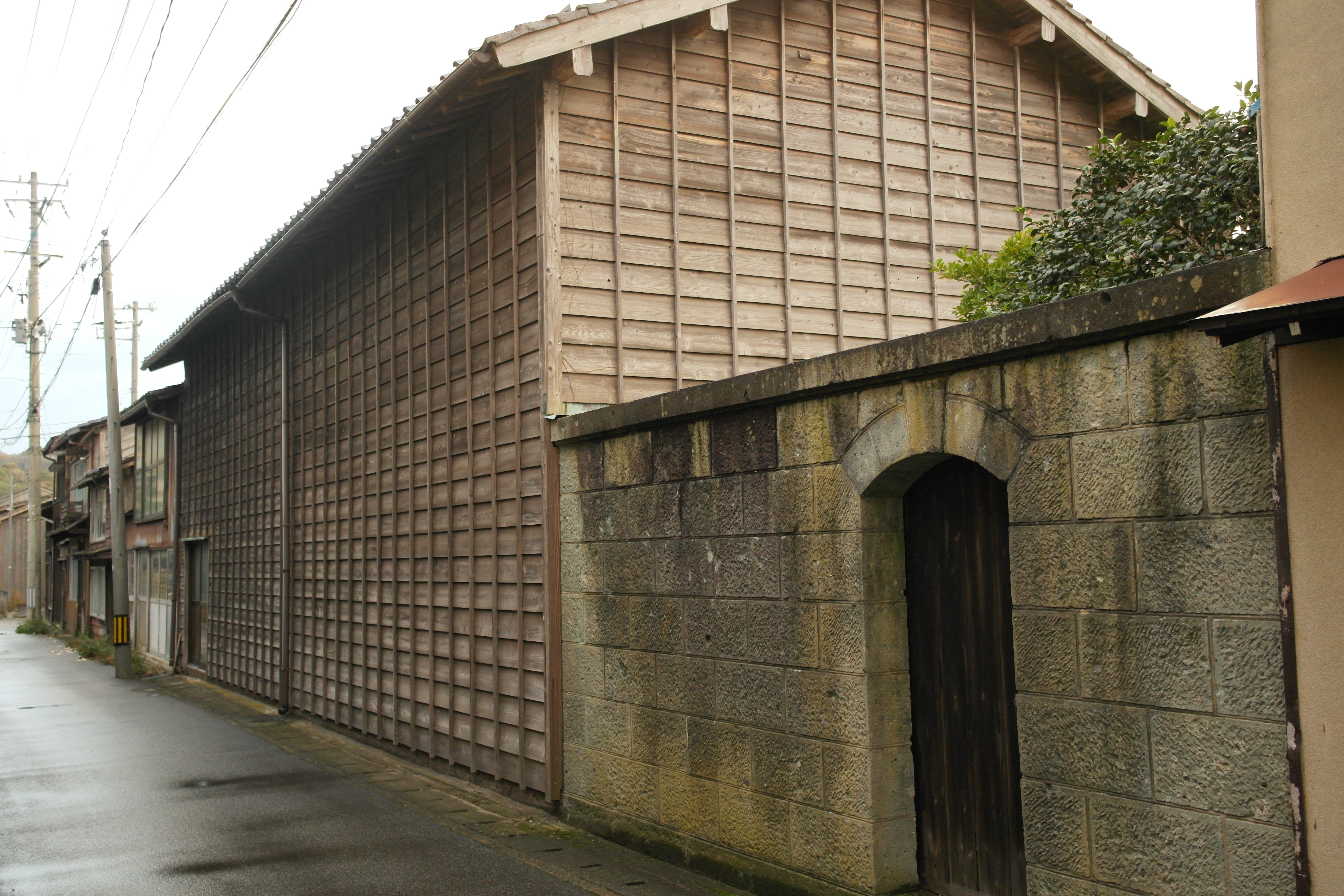
格子壁と石塀がある家屋（下町）
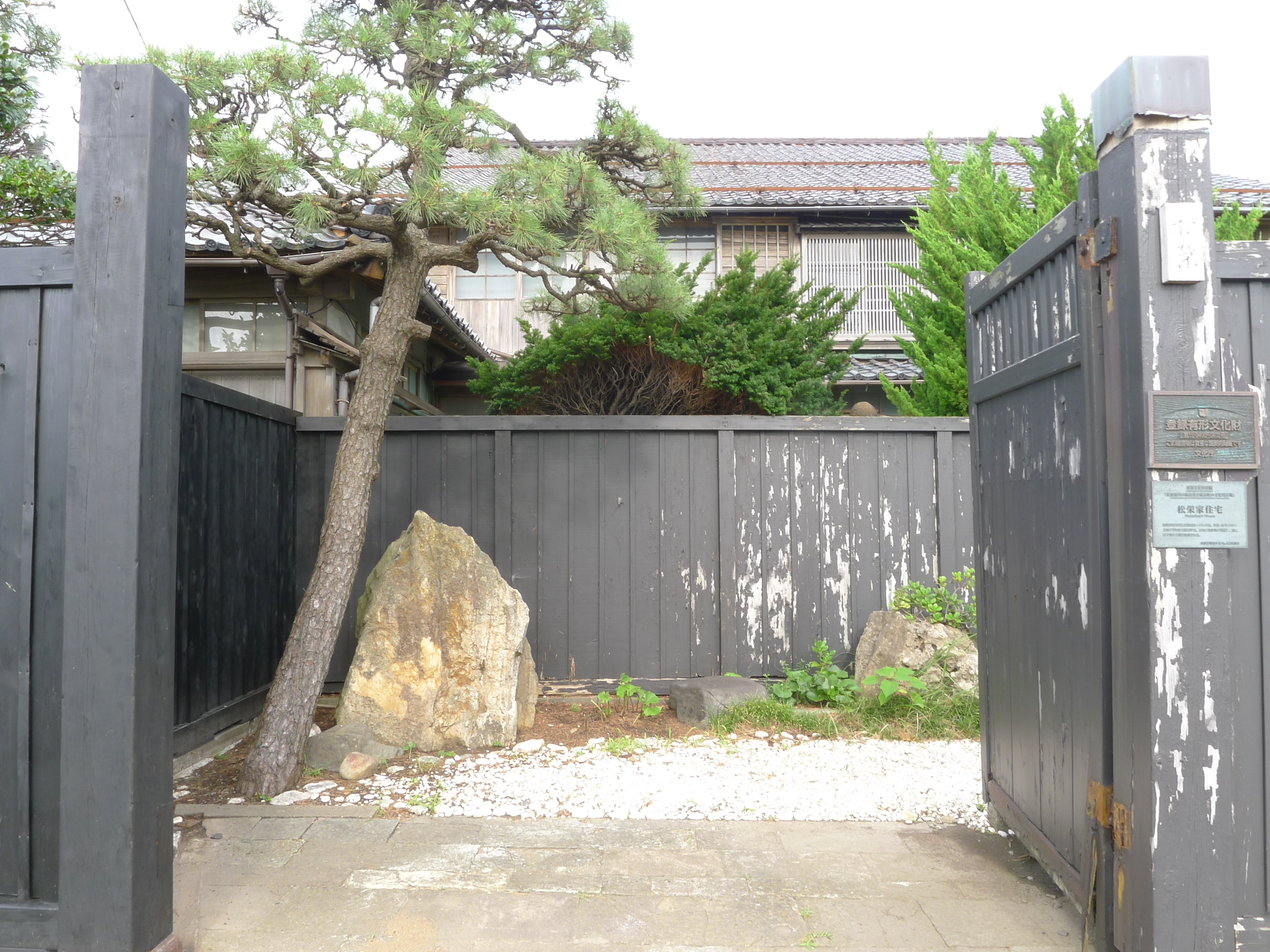
海に近い下町に建つ豪商・松榮(まつばえ)家邸
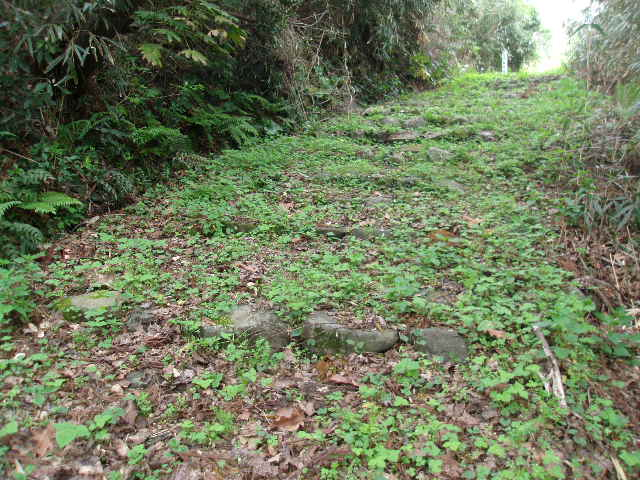
上町と下町を結ぶ石段（厳常寺坂）
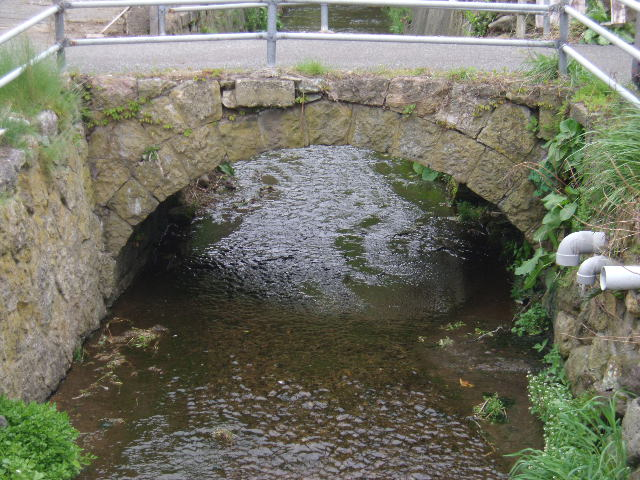
花街へ渡るために架けられた水金川石橋（路面は舗装）[注 19]
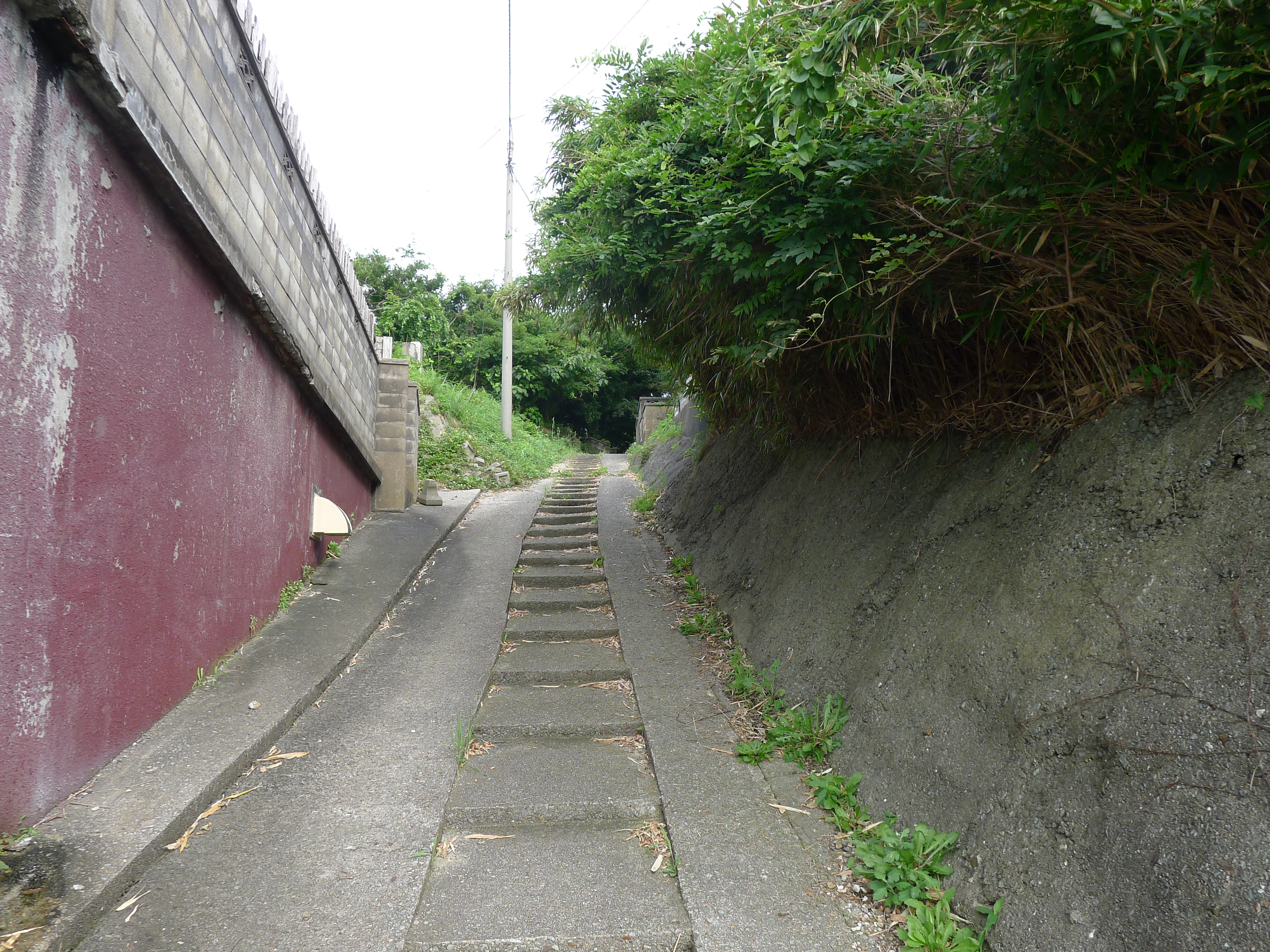
町外れを抜ける相川往還中山道
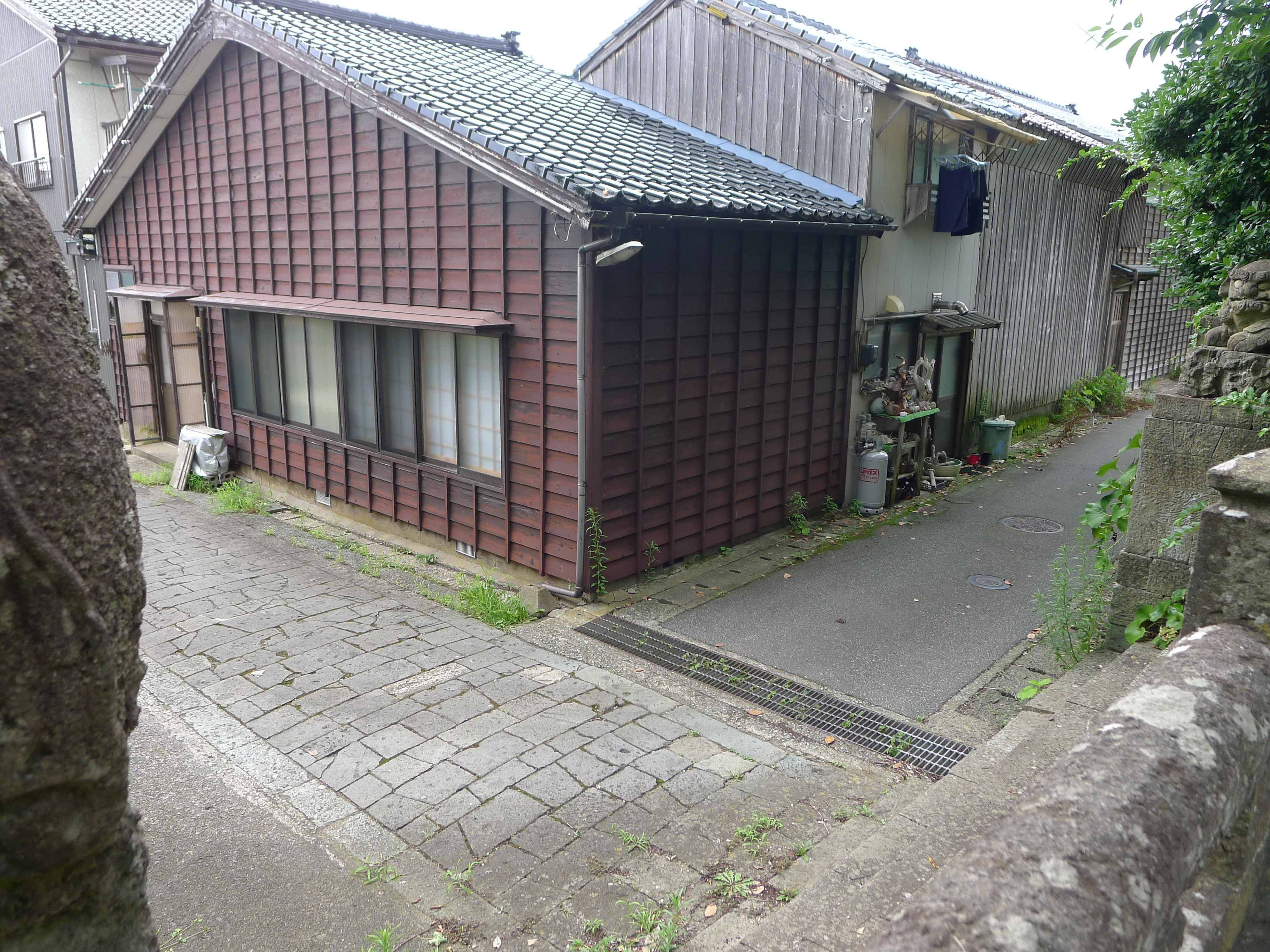
街中での相川街道の曲がり角

#### その他の景観要素
日本の世界遺産の中で、西三川の棚田は長崎と天草地方の潜伏キリシタン関連遺産の春日集落にある棚田に次ぐもので、同じく用水路は明治日本の産業革命遺産 製鉄・製鋼、造船、石炭産業の関吉の疎水溝に次いでのものとなる。さらに溜池はこれまでには無かったもの（富士山-信仰の対象と芸術の源泉の富士五湖のような天然の池はあるが、これは「自然の聖地」扱い）。
相川や西三川を流れる自然河川は、紀伊山地の霊場と参詣道で熊野古道の一部とされた熊野川に次ぐものだが（自然遺産は除く）、熊野川は巡礼路としての扱いに対し、佐渡では産業利用されたものになる（明治日本の産業革命遺産の遠賀川水源地ポンプ室で取水口がある遠賀川が一部含まれている）。相川では鉱山町としての区割り境界や排水処理など都市計画で重要な役割を担い、西三川では砂金すくいの場であった。
能舞台は相川や西三川の神社に併設されているが、古都京都の文化財の西本願寺境内にある北能舞台（国宝）や下鴨神社の舞殿（重要文化財）に次ぐものとなるが、佐渡は権力者や強権な宗教組織の庇護に基づくものではなく、民衆による大衆文化として存続してきたものになる（タニマチはいた）。
江戸時代の街並み景観としては明治日本の産業革命遺産の萩城下町があるが、寺町や京町通りのような旧商家が連なる光景が含まれたのは初めてのこと。

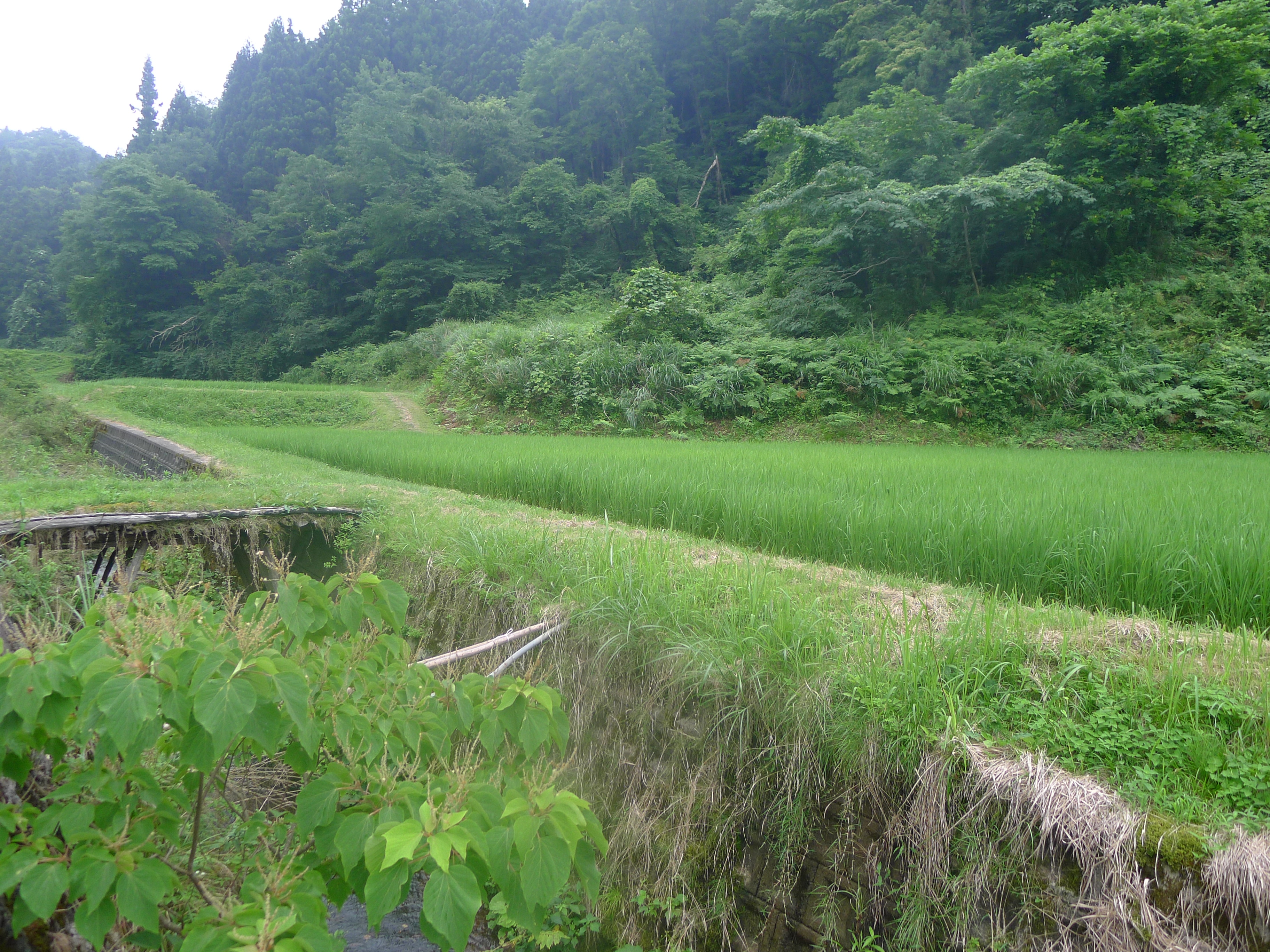
西三川里山谷戸の棚田
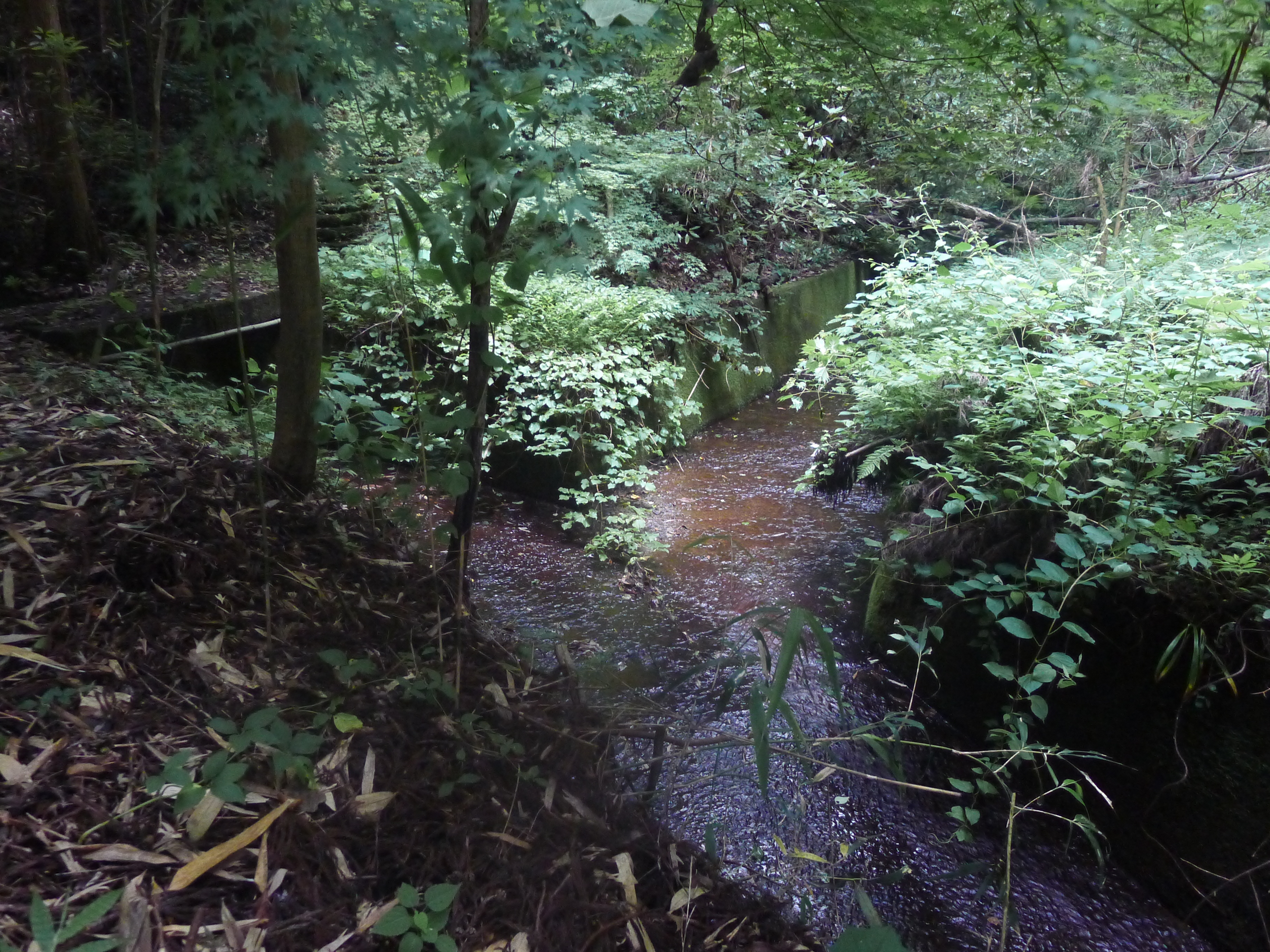
砂金すくいの水路は農業用として使われ続けている
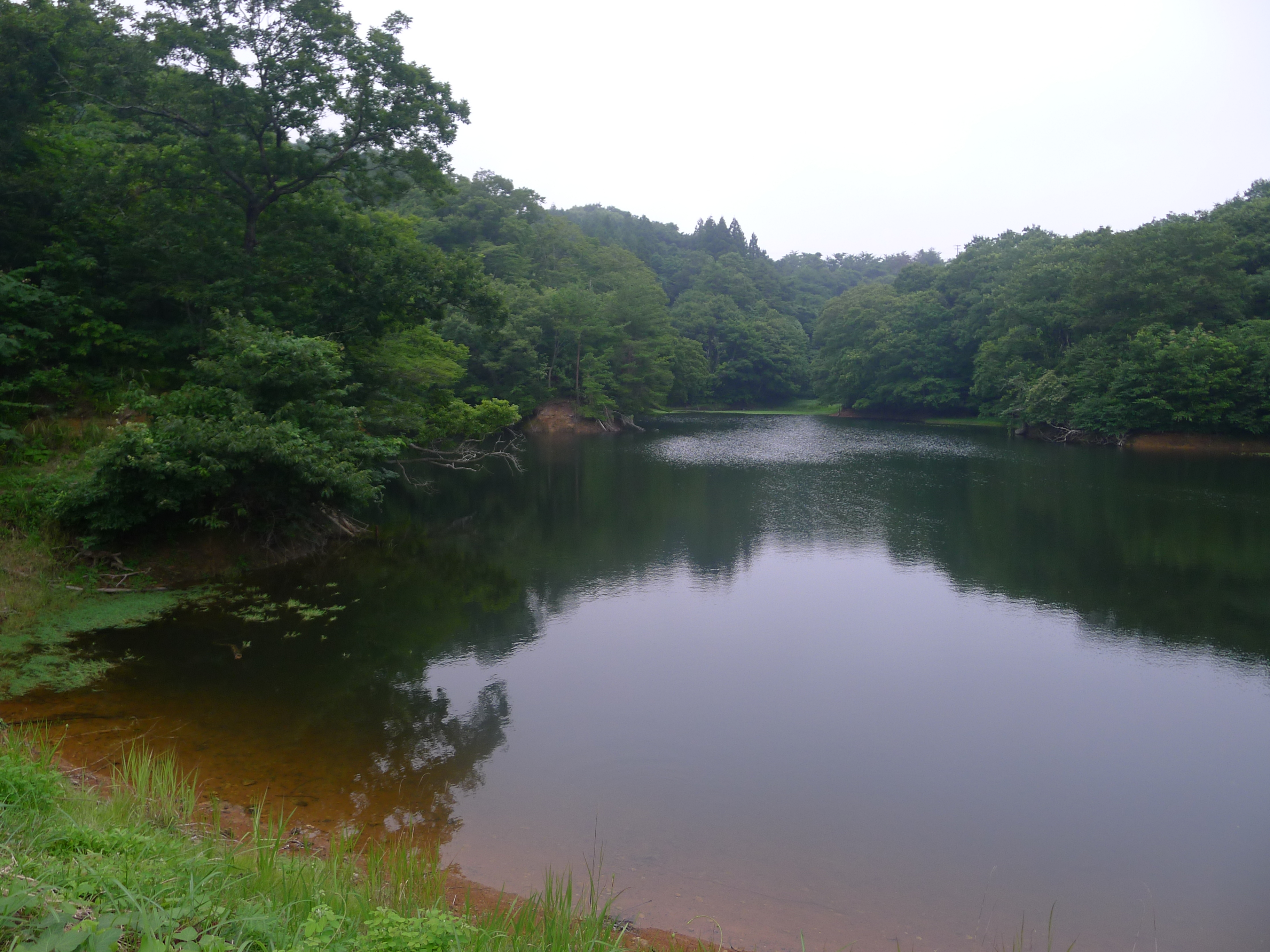
砂金すくい水流のための溜池
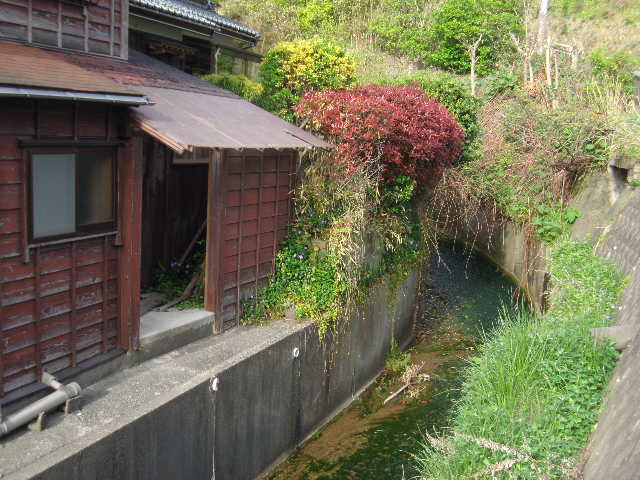
南沢こと間切川（相川）
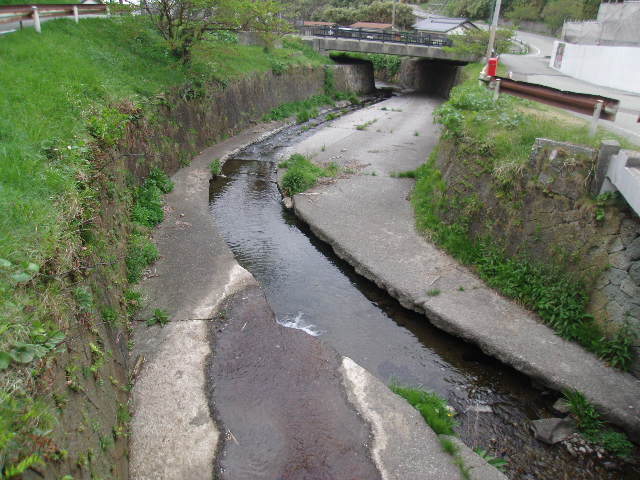
北沢こと濁川（相川）
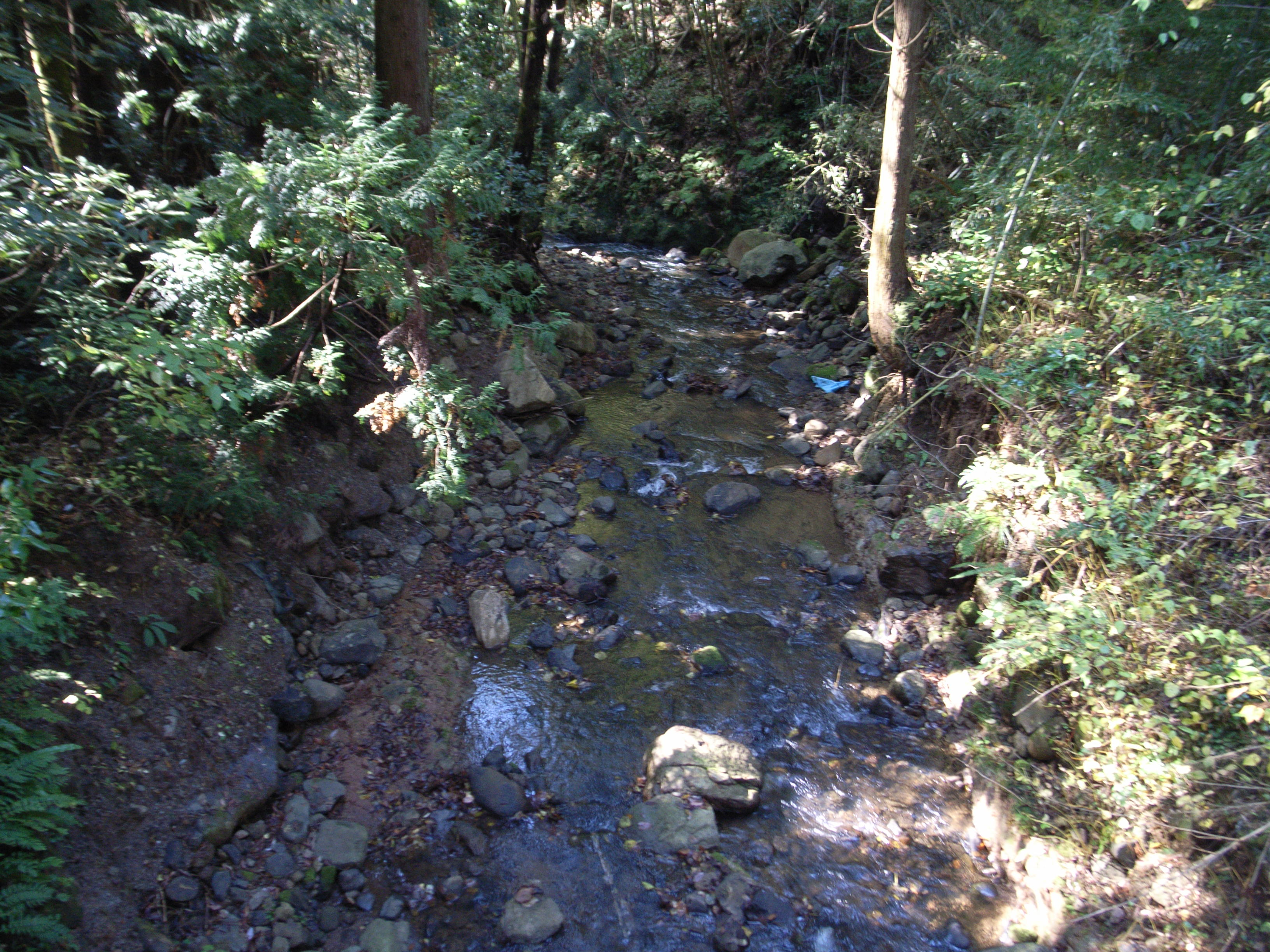
砂金すくいを行った笹川川（西三川）
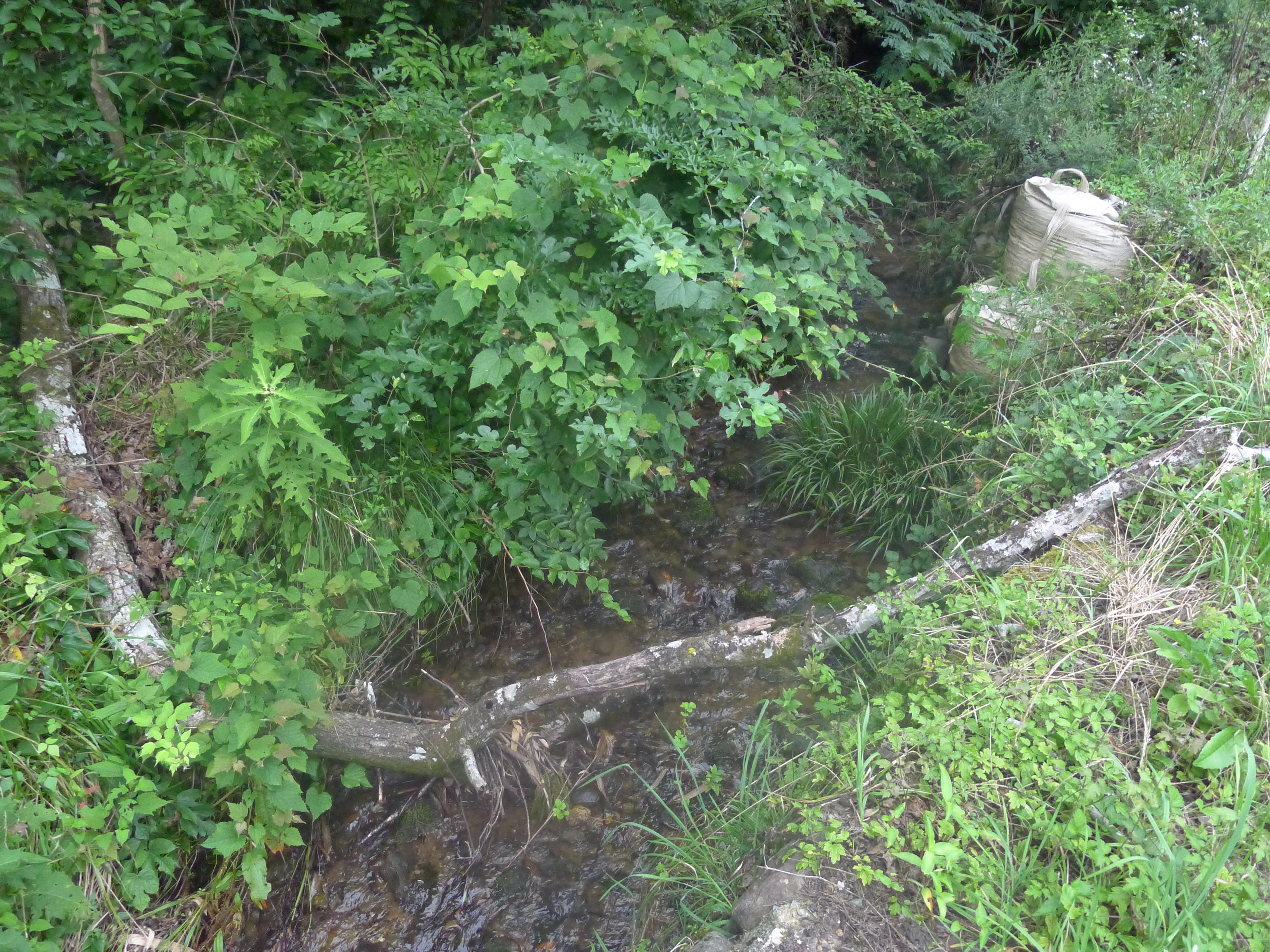
砂金すくいを行った金山川（西三川）
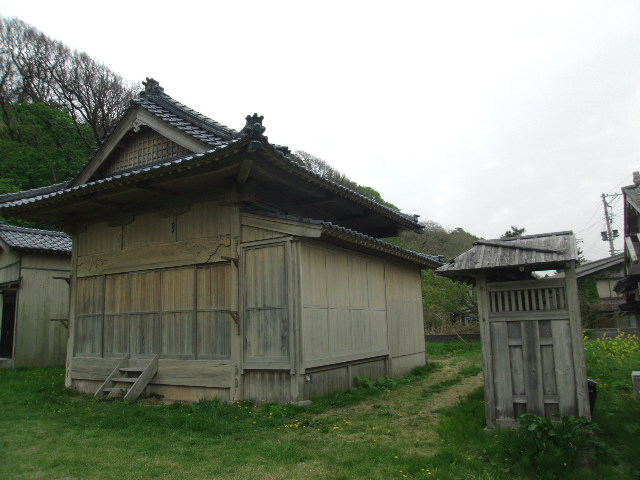
春日神社の能舞台（相川）
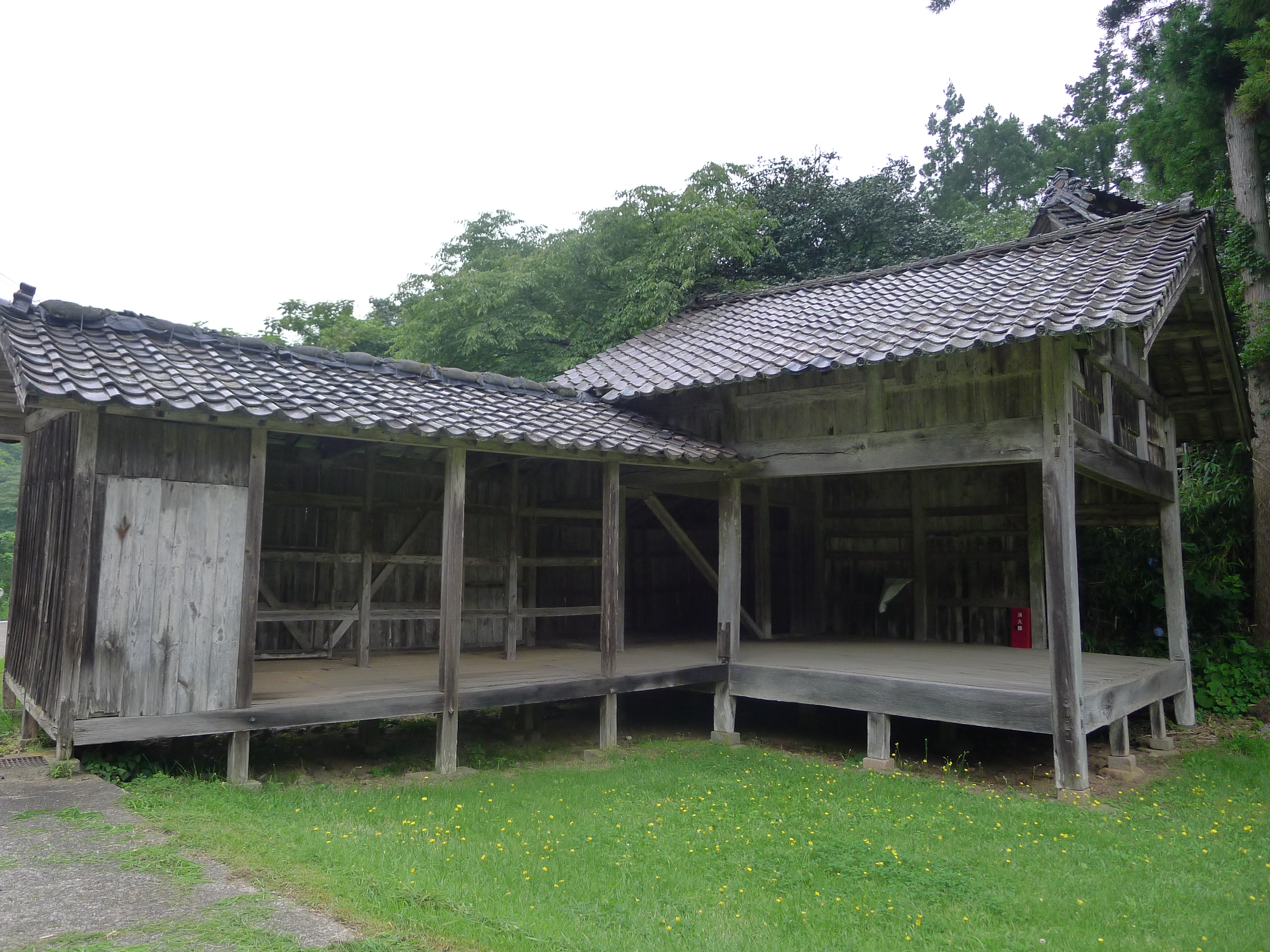
大山祇神社の能舞台（西三川）
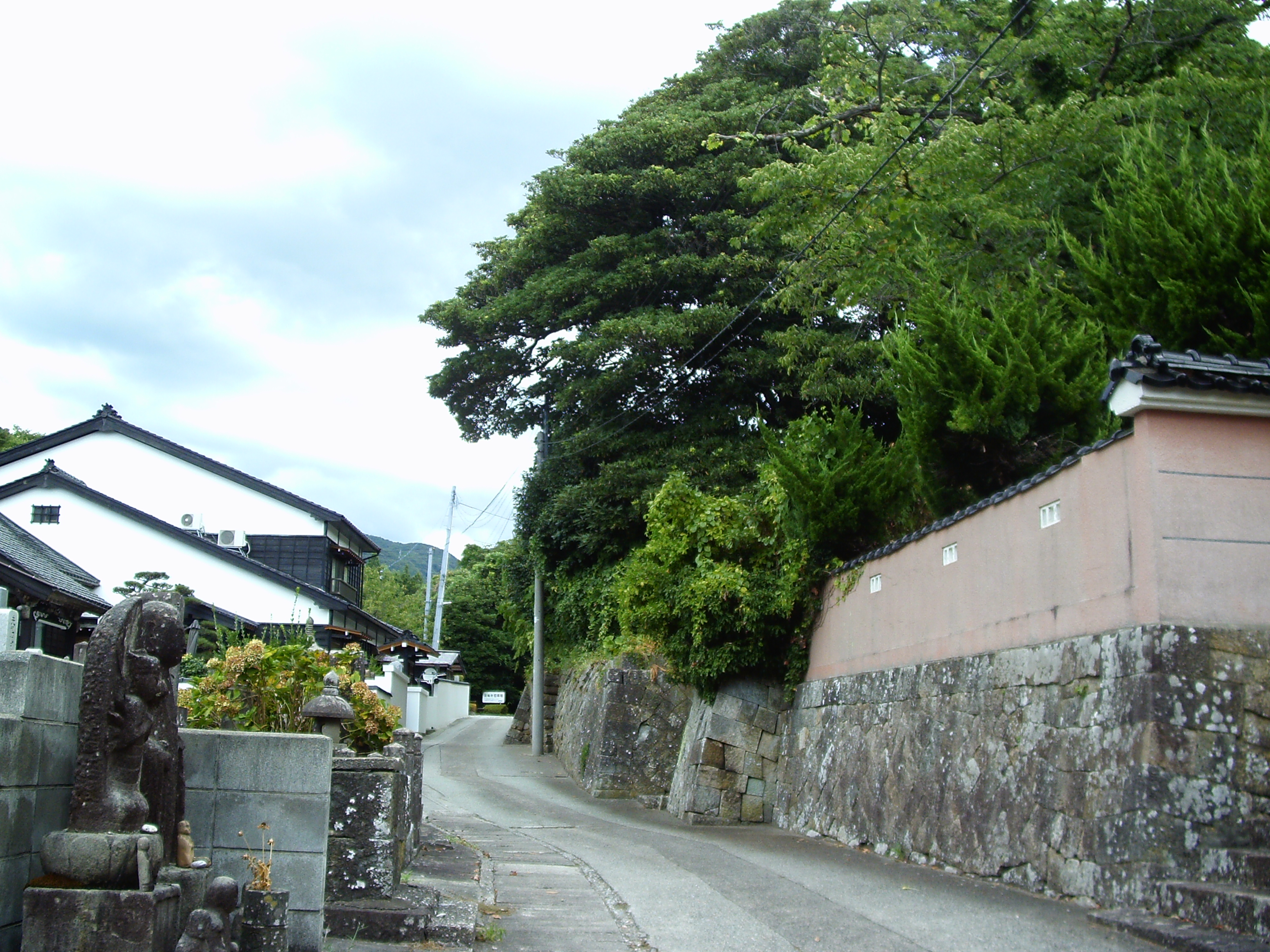
相川下寺町

#### 植生景観
ICOMOSの評価にもあるように（下記「諮問機関の調査と勧告」の節参照）、佐渡金山は豊かな森林に抱かれるように存在し、植生が損なわれないよう配慮されてきた経緯がある。環境省が実施した自然環境保全基礎調査では、佐渡の植物相には「原生林もしくはそれに近い天然林」、「郷土景観を代表する植物群落」、「過去において人工的に植栽されたことが明らかでも、長期にわたって伐採等の手が入っていない準自然林」が顕著に見られ、特に早くから開拓が進んだ相川界隈でも自然林が残されており、自然景観と一体化した街づくりが行われてきた。 その背景には日本人ならではの自然崇拝や畏怖の念があり、環境破壊を伴う鉱山開発への罪滅ぼし的な配慮を垣間見ることができる。
元々は野生種で屋久杉との類似性も指摘され現在ではブランド材にもなっている佐渡杉や、丈夫なカシは家屋の建築資材としてのみならず、坑道の落盤防止用の梁や水替え桶などの需要もあり、特にスギは植林を含め保護されてきた。スダジイ（椎）は仏教との関わりが深いことから、相川の山裾にある寺院では伐採されることなく残されてきた。
草花ではシャクヤクやセンブリは薬草として重宝され、怪我が絶えない鉱夫には必需品であり、自生する場所は入会地となっていた。海浜植物の中には、海運の船や荷物に紛れて運ばれてきた由来があり、金山運営との関係性が見られる。遊郭があった北沢周辺にはツワブキも咲くが（日本海側自生地として佐渡は北限）、その灰汁には腹下し作用があることから、遊女の堕胎にも用いられたという悲しい歴史もある。。旧相川町の町花マルバシャリンバイ（シャリンバイ）は朝鮮半島出身労働者も愛でた経緯があり、花いっぱい運動として植生を復活させる計画もある。
世界遺産委員会での登録時に「The state of conservation of world heritage forests（世界遺産森林保全ネットワーク）」に組み込まれることとなり、森林保全マネジメント（森林経営計画）の計画案提出を求められたこともあり（下記「世界遺産委員会での状況」の節参照）、こうした自然環境を存続させるためにも、天然記念物指定や自然環境保全法の適用を目指す必要が出ている。

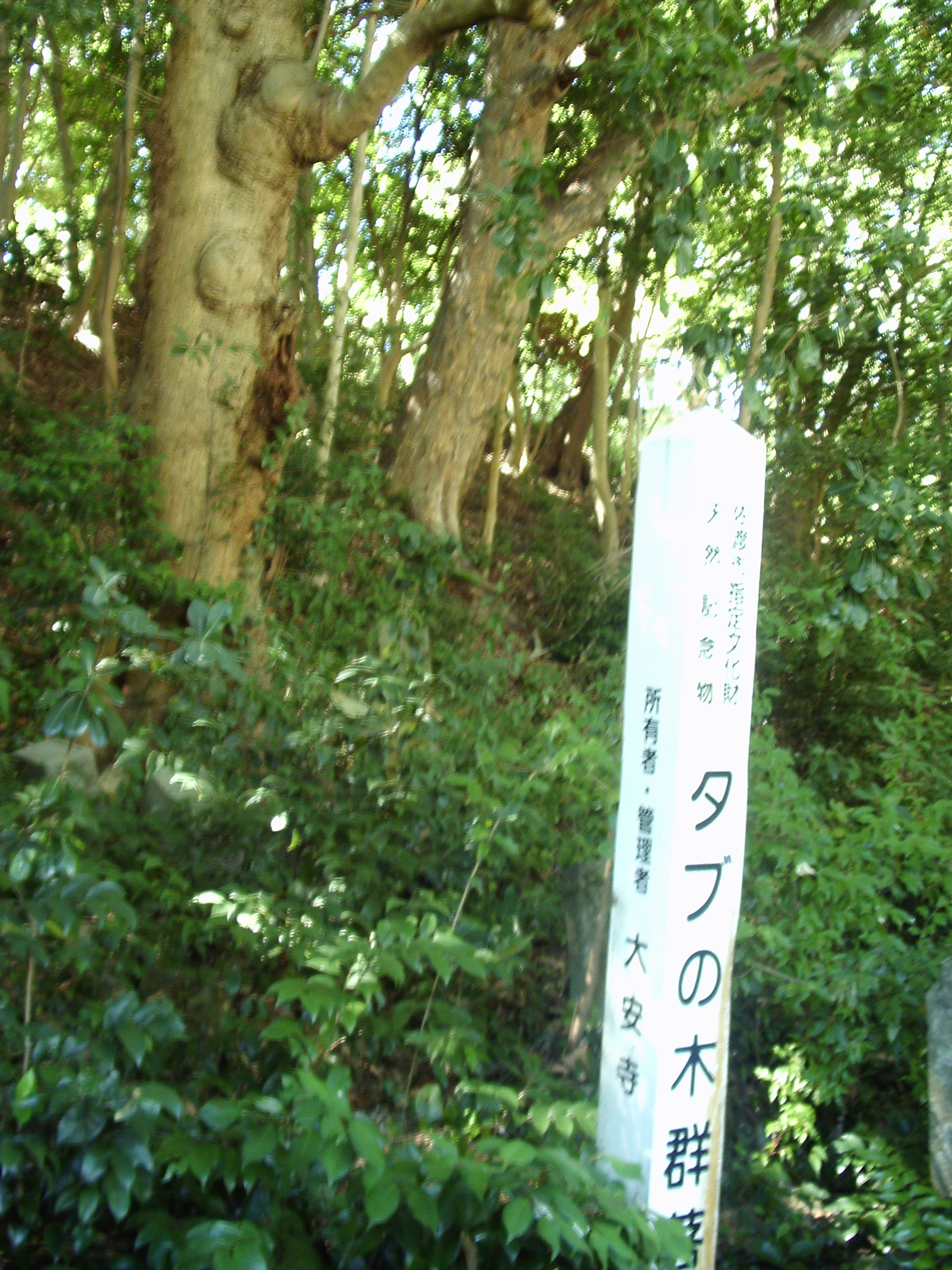
相川の古環境を残す大安寺境内のタブノキ群生
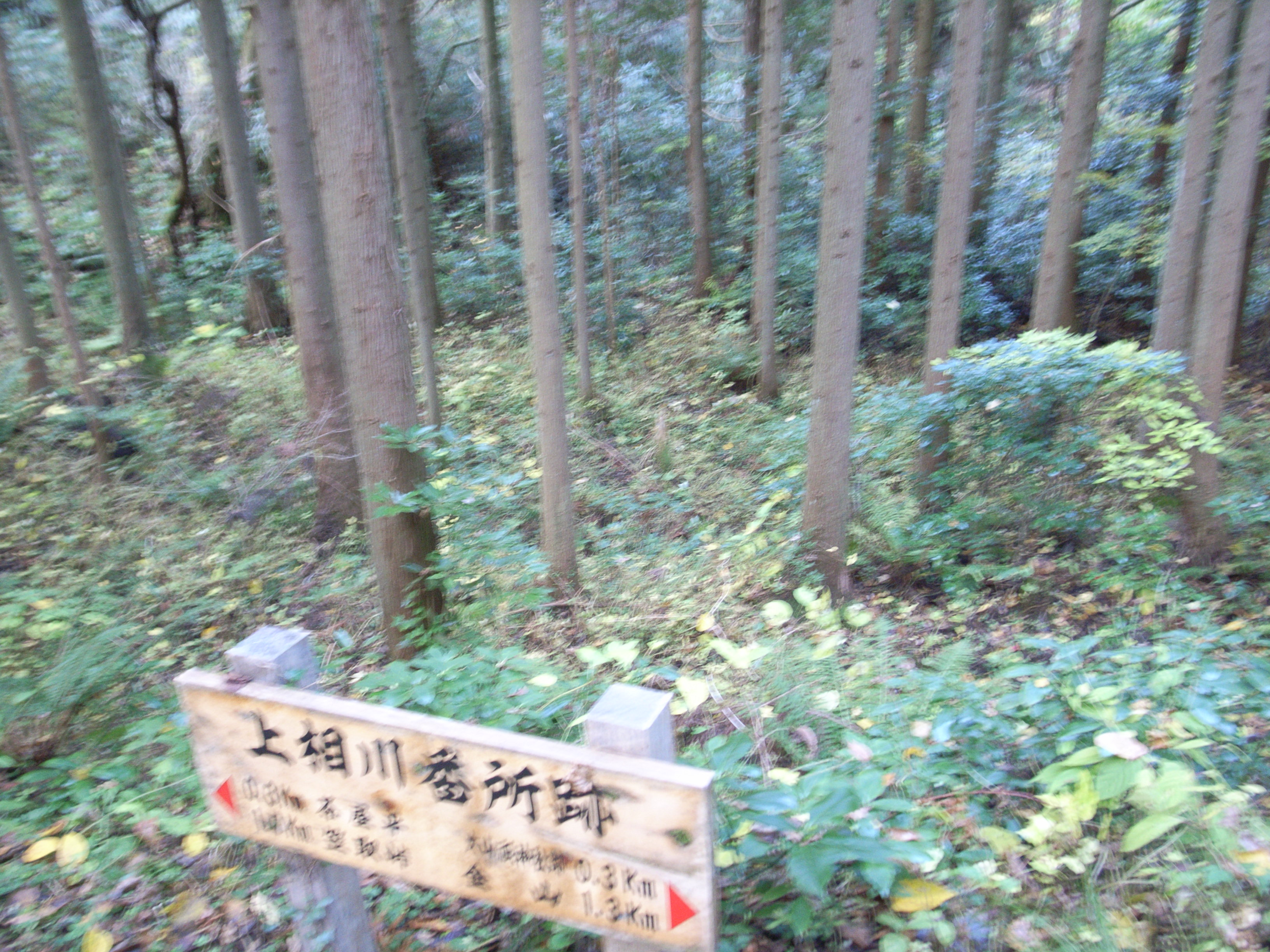
御用林の面影を伝える上相川の木々（市緑地資源指定）
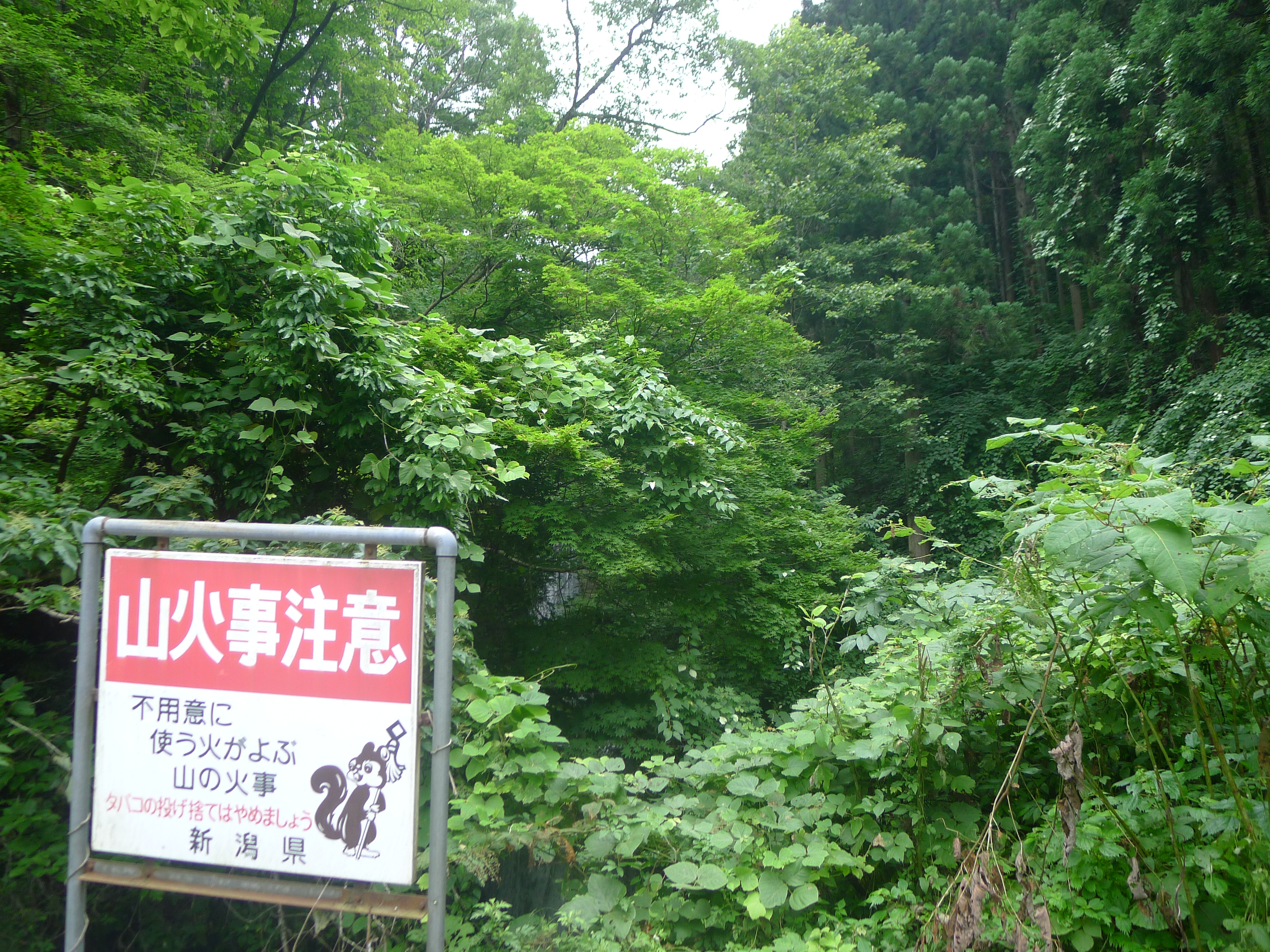
分布境界線として生物多様性も見られる濁川源流域
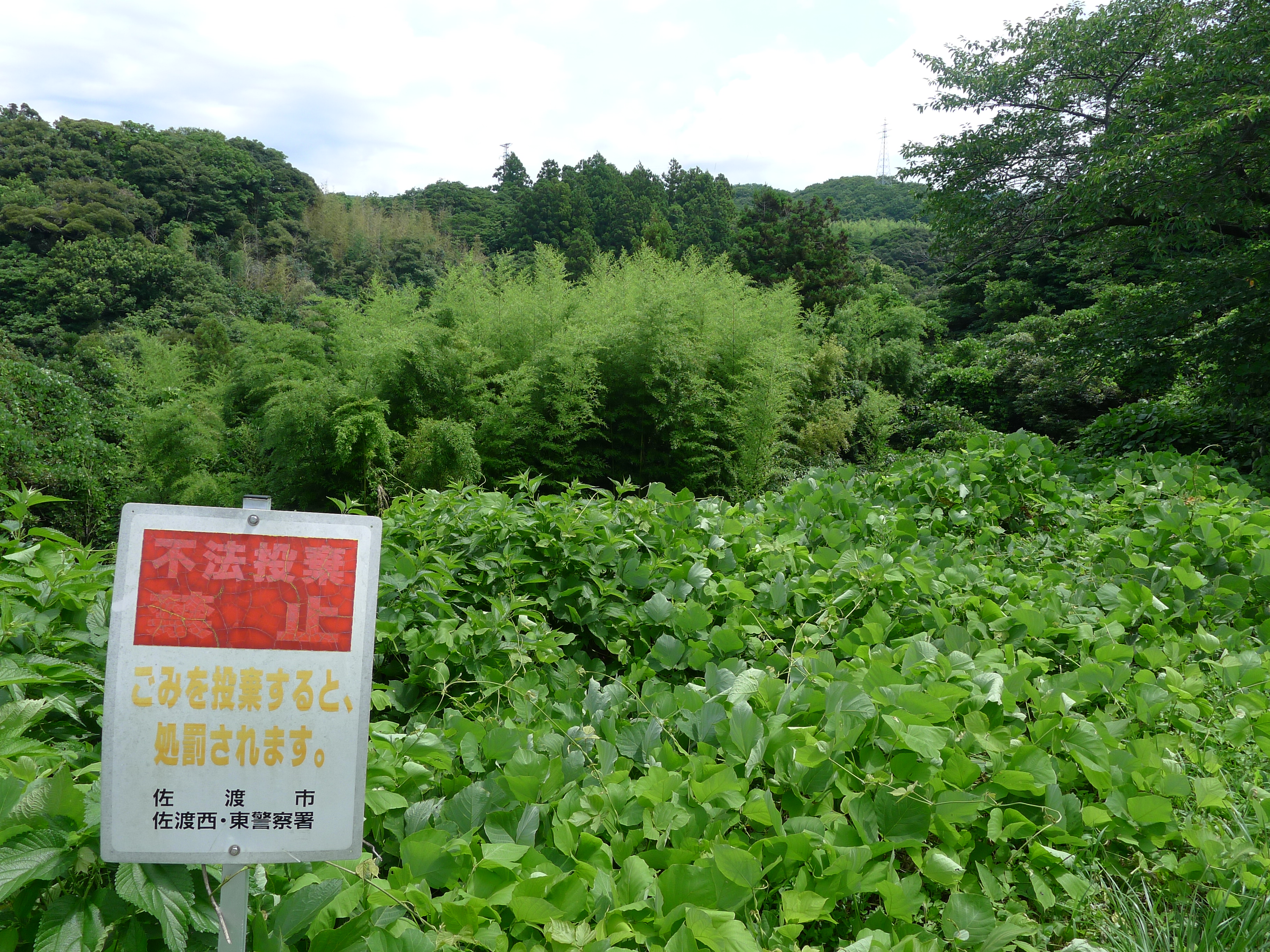
昔からツユクサやドクダミを採っていた大仏川河川敷
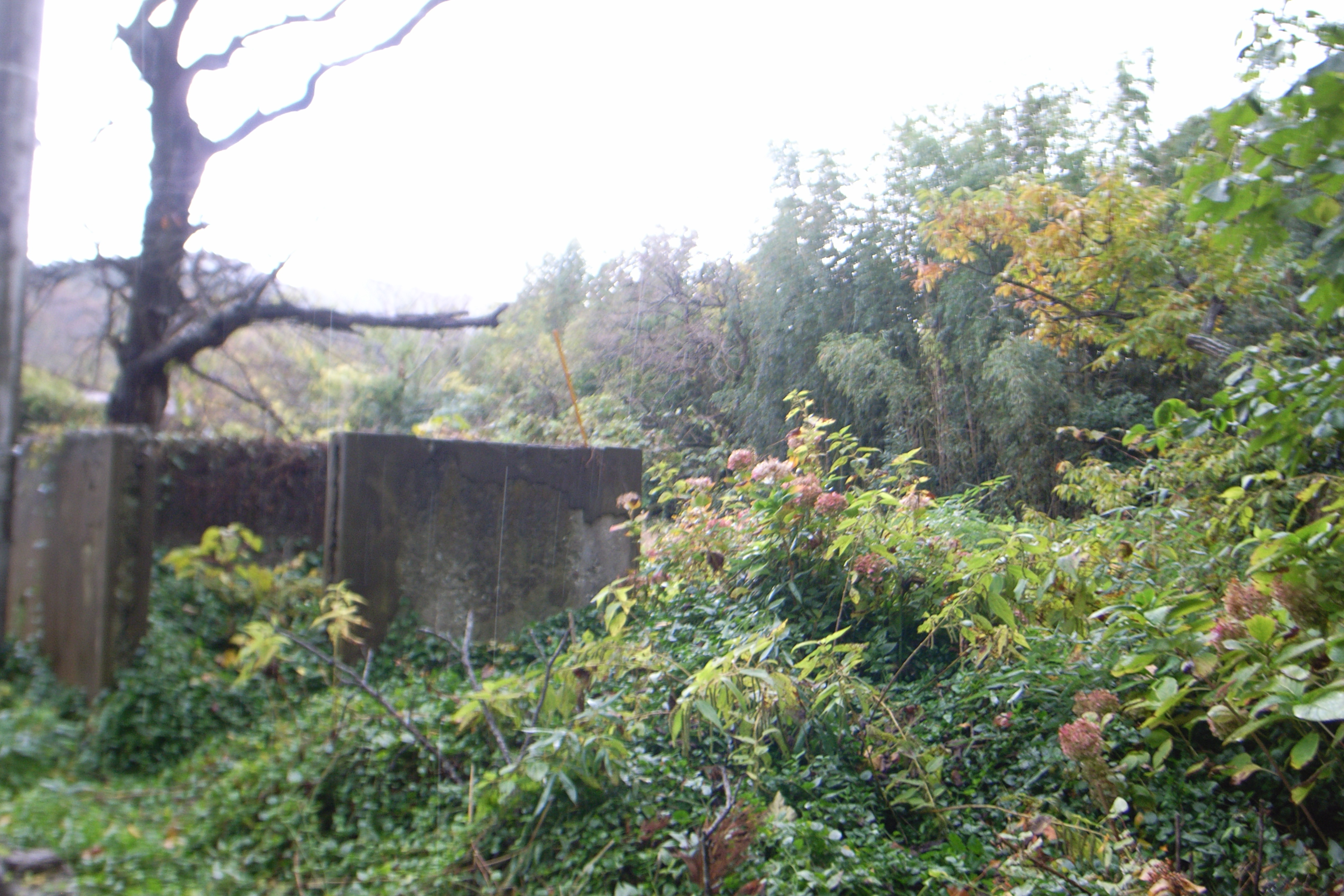
朝鮮半島出身鉱夫寮跡に咲く車輪梅
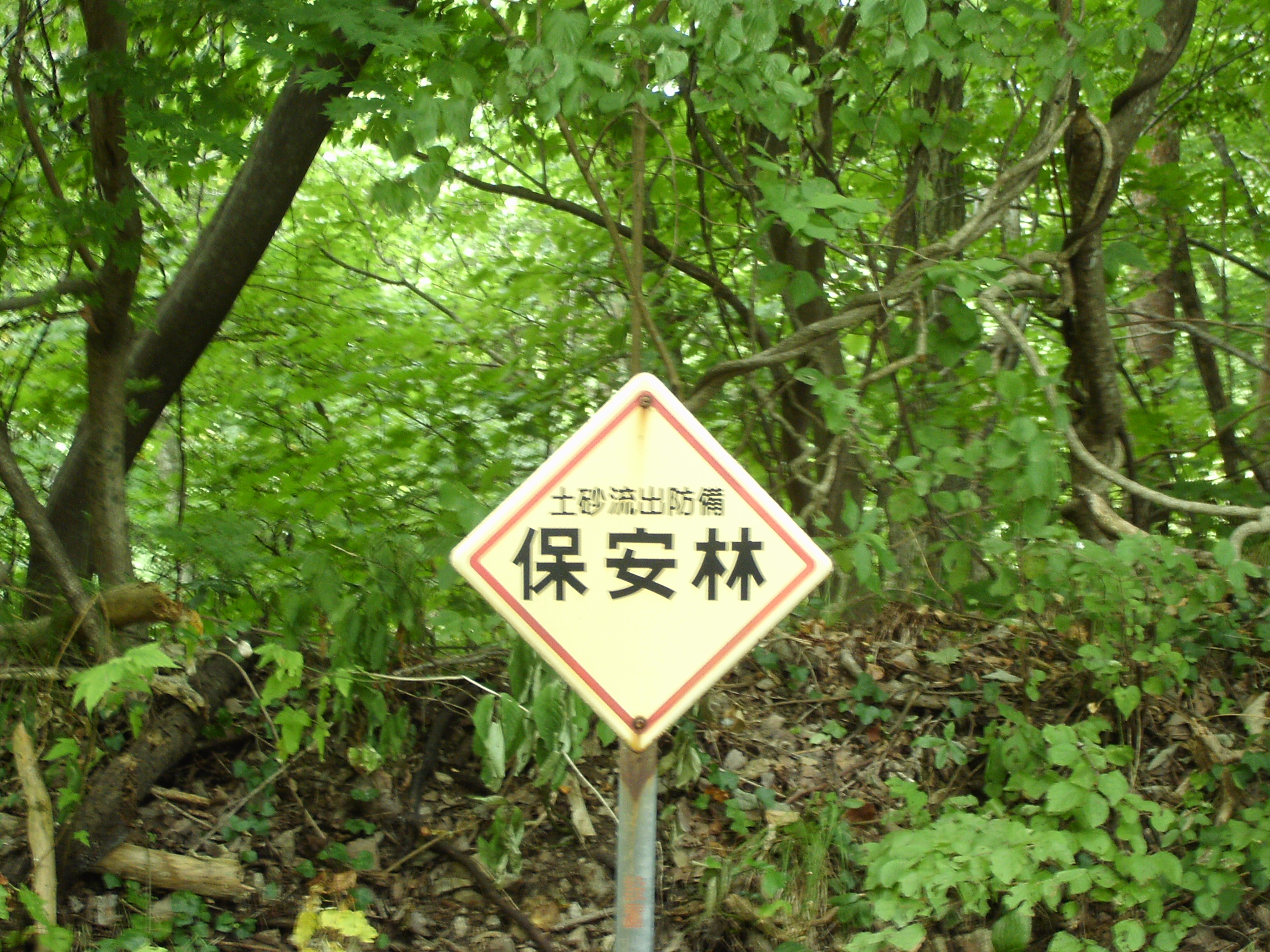
鶴子銀山の保安林
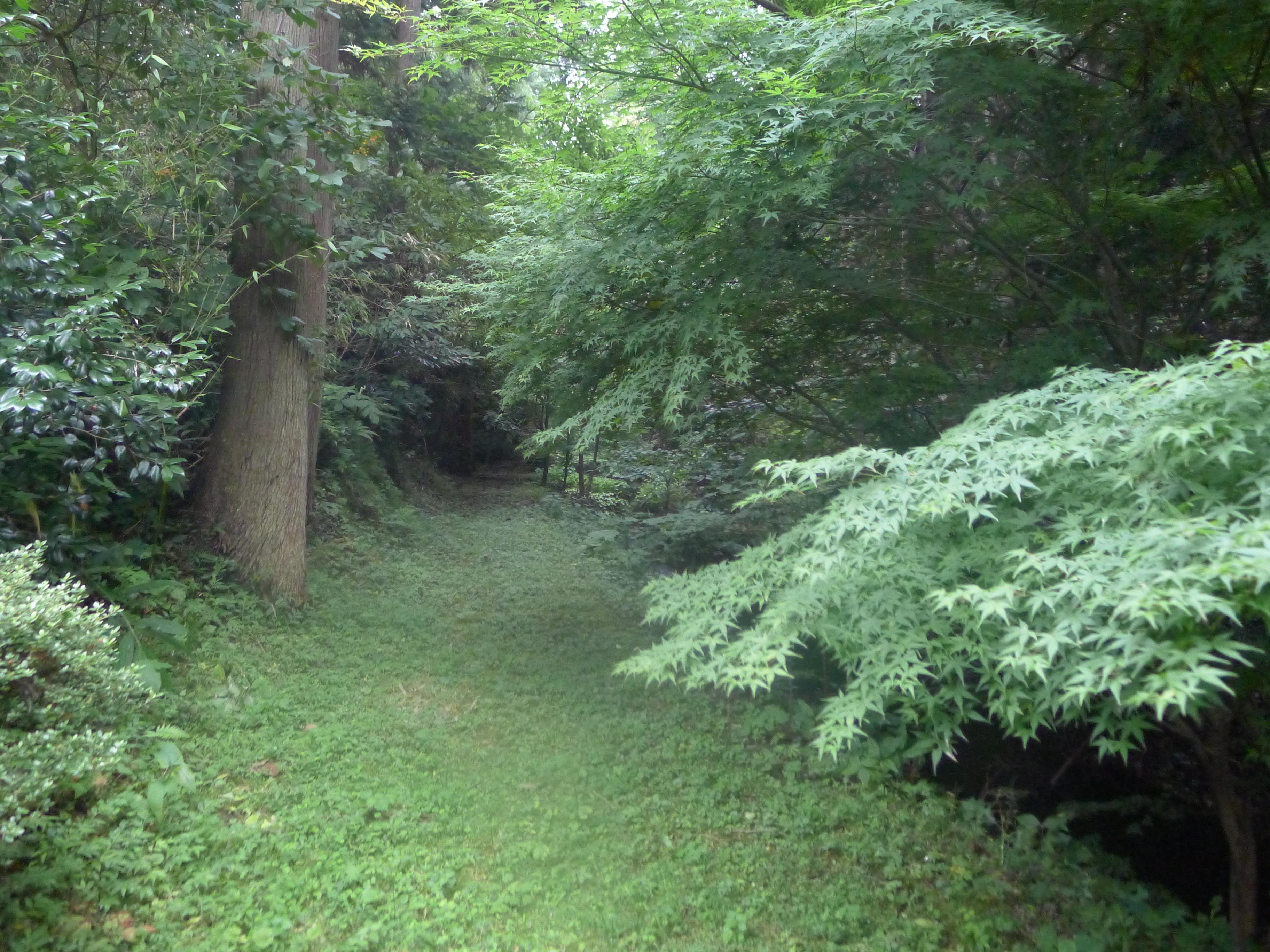
西三川では雑木林での薪調達が今でも行われる
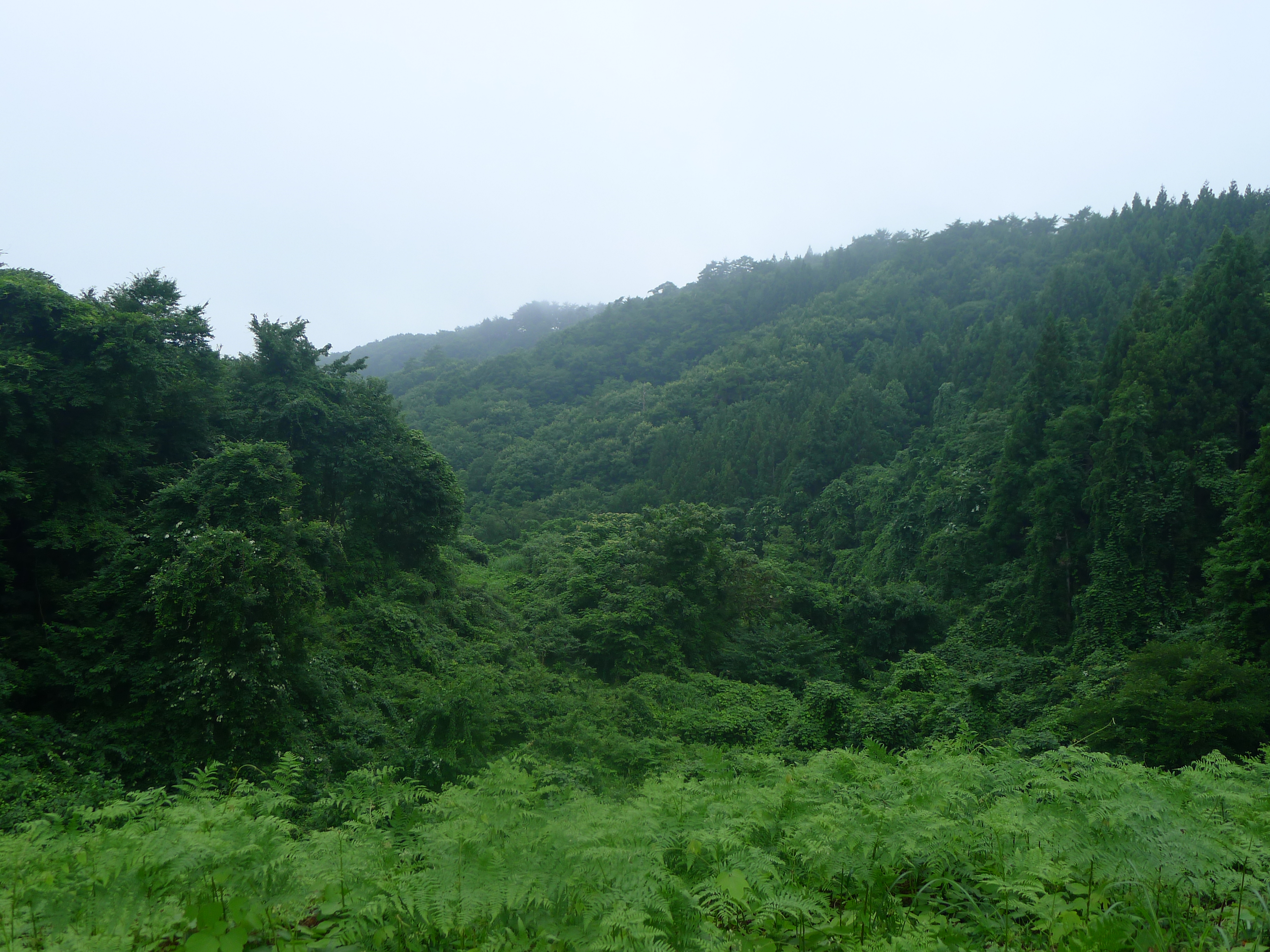
西三川には山の神の神域として禁足地だった奥山も残る

## 概要

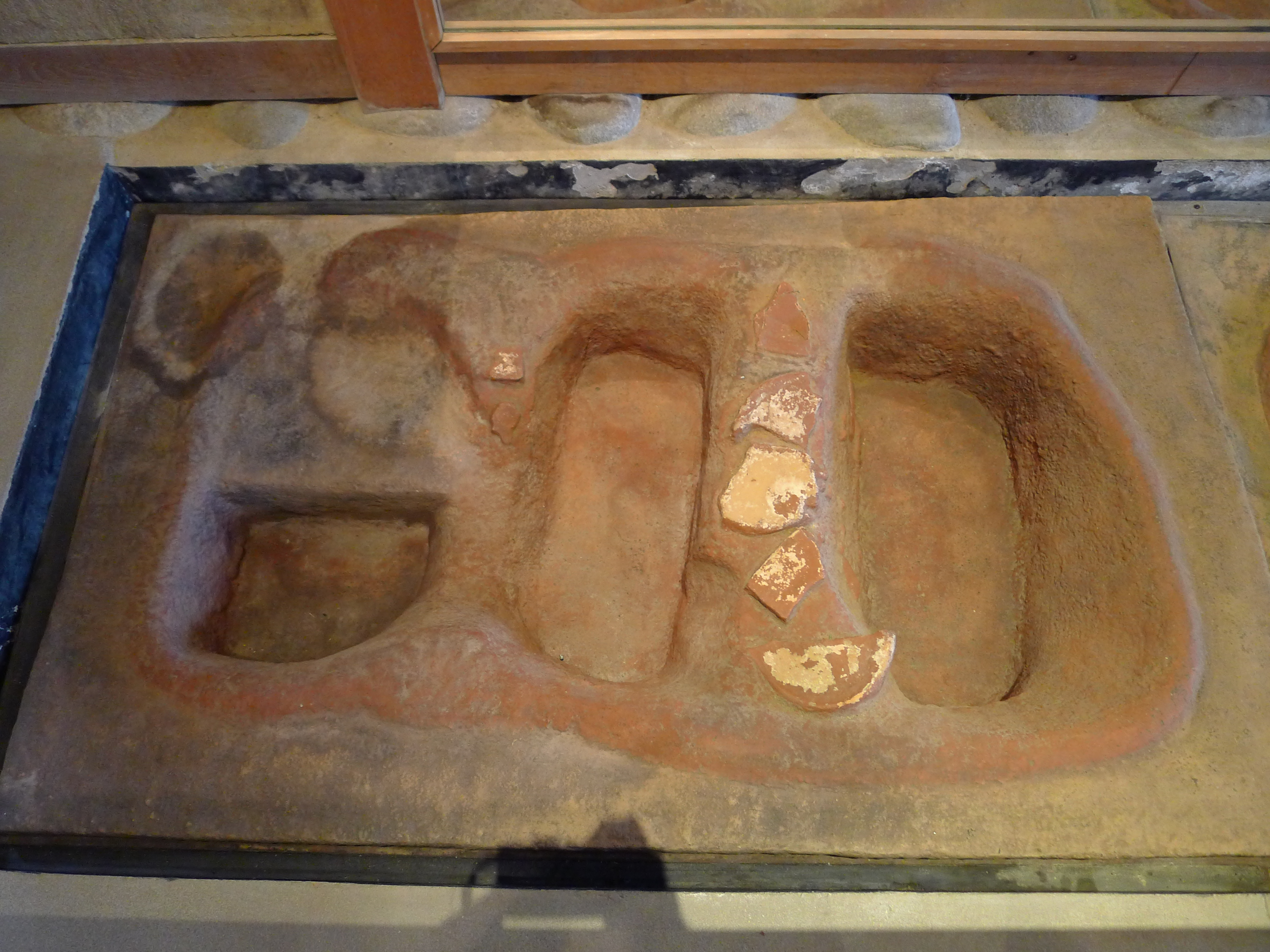
佐渡奉行所勝場跡で検出された焼金法の炉跡

1. 江戸時代からの388年間で地金で金78トン、銀2,330トン（最盛期には年間で金400キロ、銀40トン）を産出し[注 22]、国内のみならず出島貿易でオランダを介して輸出されたことから当時の世界経済にも大きな影響を与えた。さらに自然金から分離精錬された金は機械や化学薬品や電気分解を用いずに純度99.54％に達しており、これは同時代における世界最高峰の独自技術である。鉱物産出地に接して造幣部署（金座）があることや、塩を触媒として塩化金・塩化銀を生成抽出する焼金法（やききん／salt cementation process）を実際に行っていた遺構が確認されているのは世界的にも珍しい[12][注 23]
2. 河川に流出した砂金すくいに始まり、山肌を切り崩す「大崩し」から（西三川砂金山）、地表に露出した鉱床を狙う「露頭掘り」や「樋追い掘り」を経て、鉱脈を追ってトンネル状に横穴（横相と呼ぶ）を穿ち（鶴子銀山）、さらに斜坑から竪坑へと伸びてゆく坑道掘削（相川金銀山）への技術移行の変遷を見ることができる（その全てが人力による）[注 24][12]
3. 鉱石から金銀含有部分を抽出する粉砕選別作業用の石臼（佐渡では石磨と書く）を作るために専用の採石場を選定し、上臼と下臼の石材を変える工夫により精細で高純度な精製を実現（他の鉱山では鉱物を含まないズリ(砰)と呼ばれる捨て石を利用して石臼を作ることが多く、同じ材質の石どうしを擂り合わせるため粗く不純物が多い仕上がりになる）。このような鉱業道具の調達先（産地）が判明している事例は珍しい[注 25][12]
4. 相川地区では生産技術に関わる採掘・選鉱・精錬・鋳造の遺跡や佐渡奉行所のような管理体系、武士を含め鉱夫・荷駄・両替・海運などに携わった人々（鉱業関係者相手の日用品取扱・宿・飲食遊興従事者とそれらの家族を含めると最大人口約5万人を擁した[注 26]）の職種別集落跡や木造の家並み、寺町などの町割が[注 27]、鉱山から港まで直線距離で約2キロ、高低差180メートルの間、海士町川・大仏川・間切川（南沢）・濁川（北沢）・水金川[注 28][注 29]沿いに地形を活かして効率良い生産ラインとして配置され、鉱山石工の技術を応用した石段や石垣も随所に見られ[注 30]、近世における工業地域の都市計画の様子が良好な状態で遺存しており、これは世界的にも稀有な存在である[13]
5. 西三川砂金山では閉山後、砂金をすくうための川浚い（西三川では大流しと呼んだ）段水路を棚田に改変しており[注 31]、田畑を潰して工場を建てるような一次産業から二次産業への農地転用は珍しいことではないが、二次産業から一次産業への自然回帰（英語版）的な事象は海外からも注目されている[14]（下記「鉱山開発の副産物」の節参照）
6. 諸外国の鉱山史跡では乱開発に伴う荒廃やスプロール現象が見られるが、佐渡においては鉱山や鉱山集落に接するように森林が迫っており、固有種ではないものの「身近な自然」（環境財）があることが評価されている[15]（上掲「植生景観」および下記「諮問機関の調査と勧告」の節参照）

## 略史
1990年代に文化庁が文化財の新しい概念として産業遺産・近代化遺産を提唱し、1993年（平成5年）に文化財保護法の重要文化財（建造物カテゴリー）の種別として近代化遺産を新設。史跡においても産業遺産分野の積極的採用を決めた。こうしたことをうけ1994年に史跡「佐渡金銀山遺跡」として、佐渡奉行所跡、道遊の割戸、宗太夫坑（間歩）、南沢疎水、大安寺（境内の大久保長安逆修塔・河村彦左衛門供養塔）、御料局佐渡支庁跡が指定。

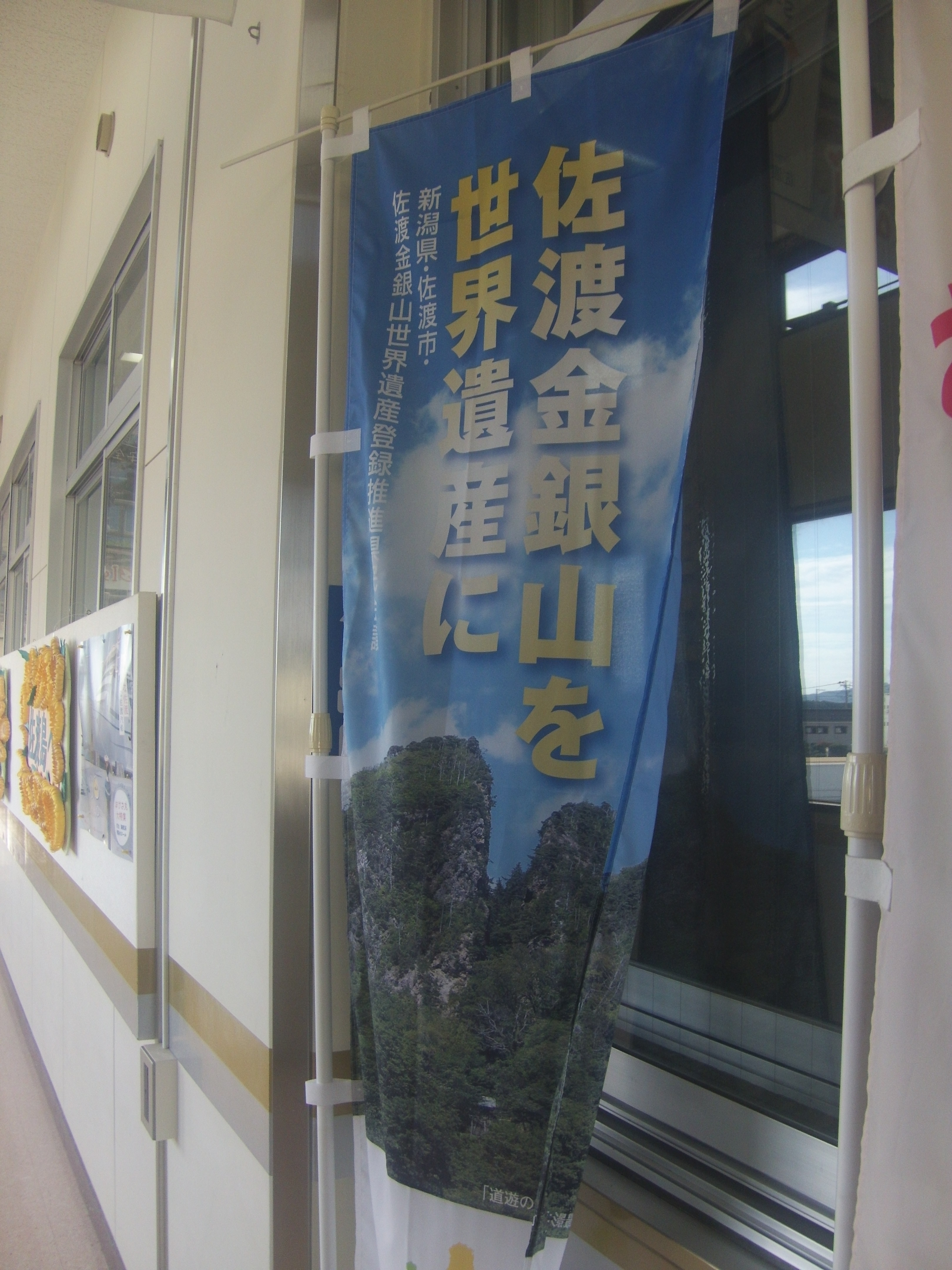
登録推進の幟（両津港にて）

2001年に島根県の石見銀山が暫定リストに掲載、2003年に産業遺産を定義し顕彰するための国際指針「ニジニータギル憲章」が制定されると、各地で産業遺産の世界遺産登録を目指す自発的動きが活発になり、佐渡においても官民学の間で可能性を問う意見が俎上。なお、1997年にはいち早く市民団体「世界文化遺産を考える会」が発足している（2007年に「佐渡を世界遺産にする会」に改称）。このような背景から、2006年に佐渡市と新潟県が世界遺産登録を目指す共同研究を立ち上げ（2004年の合併で佐渡市が誕生し教育委員会内に佐渡金銀山室が設置され2006年には県文化行政課に登録推進室も開設）、相川金銀山・西三川砂金山・鶴子銀山・新穂銀山の4つの金銀山を中核とした「佐渡金銀山遺跡」の仮称（史跡の名称をそのまま使用）で活動を開始した。この段階では金銀山がもたらした経済的恩恵により開花した多様な地域文化も視野に入れ、島内に点在する能舞台なども候補としていた。
翌年、文化庁が世界遺産候補地を公募したことをうけ、「金と銀の島、佐渡－鉱山とその文化－」として名乗りを上げ、その翌年の文化審議会世界文化遺産特別委員会（当時）の審査結果で、「登録基準（クライテリア）に『現存するか消滅しているかにかかわらず、ある文化的伝統又は文明の存在を伝承する物証として無二の存在（少なくとも希有な存在）である』との条項があり、同一国内での類似案件の追従登録が認められにくいため、2007年に先行登録された石見銀山の拡大・統合を図るべき」とした。しかし、石見銀山との調整が難航。2010年の同委員会において「金を中心とする佐渡鉱山の遺産群（The Sado Complex of Heritage Mines, Primarily Gold Mines）」として暫定リストへ単独記載することが了承され、同年10月にユネスコ世界遺産センターが受理、11月22日に暫定リスト掲載。
暫定リスト掲載に伴い、能舞台など直接鉱山に関係ないものを除外し、構成資産候補を相川金銀山・西三川砂金山・鶴子銀山・新穂銀山と、吹上海岸石切場跡・片辺および鹿野浦海岸石切場跡・大間港（1892年完成）・戸地川第二発電所（1919年完成）の4か所を含む8件とした。
また、世界遺産に求められる「顕著な普遍的価値」（OUV）の位置づけを、「400年以上にわたる各時代の鉱山遺跡や鉱山町が良く残されており、金生産の発展の歴史を限られた範囲の中で見られる世界で唯一の場所である」「佐渡産出の金が長期間にわたり世界でも有数の平和な時代を存続した国（江戸幕府）の財政を支えてきた」「金生産について記した鉱山絵巻をはじめとする100点以上の豊富な記録の存在は世界的にも希少」とした。
暫定リスト掲載と前後して、2006年に「佐渡金山産業近代遺跡」（佐渡金山・大竪坑・大間港など）がヘリテージング100選に選出。
2007年、経済産業省の近代化産業遺産として「近代技術による増産を達成し我が国近代化に貢献した佐渡、鯛生両鉱山の歩みを物語る近代化産業遺産群」（道遊坑・高任坑・道遊坑機械工場・道遊坑破砕場・貯鉱舎とコンベアヤード・分析所・大立竪坑櫓・大立竪坑巻揚室・北沢浮遊選鉱場・北沢発電所・シックナー・インクライン・中尾変電所・間ノ山下アーチ橋・間ノ山上アーチ橋・間ノ山搗鉱場・大間港トラス橋・大間港クレーン台座・大間港護岸・大間港倉庫・旧ローダー橋脚・戸地川第一発電所跡・戸地川第二発電所）が選出。
2008年、文化芸術振興基本法に基づく文化庁の「歴史文化保存活用区域のための文化財総合的把握モデル事業」に選定。
2009年、吹上海岸石切場跡が史跡「佐渡金銀山遺跡」に追加指定。
2010年、前年に史跡整備を終えた北沢浮遊選鉱場やシックナーなどの北沢工作工場群と大間港がグッドデザイン賞受賞。
2011年、鶴子銀山が史跡「佐渡金銀山遺跡」に追加指定。同年、「佐渡西三川の砂金山由来の農山村景観」が重要文化的景観に選定。
2012年、相川から約12キロ離れた片辺・鹿野浦海岸石切場跡と近代化施設（道遊坑・大立竪坑・北沢浮遊選鉱場・シックナー・火力発電所・間ノ山搗鉱場・貯鉱舎・大間港・戸地川第二発電所）が史跡「佐渡金銀山遺跡」に追加指定。また、道遊坑・大立竪坑・貯鉱舎が「旧佐渡鉱山採鉱施設」として重要文化財に指定。同年、産業遺産に関してユネスコ・世界遺産委員会へ助言する権限がある国際産業遺産保存委員会（TICCIH）のパトリック・マーチン会長らを招いての現地視察とシンポジウムを開催して高評価を得た。
2013年、鉱山町を形成した上相川地区（上相川鉱山集落跡など）が史跡「佐渡金銀山遺跡」に追加指定。
2014年、鉱山町を形成した寺院密集区域の上寺町地区が史跡「佐渡金銀山遺跡」に追加指定。
2015年、相川から直線距離で約15キロ離れた西三川砂金山跡が「佐渡金銀山遺跡」に追加指定。同年、「佐渡相川の鉱山及び鉱山町の文化的景観」が重要文化的景観に選定。また、大間港が土木学会選奨土木遺産に選定。同年、「佐渡金銀山世界遺産登録推進県民会議」が設立され、朱鷺メッセで初会合（決起大会）を開催。

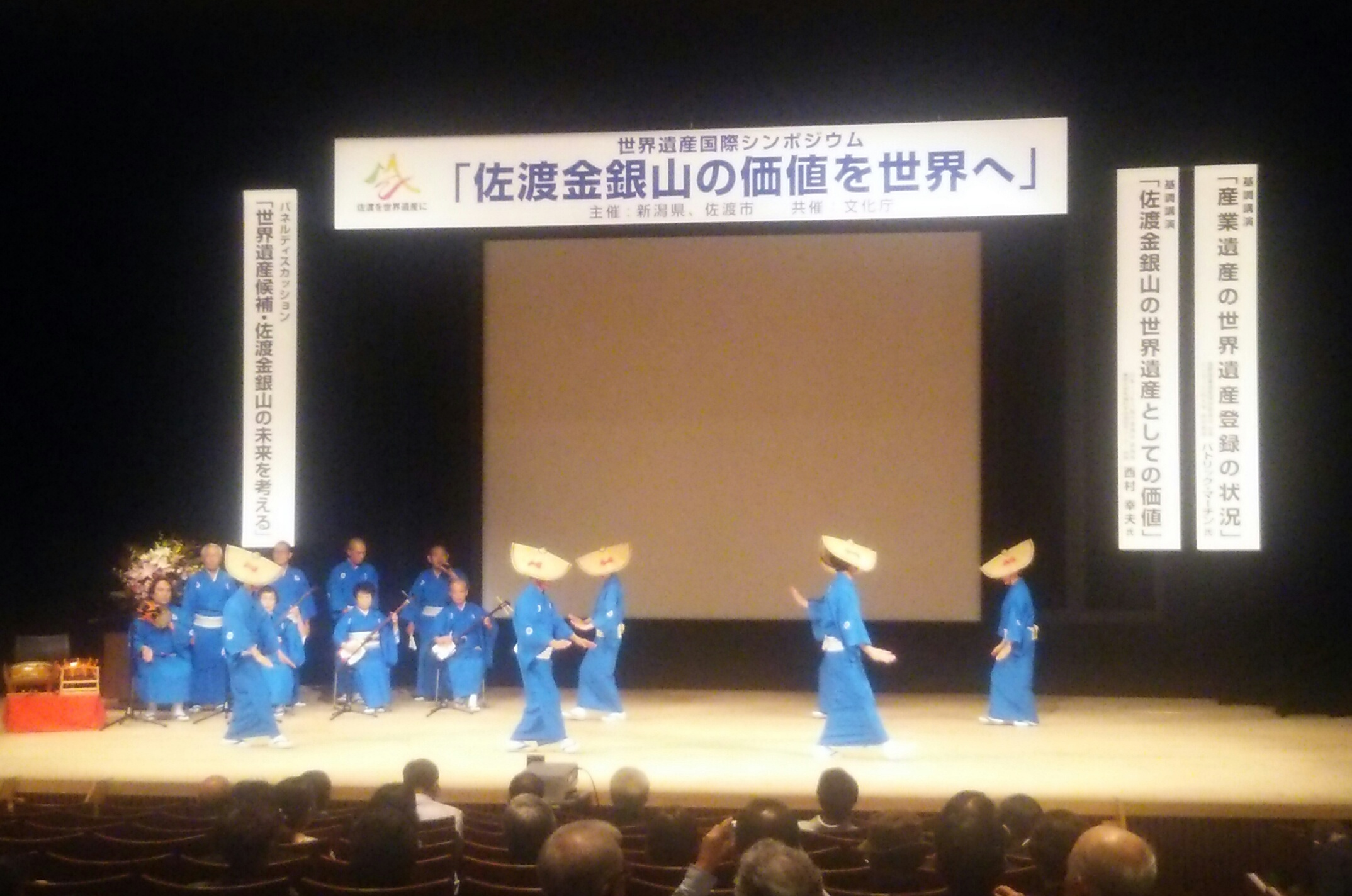
大きな転機となった2015年のシンポジウム、於：東京
（幕間に上演された佐渡おけさ）

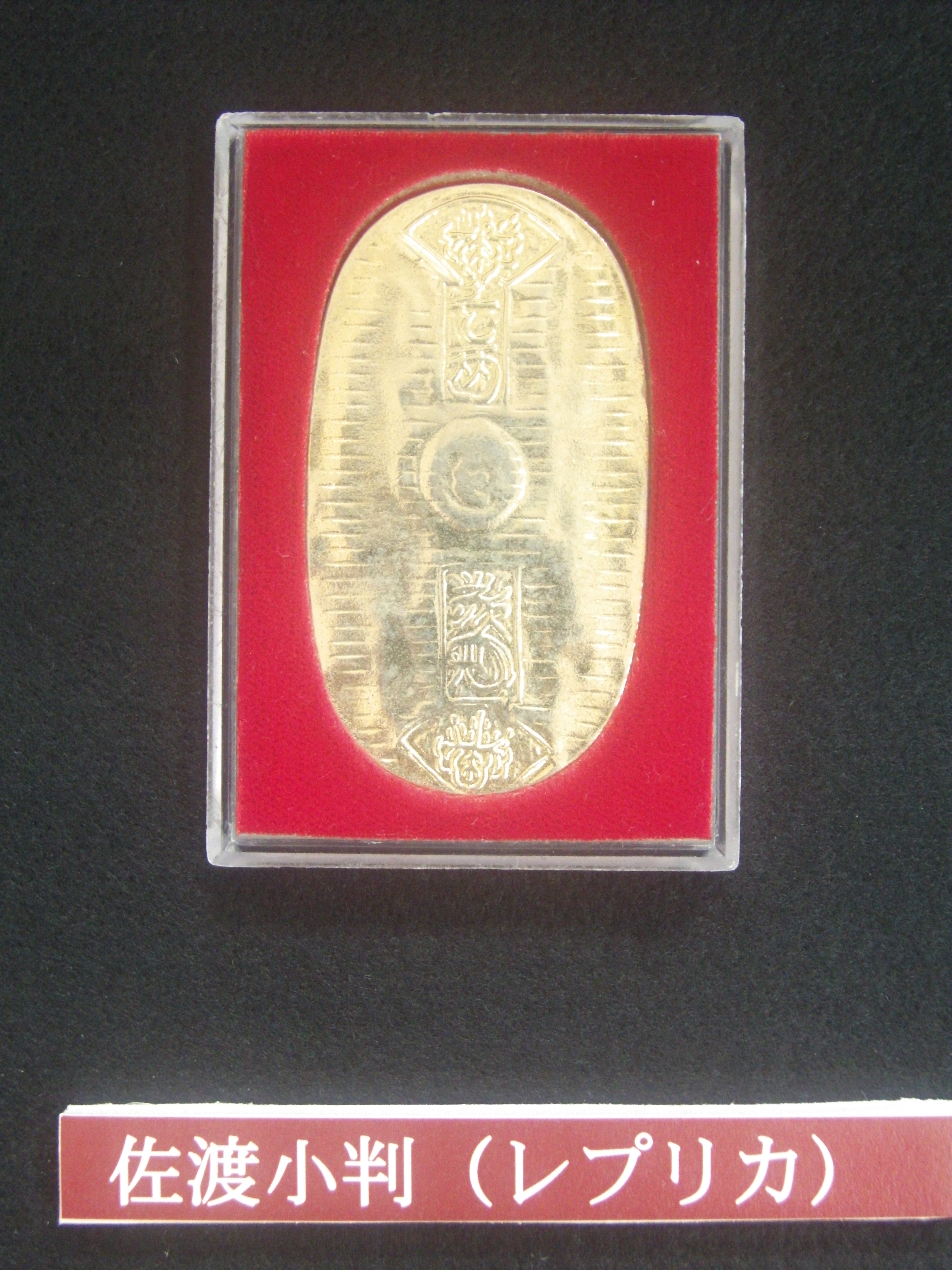
佐渡小判（レプリカ）

文化財指定が整い機運が高まった中、2015年に開催されたシンポジウムにおいてTICCIHが「財政に関することは必ずしも世界的な影響とはいえない」と指摘。そのため「江戸時代に鎖国という世界でも特異な状況下において、手工業による鉱山開発と貴金属生産を継続。そこで培われた技術や組織体制（管理体系･鉱山集落等）の継承が、明治の近代化産業革命による機械工業化を円滑かつ短期間で成し遂げた。佐渡は機械化以前と以降をまたいで長期間持続した鉱山で、金銀生産技術とそれに適応した組織の展開を示す物証が島という限られた範囲内で見ることができる世界的にも稀有（東アジアで唯一）な遺産である」と改めた（この時点では相川金銀山においては引き続き明治以降の機械化の足跡も候補に含んでいた）。 その後、佐渡鋳造小判がオランダ銀行に保管されていることなどから、「採掘場と同じ場所で貨幣鋳造まで行うことは世界的にない形態で、交易によって海外へ流出し国際金融市場へも影響を与えた」という一節をさらに加えた。
2016年より毎年推薦書原案を提出し正式推薦を望んできたが選に漏れてきたこともあり、海外を含む他の鉱山遺産との差別化を図るべく、佐渡の独自性（手工業）を明確に紹介できる相川金銀山・西三川砂金山・鶴子銀山の3件に構成資産候補を絞り込み（新穂銀山を除外）、吹上海岸石切場跡と片辺・鹿野浦海岸石切場跡を相川金銀山に包括し、明治以降の近代化遺産は対象から外すこととなった。
2020年（令和2年）に提出した推薦書原案で、名称を「佐渡島（さど）の金山」と短くし、戦国時代末から明治時代前半としてきた対象時期を江戸時代までに変更。相川金銀山とその発見のきっかけとなった鶴子銀山を一つの遺産として扱い、構成資産を相川鶴子金銀山と西三川砂金山の二つに集約した。しかし、新型コロナウイルス感染症流行の影響により2022年審査候補地の選定を行わないとしたため、2021年3月30日に2023年候補として改めて推薦書原案を提出した。
2021年6月1日、文化審議会を統括する萩生田光一文部科学大臣（当時）が佐渡を訪れた。報道関係者に公開される大臣日程に含まれない極秘訪問であった。文化審議会による正式候補選定の答申前に担当大臣が現地視察することは極めて異例のことで、この段階で既に政治的思惟が介在していたと憶測された。
同10月、相川金銀山と鶴子銀山を一体化したことを正当化するための措置として、両鉱山を結んでいた西五十里道（にしいかりみち）および鶴子道を史跡「佐渡金銀山遺跡」に追加指定。これは石見銀山において、石見銀山街道や港を構成資産に加えることで、採掘→精錬→運搬→搬出という産業としての一連の流れを表現したことが評価された点を意識したもの。
しかし、例年であれば世界遺産の国内候補を選定する文化審議会世界文化遺産部会は7月に行われるが、選定基準の見直しがあったため（「日本の世界遺産#今後の在り方について」参照）、2021年は8月以降に予定が変更されることになった。
11月15日に花角英世新潟県知事と渡辺竜五佐渡市長らが文部科学省を訪ね、佐渡金山を世界遺産推薦候補に選定してもらうよう陳情した。
この年の御用納めとなる12月28日に開催された文化審議会世界文化遺産部会において「推薦候補として選定する」と答申（推薦の決定ではない）。この提言をうけ文化庁は「慎重に精査する」とし、「政府内で総合的な検討を行い正式に推薦するかを決める」とする前例がない対応となった。通常であれば世界遺産に限らず文化財指定全般に関して文化審議会の答申は専門家が価値を認めた判断とし、文化庁はそのまま受理・決定するが、今回は特殊な事例となった。なお、ここに至るまでの審議は非公開で行われてきた。最短での登録審査を受けるためには翌年の2月1日までにユネスコへ推薦書を提出しなければならず、当該地では新潟県市長会や商工会議所など関係団体が相次いで速やかな推薦決定を求めた。

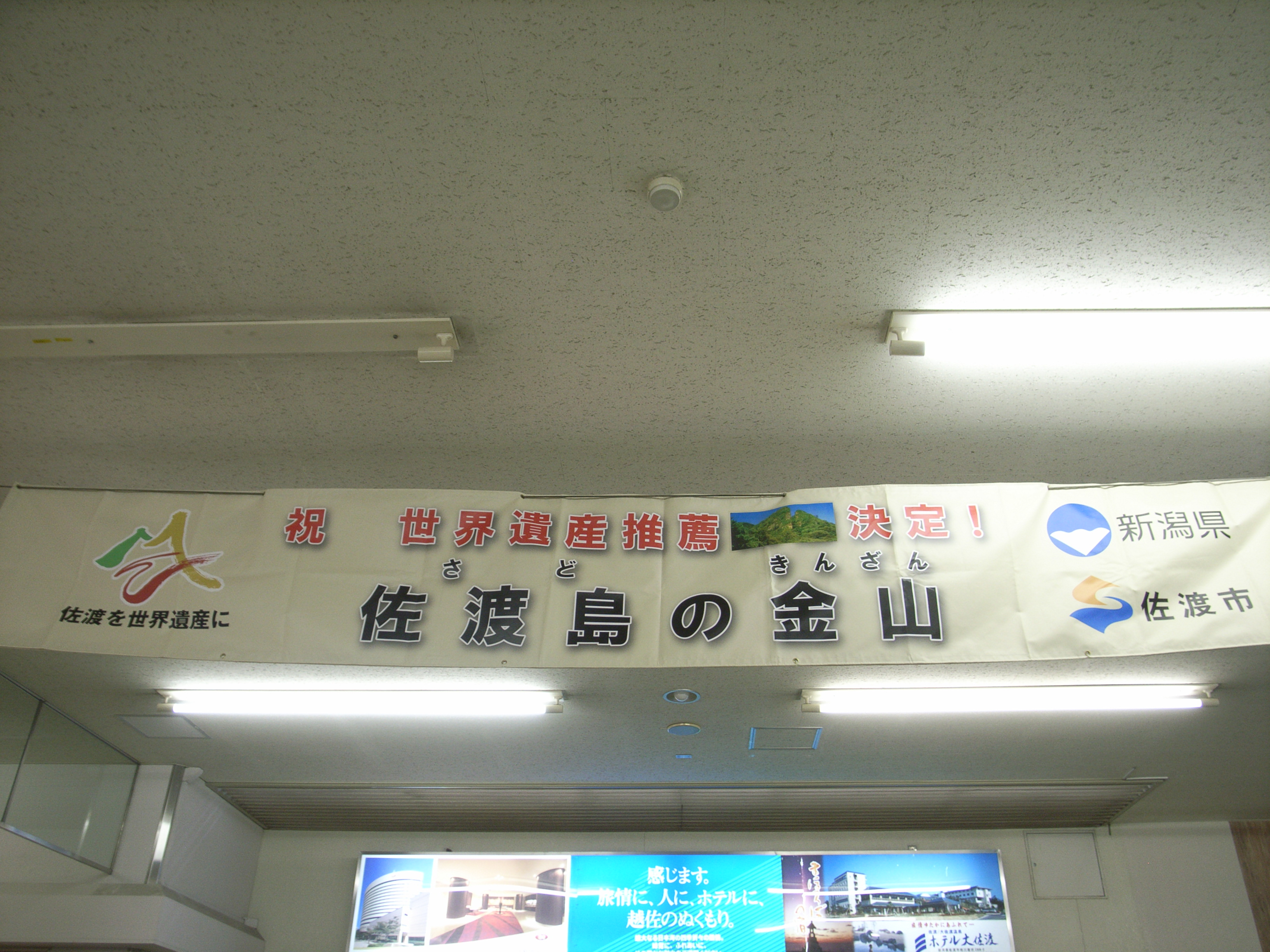
推薦決定を喜ぶ横断幕

2022年1月31日、外務省による世界遺産条約関係省庁連絡会議で推薦することを合意・確認し（世界遺産は国際法に基づく世界遺産条約によることから所管は外務省の国際法局になる）、政府の決裁を仰ぐため内閣（官邸）へ提議。
2月1日、閣議が召集され推薦することが全閣僚により了承され、ユネスコ世界遺産センターへ推薦書を提出した。世界遺産推薦の国内手続きは、行政機関（官庁）による行政事務としての世界遺産条約関係省庁連絡会議→最終的な政治判断となる閣議了解による決議→政府が外務省にユネスコへの推薦書提出を指示→外務省がユネスコへ英仏語版推薦書を提出（推薦書データを駐仏尾池厚之ユネスコ大使に送付し提出を指示）という流れで、定例閣議は毎週火・金曜日に開かれるが推薦書提出期限となる2月1日が火曜日であり、ユネスコがあるパリのフランス時間（中央ヨーロッパ時間）との時差が8時間あることから日本時間の2月1日中（実際にはユネスコの事務的受付締切がグリニッジ標準時17時ということで、日本時間2月2日午前2時まで）に対処すればギリギリで間に合う滑り込みの決断となった。

### 推薦までの経緯
2021年12月28日の文化審議会が推薦候補選定を発表した同日、推薦の決定ではない状態でありながら韓国外交部（外務省）報道官が「佐渡には朝鮮人強制労働の歴史問題があり、直ちに撤回を促す」と会見、堅種晧（キョン・ジョンホ）外交部公共文化外交局長が中條一夫在韓日本大使館広報文化院長を呼び抗議、そのまま年末年始を跨ぐかたちで市民団体による抗議活動へと発展した。
2022年1月20日には、政府が推薦の見送りを検討しているとの報道があった。これに対し岸田文雄首相は「政府として登録を実現することが何よりも大事で、そのために何が最も効果的なのかをしっかり検討していきたい」と述べ、安倍晋三元首相は「論戦を避ける形で推薦しないのは間違っている。ファクト（事実）ベースで反論していくことが大切だ」、自民党の高市早苗政調会長（当時）も「日本国の名誉に関わる問題で推薦すべき」とし、野党からも立憲民主党の小川淳也政調会長が「歴史問題はきちんと向き合うべき課題だ」と前置きしたうえで「それとは区別して国際社会に認知してもらえるように推薦を決定するのが望ましい」とコメントするなど、国政を担う政治家の発言が相次ぎ政局化し、第208回国会の衆議院予算委員会でも議題となり、林芳正外務大臣（当時）が「韓国に配慮しているわけではない」と火消する弁明の答弁を行った。日本共産党は「戦時中の朝鮮人強制労働の事実を認める必要がある」とした。
今回の韓国の動向の背景には「佐渡鉱山（注：昭和期民間経営時代に戦争物資の銅と鉄も採掘したことから鉱山と総称）には徴用された朝鮮人労働者の歴史があり、世界遺産に相応しくない」という考えがある。但し、韓国は首相所属の対日抗争期強制動員被害調査および国外強制動員犠牲者等支援委員会などが以前から同様の苦言を呈しており、今回突如として難癖をつけてきたわけではない。ただ、韓国の動きに連動し、中華人民共和国も「隣国の苦難の記憶を無視して登録を進めようとしており、当然怒りや反対を招くことになる。責任ある態度で実際の行動で歴史問題を適切に処理すべきだ」と主張、次いで北朝鮮も「過酷な労働に倒れた朝鮮人民に対する耐えがたい冒涜」「日本の名誉は過去の侵略や犯罪を誠実に反省し謝罪することにある」「佐渡島の金山は絶対に世界文化遺産になり得ない」として日本を批判した。また、推薦完了後のことになるがロシア政府も「我々は韓国側の反応を理解する」「日本は第二次世界大戦期間中、日本の指導者たちが犯した犯罪行為を人類の記憶から消すために、韓国をはじめとした様々な国を相手に持続的な措置をとっているものとみている」として日本の対応を批判している。
加えてユネスコでは推進する各種遺産事業が政治対立の場になっており、世界の記憶（記憶遺産）において中国の「南京大虐殺文書」の登録に憤懣した日本政府が異議申し立てができる制度改革を主導し、関係国間での調整・結論が出るまで登録しない制度を導入した経緯があり、外務省内では、「今回は日本が逆の立場になり、韓国の反発がある中で推薦すれば国際社会の信用を失いかねない」との判断も働いたとされる。
韓国が推薦反対に固執する理由の一つとして、2022年3月に大統領選挙があり、反日感情を煽りジャパンバッシングを行うことで有権者へのアピールになるため与野党候補双方が争点に持ち出したことから国民の目が向き、メディアも取り上げたことにより国を挙げての反対キャンペーンに発展したとの見方がある。
なお、日本国政府は外交ルートを通じて2021年12月28日に韓国政府に対して申し入れを行い、小野日子外務報道官は「（第44回世界遺産委員会において）対立軸が生じるおそれがある推薦案件では当事者間の対話を促すよう運用ガイドラインが改正された」と指摘して韓国側との事前調整の必要性を示唆。元文化庁長官の近藤誠一は、「過去の政治的・経済的問題を思い起こす人がいるなら配慮しなくてはならない」と話す。
1月28日、首相が2023年登録審査対象として推薦する旨を表明し、2015年に明治日本の産業革命遺産 製鉄・製鋼、造船、石炭産業の構成資産として含まれる軍艦島に対して韓国が懸念を顕わにした際に外交交渉に当たったのが第3次安倍内閣で外相だった岸田首相であることから、当時編成した省庁一体で取り組むタスクフォース（作業部会）いわゆる「歴史戦チーム」を発足させ、滝崎成樹内閣官房副長官補をリーダーに据えて理論武装することも明らかにし、推薦書提出を前に作業部会の初会合を開き外務省・文部科学省・内閣官房などの局長級ら8人が出席して省庁横断的に取り組むことを確認した。
また、政府は韓国よりも対中政策で同盟国である日韓関係が悪化することを望まないアメリカに対して配慮し、駐日アメリカ合衆国大使館のレイモンド・グリーン主席公使に事前説明を行うなどの根回しを行った。
同じ1月28日、崔鍾文（チェ・ジョンムン）外交部第2次官が相星孝一駐韓日本大使を外交部庁舎に呼んで抗議し、登録阻止のため李相和（イ・サンファ）公共外交大使を団長とするタスクフォースを結成するとした（下記「推薦後の動向#韓国」の節参照）。 

#### 日本の主張
韓国の主張に対する反論材料として、1950年に編纂された『佐渡鉱山史』に日本人と朝鮮人の労働者共通で、概ね同一の賃金で複数回の賞与も支払われていた、無料の社宅や寮があり米・味噌・醤油が廉価販売された、勤続3ヶ月以上で団体生命保険に加入できた、運動会や映画鑑賞会などの娯楽機会の提供があった、と記述がある。もっとも、徴用された朝鮮人鉱夫の場合、「請負」の扱いで出来高払い制の扱いであるがそもそも自由契約の労働者よりいったいに賃金が低く、また、広瀬貞三は、出来高払いは農村等から徴用されてきた朝鮮人らにとって熟練鉱夫と違い一般に不利であり、この賃金から必要な道具代等が差し引かれるため実際に手もとに残る賃金はごく僅かであった可能性を指摘、むしろ賃金を抑えるために出来高払い制の名のもとにこのような制度をとった可能性を示唆している。
新潟県知事は「世界の記憶と世界遺産の審査は統一ルールではない」と反論、佐渡市長は「たばこの配給台帳や市史などに記載があり、朝鮮半島出身の方が働いていたのは分かっているが、強制であったのかはなかなか把握しきれず、正式な答えを出せるほどの材料もない」と韓国の言い分に懸念を示し、佐渡選出の佐藤久雄新潟県議は駐新潟韓国総領事館を訪ね「世界遺産に推薦する佐渡金山は江戸時代までに限定しており昭和の出来事は無関係」と説明した。
但し、日本国内でも新潟国際情報大学の広瀬貞三による調査研究で佐渡における朝鮮人労働の実態を明らかにしたという報告や、市民団体強制動員真相究明ネットワークが「朝鮮人が強制動員されたという韓国の主張は事実で韓日合意抜きの遺産登録は不適切」とする主張もある。朝鮮人元徴用工からは、削岩など肉体的にきつい仕事を割り当てられ日本人と待遇が違うと感じたこと、「気合」を入れると称して殴られたこと等の証言がある。新潟県史は、当時起きたストライキや逃亡等のトラブルの理由について、三菱側が「露骨な『劣等民族観』を隠そうともしなかった」と断じている。

#### 余波
佐渡観光訪問の輸送の主体がフェリー航路によることから、佐渡金銀山の世界遺産登録は佐渡汽船の収益拡大への期待に結びついていたが、推薦見送りの可能性が報じられると株式市場では売りが殺到し、一時的に上場来安値（調整後）を更新した。
2022年中に新潟空港を拠点として運航を開始する予定で、2023年以降には佐渡空港を再開させて就航を計画しているトキエアだが、推薦見送りの可能性が報じられると一時的に機関投資家による投資話が滞った。

### 推薦後の動向
日本
2022年3月9日に行われた大統領選で、日本への留学経験がある知日派の尹錫悦が当選し、日本との対話姿勢を示した。こうしたことから佐渡では登録に追い風となる期待感が高まった。
3月28日、世界遺産登録の実現に向けた自民党有志による議員連盟が発足。呼びかけ人は麻生太郎・安倍晋三・菅義偉ら元首相。中曽根弘文元外相が会長に就任し、茂木敏充幹事長（当時）も顧問として参加。
4月9日、元ユネスコ事務局長の松浦晃一郎が近年のユネスコ・世界遺産委員会の指向を踏まえ、「佐渡の江戸時代の史跡は世界に誇れるものだが、ネガティブな面も含めたフルヒストリーを示さねば評価されない」とコメントした。
5月29日に実施された新潟県知事選挙で現職の花角英世が再選し、引き続き佐渡の世界遺産登録に向け邁進し、交流人口の増加で佐渡を活性化するとした。
11月10日、松江高専の久間英樹教授によるロボットを用いたレーザー測量で大切山坑内部の計測が行われた。ここで得られたデータは世界遺産推薦の補完情報となる。
2023年1月9日、外遊でフランスを訪れた岸田首相がユネスコ本部を訪問し、オードレ・アズレ事務局長と面会して佐渡金山の登録に理解を求めた。
政府自民党は政務調査会の下にプロジェクトチーム（座長：橘慶一郎衆院議員、最高顧問：中曽根弘文元外相）を立ち上げ、1月11日に初会合を開いた。
2月21日、佐渡市役所が秋にも予定されるICOMOSの現地調査に備え、構成資産候補周辺の草刈りやごみ拾いといった美化活動の実施を呼びかける説明会を開催し、建設業協会や漁業組合など25団体が参加。6～9月にかけて一般旅行者も参加するボランティアツーリズムを展開し、訪問者の意識を高めつつ実利も得る一石二鳥の環境運動とする。
3月16日に東京で日韓首脳会談が行われ、関係改善が前向きに話し合われたことをうけ、佐渡の世界遺産登録に韓国の理解が得られるようになるのではないかという期待感が醸成された。
同月、ICOMOSの現地調査に備え、史跡の改修などを実施すべく、佐渡市は令和5年度予算に登録の準備に向けた予算を計上した。
5月7日のソウルでの日韓首脳会談でユン大統領が「過去の清算より未来志向」という対日融和姿勢を示したことで、さらなる期待感が高まった。
5月11 - 13日に新潟市で開催されたG7財務大臣・中央銀行総裁会議において、世界遺産目指すPRを実施。また、同行記者団を佐渡へ招聘して価値の説明をした。 
6月4日に年次総会を開催した市民団体「佐渡を世界遺産にする会」が記念講演に文化庁長官を務めた宮田亮平を招き、ICOMOSの現地調査に向けた準備や心構えについて助言をもらった。
8月24 - 30日、ICOMOSによる現地調査が行われた（詳細は下記「諮問機関の調査と勧告」の節参照）。
9月13日に発足した第2次岸田第2次改造内閣で文科相に就任した盛山正仁は佐渡島の金山の登録を実現することに邁進するとし、10月9日には現地視察に訪れた。折から第45回世界遺産委員会において明治日本の産業革命遺産 製鉄・製鋼、造船、石炭産業の軍艦島に関する保全措置報告審査で朝鮮人徴用工訴訟問題についての日本のスタンスが認められたことで、佐渡にも有効に作用する展望が開けた。

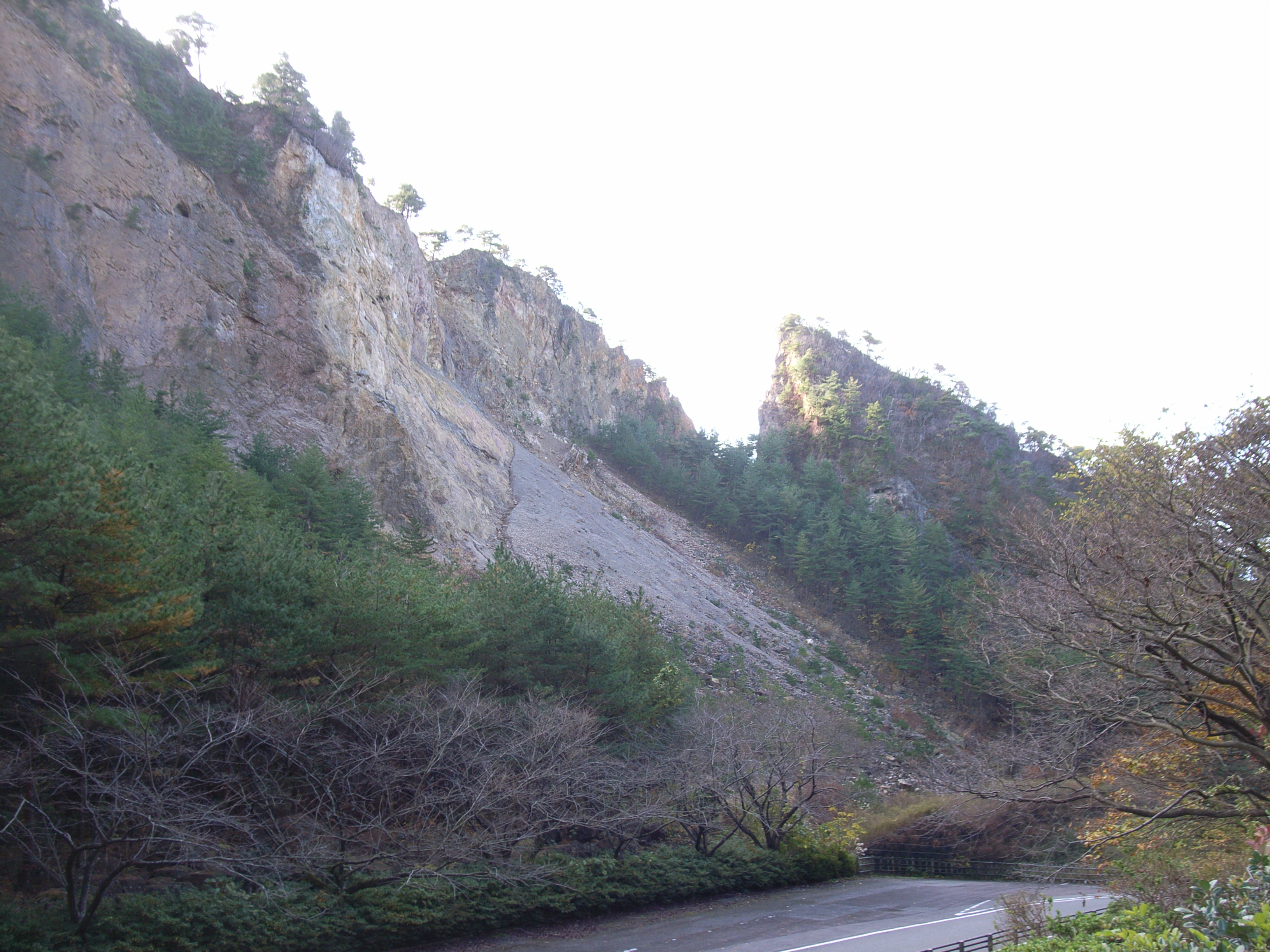
青盤脈の断層が見える道遊の割戸の背面はジオパークの重要ポイント

9月15日、2024年1月に再認定の可否審査が行われる佐渡ジオパークの必要書類提出が行われた。下記「法的保護根拠」の節にあるように、文化審議会はユネスコが推進する他の保護事業と組み合わせ相乗効果を狙うとしたことを意識し、ジオパークでもある佐渡金山についても改めて言及。2023年の第45回世界遺産委員会で新規登録審査でも、他のユネスコ保護事業と組み合わせた保護策が評価されて登録されたものが複数あり（「第45回世界遺産委員会#審議対象の推薦物件一覧」参照）、佐渡ジオパークの再認定は佐渡金山の世界遺産登録を助力することになる可能性もある。なお、再認定のための現地調査は11月8日から三日間行われ、12月14日に条件付きながら再認定され、佐渡金山も今後は地質視点でのジオツーリズムも展開する。
9月28日、重要文化的景観としての西三川で、大倉谷・静平・下黒山地区の一部に残る砂金すくいのための水を確保する導水路が追加選定。
10月12・13日に外務省主催で10ヶ国の駐日大使や大使館上級職員を佐渡に招き、佐渡金山などを見てもらい、世界遺産登録への理解と支援を求めた。
11月9日、鶴子銀山周辺林道に不法投棄されている廃棄物の回収作業を行い美化活動のアダプト・プログラムを実施。さらに巡回パトロールの強化も進める。
11月30日 - 12月3日、新潟県知事と佐渡市長がパリへ渡仏しユネスコ本部を訪ね、世界遺産委員会委員国のユネスコ大使らに登録への支援を求めた。
12月16日、「佐渡の世界遺産登録の意義と未来」をテーマとしたシンポジウムが佐渡市で開催され、地域住民への協力要請や登録がゴールでなく登録後の在り方などについて説明があった。
2024年1月1日に発生した令和6年能登半島地震で相川金山の法面の一部が崩落した。
1月23日、外務省主催で飯倉公館において各国大使館関係者約170人を招いてのレセプションを実施し、鬼太鼓実演や佐渡の海産物・地酒が振る舞われ、上川陽子外相が登録に向けての協力を要請した。
1月28日、東京有楽町（於：東京交通会館）にて「金の道フォーラム」を開催し、佐渡金山の世界遺産推薦の意義について紹介したほか、構成資産としてしては知名度が低い西五十里道・鶴子道の価値に触れ、推薦範囲に含まれていない区間の有用性についての解説がなされた。特に持続可能な流通の視点で海外に積極的にアピールすべきことが説明された。
3月25・26日、新潟県知事と佐渡市長がユネスコ本部を再訪し、その価値や魅力について紹介した。
4月25・26日、佐渡金山の登録審査を行う第46回世界遺産委員会の委員国を務める国の外交官を招き、現地見学を催した。
5月10日、自民党の「佐渡島の金山世界遺産登録実現プロジェクトチーム」が委員会委員国の内16の在日大使館に対して議員連盟を通じて登録への協力を要請するロビー活動を展開していることを明らかにした。

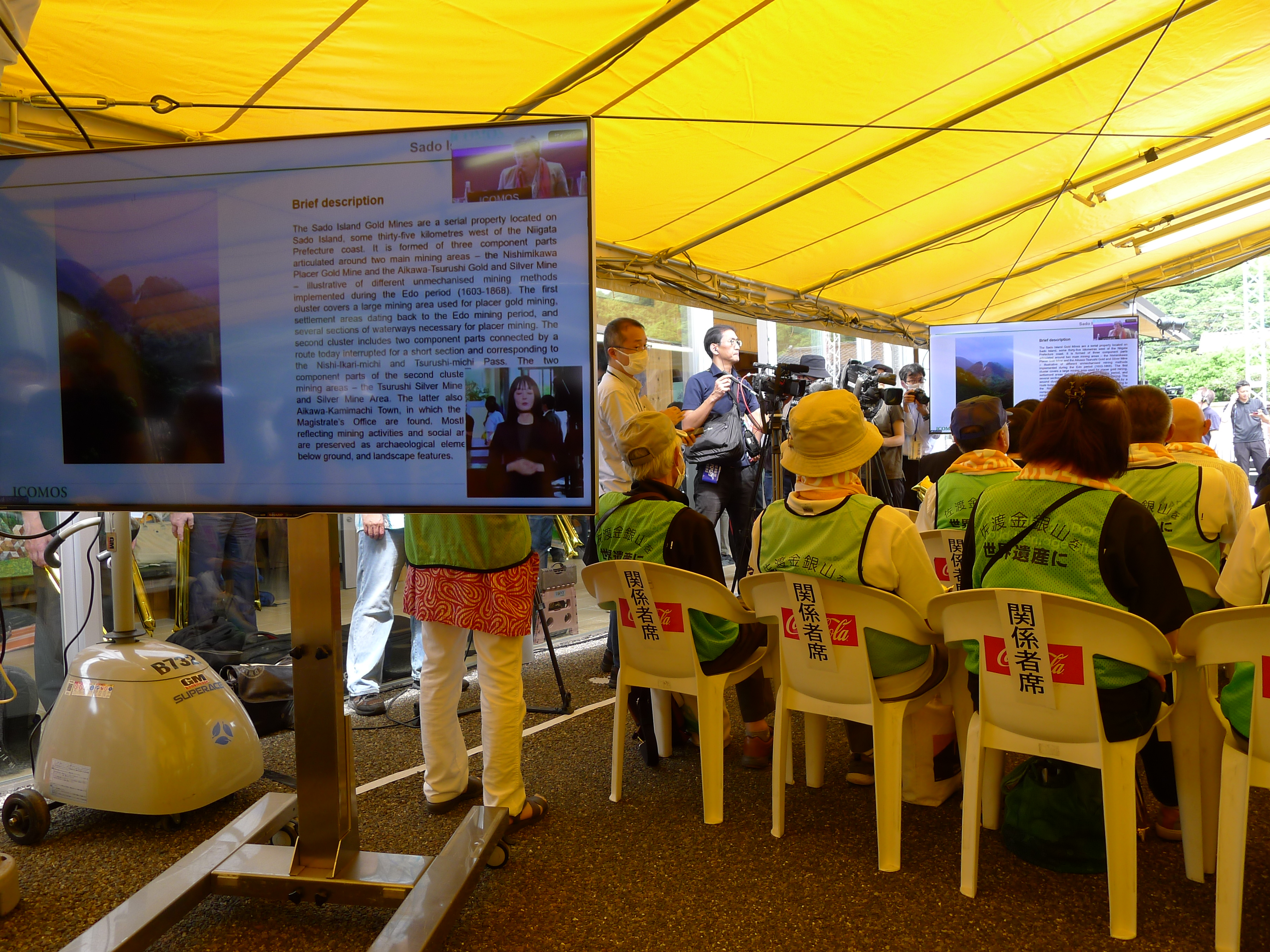
パブリックビューイングの様子（佐渡会場）

6月6日、諮問機関の調査結果として、情報照会勧告が出された（下記「諮問機関の調査と勧告」の節参照）。
6月15日、盛山正仁文科相が教育大臣会合でソウルへ出張し、李周浩（イ・ジュホ）副総理兼教育部長官と会談。
7月26 - 29日の世界遺産委員会における新規登録審査日程に合わせ、県知事と佐渡市長が委員会開催地であるインドのニューデリーを訪れ、委員会に出席する。また、同日程に合わせ、佐渡や新潟市において委員会のライブ配信される審議の様子を観覧するパブリックビューイングを開催。
7月27日、第46回世界遺産委員会において登録が決った。
 韓国
2022年2月22日にパリを訪問した韓国の鄭義溶外交部長（外相）がオードレ・アズレ事務局長と会談し、佐渡の推薦に対し強い懸念がある旨を伝えた。
4月7日、誠信女子大学のソ・ギョンドク教授が佐渡の世界遺産登録に反対する韓国人の声として10万人分の署名を集め、ユネスコ事務局長とラザレ・エルンドゥ・アソモ世界遺産センター所長および現在の世界遺産委員会委員国ならびにユネスコ加盟中190カ国やICOMOSなどにメール送信した。
7月23日、サイバー外交使節団を標榜するVoluntary Agency Network of Koreaが佐渡の世界遺産登録に反対する旨の英語によるネガティブキャンペーンを諸外国に向け発信開始した。
8月17日、外交部がユネスコ大使に韓国外国語大学校の朴尚美（パク・サンミ）教授を任命すると発表。パク教授は文化財庁の委員で、韓国における無形文化遺産の審査機構議長を務めるエキスパートであることから、対佐渡工作の理論武装強化を意識しているとみられる。
2023年1月19日に日本が推薦書を再提出したことをうけ（下記「再推薦」の節参照）、2月3日に外交部が主宰し文化体育観光部・教育部・行政安全部・文化財庁など10の関係機関が参加するタスクフォース「ユネスコ世界遺産関係機関協議会（유네스코 세계유산 관계기관협의회）」を始めて開催し、対抗策などを議論した。
3月16日の韓日首脳会談で韓国側が融和策を示したことに対して、「防衛や貿易に関しては譲歩しても、徴用工問題は妥協すべきでなく、佐渡の世界遺産化は認められない。むしろ佐渡に徴用工像を建てるべきだ」という野党や反対派の国民の声が上がった。
9月9日にインドで開催されるG20ニューデリーサミットに先駆け、ゴア州において6月22日に観光大臣会議が開催され、韓国から文化体育観光部専門委員のコ・ギルジュン（고길준・Giljun Ko）が出席し、佐渡の世界遺産登録を反対する意見をG20各国に主張（日本からは国土交通省の斉藤鉄夫国交相（当時）と外局の和田浩一観光庁長官（当時）がオンライン参加だったため反論を展開することが出来なかった）。
8月15日の光復節（終戦記念日）に韓国の野党議員や芸能団体が佐渡金山を訪れ、追悼の舞を奉納した。
11月22日、パリのユネスコ本部で第24回世界遺産条約締約国会議が開催され、任期入れ替えで新たに韓国が委員に選任され、2024年に佐渡が登録審査をうける世界遺産委員会では拒否権を発動することも出来る。
12月1日、尹徳敏駐日大使が韓国大使としては初めて佐渡金山を訪ね、朝鮮半島出身強制労働犠牲者を追悼し、登録される際には強制労働を含めた全体の歴史が反映されるよう日本側と対話を続ける方針も示した。
2024年4月4日、駐日大使が新潟県知事と面談し、「登録に反対しているわけではない」「強制労働の歴史がわかるモニュメントが必要」「ウィンウィンの関係に」といった見解が述べられた。
6月7日、前日に情報照会勧告となったことをうけ、外務省が「反対するかは日本の対応次第」とのコメントを発し、常々求めてきた強制徴用の歴史を明確に示すことを改めて表明。
6月28日、東京で開催された日韓外務事務次官級の戦略対話で、佐渡に朝鮮半島出身者に特化した慰霊施設の設置を求めた。

#### 世論調査
2022年2月20日に発表された共同通信が日本全国10ブロックで行った世論調査によれば、日本政府の「佐渡島の金山」の世界文化遺産への推薦決定について「適切だった」とする回答が73％に達した。特に地元の新潟県を含む甲信越で最も高く「適切だった」との回答が94％にも上った。年代別にみると「適切だった」と回答したのは40代以上の中・高年層が75％超で、30代以下の若年層は64.3％だった。男女別でみると「適切だった」と答えたのは男性が78％、女性は68.1％だった。支持政党別でみると、自民党支持層の78.5％、日本維新の会支持層の84.6％、国民民主党支持層の75.9％が「適切だった」と回答し、日本共産党支持層は「適切だった」と答えたのは28％で、全政党で最も低かった。

#### 世界遺産委員会の迷走
2022年4月21日、ロシアが開催予定地であった2022年の第45回世界遺産委員会（6月19～30日を予定）がロシアによるウクライナ侵攻をうけ無期限延期となった。佐渡の登録審査は2023年でのことになるが、2022年の開期が延びたことにより佐渡の登録に影響が出る可能性も浮上。これに関し文化庁は「何とも言えない」とし、松野博一内閣官房長官も「影響は見通せない」とした。
11月29日にロシアが議長国を辞任し、2023年1月24日にサウジアラビアが新議長に選任され開催国となることが決まり、2022年と2023年分の新規登録審査をまとめて行うことになった。この開催国変更に伴う間に佐渡の推薦が不受理となり（下記「推薦の不受理」の節参照）、一年順延されることになったため、佐渡が審査を受けるのは2024年の第46回世界遺産委員会ということになった。
通常、次の委員会開催地と日程は、前の委員会開催期間中に決定されるが、サウジアラビアで開催された第45回世界遺産委員会では、佐渡が審査を受ける第46回の開催地が決まらないまま閉幕し（「第45回世界遺産委員会#委員会の運営と様子」参照）、佐渡の審査がどうなるのか再び見通せない状態となった。11月23日に第19回世界遺産委員会臨時会議が開催され、第46回委員会の開催地がインドに決まった。

#### 推薦の不受理
2022年7月27日になり、ユネスコへ提出した推薦書が諮問機関のICOMOSへ送付されていないことが明らかとなった。これにより同年秋に予定していた現地調査が行われないことになり、目標としていた2023年の登録は事実上不可能となった。ユネスコは推薦書内容に不備があったと説明。このことは2月28日付で日本に通達されていた。
2020年から世界遺産委員会での新規登録審査数が35件までと上限枠が設けられ、登録数の少ない国を優先するため、推薦物件が多い場合には登録数が多い国（2022年時点で日本の世界遺産は25件あり保有数で世界11位）からの推薦は、受付終了後の集計数によっては受理されないこともある。この集計は全ての推薦書の内容を確認し、書類に不備があったものを棄却して減算し、3月1日を目安に通知される。例年概ね約2割が棄却されているが、日本の推薦書が弾かれたのは初めて。

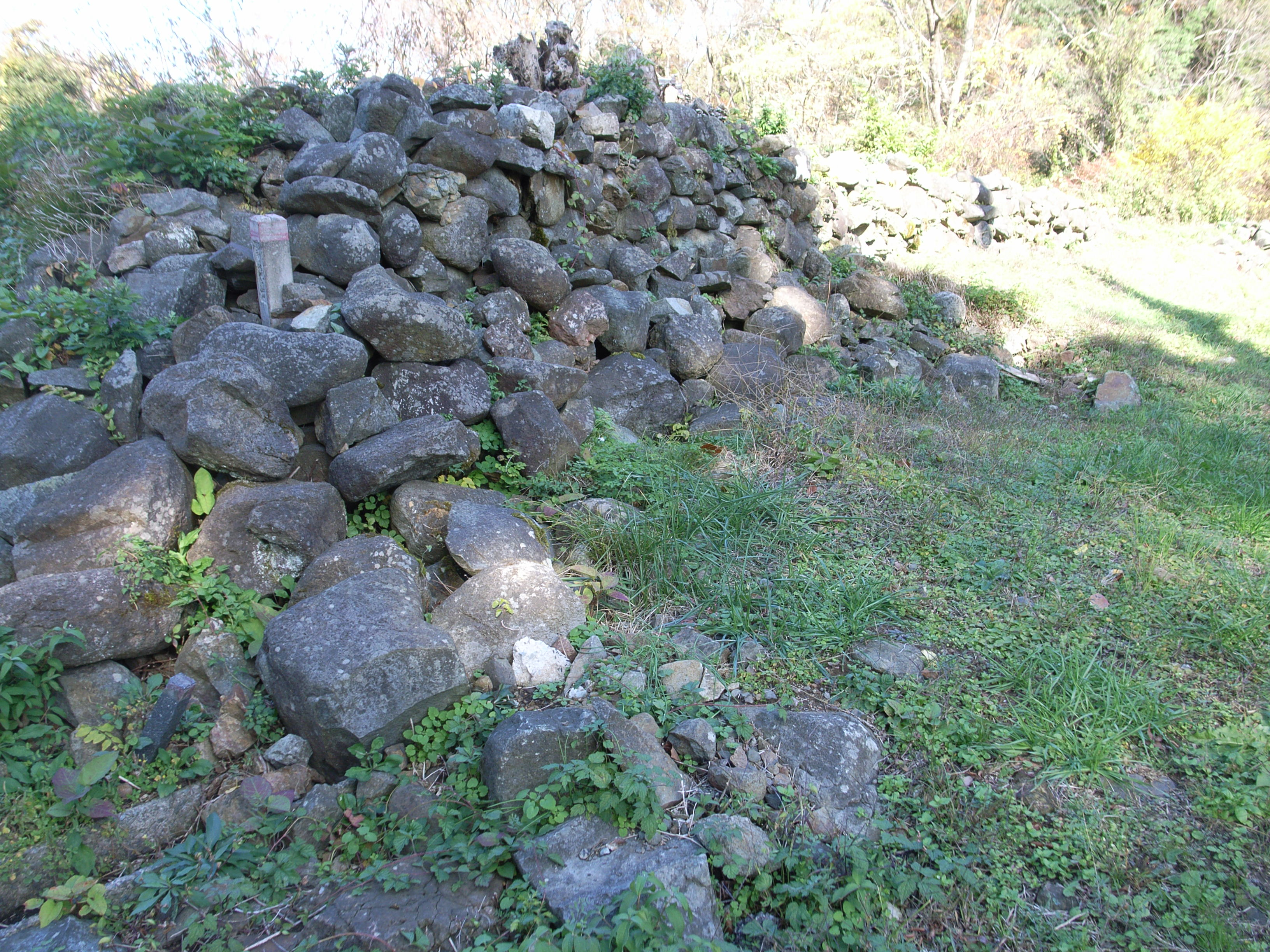
指摘された水路跡

これに関し末松信介文科相（当時）が今年度から推薦書の書式が変更されたことに触れ、事務的不備があった可能性を示唆。また、「西三川砂金山の導水路跡が添付地図上で一部途切れている箇所がある」と掲載内容の欠落を指摘。これに関しては文化庁文化資源活用課が「地理的に途切れている箇所も含めて導水路として一体のものとしている」との解釈を示し、文科省も義本博司事務次官をユネスコへ派遣して日本の主張を伝えたが判断は覆らなかった。書式変更に伴い推薦書暫定版の提出は9月末日に再設定されているが、新様式に沿った改訂作業には時間制約があり、政府としては断念せざるを得ない状況であるとし、改めて2024年の登録を目指すとした。
このことに関し、『JBpress』に寄稿された韓国の主張は、「ユネスコの指摘は佐渡金山の固有の価値とは何の関係もない重箱の隅をつつくようなもので、簡単に書類を補充したり口頭で説明するなり出来たにも関わらず、正式に審査を受ける機会さえ与えないという措置を取った。この対応はユネスコが佐渡金山の落選をすでに決めており、書類上の不備を口実にしたにすぎないという推測も可能。であれば日本がいくら書類を補完して再提出しても、その時は別の口実で落選させる可能性が高い。つまりユネスコは取るに足らない言葉尻を捕らえ、佐渡金山が世界遺産として適合するのかどうかの可否審査を受ける機会さえも剥奪するという決定を下した」とした。

#### 再推薦
政府は2022年9月29日に暫定版推薦書をユネスコへ再提出し、翌年2月1日締め切りの正式版推薦書提出へ向けて万全を期すこととした。暫定版推薦書は正式版を提出するまで内容を修正できるが、前回は暫定版を提出しなかったためユネスコに不備を指摘されても修正できなかった経緯がある。
2023年1月19日に正式な推薦書を提出したことを永岡桂子文科相（当時）が明らかにした。
これに対し韓国は、大変遺憾で歴史的事象の検証が先であるという従来の姿勢を再表明し、2月27日の国会で再推薦の撤回を求める決議を可決。「推薦は日本にとっての文化的自殺行為であり、登録されるようなことがあればユネスコは文化的不寛容を容認したことになる」と改めて批判した。
3月2日になり、ユネスコへ再提出した推薦書が受理され、ICOMOSへ前夜送付されたことが明らかになった。推薦書が受理されたことで同年夏から秋にICOMOSの現地視察を受けることになるが、ここでは政治的背景は抜きに、学術的エビデンスを精査するほか、最近では地域の取り組みといった住民参加の実態なども確認するようになっている。

### 諮問機関の調査と勧告
2023年8月24 - 30日、ICOMOSによる現地調査が行われた。公平かつ静謐な環境下での調査実施のため、調査員の身分（国籍・性別・所属肩書・専門分野等）は非公表だが、公開された調査風景の写真から白人女性であるこは判明。
ICOMOSの現地調査の結果は翌年（例年5月頃=委員会開催の6週間前まで）勧告として「記載（登録）」「情報照会（保留）」「記載延期」「不記載」の四段階で発表される。いずれの評価であっても世界遺産委員会での本審査を受けることは可能だが、不記載勧告からの逆転登録は極めて困難で、委員会で不記載決議が下されると再推薦は不可能となる。また、勧告とは別に中間報告が発せられ、名称の変更や構成資産そして基本的コンセプトの見直しが指導される可能性もある。
2024年6月6日、追加情報を求める情報照会勧告が発せられた。指摘事項は、
1. 重要文化的景観選定地としての相川鉱山町の中で、昭和になってから開発された上北沢地区（下山之神町・坂下町・北沢町・弥十郎町）を構成資産から除外する。同町内には下記「重文景に包括されるもの」の節にある旧朝鮮人労働者用住宅や国史跡でもある北沢浮遊選鉱場跡・旧御料局佐渡支庁（相川郷土博物館）などがある
2. 相川湾の内側に設定している緩衝地帯（下記「緩衝地帯」の節参照）を沖合まで拡張する→洋上風力発電（浮体式洋上風力発電）設置などによる景観疎外防止の確約
3. 下記「課題」の節にもあるように、所有者である佐渡鉱山株式会社が商業採掘を再開しない確約をすること

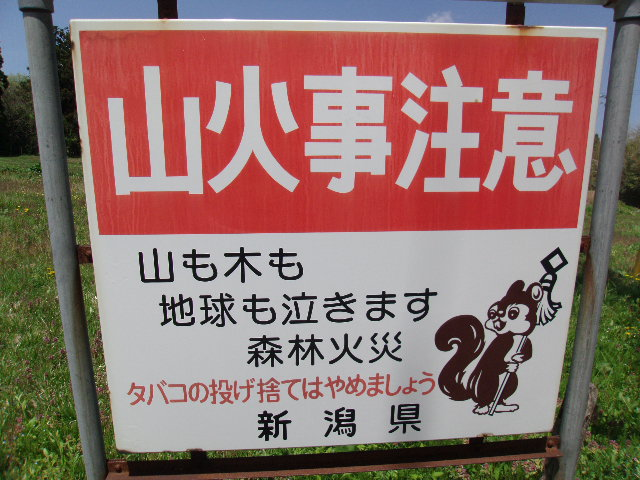
佐渡金山の山火事注意の看板

これに付帯した追加的勧告として、①緩衝地帯を重要文化的景観に加え保全措置を強化する、②鶴子銀山などでのさらなる考古学的（発掘）調査の実施、③構成資産候補以外で採掘が行われていたことが明らかな区域（相川と鶴子の中間に位置する茶屋平金山など）の国指定史跡追加や重要文化的景観の範囲拡大など、関連史跡を網羅して補完体制を構築する、④海外の鉱山遺産（下記「鉱山遺産の現況」の節参照）に多い自然破壊されたはげ山景観でなく木々に覆われた自然環境に自然と人間の共生があることから、地滑り・植生の繁茂あるいは過伐採、山火事など自然景観の変動に留意する（火災は町並み家屋への延焼も）、⑤採掘が行われてきた全体の歴史を包括的に説明することを挙げた。
一方で、「他地域で機械化が導入された時期に、完成された手作業による採鉱・精錬技術を継承した他に例をみない事例であり、世界遺産に値する価値を有する」と総括し、資産の保全状況や補完する記録類も良好であると評価。適用する基準（下記「顕著な普遍的価値と登録基準」の節参照）は、「文化的伝統を示す比類ない物証が充分にないことから基準(ⅲ)は適用できず、そこに含めていた生産体制や町並み等の管理に係る遺構は(ⅳ)に該当させる」とした。
情報照会は原則として追加情報の提出を求めた上で翌年に審査を回すよう促されるが、そのままその年の世界遺産委員会で審査を受けることも可能。2023年の第45回世界遺産委員会での審査対象には情報照会勧告を受けたものが6件あり、いずれもそのまま審査を受け全て登録に至っていることから、盛山正仁文科相は2024年の登録を目指すとした。なお、日本の世界遺産の勧告で情報照会が出されたのは初めてのことになる。

#### 勧告への応手
構成資産の一部地域除外は当該地区の理解と協力が不可欠だが、地域住民は「佐渡・相川が世界遺産になるのであれば、北沢は必ずしも世界遺産でなくても構わない」との見解を示している。海上の緩衝地帯拡張は漁船の操業や航海に関する海上権との調整が必要となるが、以前新潟県が策定した洋上風力発電の可能性に関する研究報告では相川沖合への敷設には「沿岸の名勝・天然記念物や重要文化的景観による制限から配慮が必要」とあり（世界遺産を目指していることにも言及）、冬場は強い海風が吹くものの夏場は凪が多くエネルギー効率は高くないとしている。採掘再開の可能性も、土地の所有権の内、金・銀などの鉱物がある場合や埋蔵文化財がある場合には権利の制限が生じ、事業者が掘削開始しようとしても国が差し止めることができ、文化庁の文化資源活用課も「佐渡金山は文化財であり、採掘のために施設を改修することはできず、世界遺産でなくても掘ってはいけない場所」と念を押す。

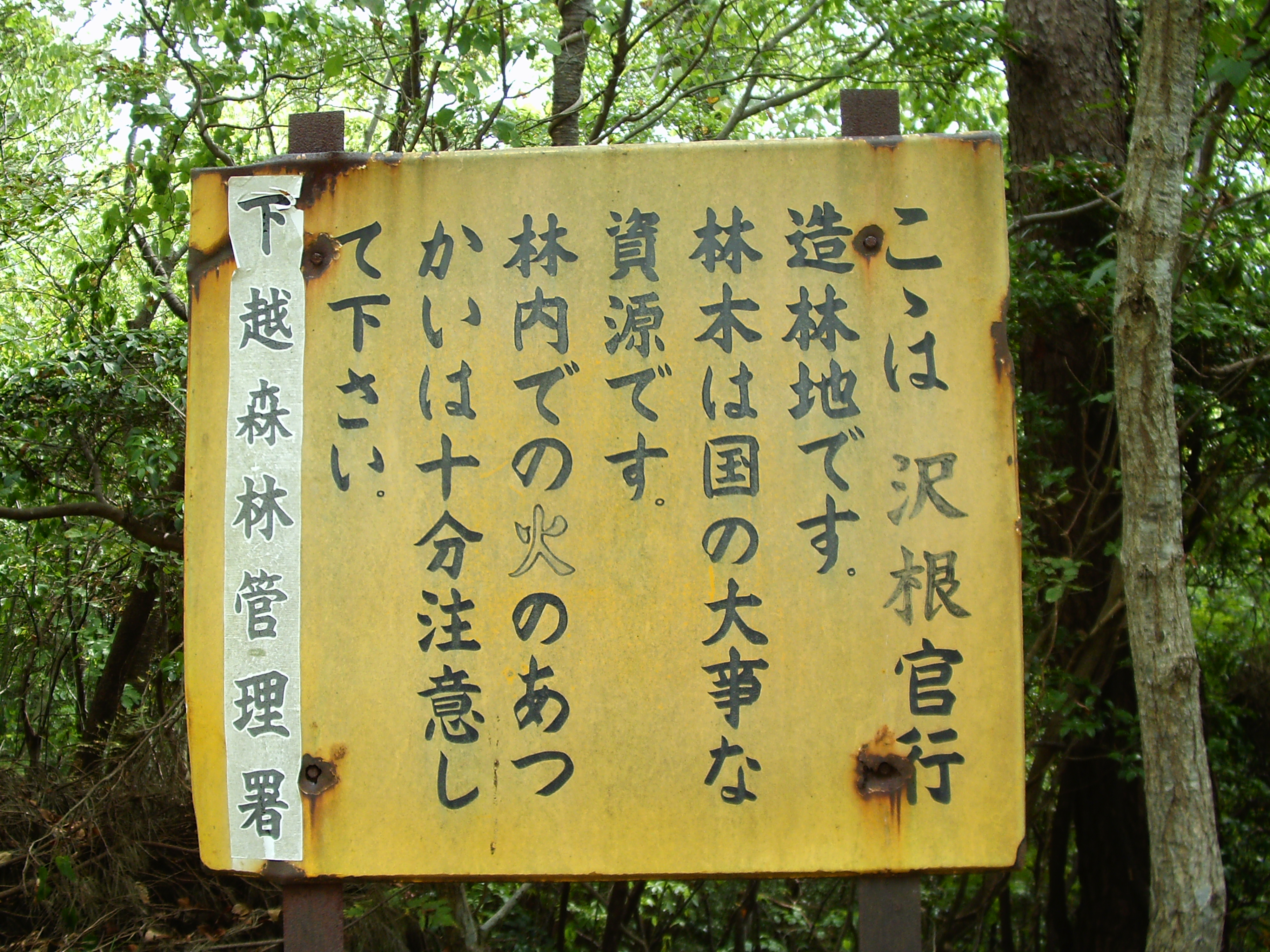
鶴子銀山の国有林指定地

景観損壊に関しては下記「法的保護根拠」の節にもあるように土砂災害対策は既に講じられており、植生の繁茂は竹害や外来種（帰化植物）のセイタカアワダチソウが見られるものの、過伐採は林地開発許可制度や合法伐採木材等の流通及び利用の促進に関する法律の運用で、森林火災もタバコのポイ捨てなどが原因の場合廃棄物の処理及び清掃に関する法律で対応できる。特に文化的景観として評価を得るには、身近な自然からの自然享受があるなど文化的環境が伴う必要があり、森林保全が重視される（「第45回世界遺産委員会#COP15をうけて」参照）。石見銀山においても鉱物抽出融解のために周辺山林樹木を薪や炭として伐採した後に植樹を行い森林再生してきたことが環境に配慮していると評価されたように、佐渡でも幕府直轄の御林として保護され、明治の御料林を経て恩賜林（国有林や県・市有林）として保護存続していることも紹介すべき。
また、総合的な歴史の紹介は、江戸時代までに関してはきらりうむ佐渡が、明治時代以後は相川郷土博物館が担う（下記「ガイダンス施設」の節参照）。さらに韓国が求めてきた追悼空間の設置なども含め、ICOMOS本部で執行委員を務めた岡田保良は「直ちに今回回答を用意しなければならないわけではなく、追加的勧告は“今後”というニュアンス」という見解を示し、任意の市民団体「『佐渡島の金山』世界文化遺産登録を考える市民の会」は国家間の折り合いが着くまでは民間で北沢地区に残る朝鮮人労働者関連史跡を自発的に紹介する活動を始め日本人の歴史に向き合う姿勢や誠意を示す。

#### 勧告の応諾

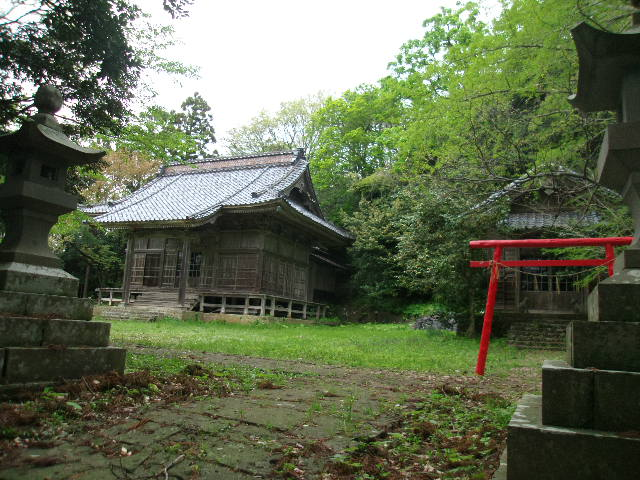
棄却された北沢には江戸時代から鎮座し鉱山神を祀る大山祇神社もある

2024年の登録を実現すべく、政府や自治体（県・市）、権利所有者・住民など関係者が一丸となって対応することとなり、まず北沢地区を除却することが決まった。
次いで、緩衝地帯の海域拡張について、北は大崎鼻、南は大浦崎まで基点を延伸し、そこから扇形に範囲を広げ、相川湾海岸線からは直線距離で約4キロ先までを網羅するように変更（南北両斜線対頂角間の対角線は約11キロ）。これにより緩衝地帯の面積は初期設定の10倍以上となる。
さらに採掘権を有する株式会社ゴールデン佐渡（三菱マテリアル系列）が国に対して商業採掘を行わないことを約束する表明書を提出。これにより主要勧告の三つは全て満たすことになった。
また、付帯勧告の内、全体の歴史の包括的説明について日韓政府間で根気強い調整が続けられ、韓国は「日本が全体の歴史を反映すると約束し、実質的な措置を既に講じた」として、世界遺産委員会での登録審査直前になり登録を容認することになった。

### 登録決定
2024年7月27日、世界遺産委員会は世界遺産への登録（世界遺産一覧表への記載）を決めた。世界遺産登録は新潟県内では初。文化遺産の登録は、日本国内では21件目で自然遺産も含めると26件目となる。
後日になるが、佐渡市世界遺産推進課は「西洋で産業革命による工業化が起きたのと同時代の17～18世紀に、他国と比較して世界最大量の金生産が成されていたという事実が承認された」とコメントを出した。

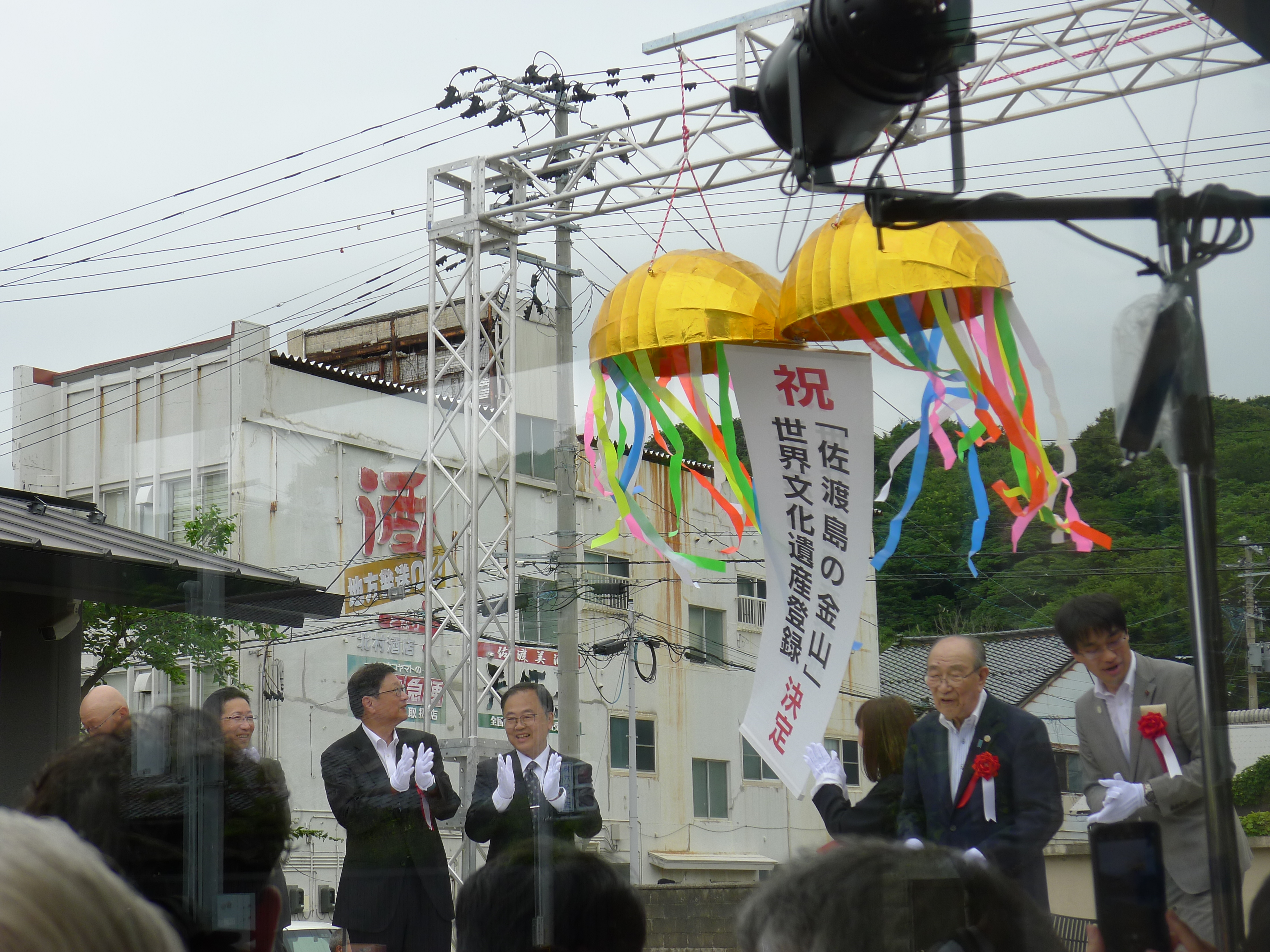
登録決定記念のくす玉割り
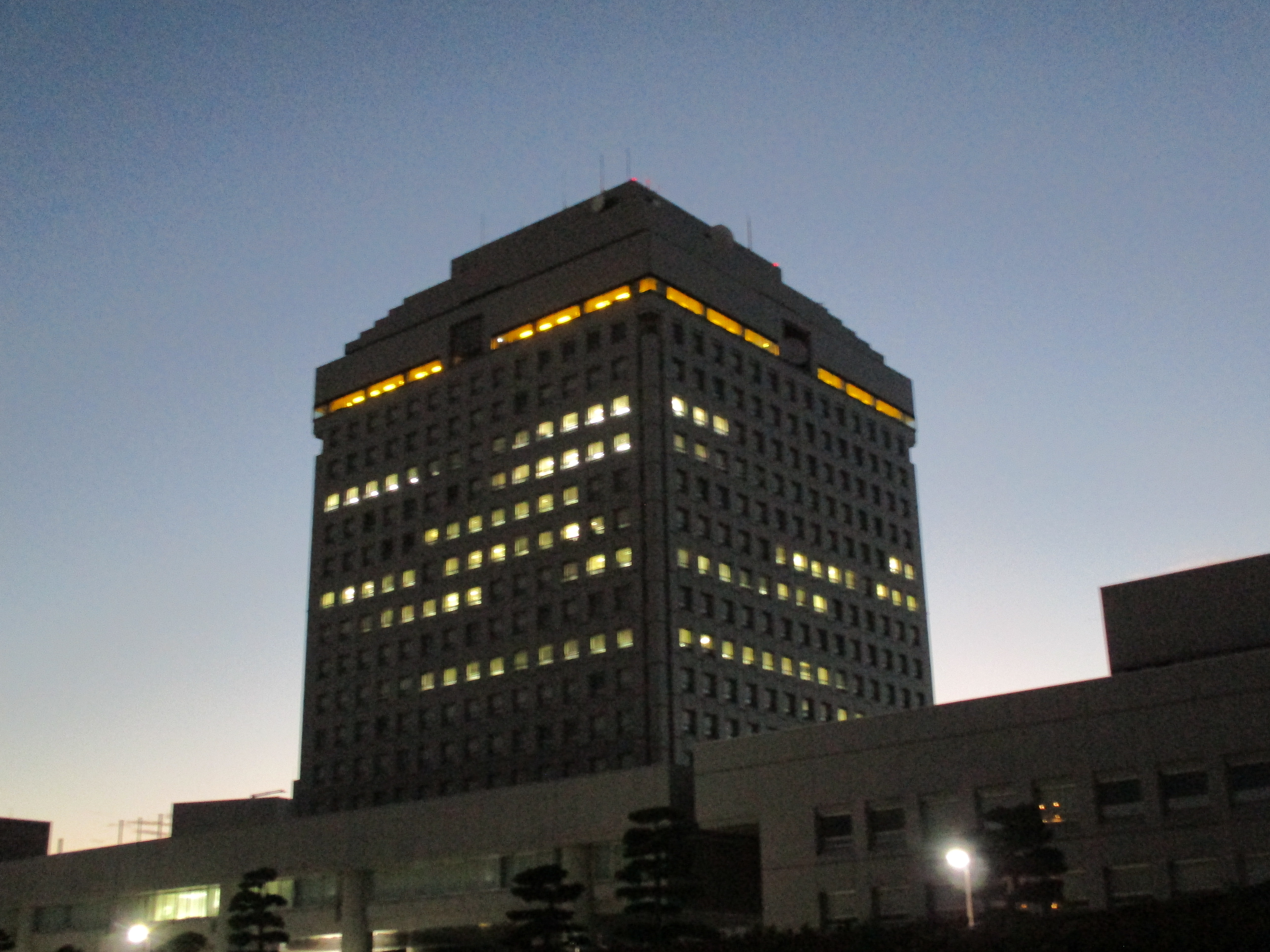
登録を記念し18階展望室を金色にライトアップした新潟県庁
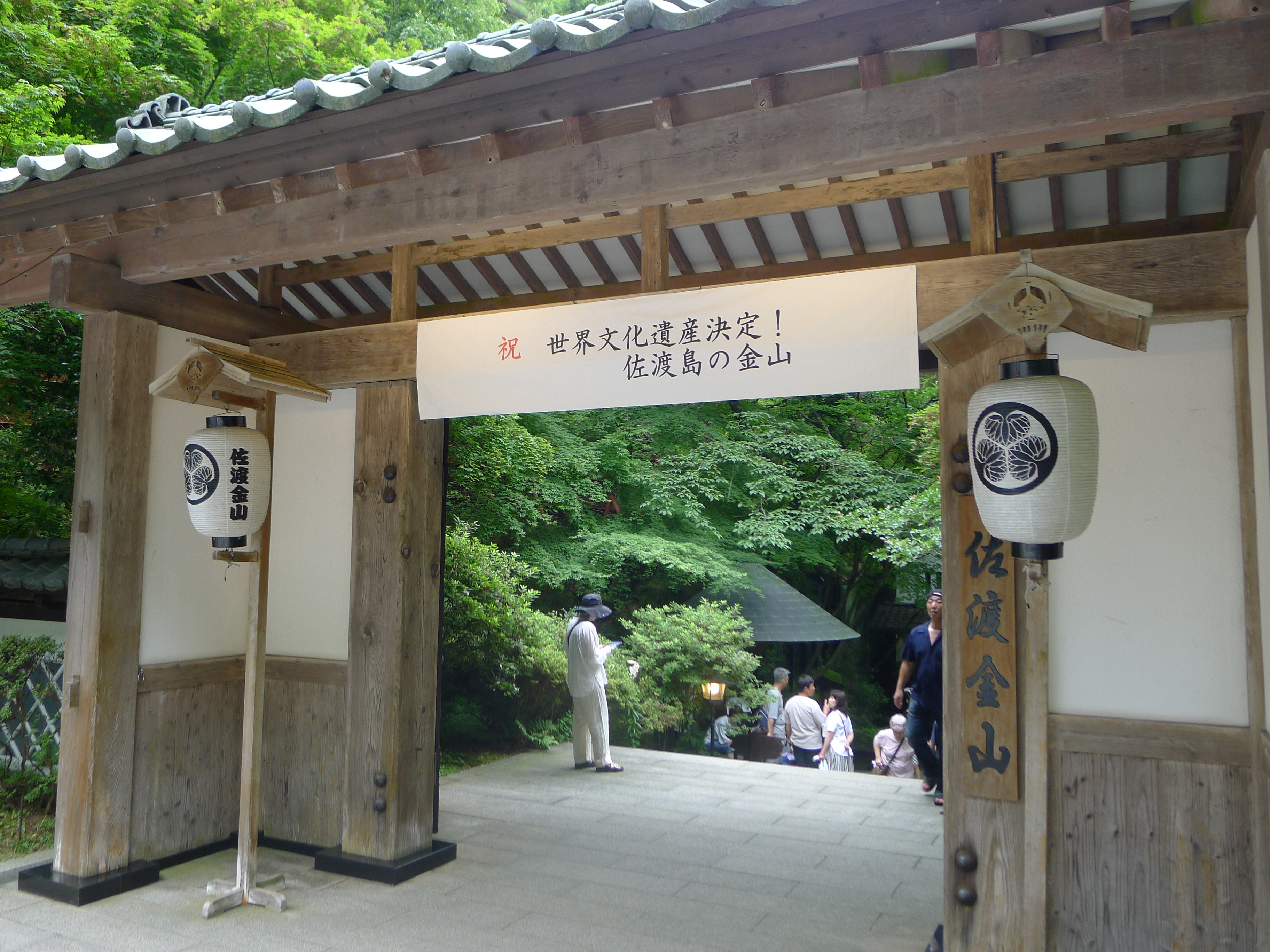
佐渡金山に掲げられた登録を祝う横断幕
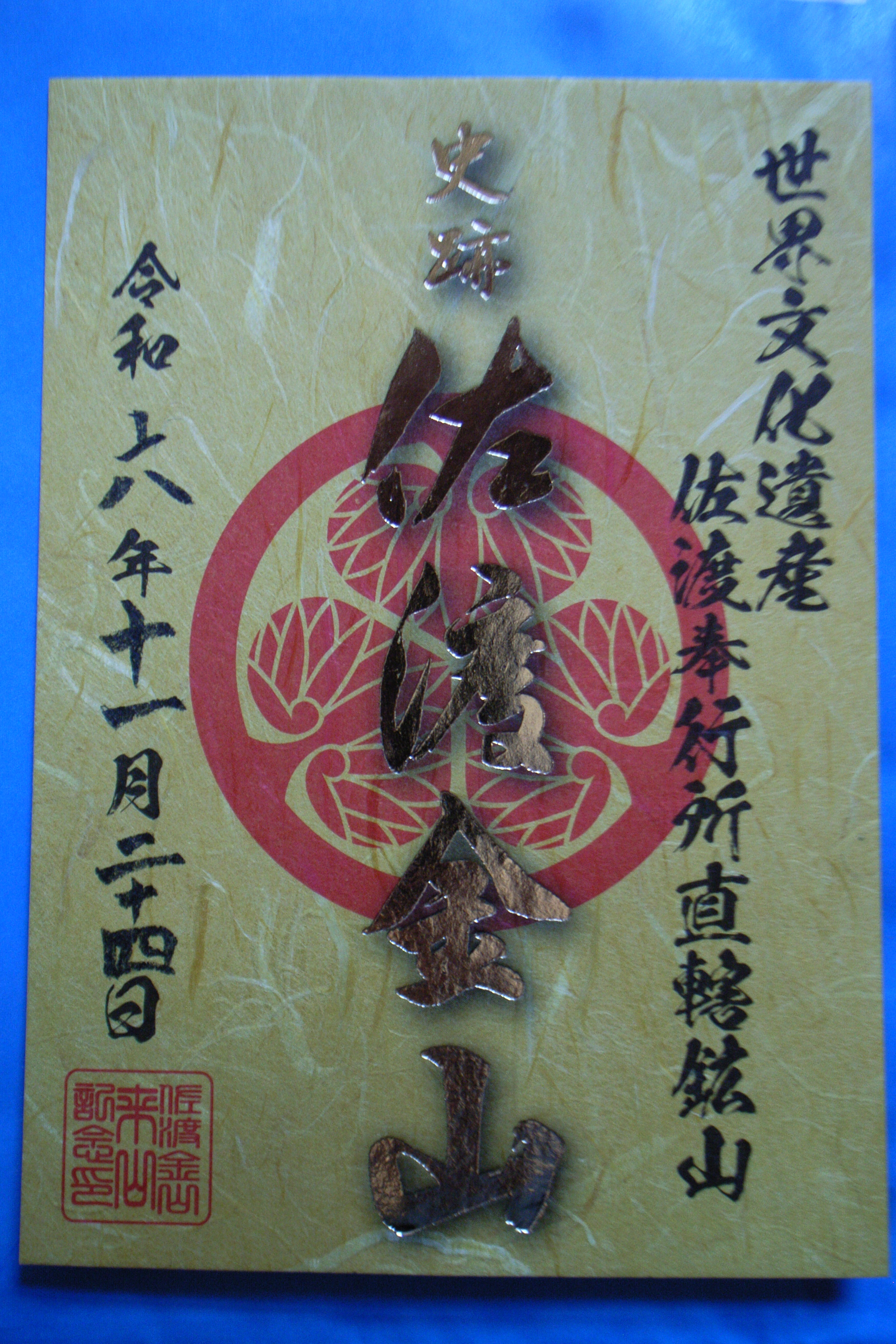
佐渡金山 世界遺産版金の御朱印

#### 世界遺産委員会での状況
最終的な登録審査の可否は世界遺産委員会の21の委員国による全会一致のコンセンサスが原則で、委員国だけに意思表示の権利があり（議長が認めた場合には推薦国にも意見陳述の機会が与えられる）、異議申し立てがあった場合には多数決で⅔（14ヶ国）以上の賛同が必要で、日本は2021年11月～2025年秋まで委員国を務めるが、2023年秋の委員国改編で韓国が委員国となり、2024年以降に審査を受けることになると韓国が委員国になっていた場合には反対することが予想された。さらに、その後の2027年～2031年には中国も委員国に就くと目されており、2024年の世界遺産委員会で登録を逃すことになると、以後は反対姿勢をとる委員国によって阻害される可能性もあった。委員会では舞台裏で登録のためのロビー活動がしばしば繰り広げられ、これまで日本も外交交渉を展開してきた経緯がある。
7月21 - 31日の委員会開期中、26 - 29日が新規登録審査の日程に当てられていた。通常、自然遺産→複合遺産→文化遺産の順に、それぞれ国名のアルファベット順に行われる。今回は審査対象が27件あり、日本は12番目が予定されていた。順調に進めば1件につき30〜45分平均で行われ（構成資産候補が多いと時間を要する）、事前の諮問機関による勧告で登録とされたものは順当に審査も進む。今回の佐渡のように情報照会勧告などの場合は議事が紛糾し、1時間を超す審査となることもある。今回は19件に登録勧告が出されていたこともあり、審議は異例の速さで進み、次々と登録が決定していった。一時は佐渡の審査も初日の26日中に行われる可能性もあるのではないかとも思われたが、議長が日本の順番を飛ばし後に控える候補の審査を行うなどの不測の事態もあり初日が終了（佐渡や南アフリカが推薦したネルソン・マンデラに関連する「記憶の場所」という新しい概念を対象とする情報照会勧告案件は議事が長引く可能性を考慮）。最後に議長から「明日は日本から始める」とコメントがあり、佐渡の審査は27日に確定した。なお、初日だけで11件の新規登録が決まった。
佐渡の審査は現地時間の10時10分（日本時間13時40分）過ぎに始まった。最初に世界遺産センターにより勧告に対して日本が全て是正対応した旨を紹介、次いでICOMOSが概要と構成資産を紹介、委員国を代表して勧告に沿った修正案を求めていたブルガリアにマイクが渡り、「我々が望んでいたことを迅速かつ的確に対処した」と評価。議長が他の委員国に対し賛同を求め、全委員国の合意を確認して登録を決定した。この間に要した時間は20分ほどと極めてスムーズな流れであった。
また、ICOMOSは「登録基準(ⅵ)の適用は見送られたが、（下記「鉱山民俗誌」の節にもあるように）佐渡金山には有形無形の鉱山由来の文化が残されており、これは佐渡の文化多様性の幅の広さを物語るものであり、一神教（キリスト教）圏の西洋世界では見られない要素である」と評価。
一方で、追加的勧告で指示された保護措置の実施やさらなる強化、森林保全策（地下茎からの浸水による坑道など地下遺構への影響監視なども）、登録による訪問者数増加のモニタリングと各資産の収容力・混雑分散のコントロール（環境負荷の軽減）方法などを2025年12月1日までにユネスコへ提出することを義務付けられた。
現地入りしていた県知事らによるサンキュースピーチでは、「戦時中の過酷な労働環境を地元の展示施設で説明する」と改めて表明。最後に韓国の委員に発言の機会が与えられ、「約束の不履行がないように」と念押しした。

### 登録後の動向
佐渡博物館にて、8月1日より企画展「江戸時代の歴史資料が語る『佐渡島の金山』」を開催。島外に散逸している佐渡金山の絵図・絵巻や文献資料が一堂に会する。～10月20日迄。
8月9日、新潟県知事・佐渡市長と面会した岸田首相（当時）が、2024年に国際観光振興機構（JNTO）が創設した「外国人富裕層をターゲットにした観光地のモデル地域（高付加価値旅行）」に佐渡を追加認定し、「世界遺産を活かした地方の魅力発信（地方創生）」に政府として協力する旨を伝え、同27日に認定された。
9月10日、諮問機関の勧告および世界遺産委員会での勧告履行指示（上掲「諮問機関の調査と勧告」および「世界遺産委員会での状況」の節参照）を実行すべく、保存活用体制などを検討する学術委員会を開催。同30日にその成果と新たな目標を公表した。それによると、景観対策として世界遺産範囲内にある携帯電話基地局アンテナの小型化、ケーブルテレビの一層の普及による家庭用テレビアンテナの撤去、契約期限が切れたり広告主の事業が既に存在しなくなった電柱広告の撤去（管理者不詳の場合は行政代執行）、空家等対策の推進に関する特別措置法による空家の有効活用支援など。また、安全面への考慮もあり緩衝地帯を含む立入禁止措置範囲の拡充（これにより下記「民話・逸話」の節にある春日崎の磨崖仏などへ立ち入り出来なくなる）。さらに携帯電話が通じない鶴子銀山への通話エリアを拡充することでの遭難事故軽減や地域語り部の育成なども挙げた。同日、この施策の執行予算を議決承認し、活動を監督する新潟県議会全議員でつくる新潟県佐渡金銀山世界遺産登録推進議員連盟が臨時会を開き、方針を確認了承した。この施策は他の世界遺産登録地ではあまりみられない踏み込んだものとなっている。
9月27日、11回目となる世界遺産サミットが東京国際展示場（東京ビッグサイト）で開催中のツーリズムEXPOジャパンにおいて開催され、佐渡が初参加し、内外に向け佐渡の魅力のみならず、その歴史的価値や意義を発信した（エキスポにも新潟県観光協会としてブース出展し佐渡金山をPRした）。
石見銀山世界遺産センター（島根県大田市）にて、10月30日より企画展「石見銀山と佐渡金銀山」を開催。技術や文化面で佐渡に大きな影響を与えたルーツとしての石見銀山側から見た佐渡金銀山の実態に迫る。佐渡側からも展示物の提供がある。～12月23日迄。
12月3・4日、羽田空港第1ターミナルのマーケットプレイスにおいて佐渡PRイベントを開催し、農業遺産としての農産物やトキエアの宣伝と合わせ、佐渡金山についても紹介。佐渡金山展示資料館名物の金塊持ち上げチャレンジなどが行われた（実物の金塊でなく金色に塗装した鉄合金で実施）。
12月11日、全新潟県議でつくる県佐渡金銀山世界遺産登録推進議員連盟の会合が開かれ、世界遺産登録後の取り組みについて県世界遺産登録推進室の沢田敦室長が現状を報告し、諮問機関から勧告されたように継続的な発掘調査を行う必要があることなどを示した（上掲「諮問機関の調査と勧告」参照）。発掘調査に関しては教育委員会の世界遺産推進課文化財埋蔵文化財係が担っているが、市販されない専門性が高い学術報告書の刊行だけではなく、出土回収した遺物の展示公開など広く情報開示が求められ、その予算調達の必要性なども説いた。
12月12日に発表された今年の漢字に「金」が選ばれ、その理由の一つとして佐渡島の金山世界遺産登録があるとされた。
12月17・18日、東京丸の内・JPタワーKITTEの東京シティアイ・パフォーマンスゾーンにおいて「佐渡島の金山&島の魅力展」が開催。サイバースペースに江戸時代の佐渡を再現し、VRゴーグルを着用しタイムスリップ感覚を楽しめるメタバースの実体験や、金塊持ち上げチャレンジなどが行われた。
2025年1月18日、きらりうむ佐渡においてユネスコが発行した世界遺産登録証（複製）の展示公開が始まった。
2月25日、20年近く使ってきた「佐渡を世界遺産に」のロゴ（本節「略史」の上部掲載画像の横断幕に写る）を廃し、道遊の割戸のシルエットの背後に金の円をあしらい、その中に「世界遺産 佐渡島の金山」「World Heritage Site　Sado Island Gold Mine」の日英の文字が入る新しいロゴを発表した。
3月13日、20年にわたり活動してきた「佐渡を世界遺産にする会」が登録を果たしたことで解散し、新たに「『佐渡島の金山』を未来につなぐ会」が発足。
4月1日より、これまで別々に入場料を徴収していた佐渡金山の宗太夫坑（世界遺産）と道遊坑（世界遺産ではない）を共通券に一本化する。世界遺産を目当てに来ても坑道としては宗太夫坑が対象だが、道遊の割戸（世界遺産）を見るには道遊坑を通らねばならない不便さが解消される。
4月17日、道遊の割戸の直下まで行ける（内部には入れない）歩道の整備が完了し開通した。

#### テレビ番組
世界遺産登録後にテレビ番組で特集番組が放送されている。
- 2024年12月27日／BSフジの年末恒例番組『日本遺産物語』にて、相川七瀬をナビゲーターに「日本遺産物語　佐渡島の金山〜世界を動かした日本の鉱山遺産〜」がオンエアー[160]。
- 2024年12月29日／フジテレビにて、Snow Manの阿部亮平をナビゲーターに「Snow Man 阿部亮平の佐渡島の金山！大解明SP 佐渡金山の魅力解き明かす」がオンエアー[161]。
- 2025年1月2日／新潟総合テレビにて、県知事および登録の推薦書作成に携わった新潟市歴史博物館（みなとぴあ）の坂井秀弥館長と歴史コメンテーターの金谷俊一郎による鼎談「未来へ 佐渡島の金山 ～新春知事鼎談～」がオンエアー[162]。
- 2025年1月27日／NHK教育の『木村多江の、いまさらですが…』にて、「世界遺産 佐渡島の金山〜戦国・江戸を支えた街〜」をオンエアー[163]。
- 2025年3月14日／NHK総合の『首都圏情報 ネタドリ!』にて、山下佳織アナウンサーをナビゲーターに「新潟 佐渡島の金山 世界遺産の知られざる魅力を山下佳織アナウンサーが巡る」がオンエアー[164]。

#### 韓国が関わる事象
登録のための必須条件であった朝鮮人労働者に関する「総合的な歴史の解説」について紹介する特設コーナーを相川郷土博物館内に急遽整備し、登録の翌日となる7月28日から公開が始まった。但し、ブースのタイトルは「朝鮮半島出身者を含む鉱山労働者の暮らし」であり、過酷な労働環境であったことは伝わるが日本人労働者も同等の待遇であったとしており、強制動員の記述がないことから、韓国では早速批判が巻き起こっている。また、相川に点在する朝鮮人労働者の宿舎跡などに日本語と朝鮮語併記の案内板が設置された。
11月24日、世界遺産登録を認める際の韓国からの要求の一つであった鉱山労働犠牲者の追悼式を開催（於：あいかわ総合開発センター）。韓国は日本国政府による開催を求めていたが、今回は民間団体主催となった。また、政府高官の出席も求めたことから、第2次石破内閣で外務政務官に就任した生稲晃子を派遣したが、生稲が以前靖国神社へ参拝した経歴があることに韓国が反発（実際には参拝していなかった）。当初、駐日大使や犠牲者遺族が出席するとしていたが、前日になり参加見送りを表明。独自に25日にかつて朝鮮半島出身鉱夫が暮らしていた第四相愛寮跡で慰霊祭を開くとした。なお、式は「『佐渡島の金山』追悼式」という名称で開催され、朝鮮半島出身者などの文言は含まれなかった。また、式典会場へ入れるのは招待者に限られ、内部は献花台があるだけの簡素なもので、宗教色もなかった。会場の外では嫌韓派による嫌がらせを警戒し警察が待機する場面も見られた。招かれなかったものの会場を訪れた市民有志は、外にも献花台や芳名記帳簿を設けるべきと要望していた。日本側は新潟県知事や佐渡市長なども列席した。こうしたことをうけ、東京新宿大久保にある高麗博物館で7月4日から開催していた企画展「『強制連行』『強制労働』の否定に抗う ～各地の追悼・継承の場をたずねて」に佐渡金山関係の展示を盛り込んだ。～2025年1月26日迄。

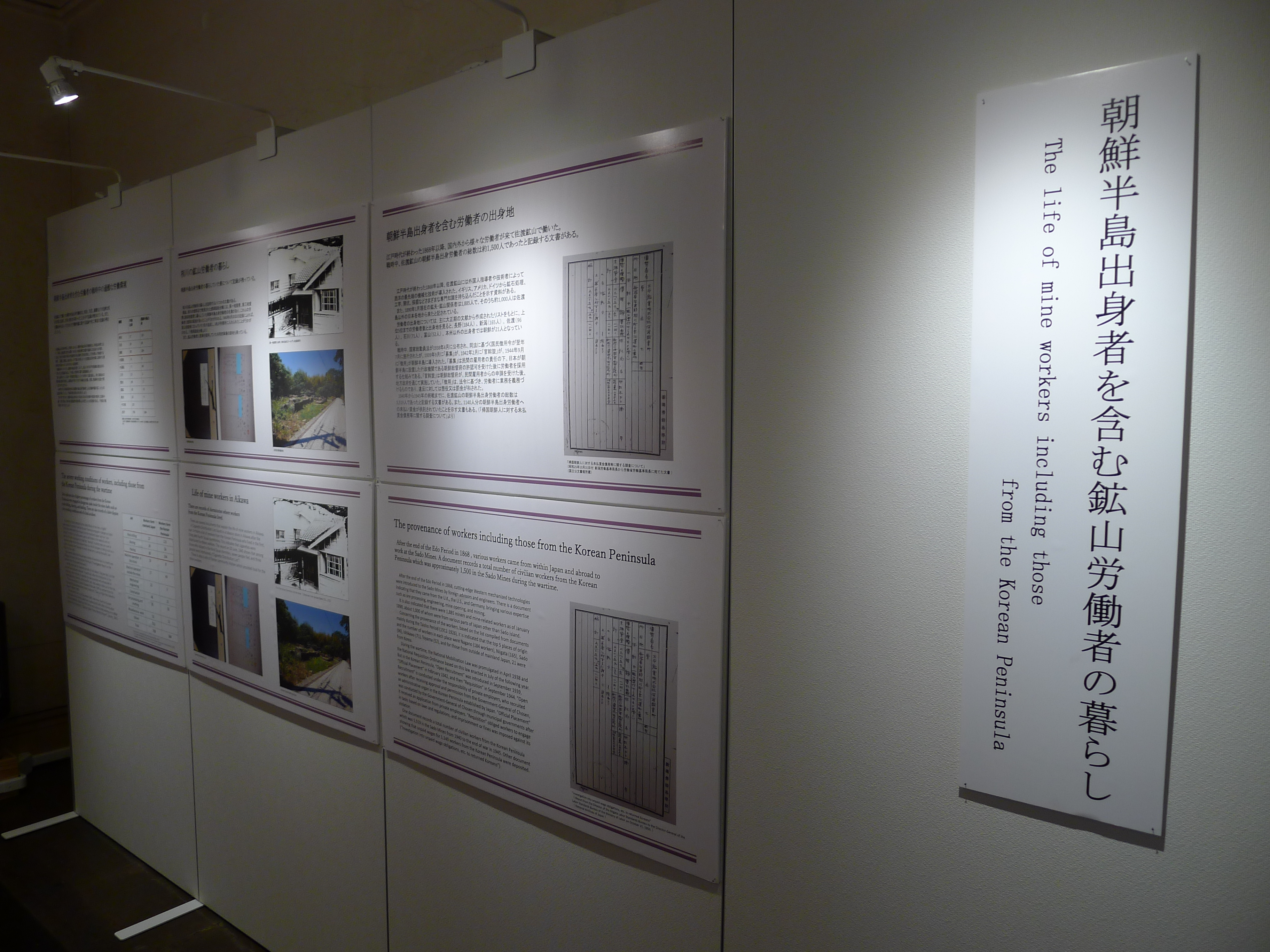
相川郷土博物館の「朝鮮人を含む鉱山労働者の暮らしコーナー」
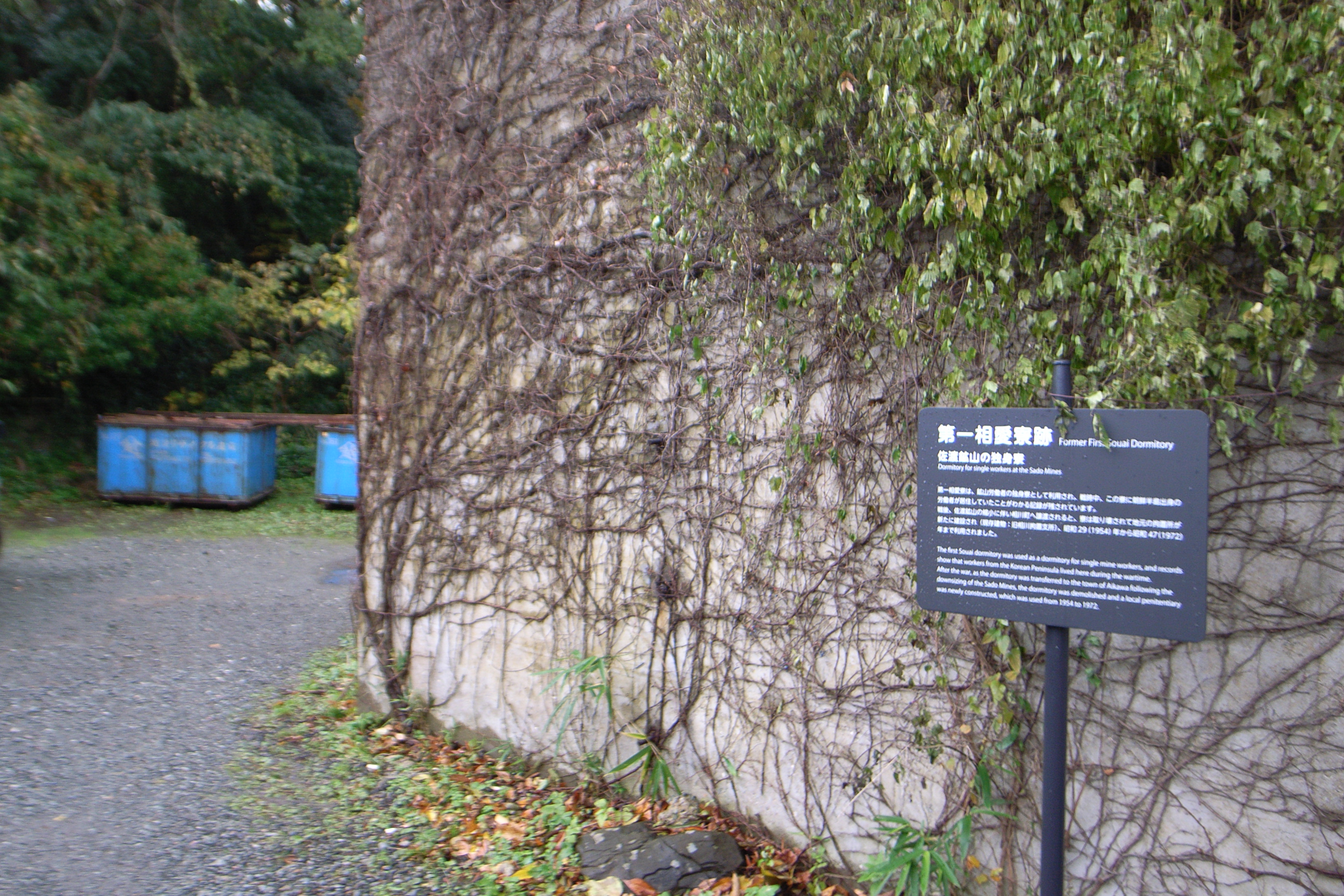
朝鮮半島出身鉱夫が住んでいた第一相愛寮跡を示す案内板
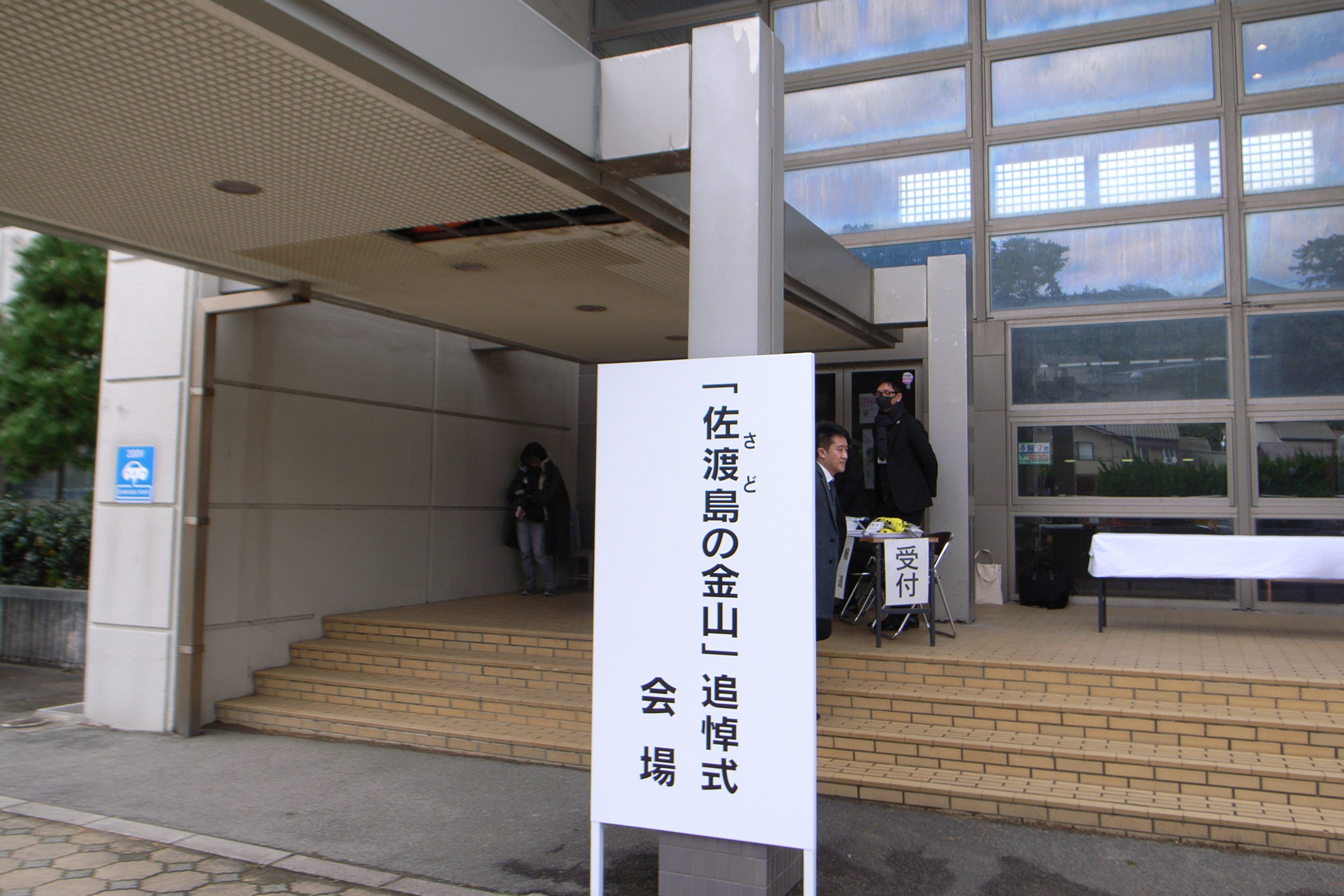
追悼式

## その他の評価

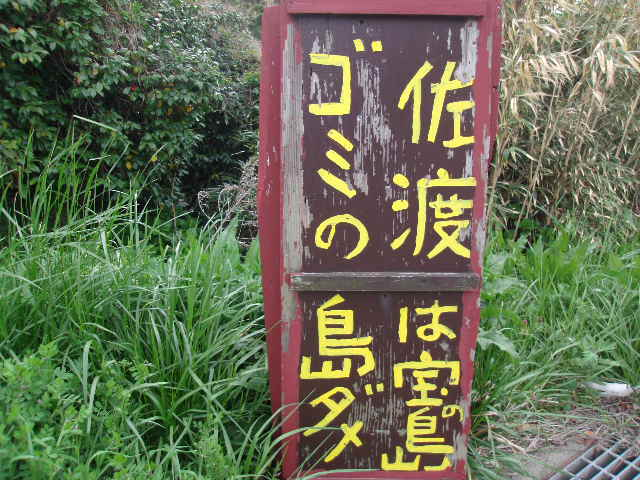
子供達が作った看板

上掲「再推薦」の節にもあるように、近年の世界遺産登録審査に際しては遺産そのものの学術的価値とは別に、登録後も末永く存続させるため地域住民による保全活動の状況なども調査確認の対象となった。佐渡では老若男女問わずおもてなしの精神で訪問客を迎え入れる活動が盛んで、ICOMOS調査員による現地視察の際、佐渡市役所の世界遺産推進課に立ち寄ると最寄りの金井小学校の児童がすれ違いざま「こんにちは」などと自然に挨拶してきたことを調査員が感動したことを、同行していた外務省大臣官房国際文化交流審議官だった金井正彰（佐渡の世界遺産登録後に国際法局長に昇進）が明らかにした。金井小学校がある地域には世界遺産の構成資産は存在しないが、島民が一丸となっている好印象を与えたものとされた。加えて、子供達が手作りした標語看板による啓蒙活動も一役買った。
また、文化審議会が近年の登録審査での傾向や諮問機関の評価を分析し、文化遺産であっても自然と人間の共生や相互作用にも注意を払う必要性があるとし、再提出した推薦書では現在火山がない佐渡ヶ島でかつてマグマが噴出した際に地下水が熱っせられ周辺岩盤内に分散する金銀粒子が溶け出し集まり、冷え固まって石英鉱脈となり、洋上孤島で風雨に曝され岩盤が風化して地表に露出し、それを追って掘り進めたことに触れ、それが約2000万年前に形成されたと推測され、それはプレート運動によって日本列島が形づくられる前の出来事であるなど金銀鉱床の生成過程に頁を盛り込んで言及したことが、地質学・自然科学のデータを文化遺産に応用していると評価された。

## 顕著な普遍的価値と登録基準
「顕著な普遍的価値」（OUV）を、以下の登録基準（クライテリア）に充てている。

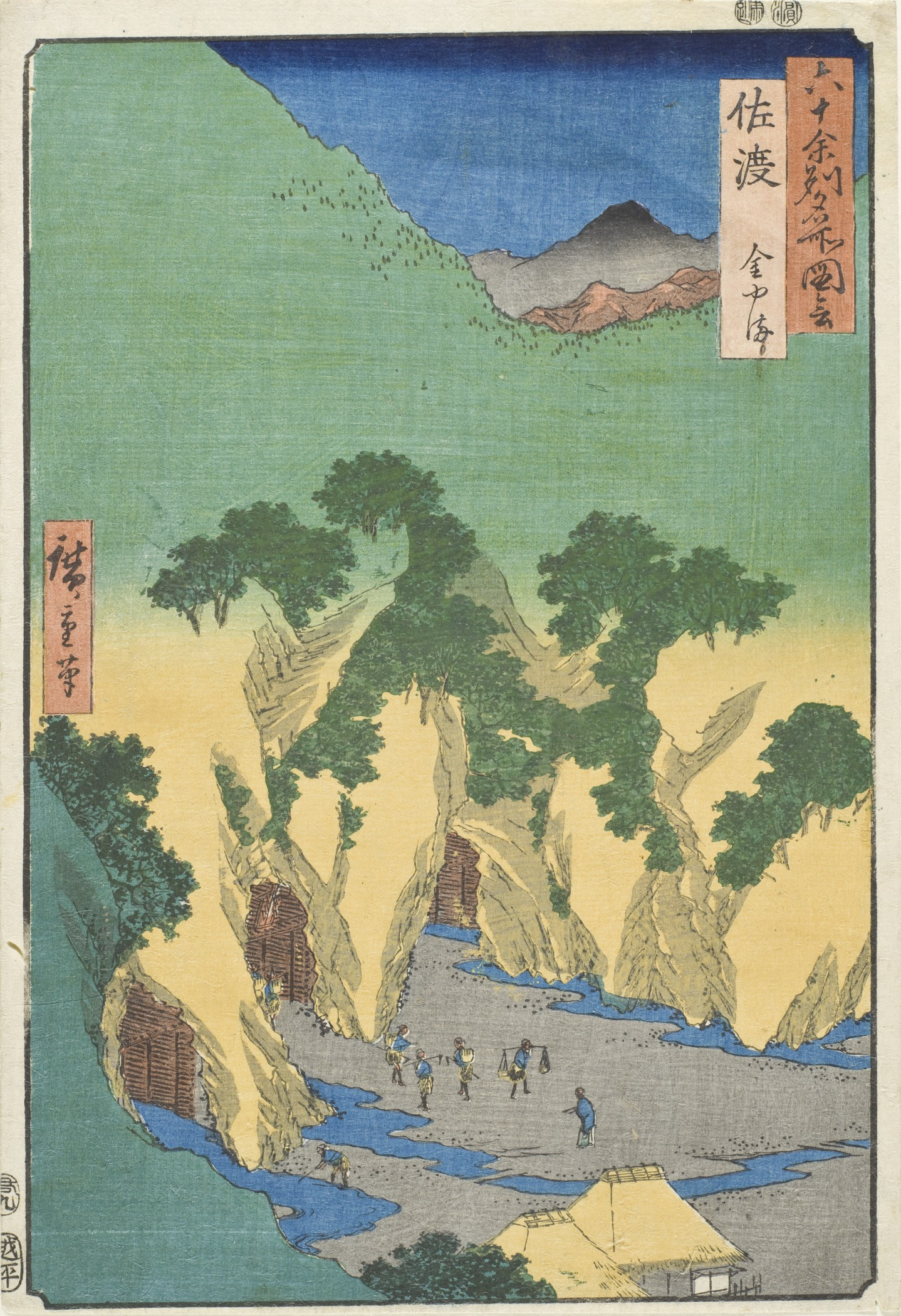
佐渡金山の浮世絵（六十余州名所図会）

(ⅱ)中世末から近代に至る我が国の金銀生産を牽引し、各時代で国内外の最新技術を採り入れ生産システムを発展させ、それは国内各地の鉱山へも伝播し、明治以降は東アジアでも貢献し、世界的な交流過程を顕著に示している
(ⅲ)現在でも数多く残されている記念工作物や遺跡、景観は我が国の貴金属鉱山の歴史と構造の全てを典型的に示す物証として稀有な存在である
(ⅳ)手工業で高度に発展した掘削（土木技術）や精錬（科学技術）の精緻さが極致に達した段階を物語る構造物と、それらを包括する機能性に優れた鉱山町の遺存状態を見ることができる集落景観の顕著な見本である
(ⅴ)生産活動に伴って形成された都市・集落・街道・農地・森林・海域などの資産は、その後の島民の生活基盤として優れた土地利用形態を示し、豊かな自然と相俟って独特の文化的空間を形成している
(ⅵ)鉱山の繁栄に伴い島外各地からもたらされた様々な文化は在来の文化と融合し、島という地理的特性の中で独特の多様な島嶼文化をつくり上げた。特に鉱山の繁栄を願う信仰形態（下記「民話・逸話」の節参照）は佐渡でしか見られないものである
　－－－－－－－－－－

近年登録された鉱山遺産（下記「鉱山遺産の現況」の節参照）の評価傾向や世界遺産委員会・諮問機関が関心を寄せる最新の徴候、海外研究者による国際的な視点の意見などを踏まえ、文化審議会が基準を勘案し、最終的にユネスコへ提出した推薦書では(ⅲ)と(ⅳ)に絞り込んだ。
ICOMOSは「適用されるのは(ⅳ)のみ」という勧告を出し（上掲「諮問機関の調査と勧告」参照）、世界遺産委員会も勧告に従った。

## 法的保護根拠
世界遺産の推薦に際しては完全性として、開発による環境破壊（文化的環境含む）を規制し、故意に損壊させた場合に刑法の建造物等損壊罪等とは別に罰則を科せられ、被災した際の災害復旧も担保する法律による保護が必要となる。
佐渡の鉱山遺跡群は「佐渡金銀山遺跡」の名称で文化財保護法の史跡に指定されており、「佐渡西三川の砂金山由来の農山村景観」と「佐渡相川の鉱山及び鉱山町の文化的景観」が重要文化的景観に選定されている。
これとは別に、2004年に旧相川町が合併により佐渡市となったことから市街地に都市計画法が適用できるようになり、2020年には相川地区が地域における歴史的風致の維持及び向上に関する法律（歴史まちづくり法）の歴史的風致維持向上地区に認定されており、同年に土地区画整理法に基づく土地区画整理事業として歴史的な街並みを残すためのマスタープランを策定した。
さらに鉱山の山自体や相川崖線の法面が地すべり等防止法や急傾斜地の崩壊による災害の防止に関する法律（急傾斜地法）の対象となっており、必要に応じて斜面崩壊に伴う遺産被災を防止する措置が講じられ、木々の根張りによる土壌流出防止効果から森林法も適用されている。相川の町中を流れる川は土砂災害警戒区域等における土砂災害防止対策の推進に関する法律（土砂災害防止法）の土石流危険渓流に指定されており、砂防法の砂防指定地でもある。
鶴子銀山周辺の山林の多くが国有林の保安林として保護されている。
西三川でかつて砂金すくいが行われていた金山川や笹川川には河川法が、吹上海岸石切場跡と片辺・鹿野浦海岸石切場跡は佐渡海府海岸の一部として文化財保護法の名勝でもあり、海岸法（海岸保全区域）・漁業法（漁業権占有区域）・公有水面埋立法も適用され、西三川の田圃は農業振興地域の整備に関する法律での農業振興地域であり、棚田は棚田地域振興法、自然災害で被災した際の復旧には土地改良法が適用される。
なお、無許可の鉱物採掘は採石法、河川での砂金すくいは砂利採取法に抵触する。
また、総合的な環境整備には離島振興法を用いることができる。
吹上および片辺・鹿野浦海岸石切場跡の一部は海中遺跡（水中文化遺産）として周知の埋蔵文化財包蔵地となっているが、日本は水中文化遺産保護条約未批准のため、同条約を保護根拠とすることが出来ない。
2021年2月4日に開催された文化審議会世界文化遺産部会において、新たな世界遺産候補には自然面での保護根拠にユネスコが推進するエコパークやジオパークを充てる試みなどを決めており、相川金山の金鉱床（鉱脈）が佐渡ジオパークとして日本ジオパークに認定されている（世界ジオパークではない）。
ちなみに、経産省による近代化産業遺産は法律に基づくものではないため、保護根拠にはならない（そもそも近代化遺産は佐渡においては世界遺産候補の対象ではない）。
世界遺産登録時に森林保全策の提出を求められたことから（上掲「世界遺産委員会での状況」の節参照）、今後は森林管理経営法に基づく管理計画を策定することになる。

## 緩衝地帯
世界遺産では構成資産に開発の影響が及ばなぬよう周辺を取り巻くように緩衝地帯（バッファゾーン）を設定しなければならない。
佐渡島の金山においては、佐渡金山・相川地区では相川町の街区全域に加え、北端の富崎灯明台（弁天崎）と南端の大佐渡温泉がある春日崎灯明台を結ぶ相川湾の洋上まで網羅。同様に吹上および片辺・鹿野浦海岸の石切場跡も海域を含んでいた。
ICOMOSの勧告ではさらに沖合へ範囲を拡張するよう求められ（上掲「諮問機関の調査と勧告」参照）、起点を北側は大崎鼻（幕末に整備された小川台場跡がある）まで南側は大浦崎としてそこから扇状に範囲を設定変更（上掲「勧告の応諾」参照）。これにより吹上海岸石切場跡の海域とも一体化し保護が強化される。
鶴子銀山は鉱山山域全体、西三川砂金山は西三川地区の中核を成す笹川集落から砂金山など周辺の山域に加え、砂金すくいが行われた西三川川流域が対象となっている。しかし、西三川では一部の山林や耕作放棄地などの私有地で相続人の不存在から緩衝地帯指定の同意が得られておらず、未指定区域がある虫食い状態となっている。過去の事例においても不完全な緩衝地帯の設定が問題視されたこともあることから、場合によっては行政による土地収用も検討しなければならないが、私的所有権を侵害する恐れもあるため慎重に進めなければならない。

## 重文景に包括されるもの

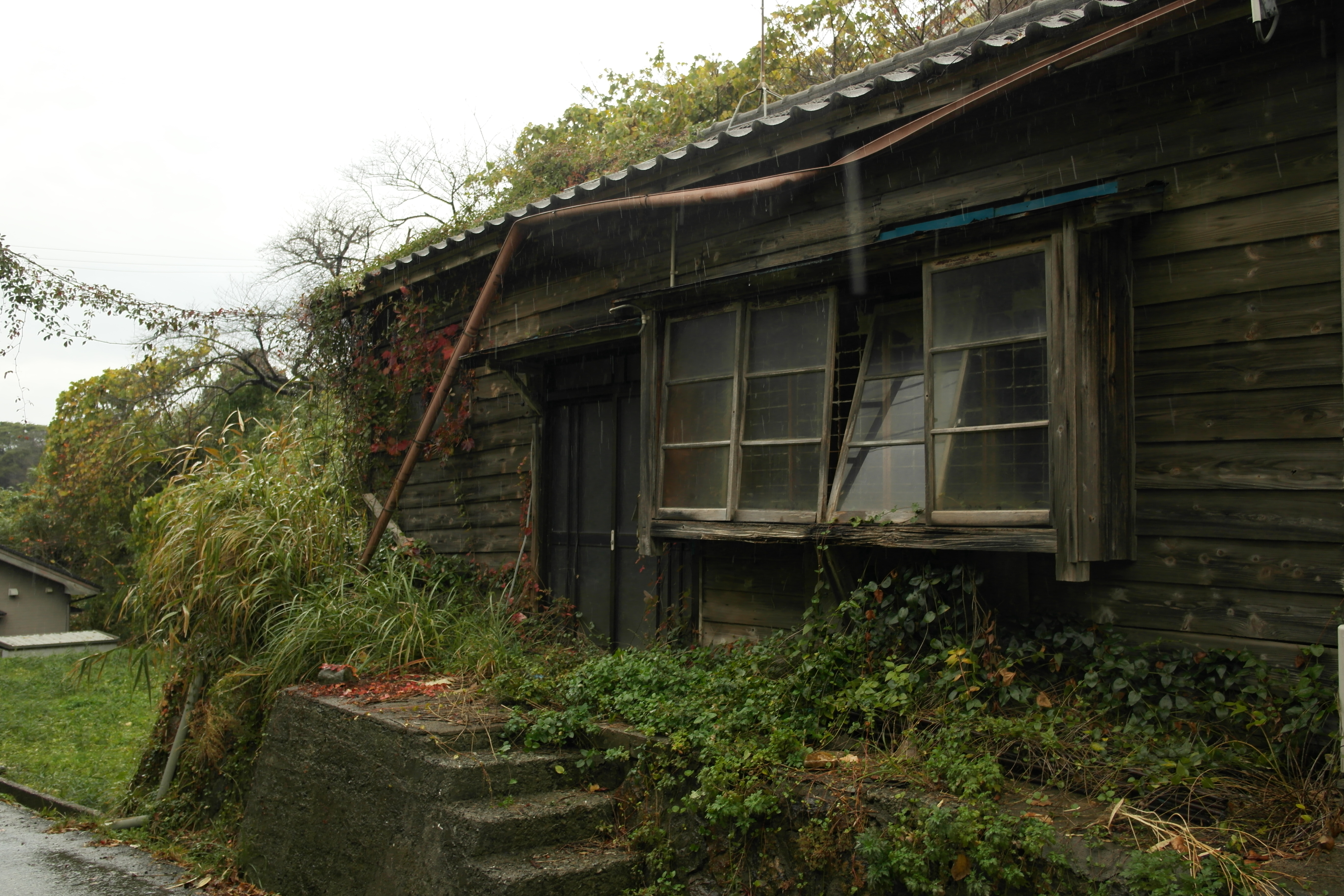
旧朝鮮人労働者用住宅

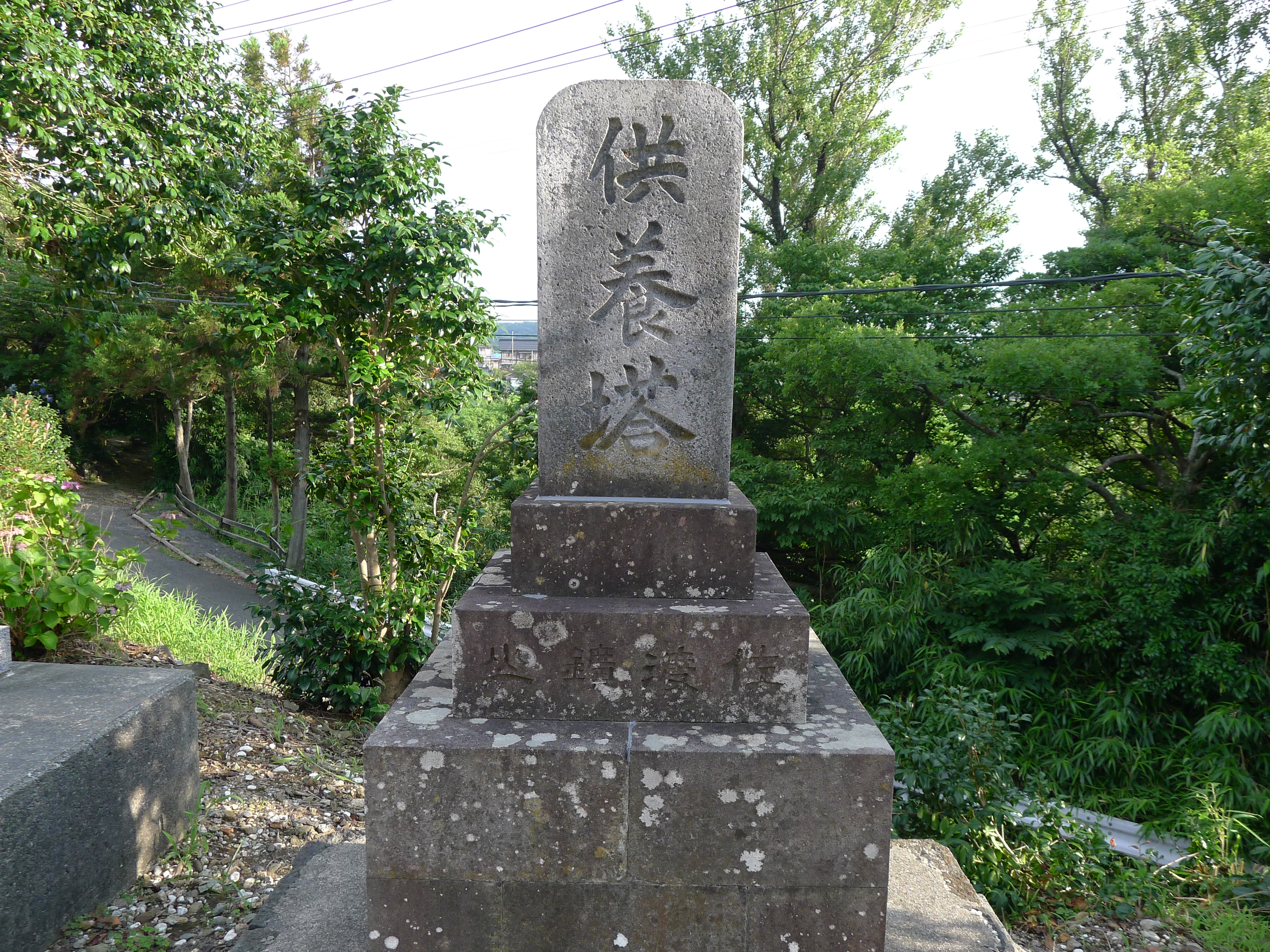
総源寺の鉱夫供養塔

世界遺産の推薦を巡り日韓の攻防が繰り広げられたが、韓国が主張する強制徴用という無形事象とは別に、世界遺産の前提である不動産有形財構築物として朝鮮人労働者がいたという物的証拠がある。重要文化的景観に選定されている相川鉱山町は、範囲としては旧相川町の集落区域を広く網羅しているが（景観構成要素として1989年の閉山まで稼働していた近現代の鉱山施設などを個別選定）、その中の相川山之神町や相川新五郎町には廃屋となっているが朝鮮人労働者も暮らした家族住宅（社宅）や独身寮（タコ部屋バラック）跡が残されている。昭和10年代の大増産期に鉱夫増員に伴い建てられた木造家屋であり、灰色瓦葺きで屋根に勾配がある雪国仕様であるなど地域特性を見ることができる。世界遺産推薦枠の江戸時代のものではないが、世界遺産候補の京町通りの家屋も明治以後に建てられたもの（慣習的に一帯の建物は相川大工町の大工（かつては鉱夫も大工と呼んだ）やその流れを汲む地元の工務店が担ってきたことから近代以降も景観が保たれ、2009年に景観法による景観条例が制定されて以降は住宅メーカーの建売住宅であっても周辺古民家に合わせた整景が行われている）や最近リノベーションを行ったもの（下記「持続可能性」の節参照）を含めての景観が対象になっている。これは長崎と天草地方の潜伏キリシタン関連遺産の出津集落や久賀島の集落・崎津集落も戦後建築の家並みが多く、江戸時代に潜伏キリシタンが人工的に改修した地形や集落構造が活かされていることから重要文化的景観になり世界遺産になっている点に共通する。山之神町は文字通り山の神＝鉱山神を祀る大山祇神社があることに由来し、一帯の区画は江戸時代に整備されている。戦後朝鮮人労働者が引き上げると家屋は一般住宅となり、改修の手を入れながら使われてきたが、老朽化に伴い無住となり朽ち果てつつある状態だが、これは韓国からすればそこに僑胞がいたという記憶の証であり、日本からすると奴隷のような扱いではなく社宅を貸与していた待遇があったという証拠になり、世界遺産の法的保護根拠としての重要文化的景観の内容を再確認する必要がある。
朝鮮人従業員住宅の残る山之神町がある北沢地区はICOMOSの勧告により相川鉱山町としての構成資産から外さざるを得なくなったが（上掲「諮問機関の調査と勧告」参照）、同町にある1619年（元和5年）創建の総源寺には朝鮮人労働者を含む鉱山労働者の慰霊碑があり、供養祭も行われている。上掲「登録後の動向#韓国」にもあるように、韓国が慰霊施設の設置を求めてきたが、総源寺がある北沢地区が世界遺産の対象ではなくなることで顕彰の芽が摘まれることにもなる。
なお、韓国の仁川に残されている、ほぼ同時代で似た構造の旧三菱社宅（三菱製鋼の旧仁川製作所共同宿所）が大韓民国登録文化財として保存されることになった。
一方、西三川集落では江戸時代までに形成された田園風景とは別に、リンゴ栽培が行なわれており、江戸時代には見られなかった景観が含まれている。

### 相川の範囲拡張
諮問機関による現地調査をうけての勧告として、関連史跡の顕彰が上げられた（上掲「諮問機関の調査と勧告」参照）。鉱山町としての相川はその都市構造が高く評価されたが、ゴールドラッシュで人口過多となり手狭になると一部の都市機能が七浦集落など近隣地域へと拡大することとなり、食糧調達目的で田畑が切り拓かれたり（小川）、坑道を支える梁や湧水汲み上げの手桶用の木材需要のために林業が行われたり（戸地）、新たな漁港（姫津）が整備されるなど、相川を補完する地域特性も形成された。これはユネスコが重視する地域多様性を示すことにもなる。金山経済圏を支えた相川隣接地の重文景への取り込みも必要となる。 ウィキメディア・コモンズには、相川の都市機能を補った近隣地区に関するカテゴリがあります。

## 鉱山開発の副産物
鉱山の土を用いた無名異焼や、鉱山から流れ出た砂を含む土で焼いたグレーの屋根瓦は相川の景観の一部となっている。
佐渡ではソバが名物だが（下記「広報活動」の節参照）、蕎麦殻挽き製粉のための臼は吹上海岸と片辺・鹿野浦海岸の石切場跡から産出製造した選鉱粉砕用の石臼が転用されてきた。その石臼用の石材運搬のために海岸線の道にトンネルを開削しなければならず、金山鉱夫が駆り出された。
金銀の分離精錬に硫黄分銀法という硫黄を用いる手法も行っていたことから、硫黄を求めて島内を探した結果、いくつかの温泉が発見された。佐渡に火山はなく、温泉も塩化物泉か含鉄泉が主流で硫黄泉はなく、硫黄は島外から持ち込むことになった。
上掲「概要」の節にある焼金法による分離精製のために必要な塩を得るため製塩も奨励され、現在でも自然塩や藻塩製造が行われている。
2011年、佐渡における伝統的な農業（持続可能な農業）がユネスコも協賛する国連食糧農業機関（FAO）の世界農業遺産に日本では初めて「トキと共生する佐渡の里山」として認定された。ここには西三川の棚田も含まれている。佐渡における稲作は長らく国中平野以外では沿岸部に開けたわずかばかりの平地で営まれてきたが、鉱山開発が進むと掘削のための開墾地が山の斜面に増え、その湧水を農業用水に利用することで棚田が形成された。鉱山湧水は地下水であるため水温が安定しており、ミネラルを豊富に含んでいるため、耕作に有効となっている。現在、そこで収穫される米（コシヒカリ）を金山米としてブランド化し、それを原料とした日本酒や米焼酎も金山銘柄で売り出している。
上掲「相川の範囲拡張」の節にあるように、相川の人口増加に伴い周辺地域も発展したが、特に漁港が設けられた姫津では石見から漁師が移住したことで延縄漁の技術が導入され、それまで獲ることがなかった鱈（スケトウダラ）が水揚げされるようになり棒鱈（佐渡ではカタセと呼ぶ）や干物が作られたほか、佐渡市の魚に指定されているブリ（寒鰤）漁もこの頃から始まったとされ（現在主流の定置網は明治になってから）、刺し網が普及したことでトビウオ漁も普及し焼き飛魚のアゴも作られるようになった。また、いごねりもおきゅうとが伝わったことで広まった。なお、姫津には移住者末裔の石見姓住民がいる。

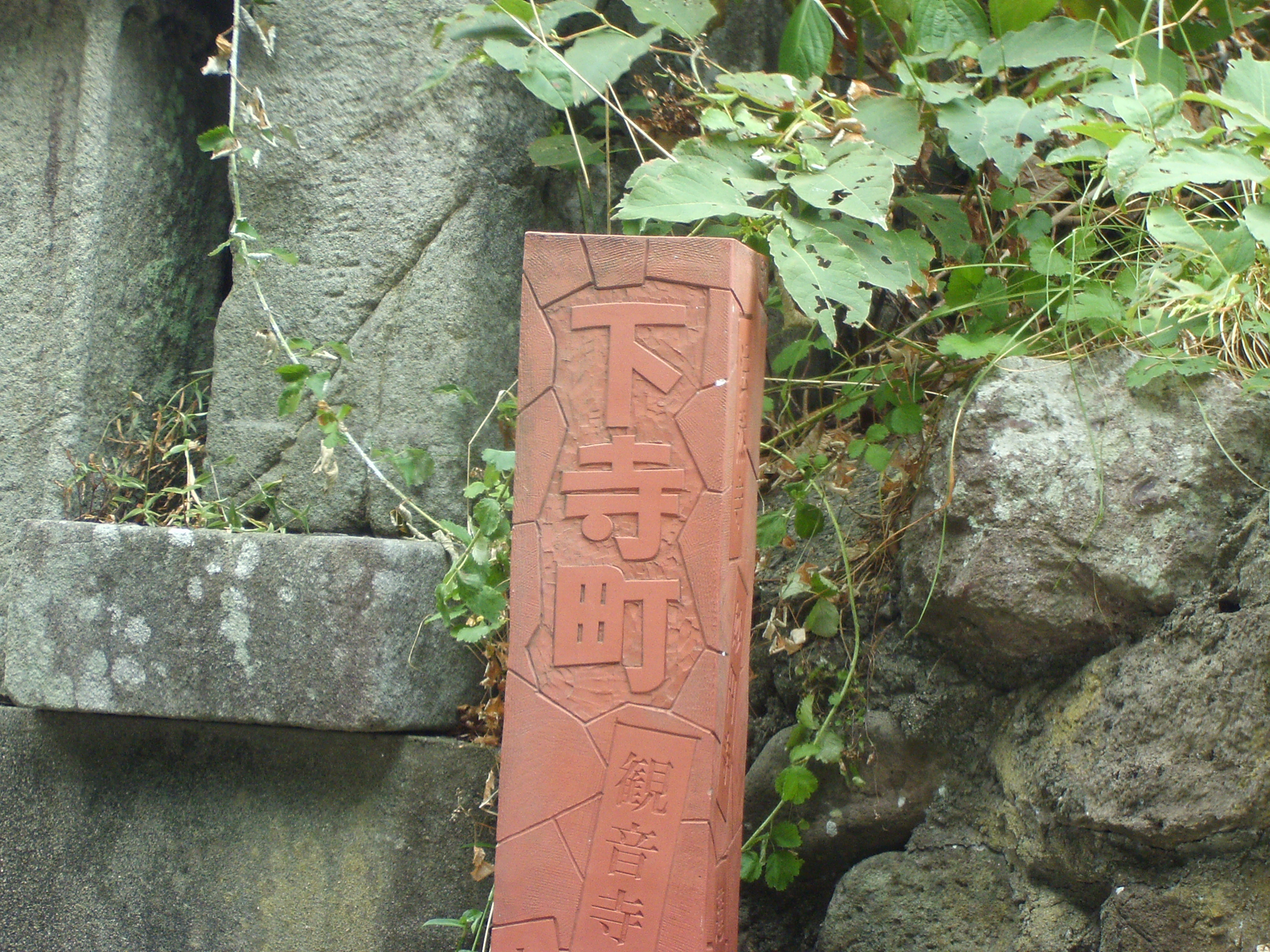
無名異焼の住居表示標柱（相川下寺町）
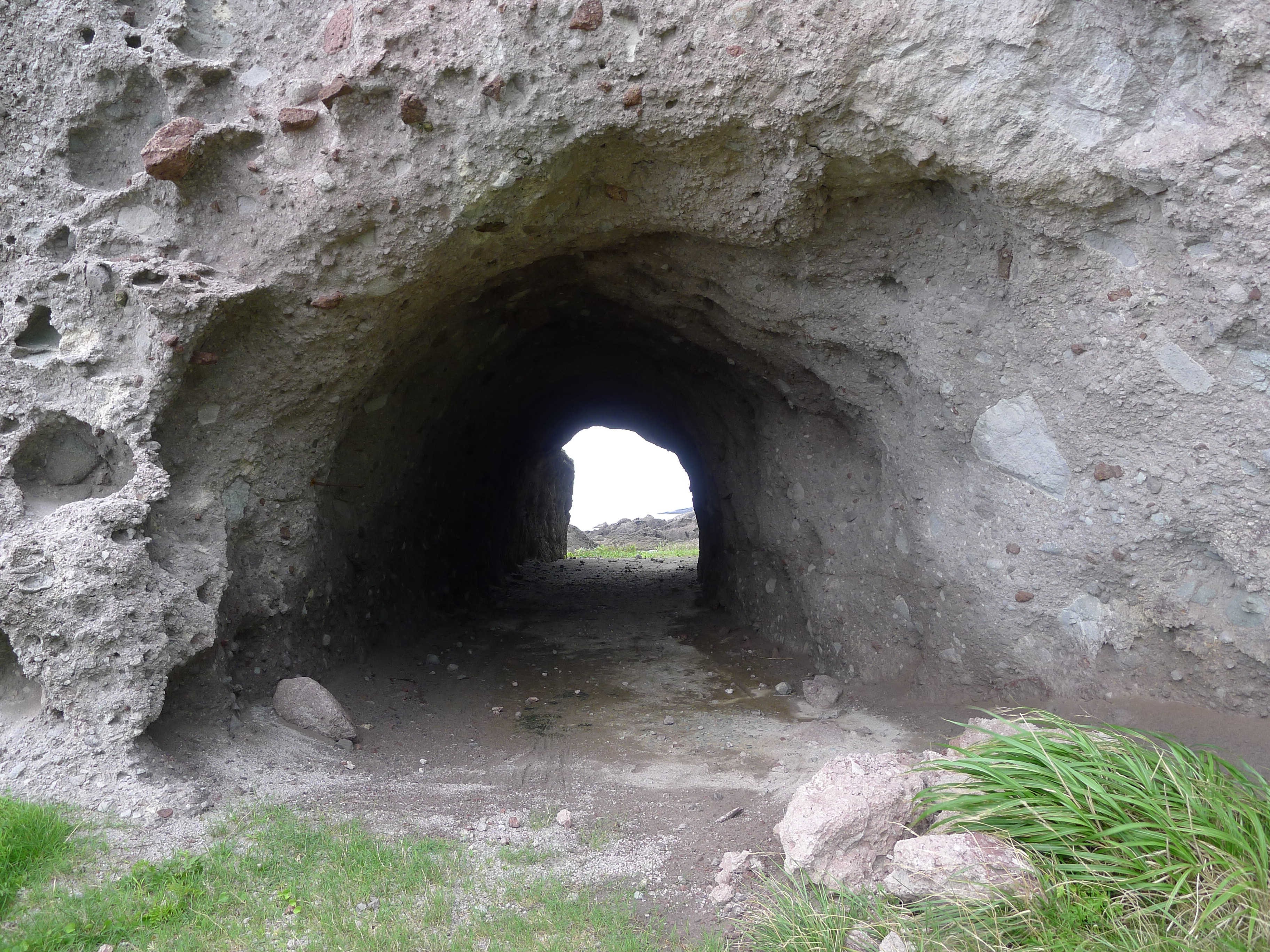
北戎(きたえびす)隧道
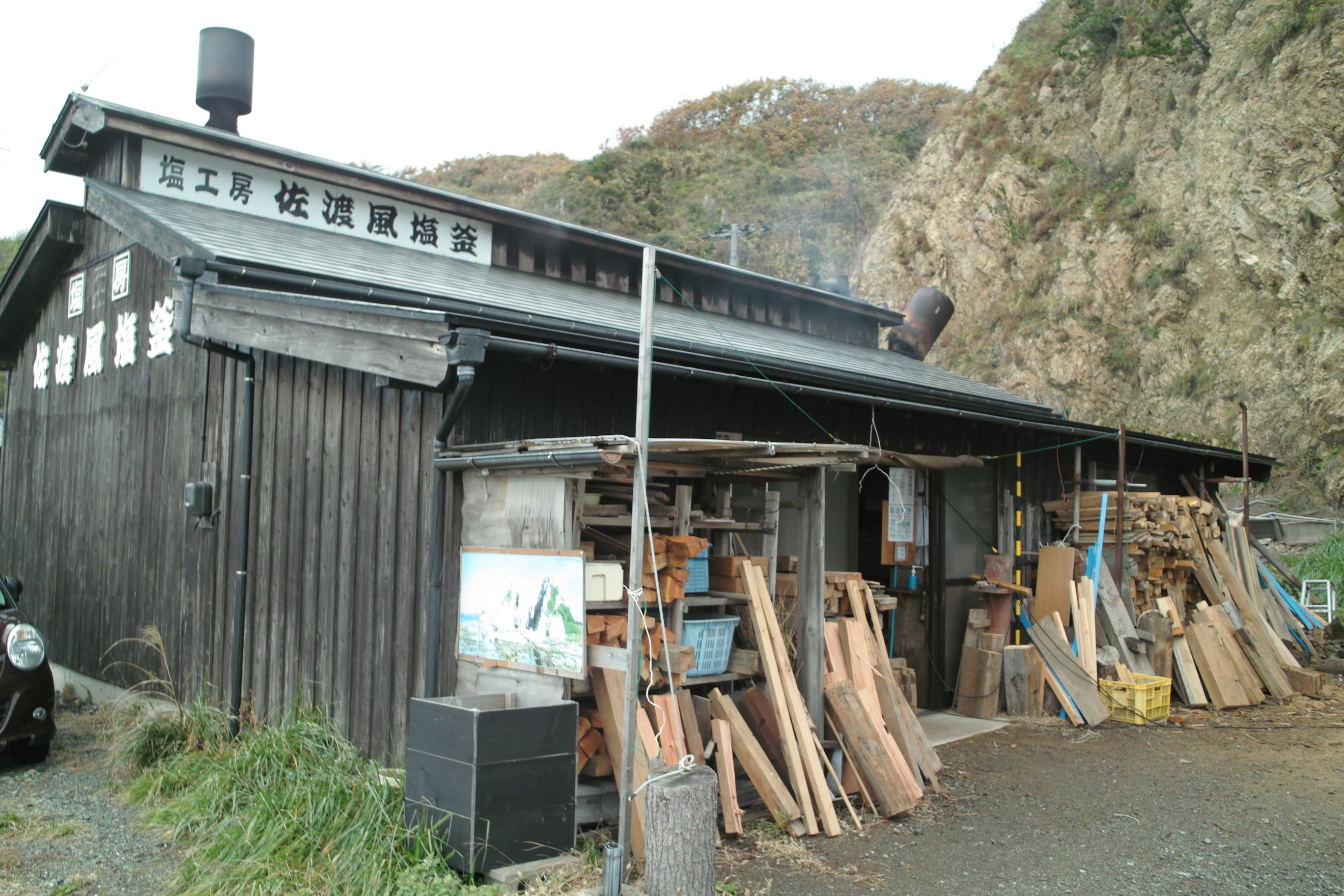
風塩釜（七浦高瀬）
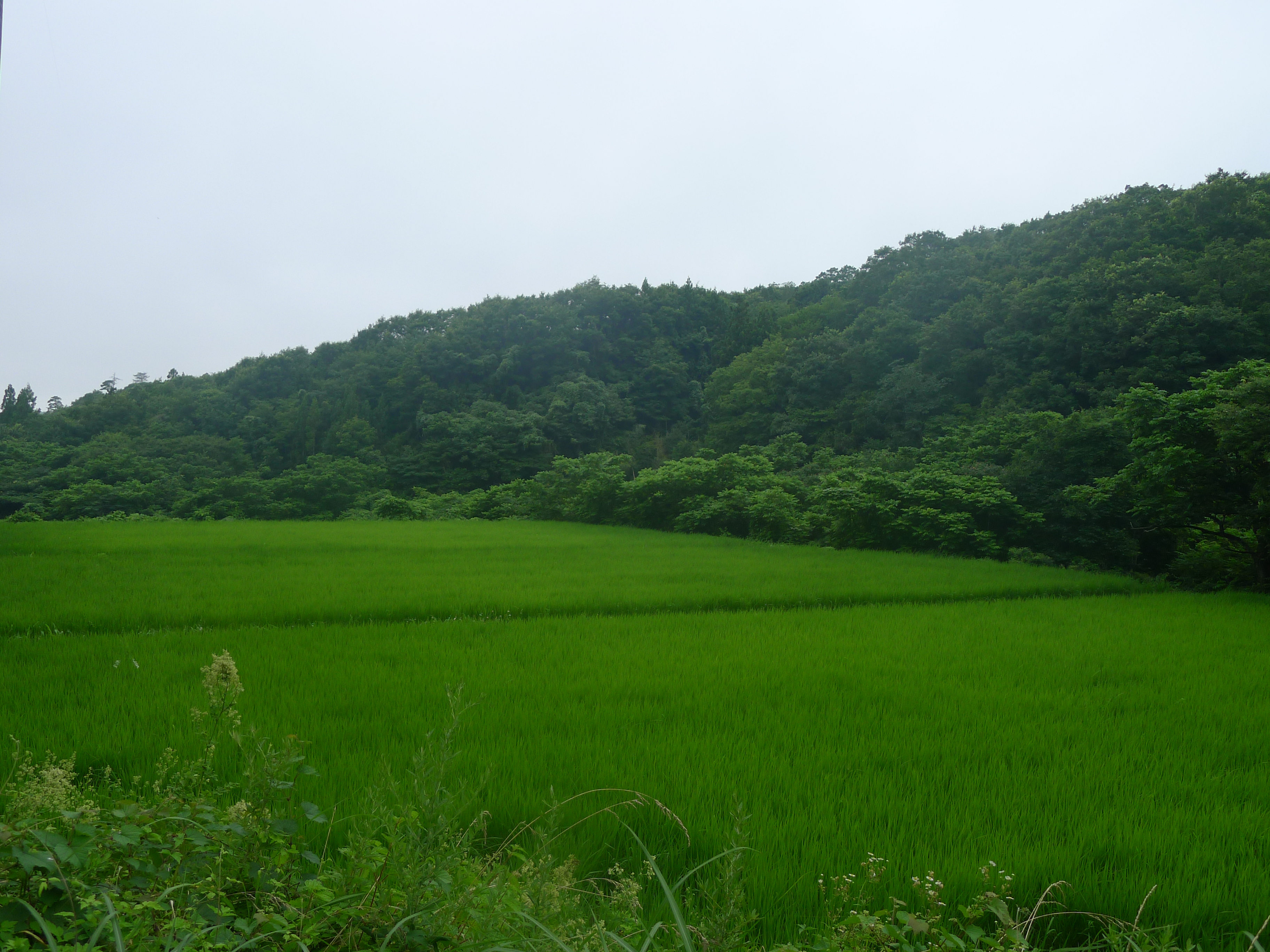
砂金採りの流し場を転用した五社屋の棚田（西三川）
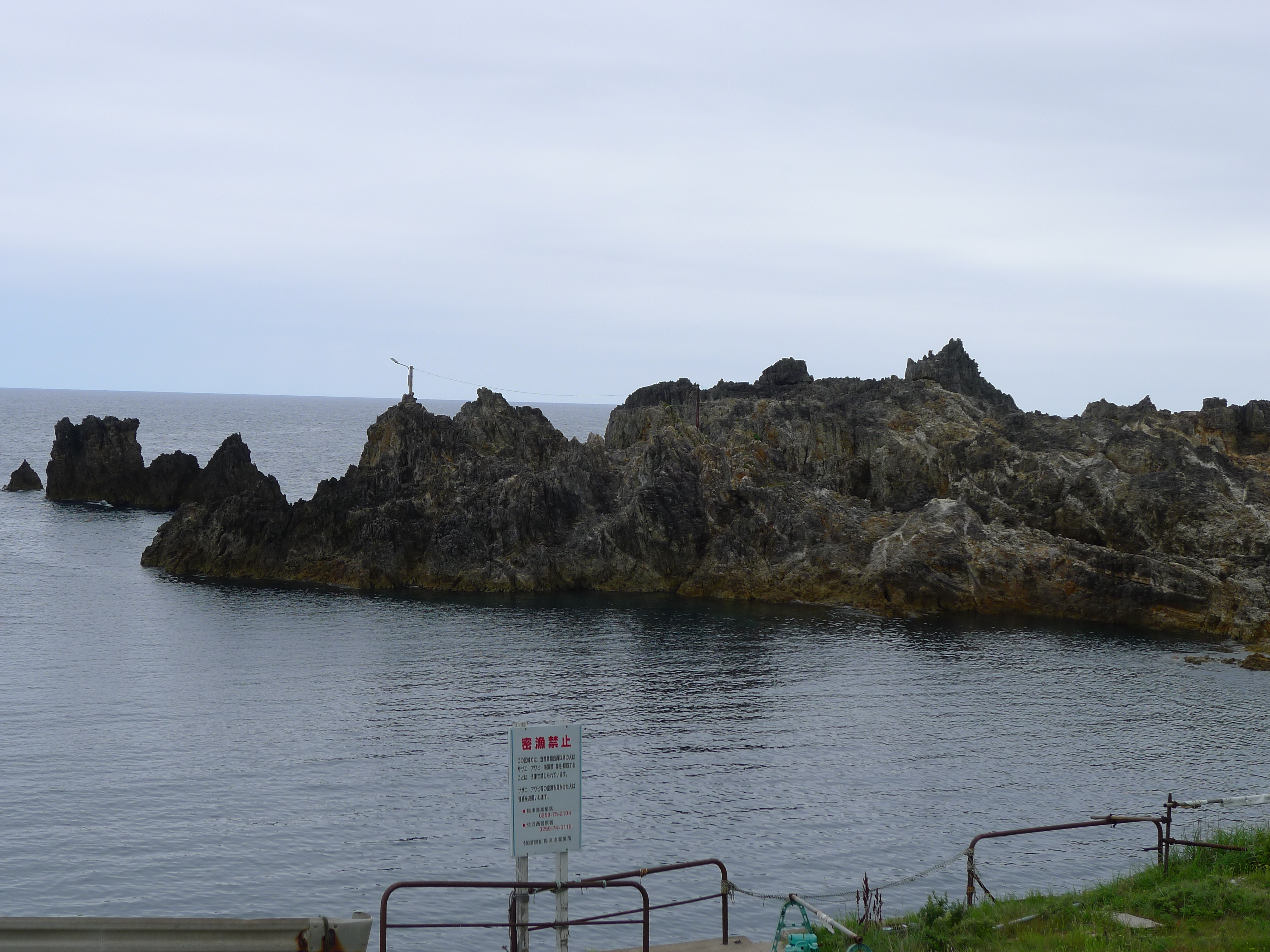
姫津湾

### 由来があるとする言葉

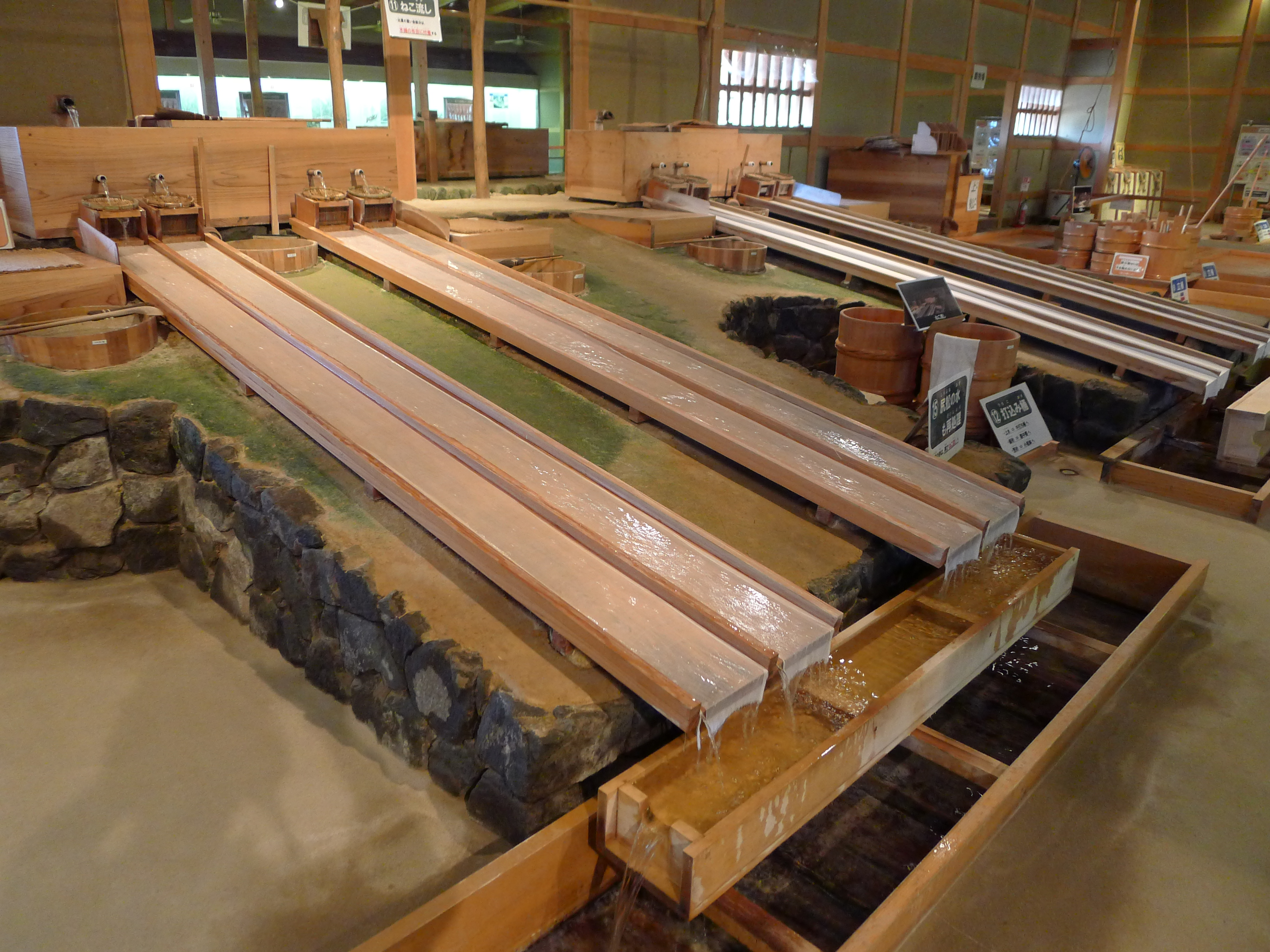
猫流しの再現展示（佐渡奉行所）

諸説あるが、佐渡金山が発祥だとする言葉があるとされる。特に注記がない限り、以下はいずれもボランティアガイドの解説による。
- 猫ばば：一般には「猫糞」と書き、猫が糞に砂をかけ隠す行為から転じて、悪事を隠すことを表すが、相川では金鉱石を選別する際に水流を利用することを「猫流し」と呼び[注 38]、その作業は女性によるもので横領を監視したのが熟練工の年配者で「猫婆」と呼んでいたことが語源であるとする。
- 賃金：労働報酬が島内でしか使うことができない「印銀」という専用貨幣で支払われ、これが「賃銀」と置き換わり、後に賃金になったとする[182]。なお、印銀は佐渡奉行所内の勝場（鋳造工房）ではなく、相川上町の左門町界隈にあった銀座で作られた。
- ドサ回り：江戸時代の任侠・大前田英五郎が佐渡へ島流しとなったが島抜けに成功し明治まで生きたことで「佐渡帰り」の倒語で「どさ帰り」と呼ばれたことから、ドサが「最果ての地」「生きては帰れぬ場所」のような意味が込められた隠語となり、そこから派生した言葉[183]。

## 民話・逸話
文化審議会世界文化遺産部会は新たな推薦候補には、地域性と関連する無形の要素やストーリー性が伴う必要性を示した。
- 『二ツ岩の団三郎狸』…相川に棲んでいたと伝わる化け狸。『怪談藻塩草』に「日雇に化け金山の稼ぎせしゆへ金もうけ」と鉱夫に化けて金山で働いたとある。金精錬時に風を送る鞴の吹革に狸の皮が用いられることから江戸時代に本土からホンドタヌキが持ち込まれ野生化。佐渡には狐も生息しないため稲荷信仰が定着せず、狸（狢）が信仰の対象となった[注 39]。坑道に似た岩屋（狸穴）に覆屋状の社を建て、「他抜き」と験を担ぎ鉱夫が崇敬した。鞴についても「狸の金玉 八畳敷き」と形容される陰嚢で代用したという下ネタなども伝わる[185]。なお、ジブリアニメ『平成狸合戦ぽんぽこ』にも名前が登場する。
- 『与右エ門むかで』…困難とされた南沢疎水掘削のため与右エ門が単身坑道に入り、数日で貫通したので鉱夫が中へ入ると、ムカデになって穴を掘った与右エ門がいた。単なる昔話ではなく、『怪談藻塩草』に「霊山寺に大百足出でし事」として収録されている。工事を指揮した静野与右エ門がモデルで、相川町の百足山に神社が建立され祀られている[186]。ムカデは岩盤の中にある鉱床の筋目模様に似ていること、後ずさりしないことから掘り進める不退転の心意気の証として鉱夫にとっては縁起が良いものであった[185]。
- 『真野長者』…慶長年間、相川に藤五郎という炭焼きがいた（生没年不詳）。精錬用の安定した火力の上質な炭を作ることから一財を成し、真野長者と呼ばれた。驕ることなく貧しい鉱夫や農民に功徳を施したことから「生き神様」と崇められ、死後神格化され人神となり、特に鉱山関係者から職人の神「戸川大権現」として祀られた。社は外河神社として千畳敷近くに今も残る。炭焼き伝説は柳田国男が「炭焼き小五郎が事」として顕彰しており、小五郎・藤次・藤太などの名前で各地に似た伝承が語り継がれており、その底流は真名野長者伝説にあるとした。佐渡には真野という地名があることから、真名野長者が真野長者となって語り継がれてきたのではないかとされる[185]。
- 浄土聖、木食僧…中世より佐渡の険しい自然の中に身を置いて修行する浄土宗の僧侶よって彫られた石仏や磨崖仏が多く残されており、鉱山開発が進むと不慮の事故死した鉱夫の供養に充てられた。江戸時代には多くの浄土宗系の木食僧が佐渡を訪れ小さな木製の仏像を作り、鉱夫の安全祈願の念持仏として珍重され、現在も個人宅に多く残されている。磨崖仏は灯明台がある北の弁天崎（千畳敷）と南の春日崎の岩場にあり、一般的なレリーフでなく、素朴な線刻が多いが、波の浸食や風化で摩滅している[185]。
- ウトウ…七浦海岸などで今でも多く見られる海鳥。死ぬと化鳥になるとされ穢れの象徴とされるが、捕食潜水する姿を坑道に潜る坑夫になぞらえ、相川では善知鳥神社として祀られる。佐渡に配流となった世阿弥も能の演目として地獄に落ちる話の『善知鳥』を残しており、やはり深い坑道へ入ることが地獄へ下りる様（死）に見立てられる。善知鳥神社の祭礼（相川祭り）はケガレ祓いや死からの帰還・再生の意味が込められている[183]。
- 牛…相川金山で採掘された原石を精錬加工から島外搬出するための運搬に牛車が用いられ、相川には多くの牛飼いもいた。農村では農耕用の牛を飼うことから牛頭天皇を祀ることがあるが、相川の海士町にある大日堂には牛の像が安置されており[注 40]、金山経営を下支えするものとして牛飼いのみならず鉱山関係者の崇敬を集めた[183]。現在でも食肉ブランドの佐渡牛を育てる一部の畜産関係者が参拝する。

- 佐渡固有の鉱山由来の信仰

"佐渡固有の鉱山由来の信仰
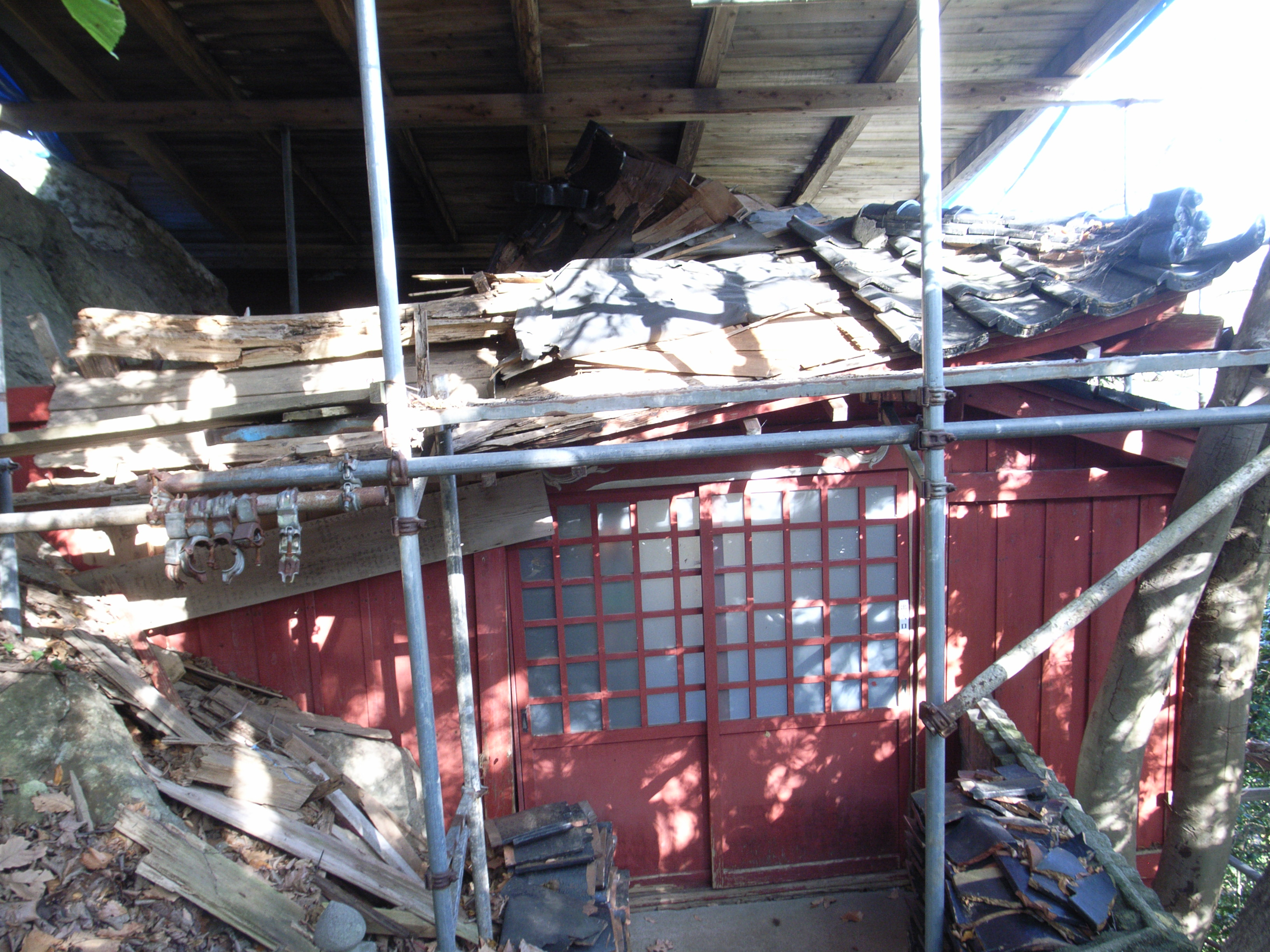
団三郎を祀る二ツ岩大明神
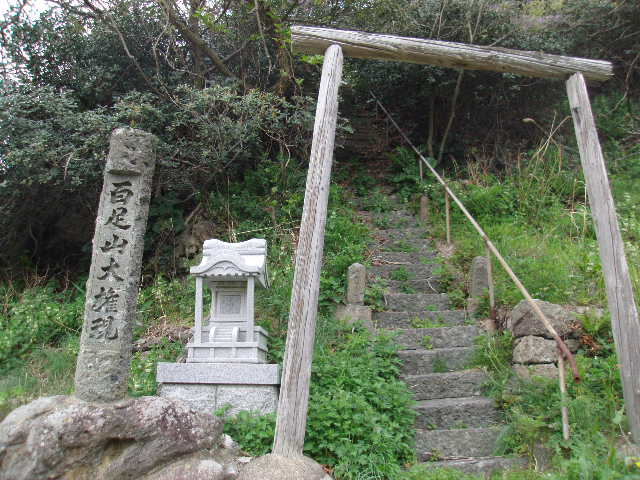
百足山神社
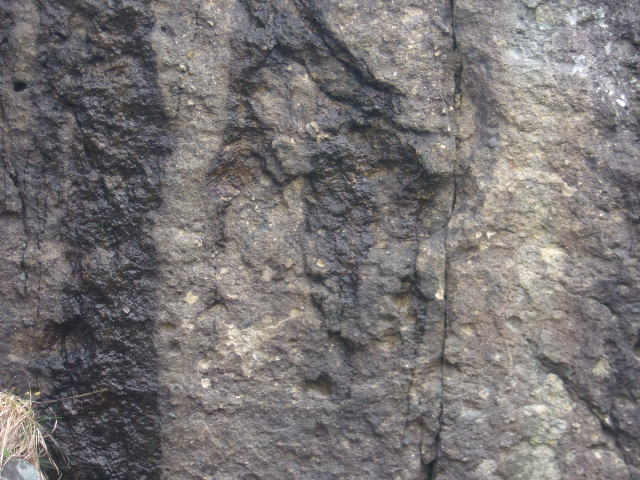
風化摩滅著しい春日崎の線刻磨崖仏
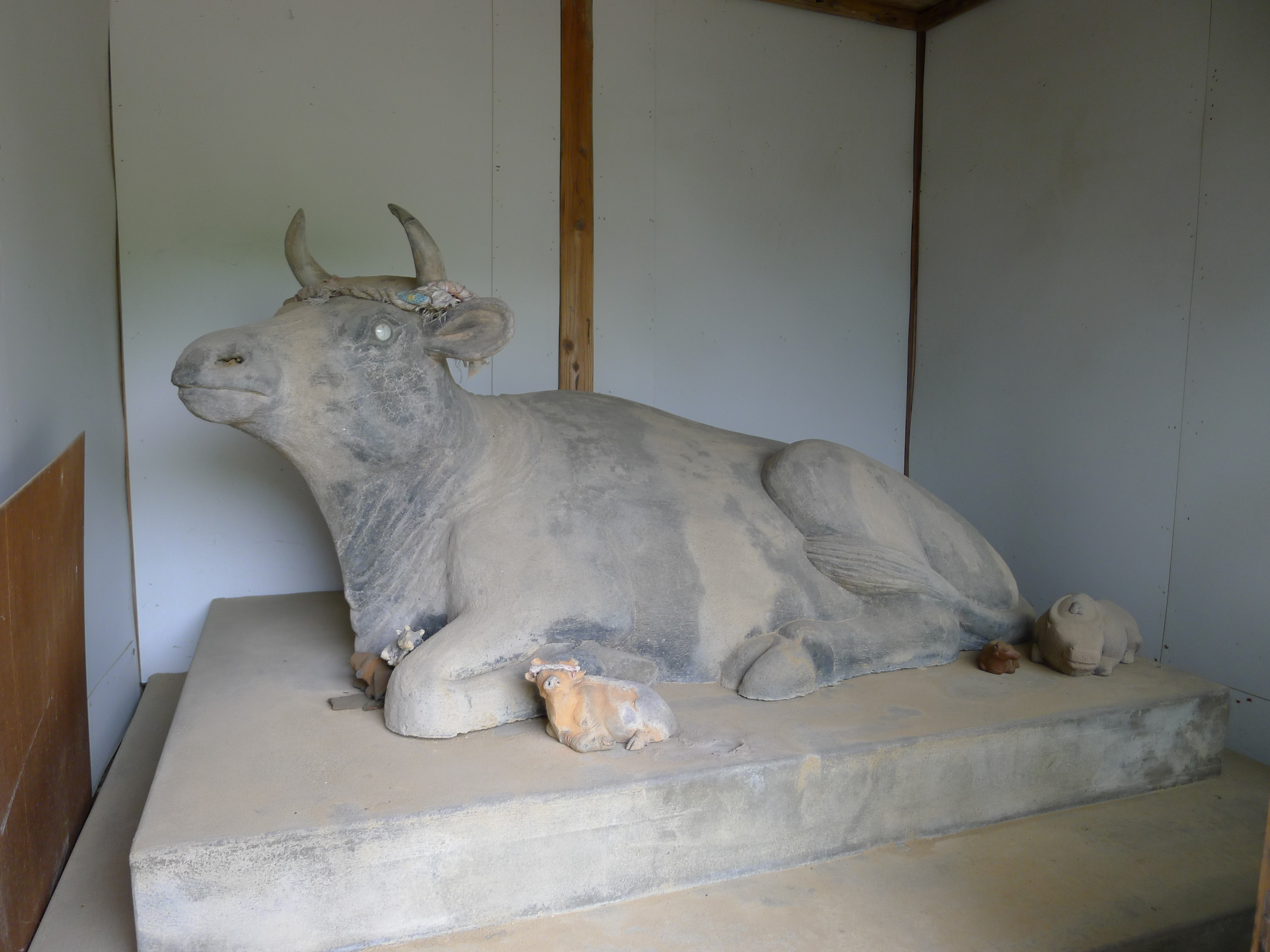
大日堂のべこ像

- 『三年寝太郎』…主人公が佐渡金山で新品の草鞋を無償で使い古した草鞋と交換し、底に付いた泥の中から砂金を回収し財を成す。
- 『鶴女房』…『夕鶴』の元ネタ。『鶴の恩返し』として全国各地に伝わる昔話の一つで、佐渡では鶴を助けた貧しい百姓（猟師とも）が季節労働で金山で就役する。片辺・鹿野浦海岸がある北片辺にかつて語り部がおり、そこで話を聞いた木下順二が戯曲化したことから北片辺が「民話の里」として知られるようになったが（夕鶴の碑も建立）、あくまでも佐渡の民話として語り継がれてきたものであり必ずしも北片辺が舞台というわけではない[注 41]。
- 『お富与三郎』…歌舞伎の『与話情浮名横櫛』を題材にした十代目 金原亭馬生による落語。与三郎が佐渡に島流しになるくだりを主題にし、金山での囚役の様子を情念を込めて語る。最後は佐渡で初となる島抜けに成功する。
- 「惚れ薬佐渡から出るがいっち効き」…『誹風柳多留』に収録された川柳。惚れ薬には「佐渡から出る（金）」つまり小判が一番だと詠んでおり、転じて「佐渡」は特効薬・万能薬の地口（隠語・形容詞）にもなった。

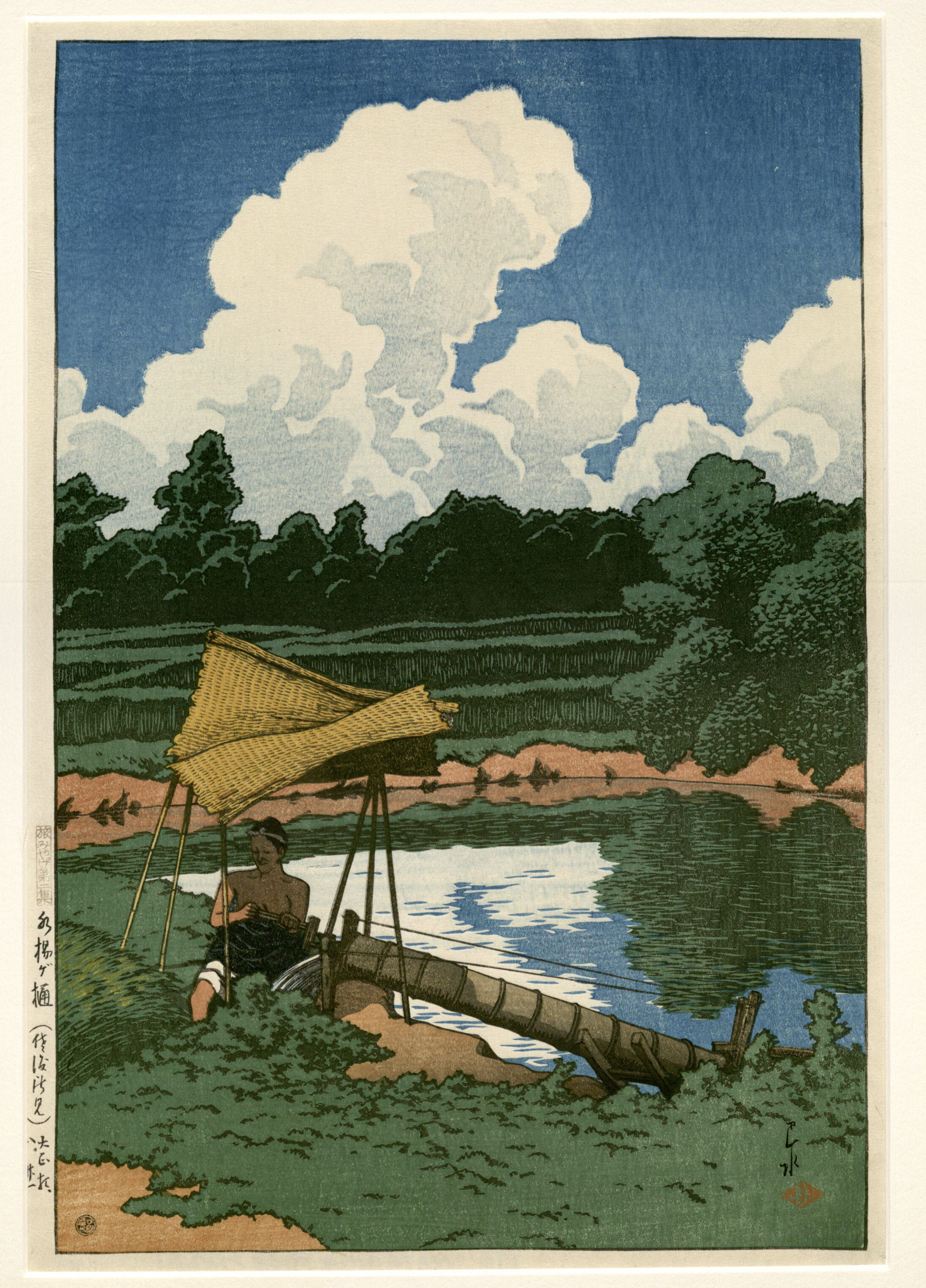
大正期の水上輪を使う佐渡の風景画

- アルキメディアン・スクリュー…アルキメデスが考案したとする螺旋状のスクリューによる排水設備。『佐渡年代記』によると1653年（承応2年）に水学宗甫というカラクリ技師が佐渡金山に伝え、水上輪（すいしょうりん）の呼び名で実際に稼働していた。手回し動力で、その作業（水替人足）には島流しとなった罪人やキリシタンが負わされた時期もあった[187]。この複雑な構造物を木製で作ることができたのは、金山坑道出水の汲み上げ用の木桶需要や味噌・醤油など醸造用の樽そしてたらい舟などの木工技術があったことによる[188]。水上輪の技術は鉱山以外にも広まり、棚田のような縦断勾配での自然流下によるものを除き、農業用水は戦後土地改良区として水路が整備されたり動力ポンプが設置されるまで水上輪を使う光景が見られた。
- 佐渡小木地震…1802年（享和2年）に小木で発生した地震だが、相川金山では地震の数日前から坑道内で地鳴りや湧水量・水温の変化といった宏観異常現象に気づき、退避していたことで落盤は発生したが犠牲者は出さずに済んだ[187]。
- コシアブラ…新芽・若葉が食用になるが、金属成分を蓄積することから佐渡ではあまり食べることがない。石見銀山では金属耐性があるヘビノネゴザが鉱脈探しの目印となったが、佐渡ではコシアブラを目安にしたともされる。搾り取った植物油は坑道内の灯明にも用いられた[11]。
- ネギ（長ねぎ）…中世の西三川において栽培されていた葱を抜いたところ、根に絡んだ土に砂金が付着していたことで砂金山の存在が確認されたという伝承がある[11][注 42]。なお、現在では西三川や相川周辺で新潟県のブランド葱「やわ肌ねぎ」が特産品となっている。
- 鬼太鼓と相川音頭…どちらも金山に由来があるとされる伝統芸能。

## 鉱山民俗誌
無形文化遺産の成功をうけ、ユネスコは世界遺産にも民俗学的領域を採り入れる検討を始めている。世界遺産は有名な歴史的建造物や遺跡を対象に始まり、産業遺産や文化的景観など新たな概念を導入して発展してきたが、21世紀に入り欧米では人文科学などの分野に暗黙知的な解釈を採り入れる風潮が起こり、世界遺産でも文化的空間や場所の精神という考えの評価がそれにあたる。これは総じて無機質な産業遺産であっても必要な要素になり得、むしろそれが含まれていることで価値の相乗効果が得られる。鉱山遺跡が国指定史跡になっているのとは別に、相川の鉱山町がリビングヘリテージとして重要文化的景観に選定されている理由はここにある。江戸時代の過酷な鉱山労働が佐渡金山に存念として染みついており（オカルト的な意味ではなく）、それを顕彰する意義は大きく、上掲「民話・逸話」の節にある佐渡固有の鉱山由来の信仰は最たる例といえる。
相川では京町通りでの6月上旬の京町音頭流し宵之舞や7・8月毎土日（お盆は除く）に行われる夜の御前踊り（宵之舞の拡大実施）、大山祇神社での7月末の鉱山祭り、10月の善知鳥神社の相川祭りなど、鉱山に由来する風情ある伝統行事が多いことも注目される。

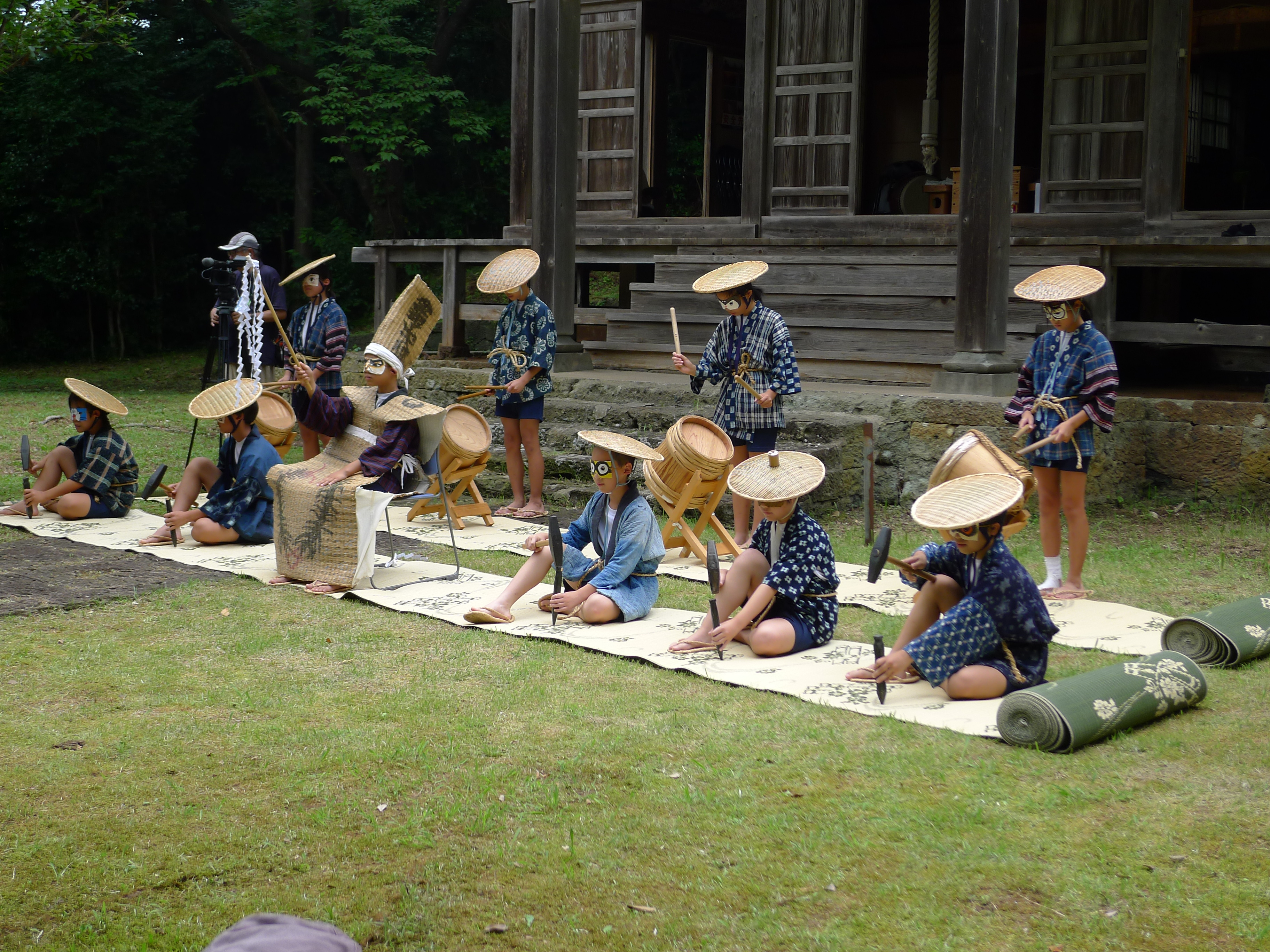
鉱山祭で披露される伝統芸能やわらぎ
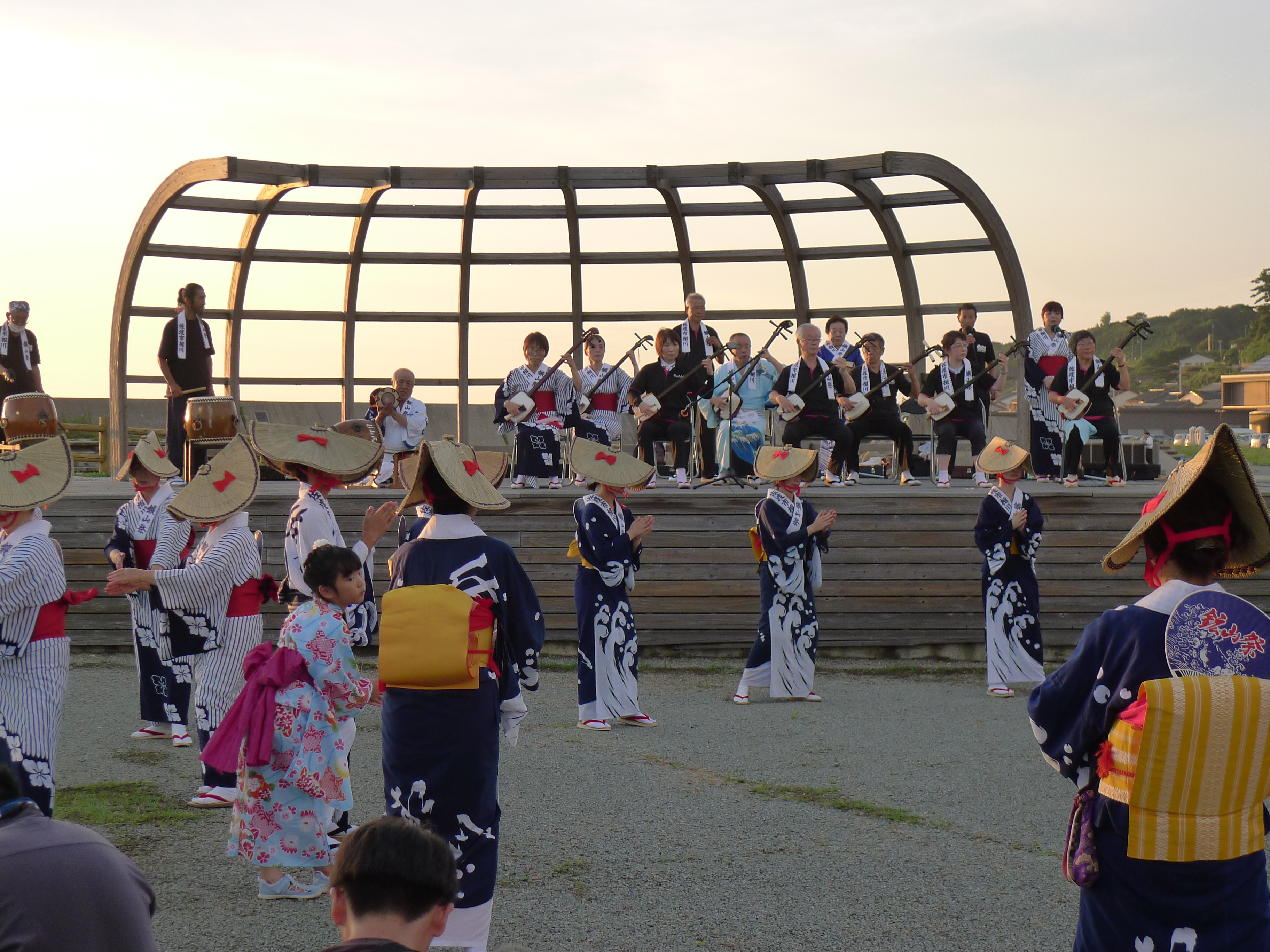
鉱山祭りのおけさ流し
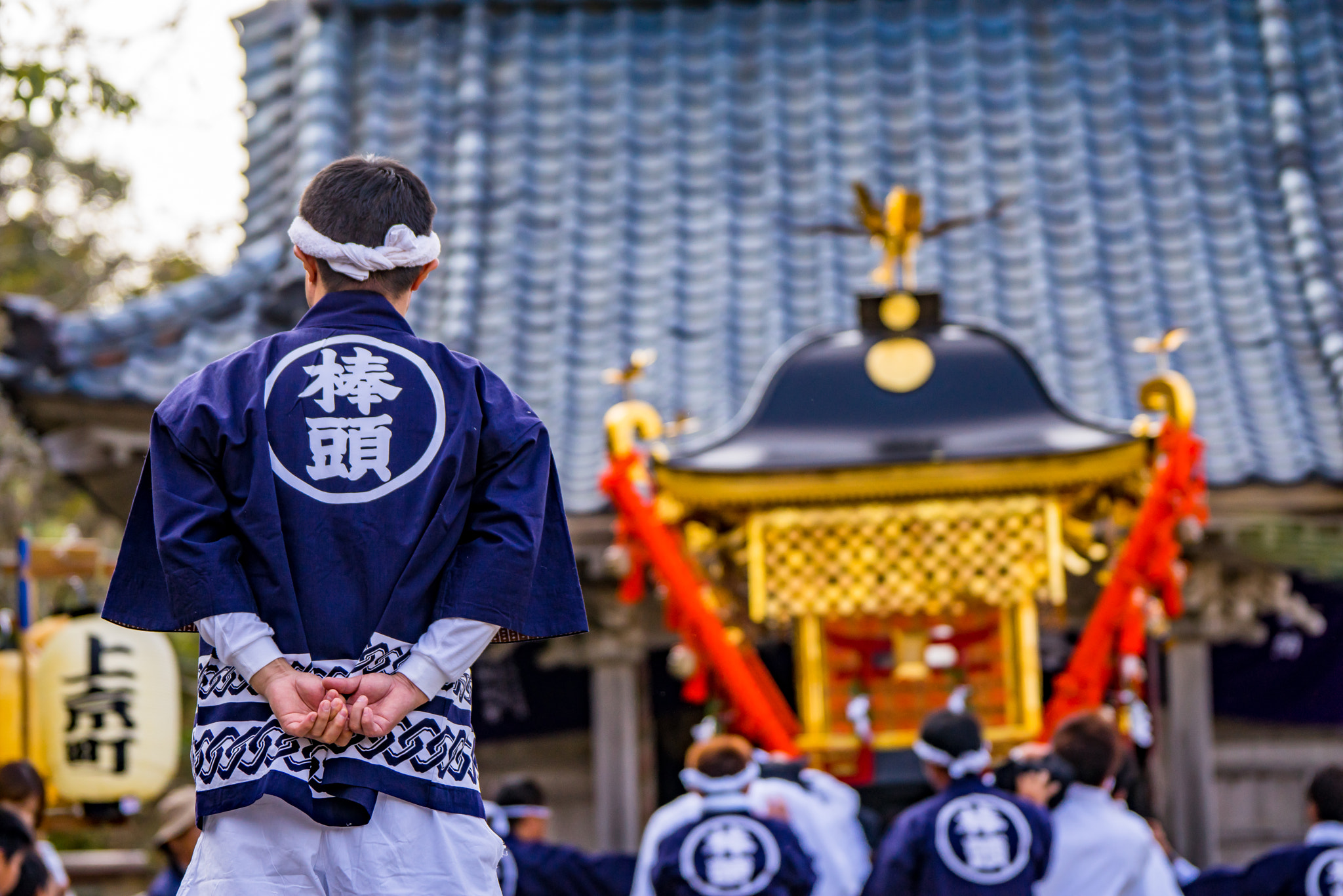
善知鳥神社の相川祭

鉱山由来の信仰では山火事を警戒することから愛宕信仰も定着しており、北沢の北側に広がる尾根（通称「北山」「御山」）の高台に幕府直轄の一国天領であったことから徳川家康を祀る東照宮と徳川将軍家菩提寺の寛永寺別当の教寿院が、東照宮のすぐ隣に愛宕神社も建立され、麓には大山祇神社も鎮座した。明治・大正の記録ではこの頃までは東照宮と愛宕神社が存立していたことが確認できるが、昭和に入り北沢地区に浮遊選鉱場など工作工場群が造られ開発が進むと東照宮・愛宕神社は廃絶された。

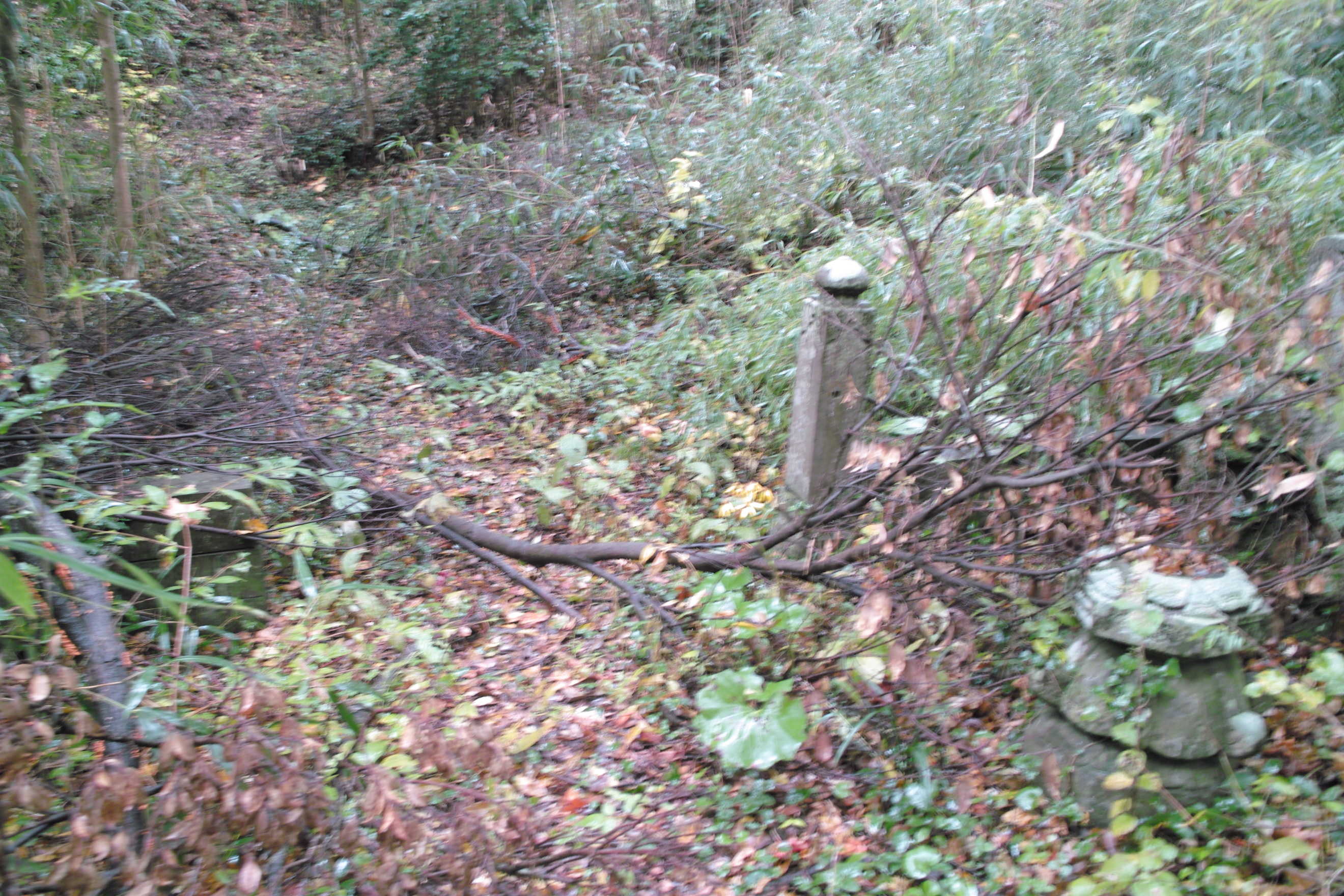
東照宮・愛宕社山門跡
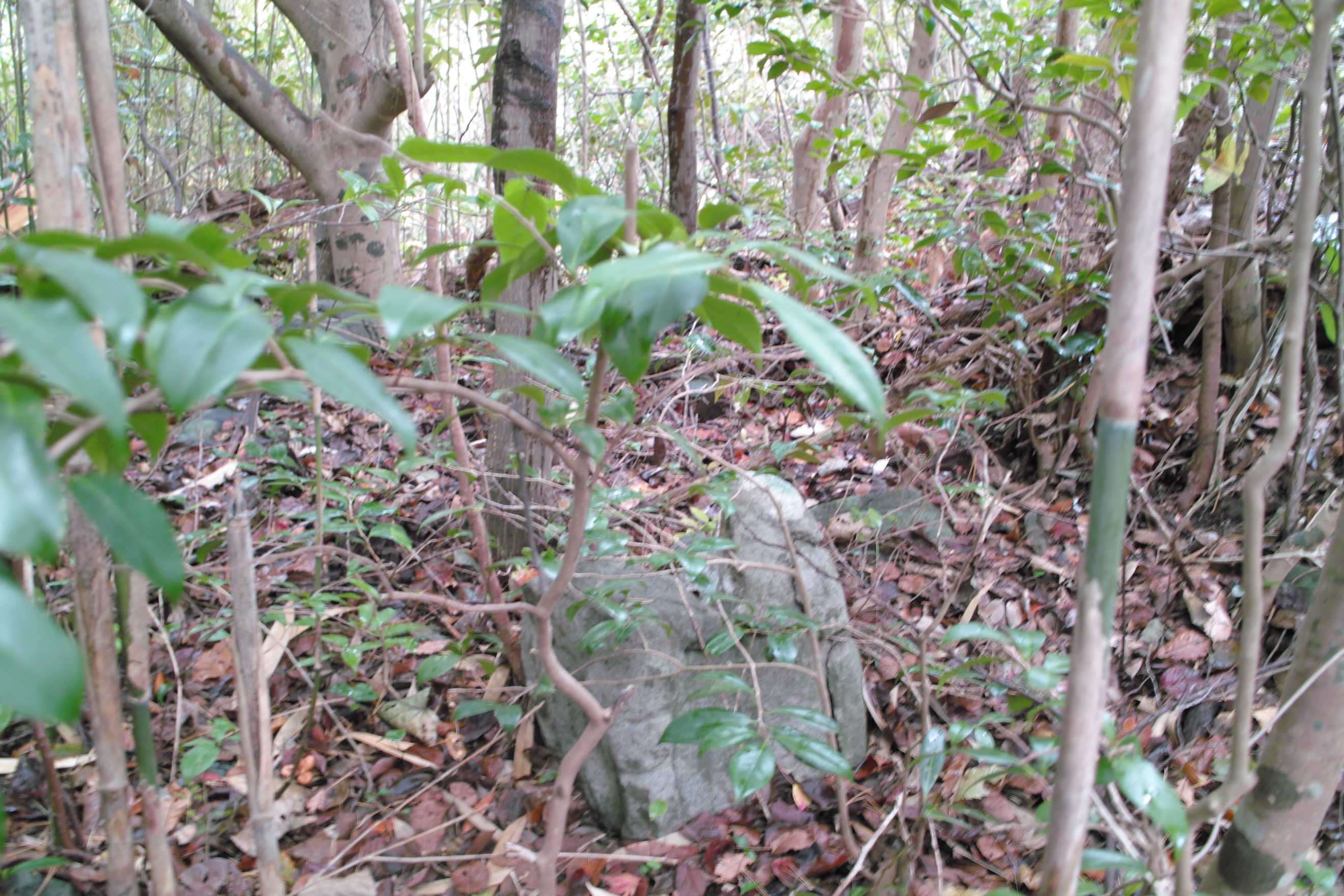
東照宮・愛宕社跡
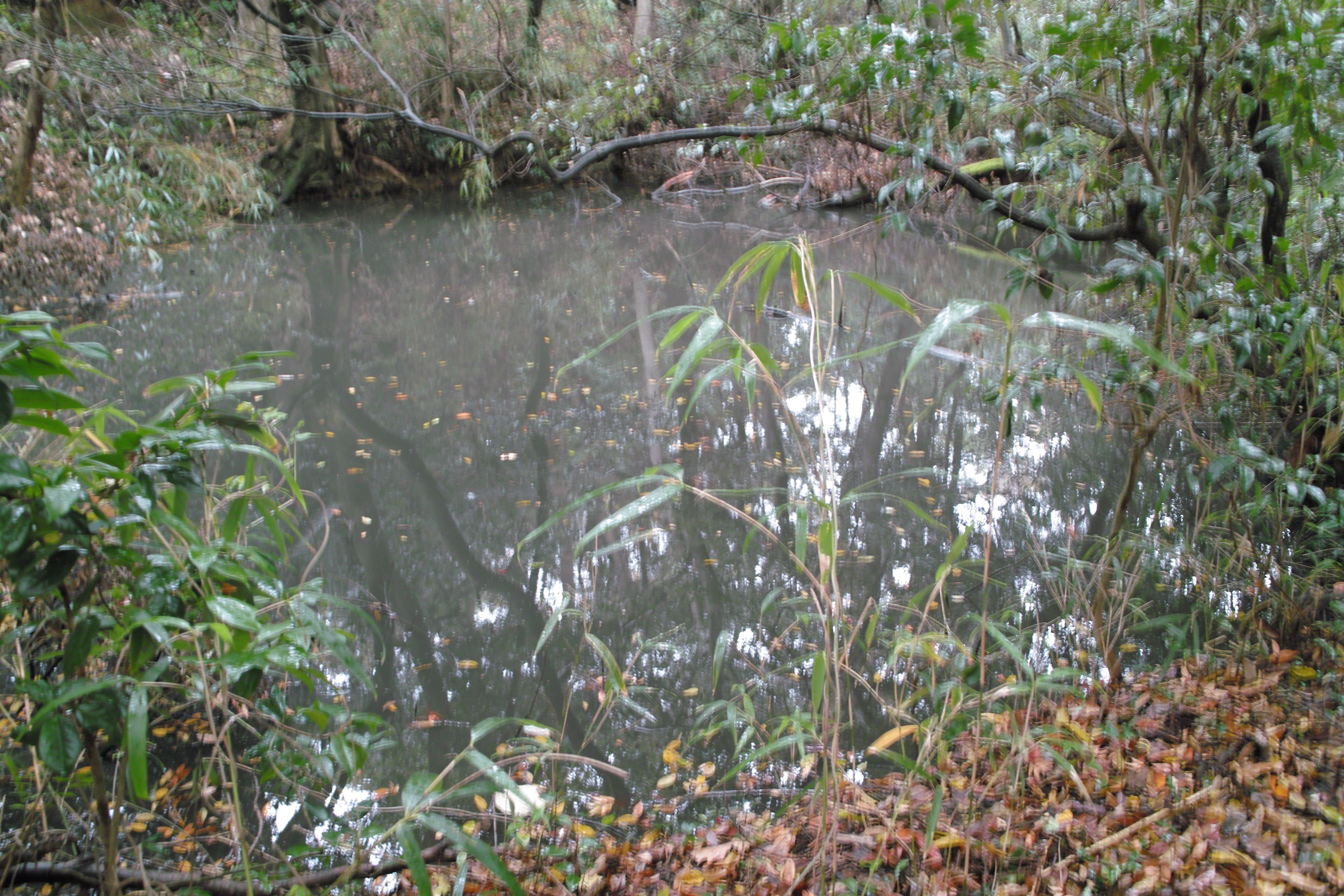
教寿院跡の池[注 44]

また、能が盛んな佐渡では能面を作る面打ち（能面師）や能舞台の装飾を手掛ける彫り師が多くおり、そうした技術が寺社の虹梁や欄間への彫刻・透かし彫りへと応用された。特に相川とその周辺では海運業に携わる人々による金毘羅信仰もみられ、船主らが航海の安全を祈願して奉納したものが多く残されている。

相川界隈の神社の地棟飾り
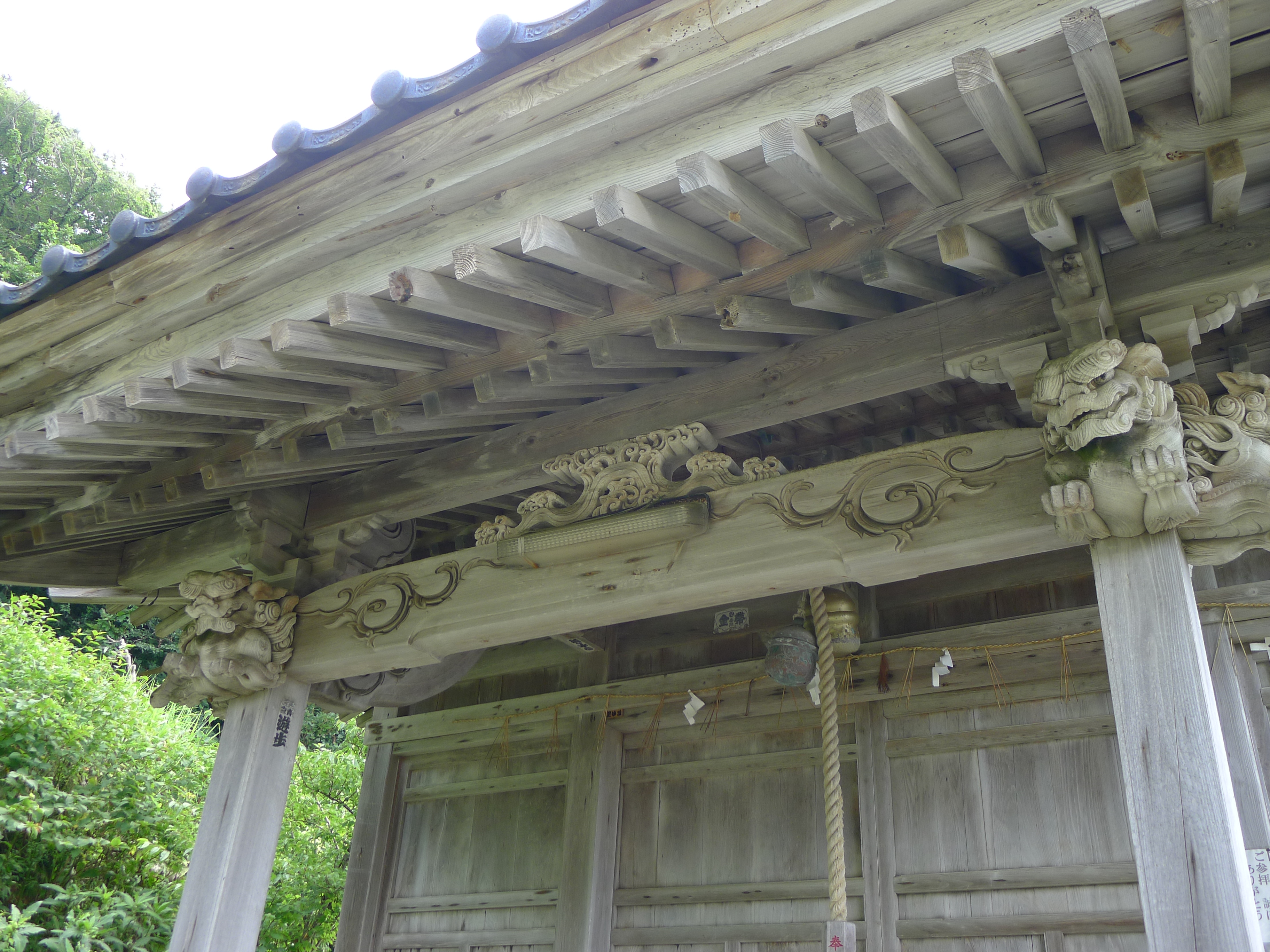
善知鳥神社
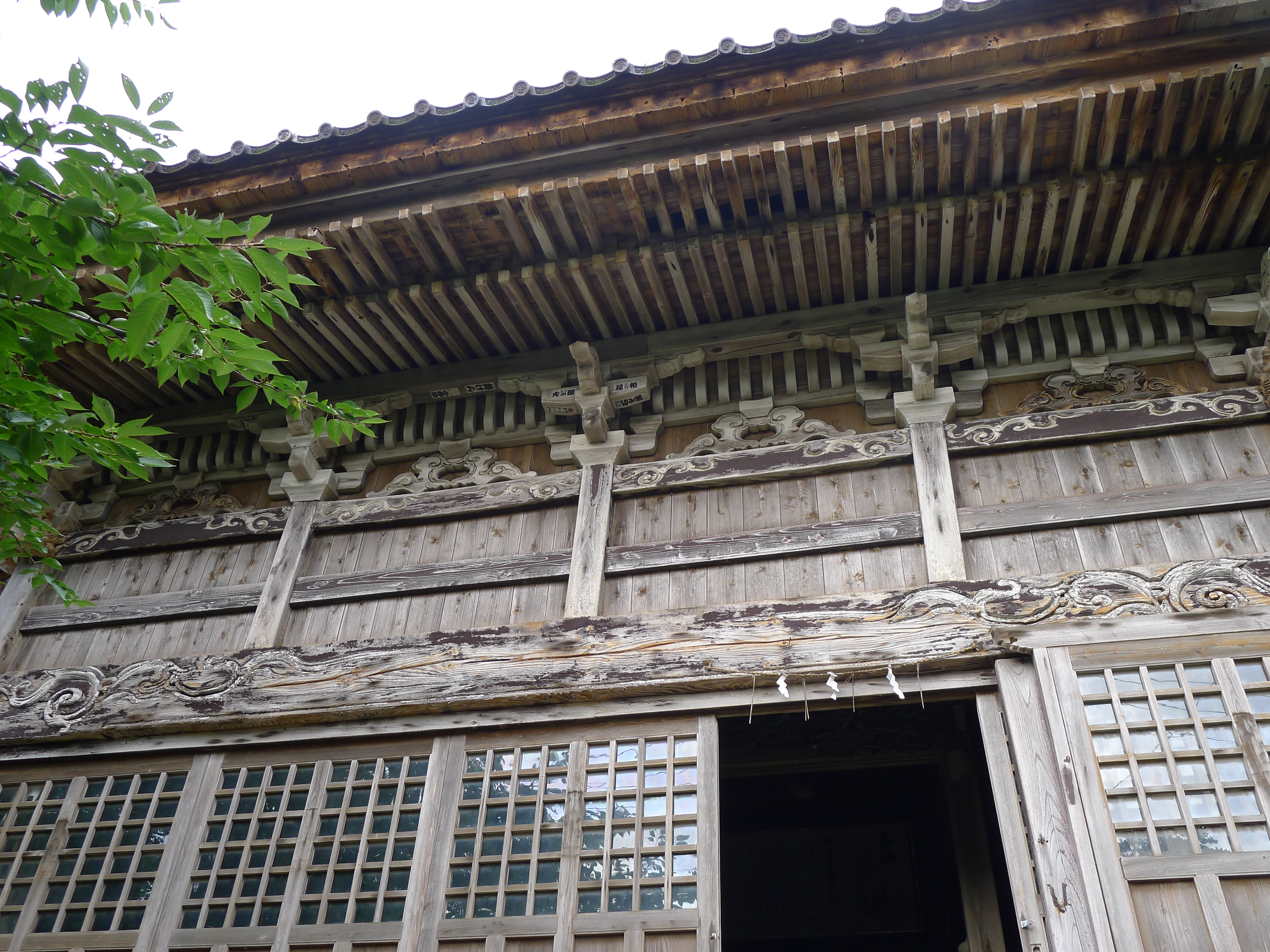
金比羅神社
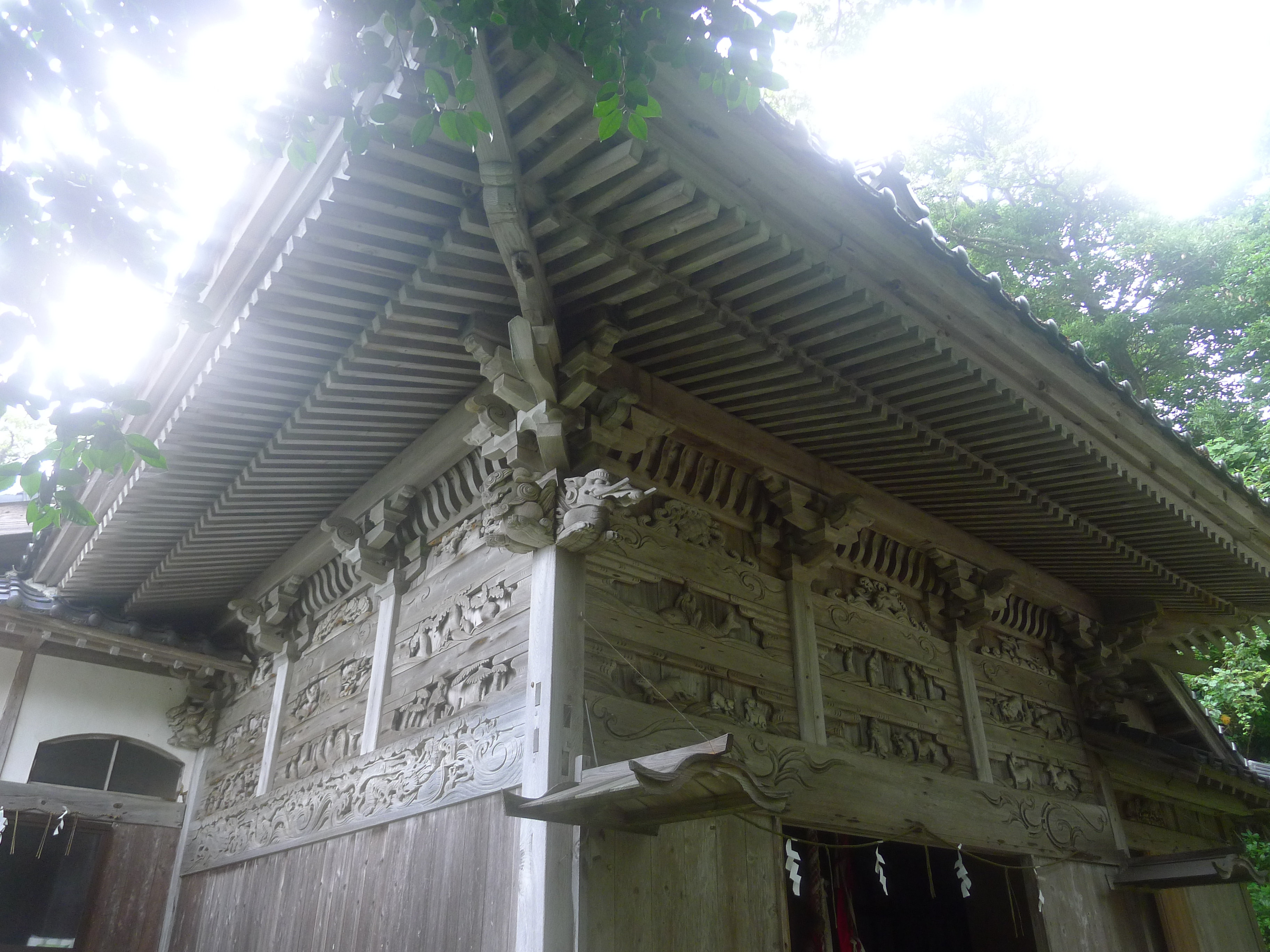
尾平神社（相川鹿伏）

石工の技術は石垣や石段への応用のみならず、鳥居や灯篭などへも発展し、特に狛犬はユニークな造形のものが多いほか、路傍の地蔵を石堂・石室(むろ)に収める光景も見られる。

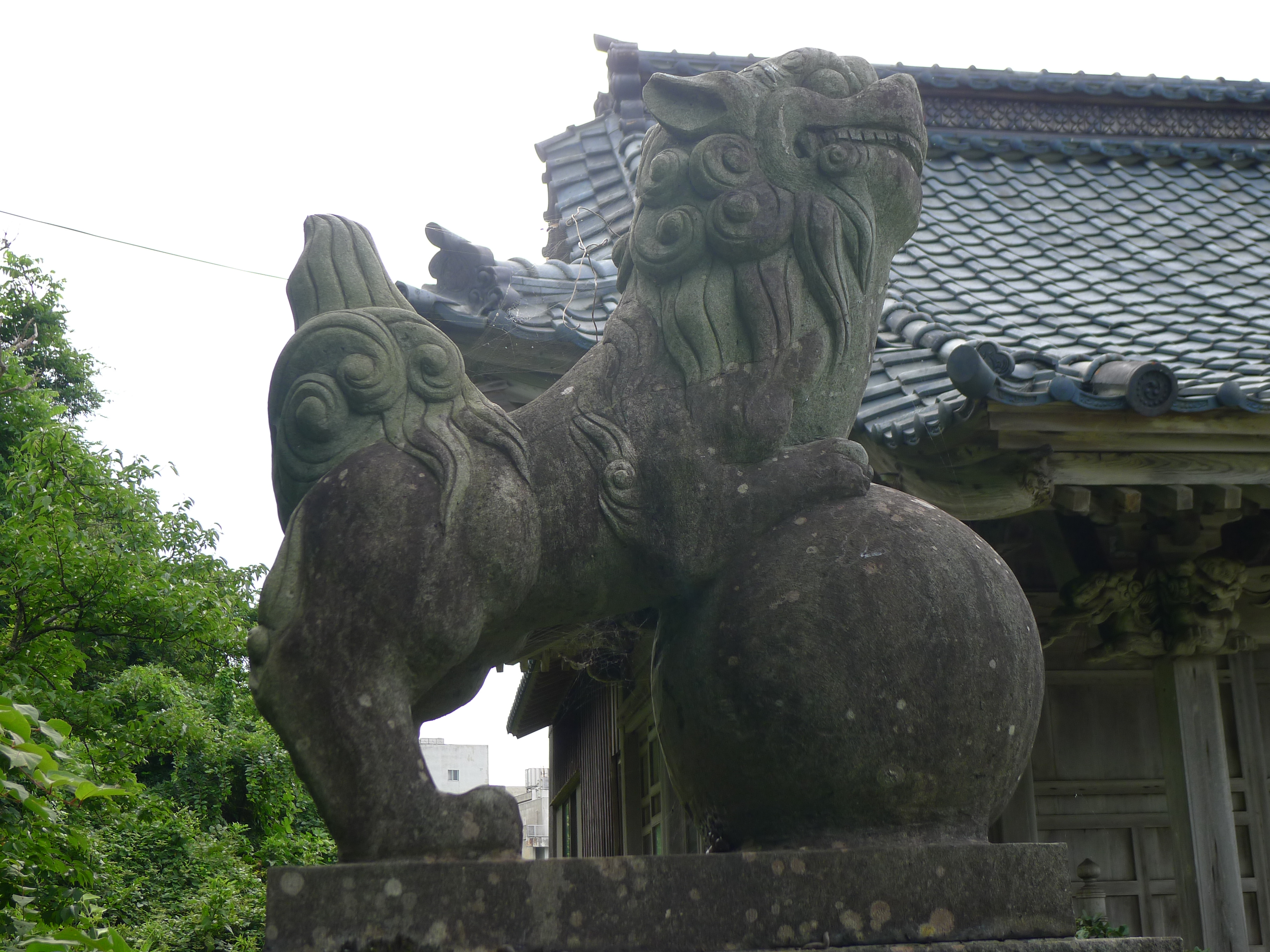
善知鳥神社の狛犬
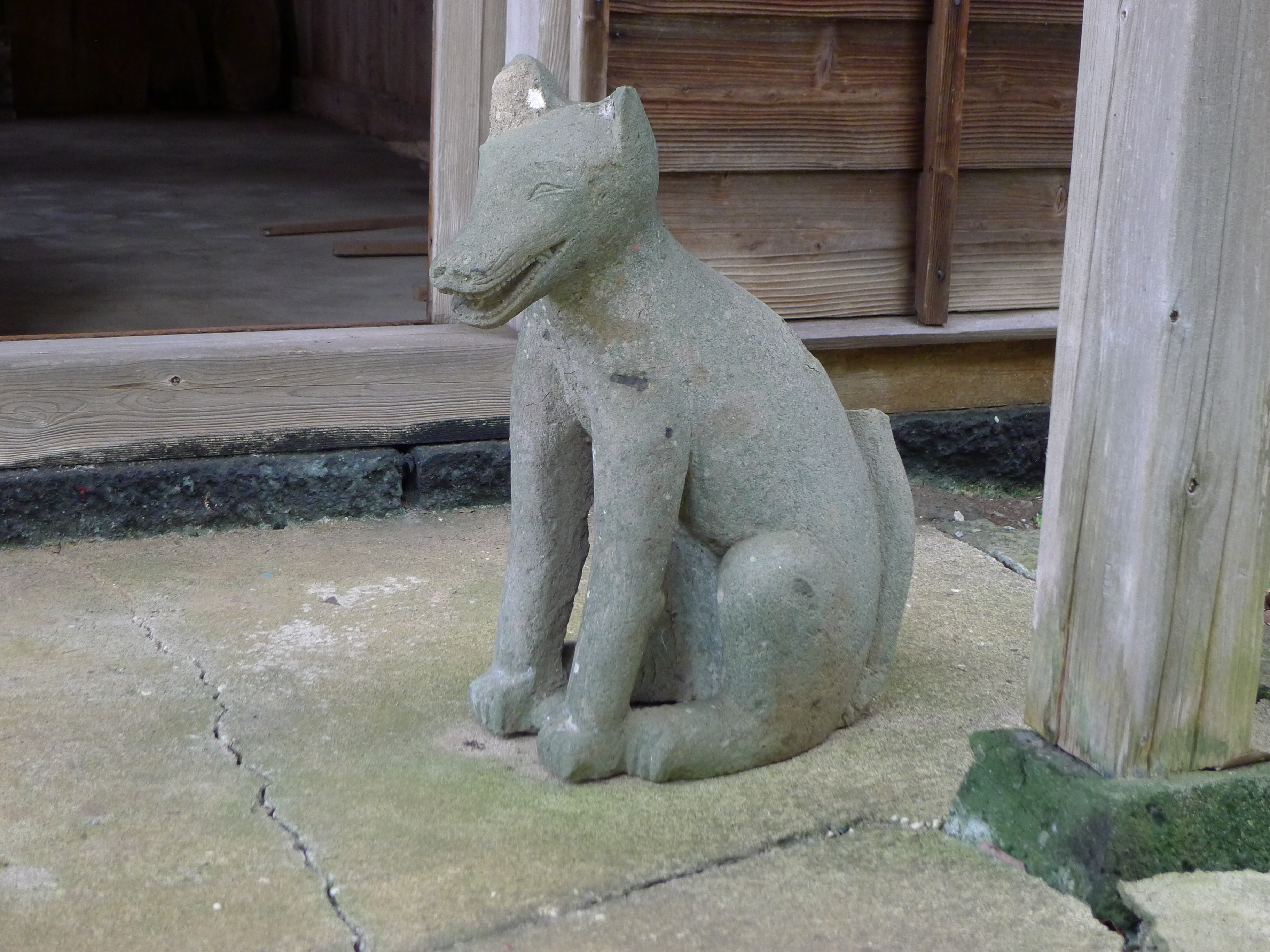
大山祇神社摂社の狛犬（山犬[注 45]）
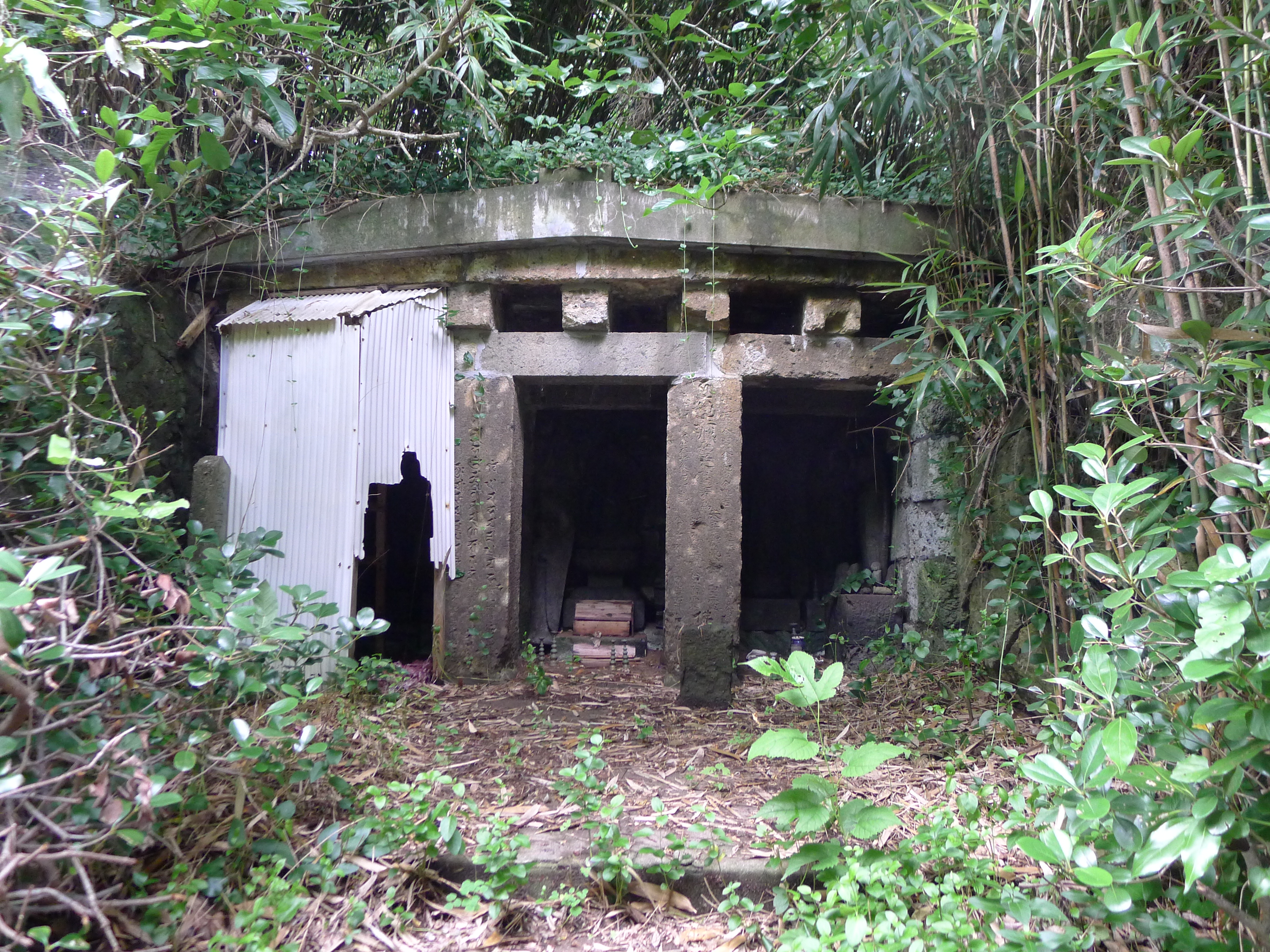
相川往還沿いの地蔵堂
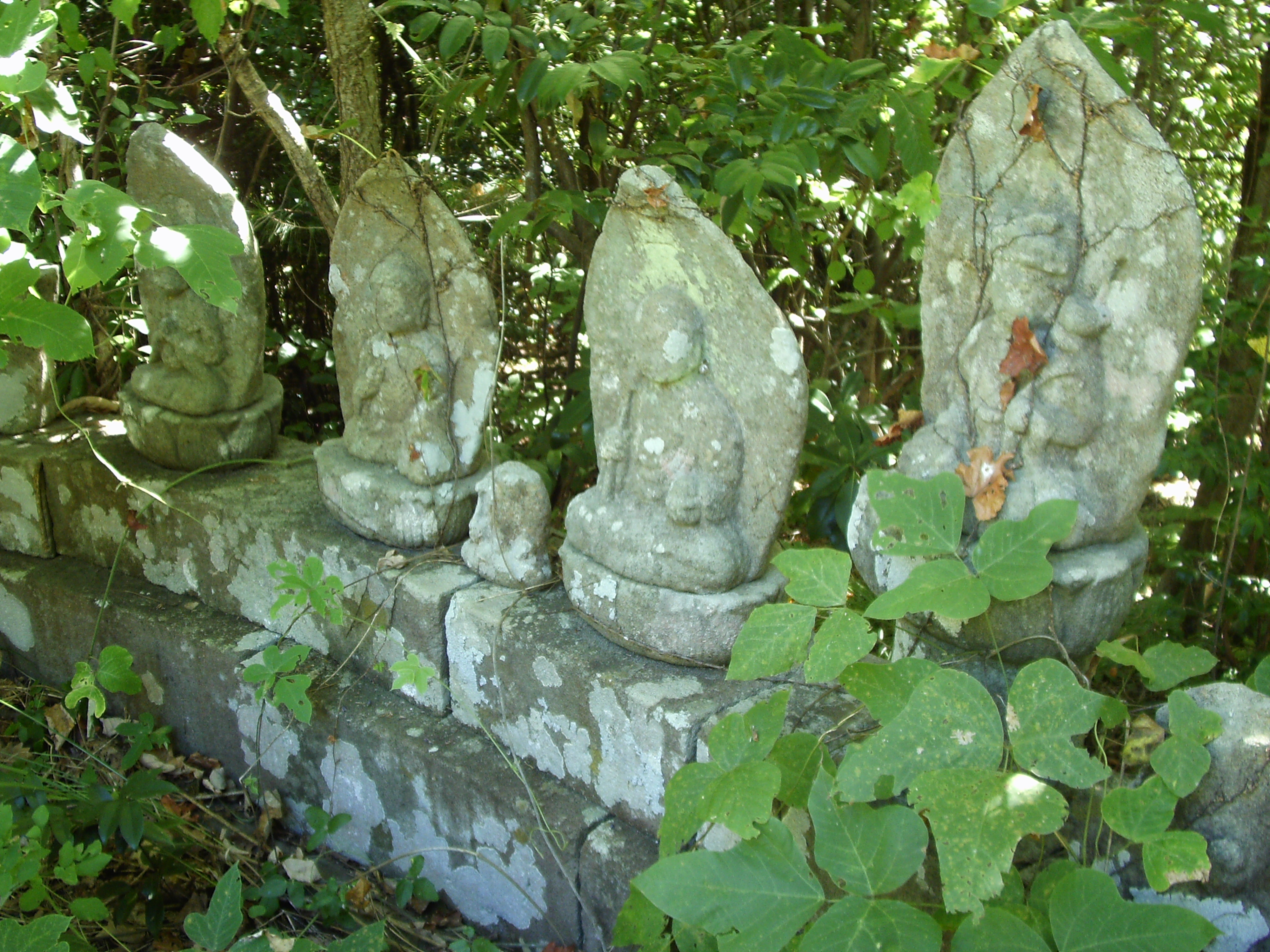
大乗寺裏山の石仏

民俗学者の宮本常一の著述『私の日本地図』佐渡編では高度経済成長期に失われてしまった昔ながらの伝統的な鉱山に寄り添いおこぼれに預かりながら細々暮らしてきたたくましい民衆の生活臭を紹介しており、そうした中に石臼の話しも登場する。吹上海岸と片部・鹿野浦海岸は鉱石を擦り出す石臼を作るための採石場であるが、その石臼は佐渡奉行所に保管展示されているほか、上相川集落跡にも遺物として捨て置かれている。上掲「鉱山開発の副産物」の節でも触れているが、臼は蕎麦挽き用にも転用され、現在でも飲食店の民芸品インテリアとして飾られていたり、民家の軒先や庭に苔生した状態で無造作に放置されている。さらに擦り減ったり割れたものは相川を流れる川の護岸石積みに組み込むなどの二次利用も見られるなど、民俗資料として佐渡金山の価値を補完する。
鶴子道の終点となる沢根五十里で江戸時代に創業した和菓子屋では石臼を模した最中が銘菓となっている。 

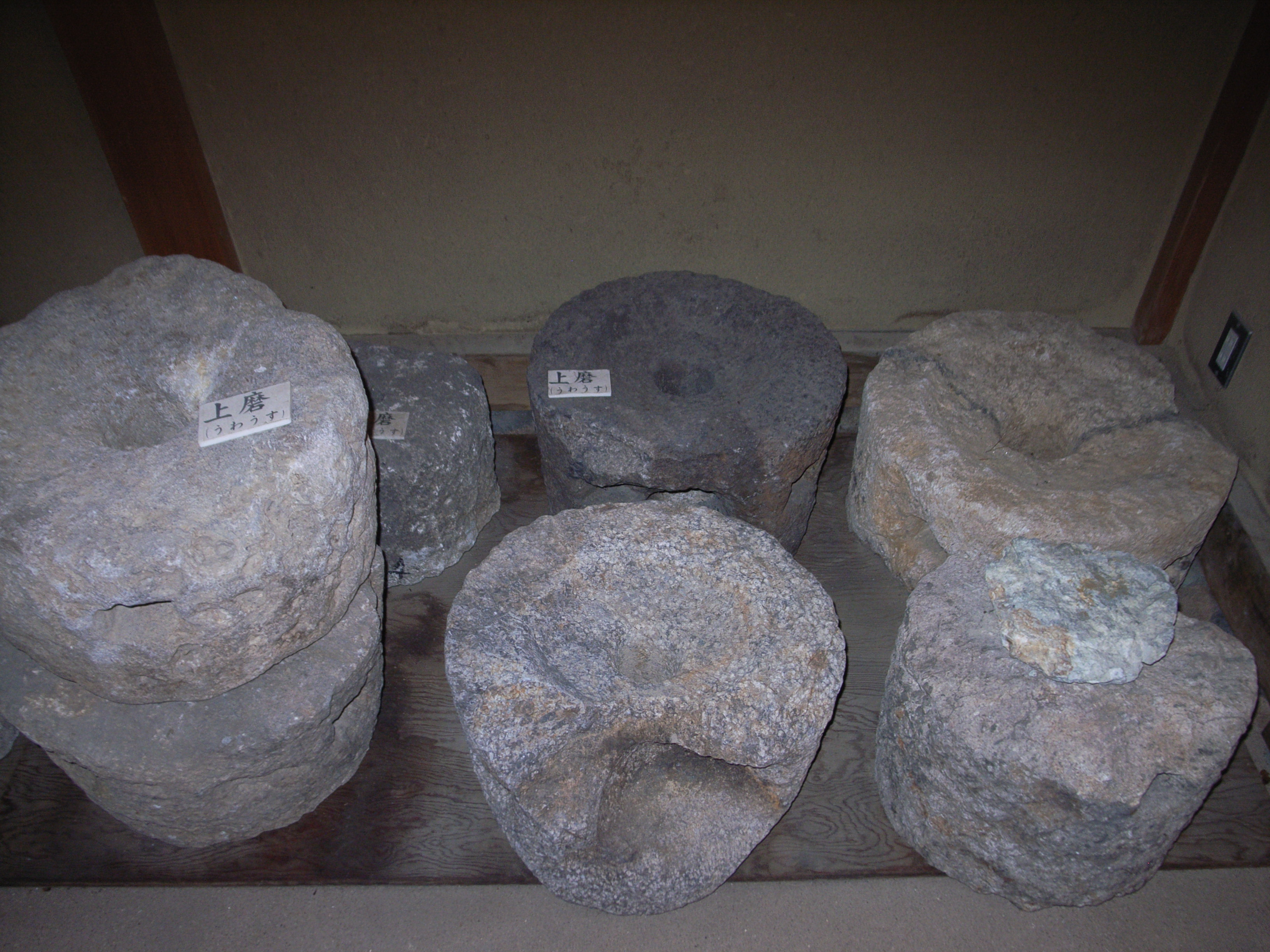
佐渡奉行所が収蔵公開する石臼
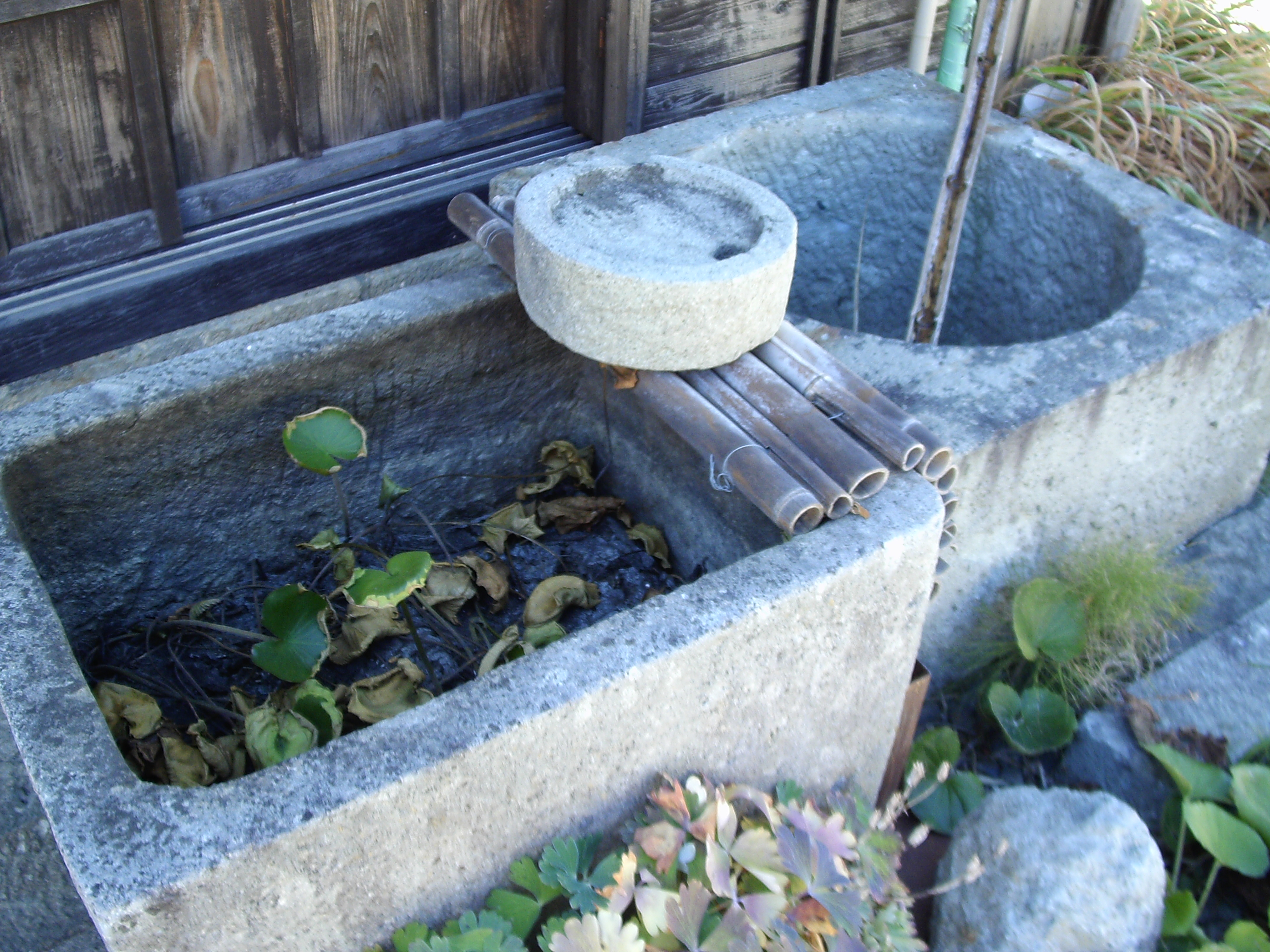
蕎麦屋の井戸と洗い場に置かれている石臼
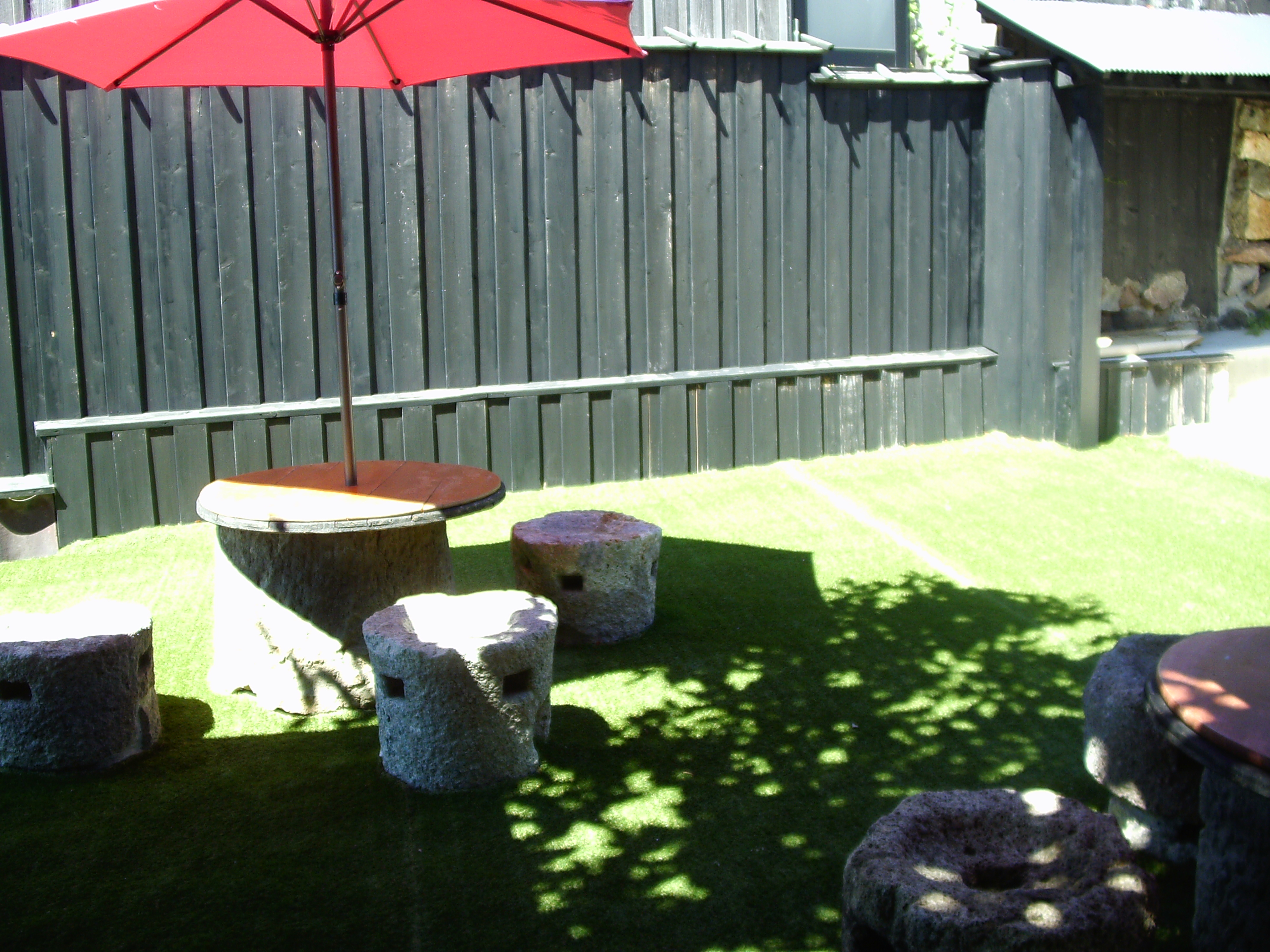
石臼を椅子代わりにするカフェ
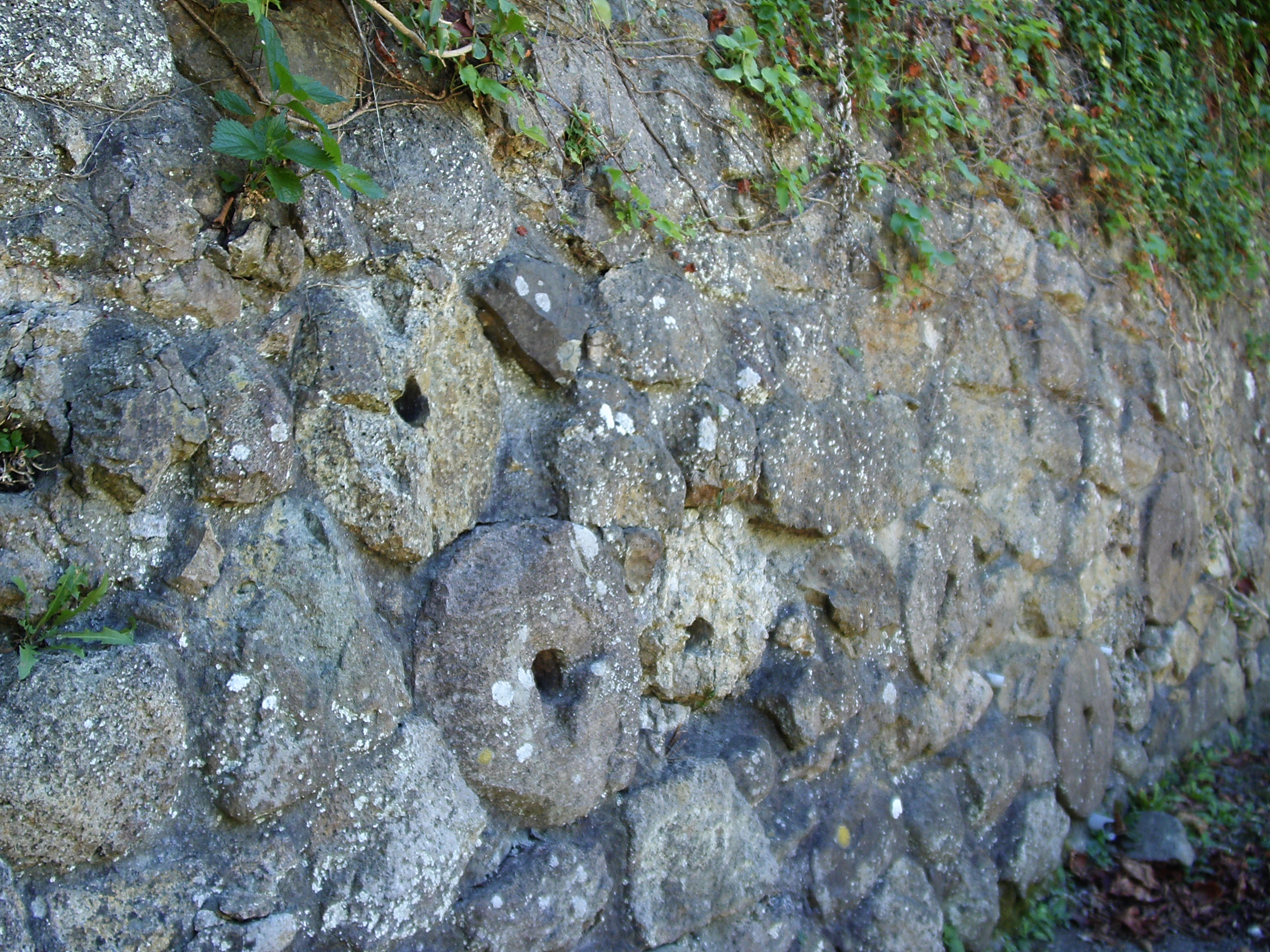
石臼が埋め込まれた石垣（相川大神宮）

柳田國男は『海上の道』で対馬暖流に洗われる佐渡には椰子の実が流れ着くこともあり南方系の文化流入が見られることを指摘する。海神を祀る尾平神社は搬出する金銀や生活物資の海運に携わった船乗りの信仰を集めたが、根底には海豚参詣があるとする。また、「鼠の浄土」という説話（昔話おむすびころりんの原型）は文字通りねずみ算式に北上拡散したとするが、『街道をゆく』（佐渡のみち編）の取材で佐渡を訪れた司馬遼太郎も「鼠の浄土」に触れており、ネズミが地下坑道へと誘うとした。

## 作家が描いた佐渡の金山
佐渡金山が世界遺産を目指すことになる以前に佐渡を訪ねた作家の作品には、その特徴を見事に言い表したしたものがあり、文学的表現や鋭い視点は含蓄に富むものである。坑道観光開放前の訪問のため、もっぱら相川の街についての記述となるが、水替人足の無宿人には皆が心を寄せている。

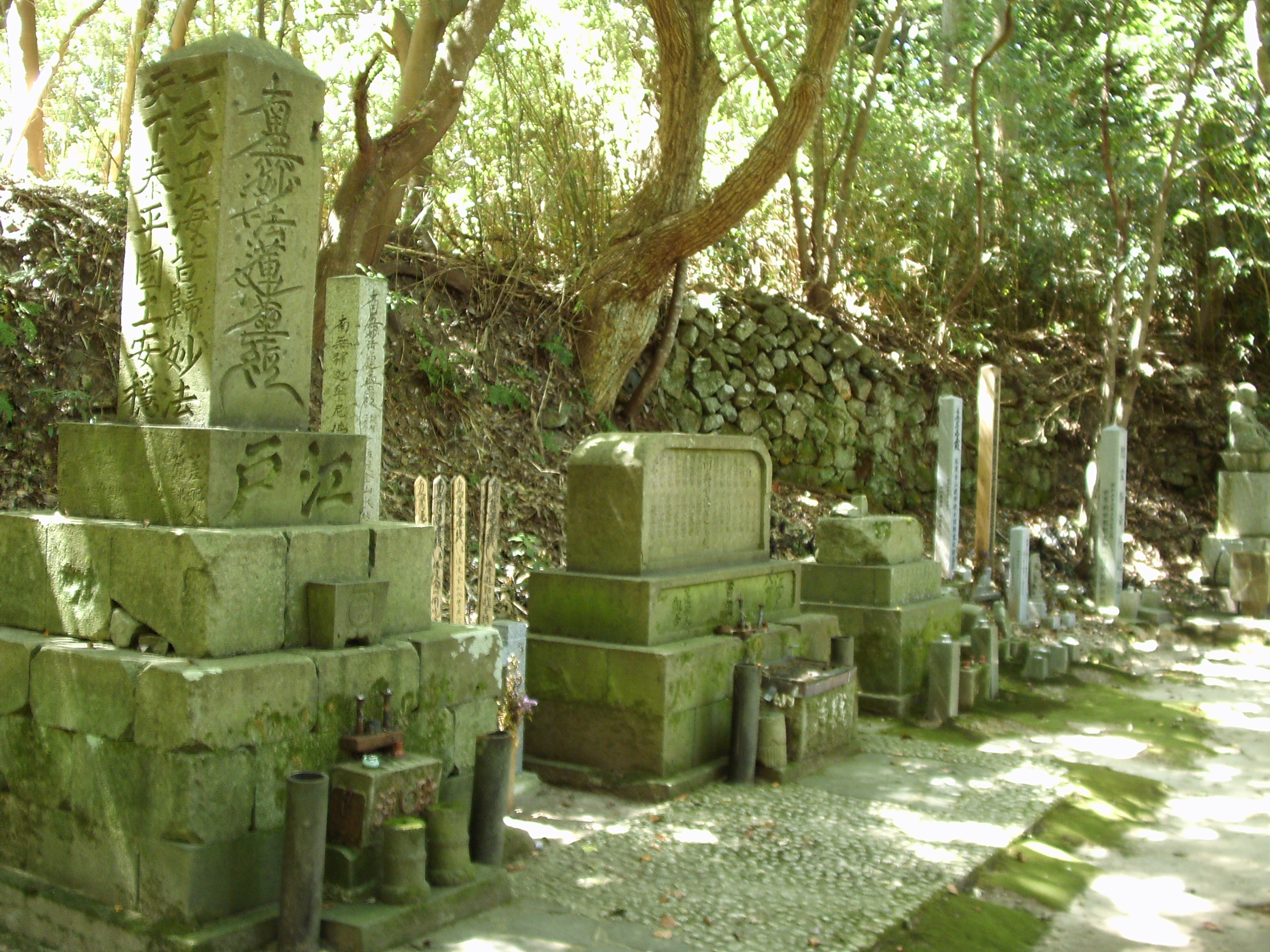
作家の琴線を震わせた”無宿”の墓

- 司馬遼太郎＝『街道をゆく』（佐渡のみち編）で相川の街並みを「古い民家のたたずまいなどは越後より華やぎがある」「町なかの谷川と、その両岸の家並みが構成する景色をながめていると、住み古してはじめてできあがるような秩序がある」と評価。一方で、上掲「鉱山民俗誌」の節にあるように、佐渡金山に遍満する存念について「何百年にわたって山を切りきざんだ跡というのは、文明の廃墟のなかでも、死のにおいさえしないほどにうつろでそらぞらしいものだが、佐渡金山はそのような記憶が見る側にあるため、路傍の岩肌にまで人間の脂がこびりついているのではないかと思われる」と肌で感じ取っている。
- 松本清張＝『佐渡流人行』で「はじめは地表を狸掘りのようにして濫掘していたものをしだいに技術がすすんで、地下深く掘り下げるようになった」と佐渡金山の価値の本質に触れ、相川の街並みについて「海風や山からの颪に耐えるよう斜向きに建っている」といった特徴を描写。これらは上掲「概要」および「対象地（の補注）」の節で紹介している特徴を捉えている。
- 津村節子＝『海鳴』の中で相川の鉱山町について登場人物に「猫の額ほどしかない相川の賑わいは大江戸以上」と言わせ、「理路整然とした町づくりと喧騒は江戸どころではなかった」との描写説明を書き添え、あとがきで「相川はある意味で大きな墓場みたいだ」という感想を述べつつ、本文では「懇ろに弔われない無宿人の水替えは浅い窪みに捨て置かれ佐渡の土となる」とし、「葬りきれず墓地を求めて町は少しづつ山へと広がり、それが相川という世にも珍しい特殊な町をつくってきた」とまとめた。

## 産業観光
ユネスコは遺産の価値や意義を広く知ってもらうことで保全の意識と機運が高まることを期待して観光資源としての遺産の商品化を容認している。特に産業遺産に関しては理解しにくいことから、正しい遺産の解釈を伝えるために産業観光を推奨している。ただ、産業遺産の中には現在も操業する稼働遺産も含まれていることから、観光開放が難しい側面もある。
世界遺産に限らず鉱山に関係する施設が観光開放している事例は多くはなく、産業革命発祥地のイギリスでもリビングヘリテージとして注目を集めるようになったのは1980年代の後半になってからのこととなる。
そうした中で佐渡金山はまだ操業稼働していた1967年（昭和42年）に江戸時代の坑道部分の観光開放を実施し、多くの観光客を誘致して鉱業史や技術史などを広く啓蒙してきた。これは世界に先駆けるもので、ユネスコもヘリテージツーリズムの見本として評価している。
また、ユネスコは遺産と創造性として、遺産の新たな魅力の発信による持続可能性（維持）を提唱しており、鉱夫の間で語り継がれてきた”金光石”の妖怪伝説を妖精と魔物の現代風なファンタジーに演出したイルミネーションやプロジェクションマッピング、さらに複合現実（MR）を感じながら道遊坑道を歩く「アイランド・ミラージュ」が始まった。

### 経済効果
新型コロナウイルス感染症の影響は、佐渡への観光客の減少を招いた。逼迫する地域経済の立て直しとして、世界遺産登録が有効策と期待され、日本政策投資銀行と日本経済研究所が共同研究で、その経済波及効果が約520億円になるという試算を明らかにし、佐渡市への税収効果は7億9,600万円になると想定した。
こうしたことをうけ、開港から半世紀が経過し老朽化した両津港埠頭の改修と拡張工事が2022年度から始まり、新しいフェリーターミナルも建て、世界遺産登録を見据えた佐渡の表玄関を整備する。

## 広報活動
広報活動は単に登録を目指すための手段や観光客誘致目的だけでなく、その価値や意義を広く共有し、地域住民と訪問者双方に維持保全の意識を高める役割があるとして重視され、諮問機関の現地調査でも確認作業が行われたり、登録後の保全措置報告（SOC）や遺産影響評価（HIA）に記載が求められることもある。
- 語呂合わせで3月10日を「佐渡の日」としており（1998年制定）、この数年来は同日に世界遺産登録の広報に力を入れている。
- 佐渡金山道遊坑では一部の坑道を西三川産リンゴ[180]のリンゴワインや日本酒、さらにコーヒー豆を熟成するワインセラー（カーヴ）に活用し、酒類は相川のホテルなどで提供されており、コーヒーについては焙煎された豆が土産として既に流通しており、佐渡金山では金箔入りコーヒーとして飲むこともできる[199]。
- オンラインゲームのあつまれ どうぶつの森に「さどが島」を公開し、佐渡金山の擬似風景をオンラインツアーで体感することで、リアルでの観光客誘致につなげる工夫をしている[200]。
- 2022年4月8日より佐渡汽船の御船印に佐渡金山世界遺産登録応援の祈念版を頒布開始[201]。
- 佐渡では金山と関連する文化や豊かな自然環境・食材などを組み合わせた観光プランを提案しており、2022年に観光庁が募集した「第2のふるさとづくりプロジェクト」の実証事業にスローネイバーフッドで応募選定された[202]。例えば佐渡名物の蕎麦は、練った蕎麦粉は飛び散った金粉回収する吸着剤として重宝したことから普及したことを紹介しつつ飲食を楽しんでもらう[203]。
- 登録の実現には国内における知名度の向上と国民的盛り上がりによる機運の醸成が重要であるとし、JR東日本と提携した「秋の観光キャンペーン 佐渡島の金山 みなとまち新潟」を9 - 11月に展開[204]。
- 2022年からNGT48が佐渡観光応援公式サポーターに任命されており、佐渡金山の魅力を動画配信で発信し、世界遺産登録運動に一役買っている[205]。
- 上掲「民話・逸話」の節で触れたように、相川や西三川では新潟県ブランド葱の「やわ肌ねぎ」栽培が盛んであることことから、同葱をPRするために結成されたローカルアイドルのNegiccoが佐渡において「コン佐～渡!!!」(コンサート)を開催し、テレビ新潟のニュースや情報番組内で「佐渡推し！世界遺産へ深掘り金銀山」というコーナーを設けて世界遺産登録運動に一役買っている[206]。
- 2023年から文化観光拠点施設を中核とした地域における文化観光の推進に関する法律に基づき「Niigata Culture Tourism」と題し、佐渡金山と関連文化などを押し出す文化観光に力を入れることになった[207]。
- ゴールデン佐渡が運営する金山茶屋（10名以上からの団体専用で完全事前予約制・冬季休業）や京町通りのカフェでは道遊の割戸を造形化したご飯盛り付けの金山カレーを提供する。
- 東日本高速道路（NEXCO東日本新潟支社）では6月1日 - 10月31日まで、普通車および軽自動車等のETC車を対象に、首都圏から新潟港・直江津港までの高速道路が定額で乗り降り自由になる「佐渡島さどゴールデンパス」と、カーフェリー等の乗船代と佐渡島内の宿泊代がセットとなった佐渡浪漫紀行「佐渡島さどゴールデンプラン」を販売[208]。
- 大河ドラマ『どうする家康』の放送もあり、徳川幕府に縁がある新潟～長野～山梨～静岡の金山を結ぶ「黄金KAIDOプロジェクト」が始動[209]。
- 7月9日に東京ドームで開催する読売ジャイアンツvs横浜DeNAベイスターズの試合を佐渡市がスポンサーとなり「『佐渡島の金山』応援DAY」として宣伝する[210]。
- アルビレックス新潟（Jリーグ）のご当地応援選手の内、佐渡担当の早川史哉・高木善朗・鈴木孝司の3選手をモデルに起用した「アイシテルニイガタ 新潟の宝を未来につなげ! 佐渡島の金山を世界遺産に」のポスターなどを各所に貼り出す[211]。
- 認定10周年を迎えた佐渡ジオパークを記念して佐渡出身の漫画原作者（元漫画家）赤坂アカが書き下ろしのイメージキャラクターを作成。佐渡金山も佐渡ジオパークであることから、同じキャラが佐渡金山にも展開する[212]。
- 佐渡のクラフトビール醸造所SADO LAND BEER FACTORYから佐渡沖の海洋深層水と佐渡産米の新之助を使ったビール（発泡酒）「ゴールデンエール KINZAN」が発売。ラベルは上掲「顕著な普遍的価値と登録基準」の節に掲載している浮世絵『六十余州名所図会』の「佐渡金山之図」を用いている[注 47]。
- 11月13日の「いい遺産」の日に合わせ、道の駅新潟ふるさと村が「佐渡島の金山」WEEKを実施[213]。
- 2024年1月27-28日、東京交通会館（有楽町）に入居する上越妙高の物産を取り扱う雪國商店が、建物1階ピロティの交通会館マルシェにて「佐渡島の金山 世界遺産登録応援フェア」を開催し、佐渡の物産品の販売と佐渡金山パンフレットの配布を行った[214]。
- 佐渡金山を舞台とした映画『わたくしどもは。』が2024年5月31日から劇場公開[215]。
- 6月28日～7月28日、新潟市古町の古町通（古町モール）で七夕祭り「古町・佐渡 湊七夕まつり ～星に願いを佐渡世界登録～」を開催。飾り付けのくす玉吹流しは仙台七夕まつりから借り受けたもの[216]。

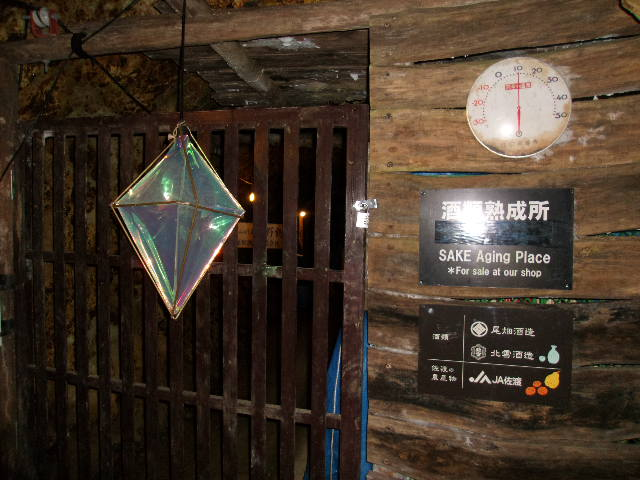
道遊坑の熟成庫
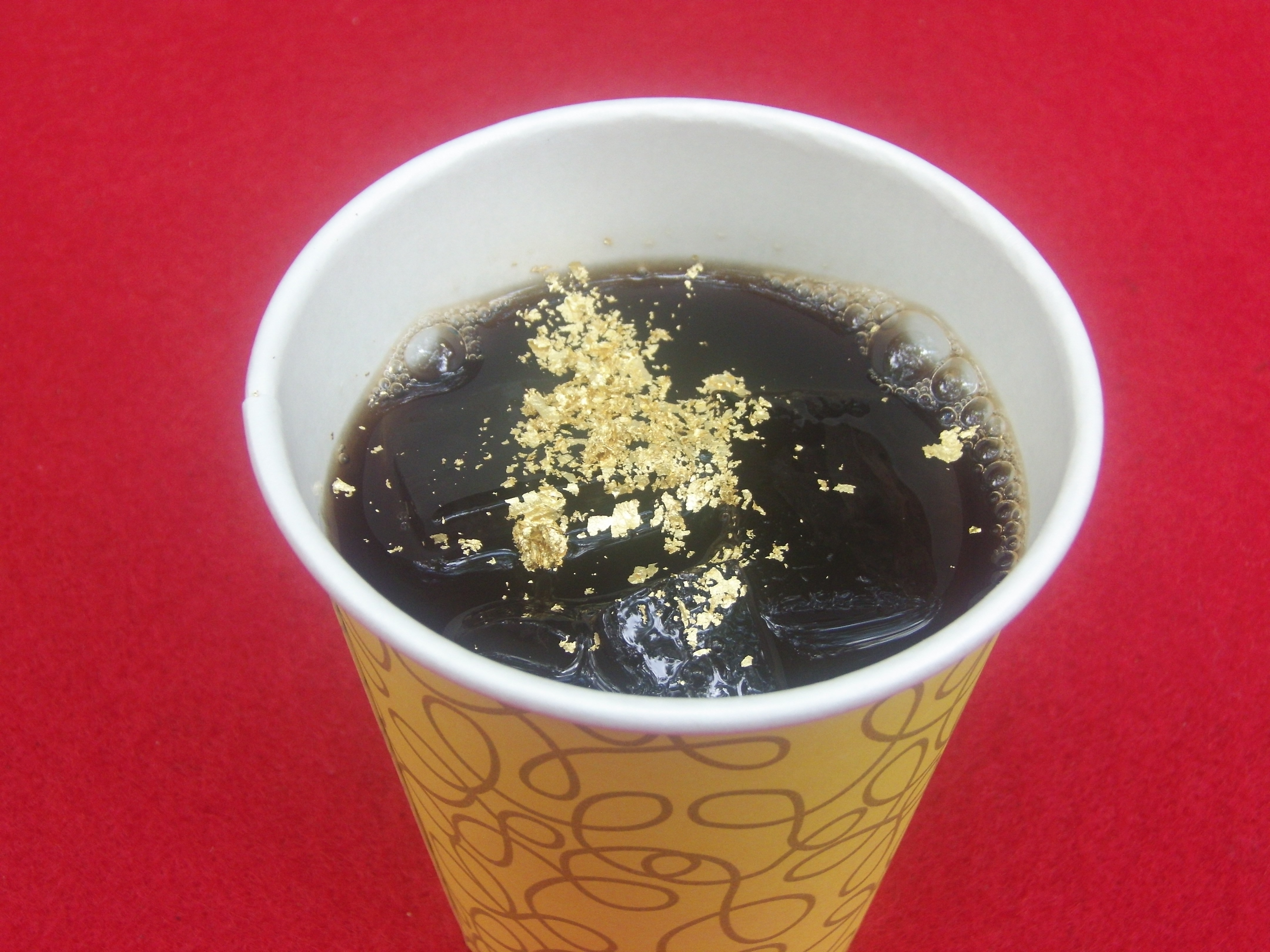
金山熟成金箔コーヒー（アイスコーヒー）
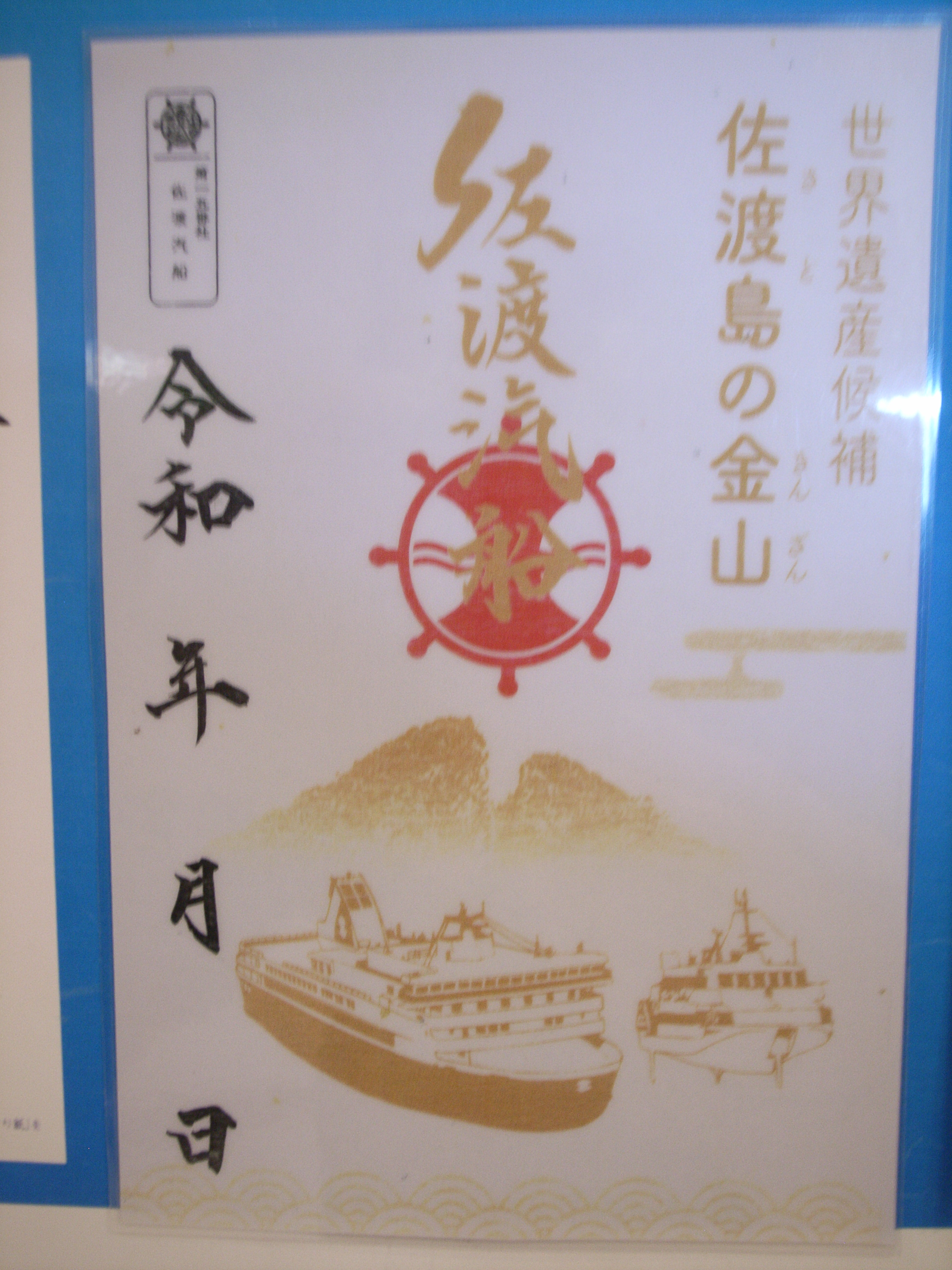
佐渡金山版佐渡汽船御船印
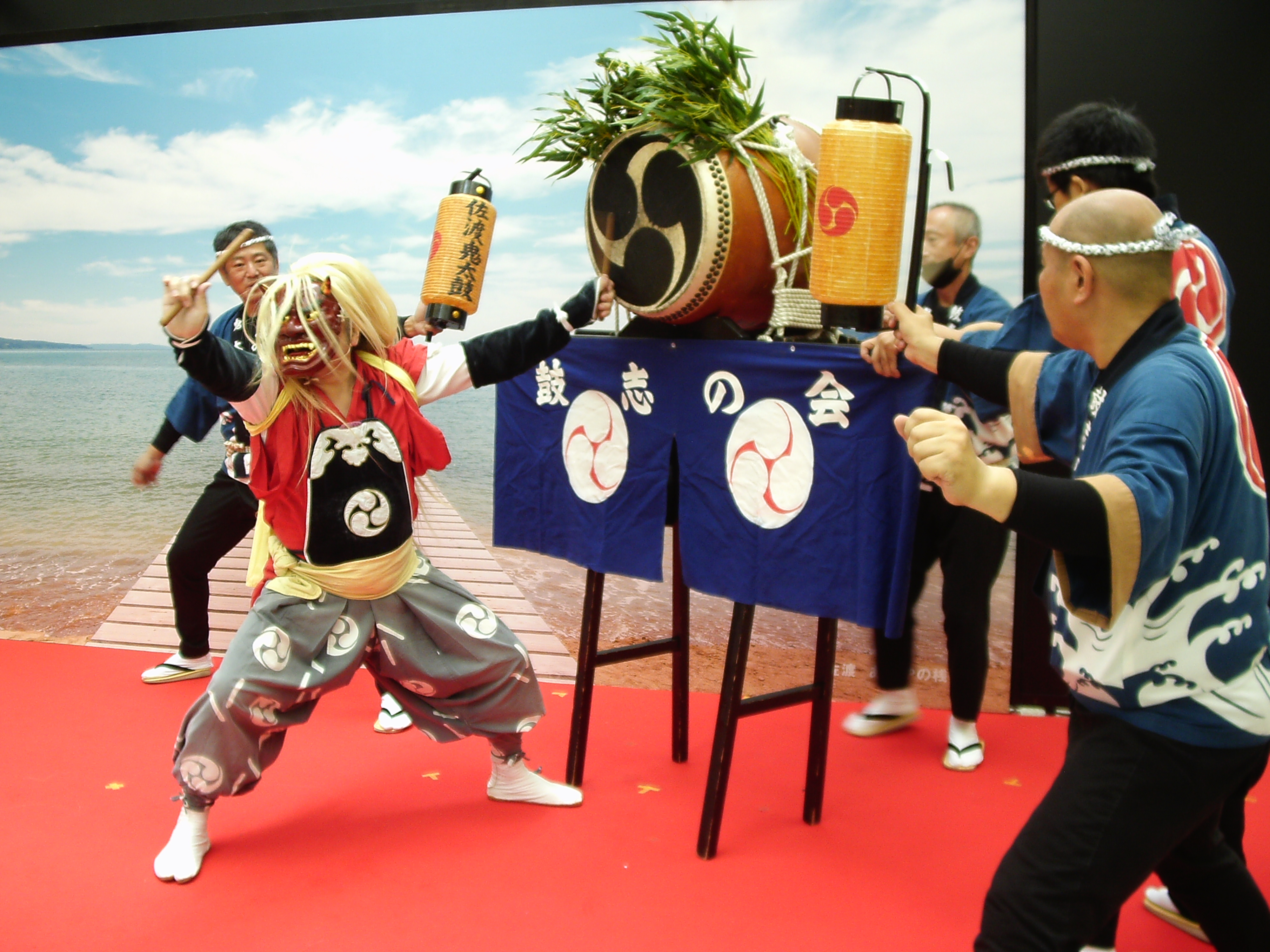
佐渡スローネイバーフッド、金山にちなんだ金髪鬼の鬼太鼓（上野駅にて）
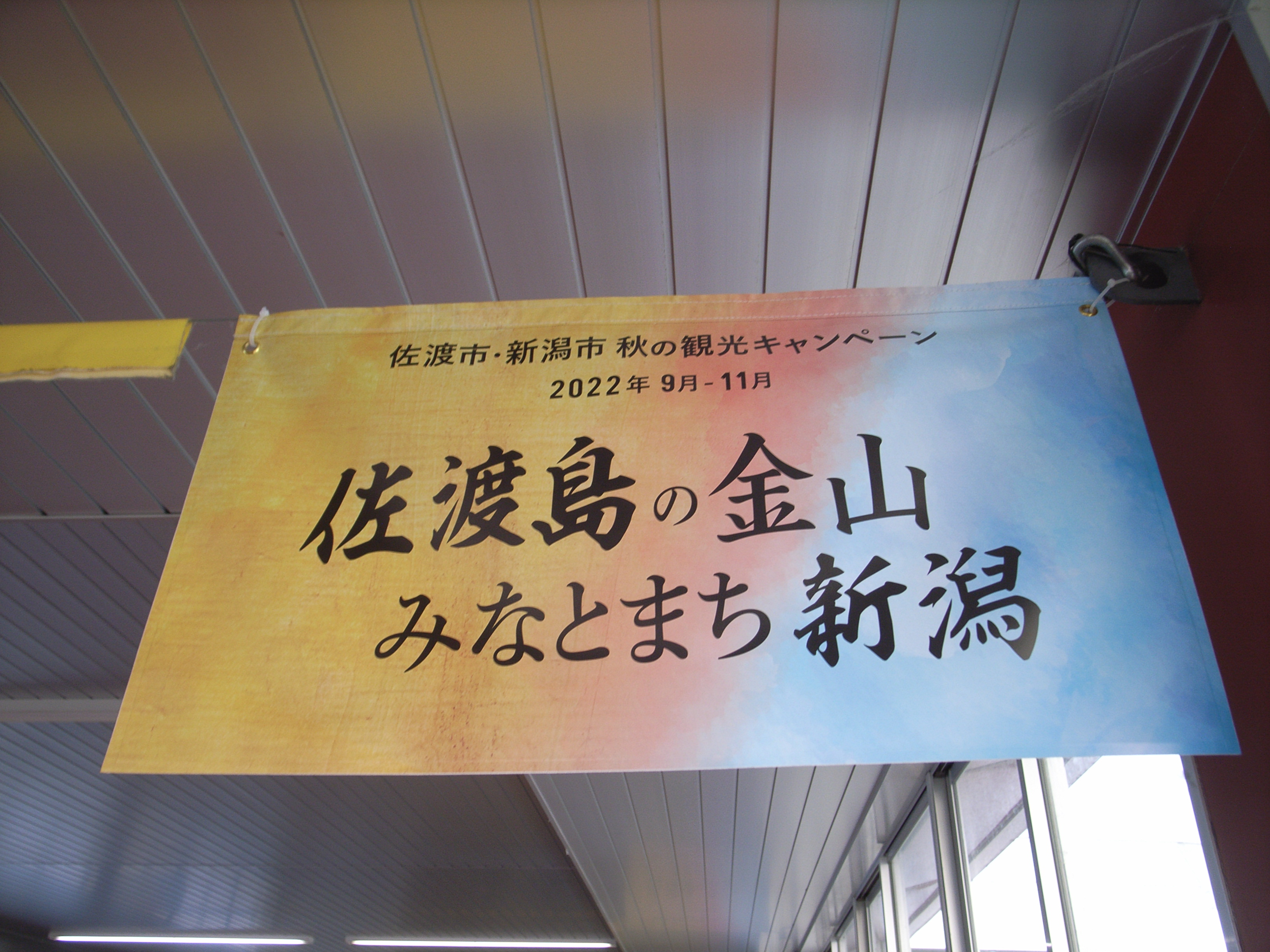
佐渡島の金山観光キャンペーンの垂れ幕
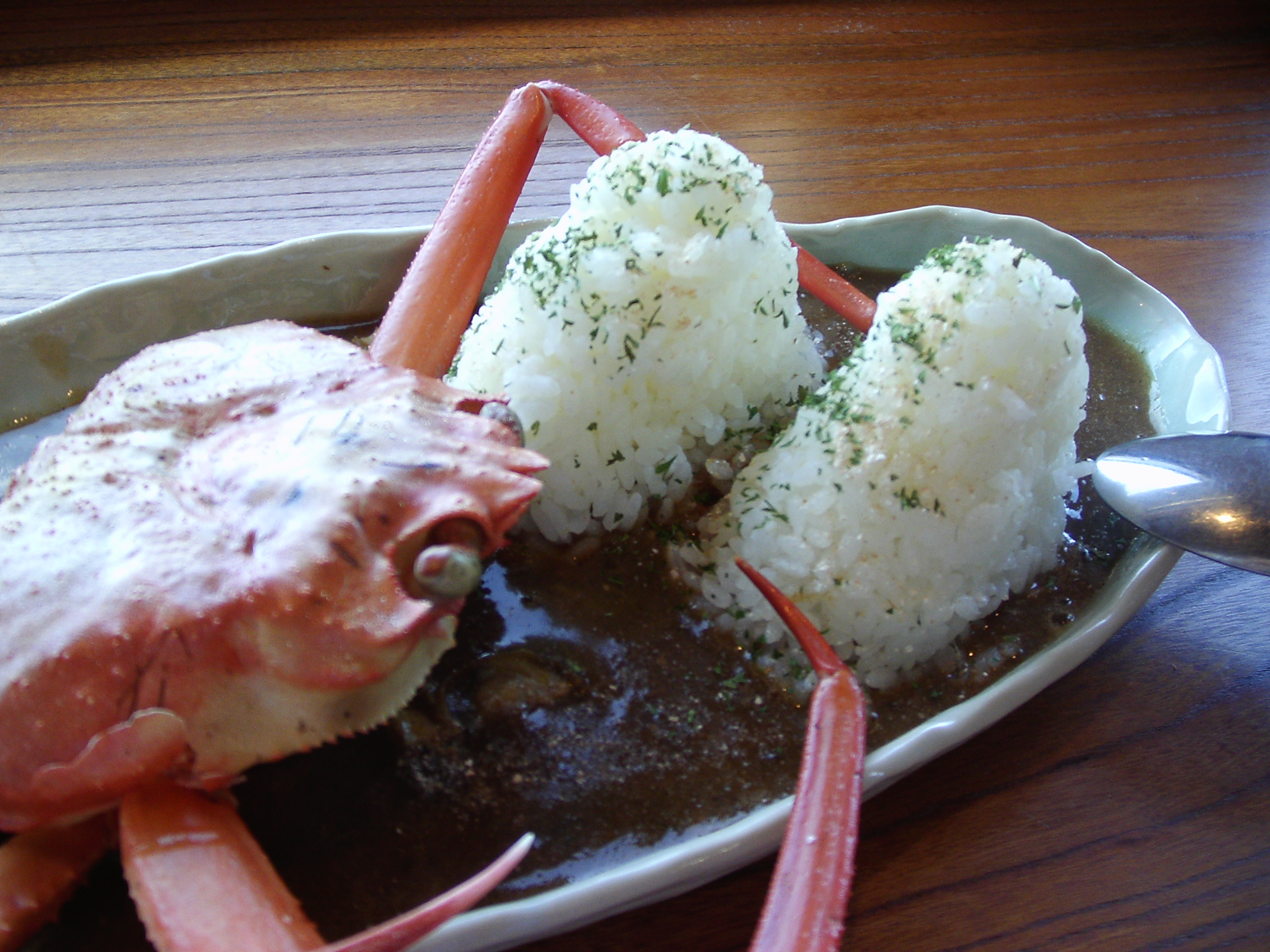
金山カレー
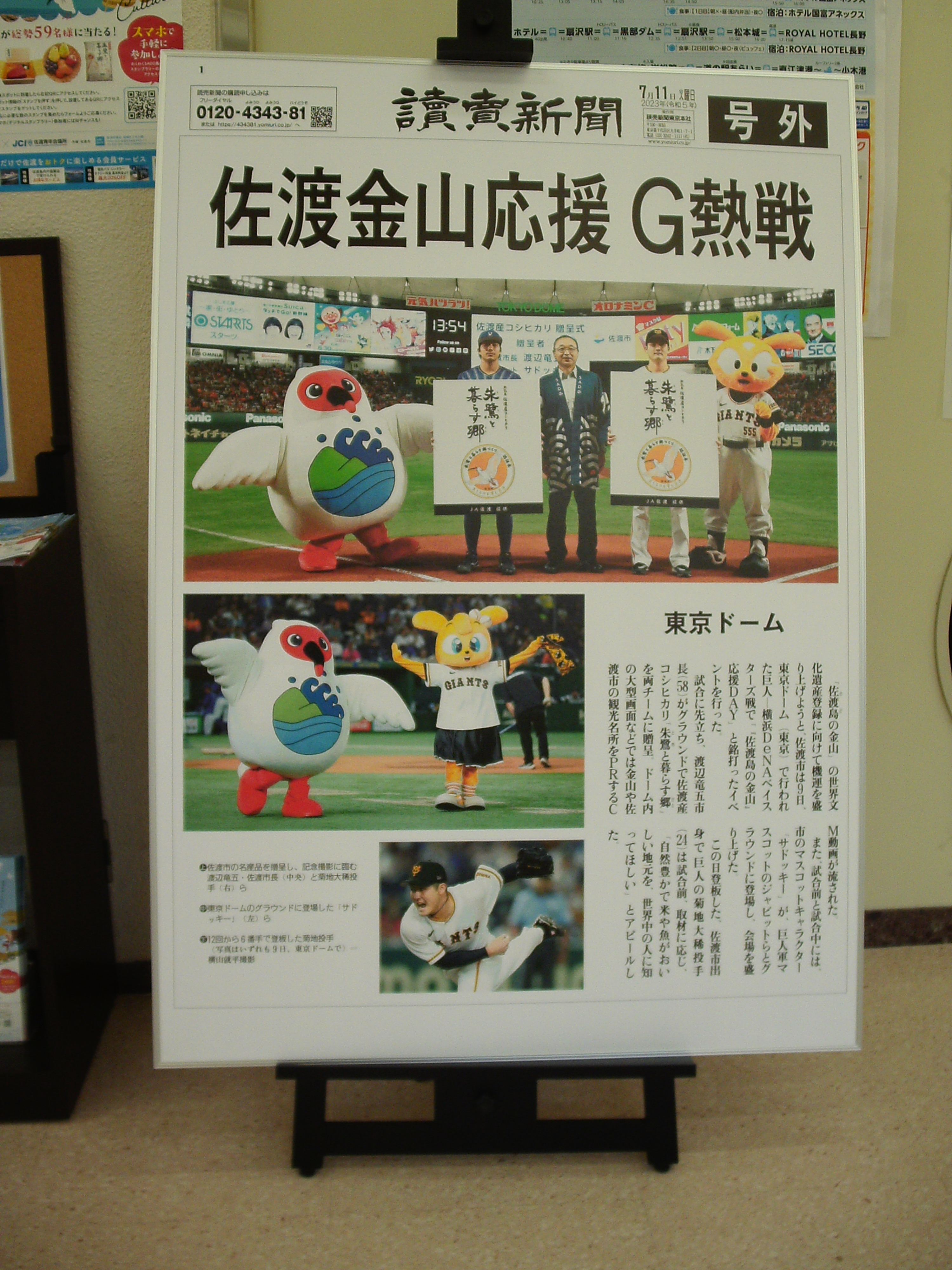
佐渡島の金山応援DAYを報じる号外風パネル[注 48]

## 課題
ICOMOSによる勧告への対応のみならず、登録後も6年毎に定期的に、あるいは世界遺産委員会からの指示による登録遺産の保全措置報告（SOC）や必要に応じ自発的に提出する遺産影響評価（HIA）をユネスコへ提出しなければならず、諸課題は山積している。

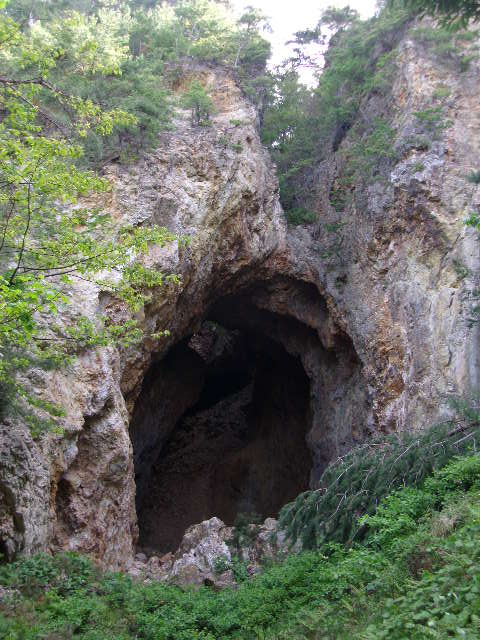
崩壊が始まった道遊の割戸

当面、最大の問題は、中核施設であり代表的景観である道遊の割戸で一部崩落が始まり、坑道ではコンクリートを用いた補修も行われているが、今後その処置方法次第では真正性を問われることになる。
また、上掲「推薦までの経緯」の節でも触れているが、既登録地である石見銀山の違いの立証や差別化を図らねばならないことが最優先項目となっている。
石見銀山との差別化を図るべく試行錯誤が続き、ヨーロッパにおいて今なお教会などキリスト教関連施設の登録が相次いでいる理由として地域多様性による細分化が上げられることから（教会の登録が多いことをCathedral Syndrome＝聖堂症候群と揶揄する）、佐渡という離島の独自性を模索したが、佐渡金銀山の開発に際しては大久保長安が甲州（湯之奥金山など）や岡崎（石屋町）そして石見銀山から鉱夫や石工を寄せ集めたことで、技術史（産業考古学）的に独自性がないとされ、佐渡小判が国際金融に影響した根拠が乏しいという指摘もある。
当の石見銀山が登録審査をうけた際、ICOMOSの報告として「西洋の鉱山遺跡と比べて保存状態が悪い」と指摘し、「関連する木造建造物（代官屋敷や寺院・大森街区など）の真正性も怪しい」とされ、登録延期が勧告された経緯があり、状態・条件が似ている佐渡も同様の指摘がなされる可能性もある。

### 災害対策

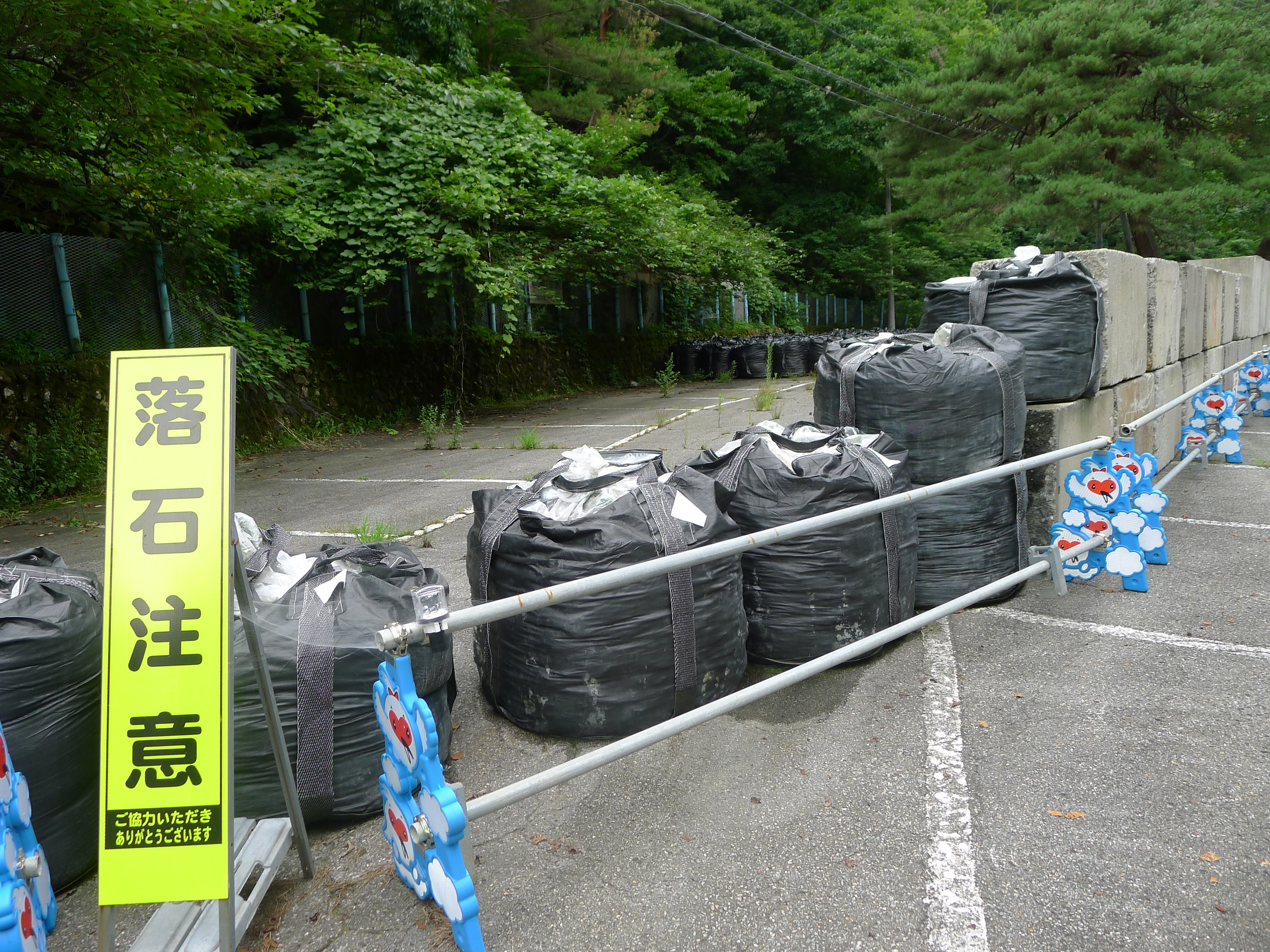
能登半島地震での崖崩れと復旧工事

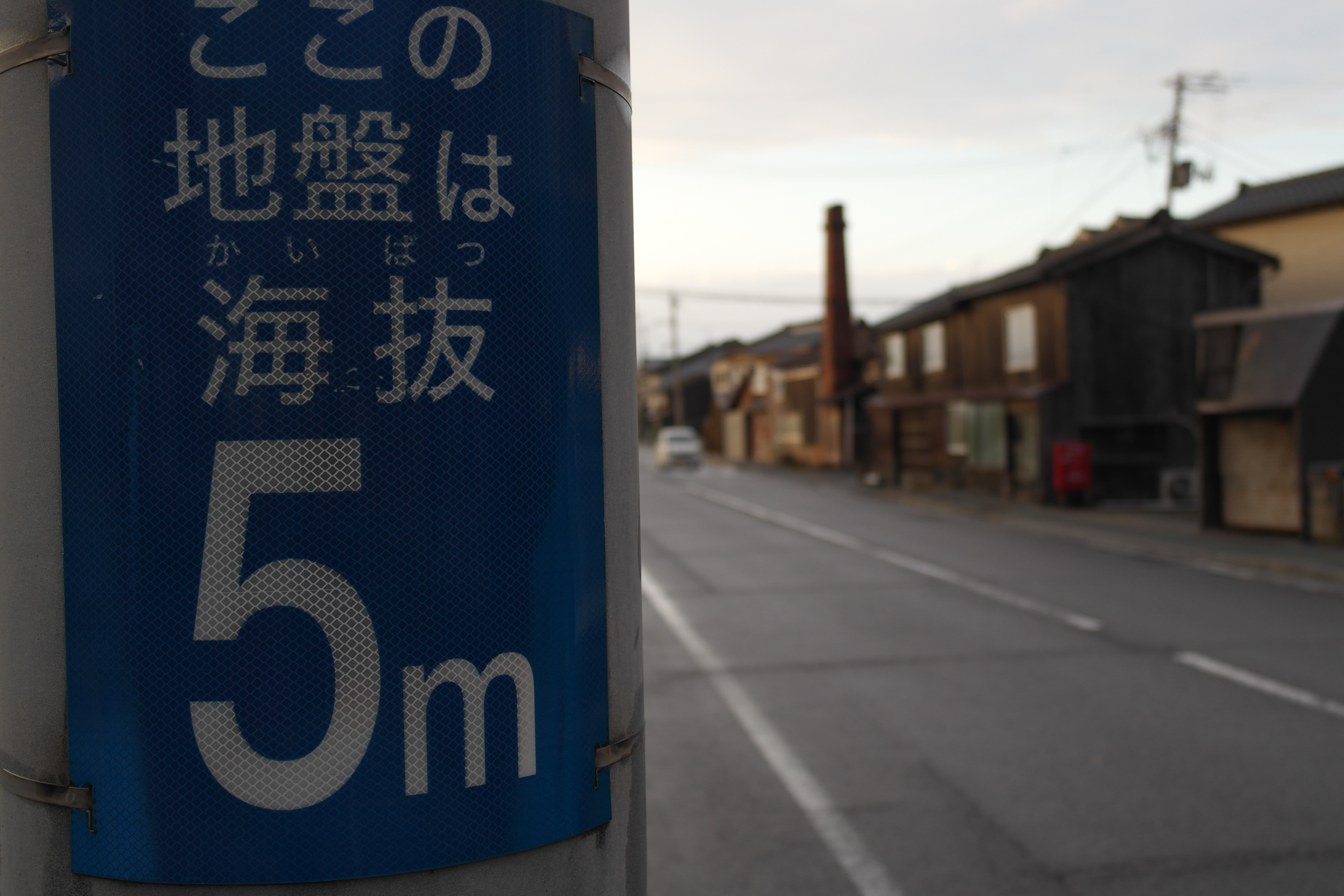
海に面した相川材木町の海抜表示

ユネスコは第44回世界遺産委員会において、気候変動による自然災害が世界遺産に及ぼす影響を新規推薦に際して遺産影響評価（HIA）として被害想定シミュレーションと対策案を盛り込むことを義務付け、対応が求められる。
日本の場合は地震に対する警戒が必要で、能登半島地震 (2024年)では、佐渡金山の駐車場背後や搗鉱場跡などで落石が発生。
2013年に武家の古都・鎌倉に対して不登録勧告が出された際、「海に面した鎌倉では、地震と津波それに台風などのリスクが資産に対する主たる脅威であると考える」という指摘がなされた。佐渡は地質学的に比較的安定しているとされ、島内で活断層は確認されていないが、新潟-神戸歪集中帯に属しており、過去には佐渡小木地震や能登・佐渡地震が発生し、津波に襲われた記録も残り、日本海での海底地震による津波にも注意を払わなければならない。相川の下町界隈は外海府海岸に面した実質海抜ゼロメートル地帯に等しい。
相川は古民家が集まる木造住宅密集地域で、火事が起これば類火し、地震やスーパー台風が直撃すれば軒並み倒壊する恐れも孕んでおり、豪雪地帯対策特別措置法に基づく豪雪地帯でもあり令和3年の大雪では家屋が圧潰するなどの被害も生じている。
2019年（令和元年）5月19日、重要文化的景観選定地である西三川の笹川集落でも火災があり、農村景観を形成する家屋・納屋7軒が焼失した。文化庁は「文化財としての価値に影響はない」とし、地元の笹川の景観を守る会も「（金山に関係する）特別な施設に被害はなく、世界遺産登録への影響はないと思う」とした。また、西三川では砂金すくいのために溜池を設け、現在でも農業用水用として使われているが、決壊した場合には下流域の集落を鉄砲水が襲うことになる。
現実問題として、ICOMOSによる勧告で、災害対策を講じることが求められた（上掲「諮問機関の調査と勧告」参照）。

### 景観疎外
「神宿る島」宗像・沖ノ島と関連遺産群の沖ノ島へ中国などから流されてきたとみられる簡体字が書かれた漂流・漂着ごみが問題視された経緯があるが、石切場跡がある吹上および片辺・鹿野浦海岸でも漂着ごみが年々増加しており、美しく豊かな自然を保護するための海岸における良好な景観及び環境並びに海洋環境の保全に係る海岸漂着物等の処理等の推進に関する法律に基づいてごみ収集を実施しているが追いつかないのが実状となっている。
また、三保の松原が富士山-信仰の対象と芸術の源泉としての登録審査でテトラポットが景観を害していると指摘されたが、片辺・鹿野浦海岸の一部にもテトラポットがあり同様の指摘をうける可能性もある（テトラポットがあることで荒波による石切場跡の浸食を防いでいる）。
鉱山町の相川では、昔ながらの街並みに電柱・電線が不釣り合いとされ、電線類地中化が求められるが、予算確保だけでなく、狭い路地で埋める用地確保も困難な状況にある。上町と下町を隔てる崖線のがけ崩れの危険性からコンクリート擁壁化が進み、間を結ぶ石段坂道もセメントで固められるなど景観を損ねてもいる。町中を流れる南沢こと間切川の中流域より上流は深い渓谷状を呈しており、鬱蒼とした森林に覆われ昔の自然景観を留めているが、その頭上を新潟県道31号相川佐和田線の間切橋が横断し、市街地からも目に留まる。さらに、廃墟と化したホテル建屋の存在も指摘される。これは海際に建つ旧相川やまきホテルのことを示唆しているが、奉行所直下にも旧おもだかホテルの廃屋が残されている。
鶴子銀山では遺構の多くが山間に埋没して見学しづらい状態であり、西三川砂金山では砂金を採掘した遺跡が草木に埋没し、鉱山経営を担った金子勘三郎家の建物も腐朽が進むなど、保存の在り方にも問題が浮上している。

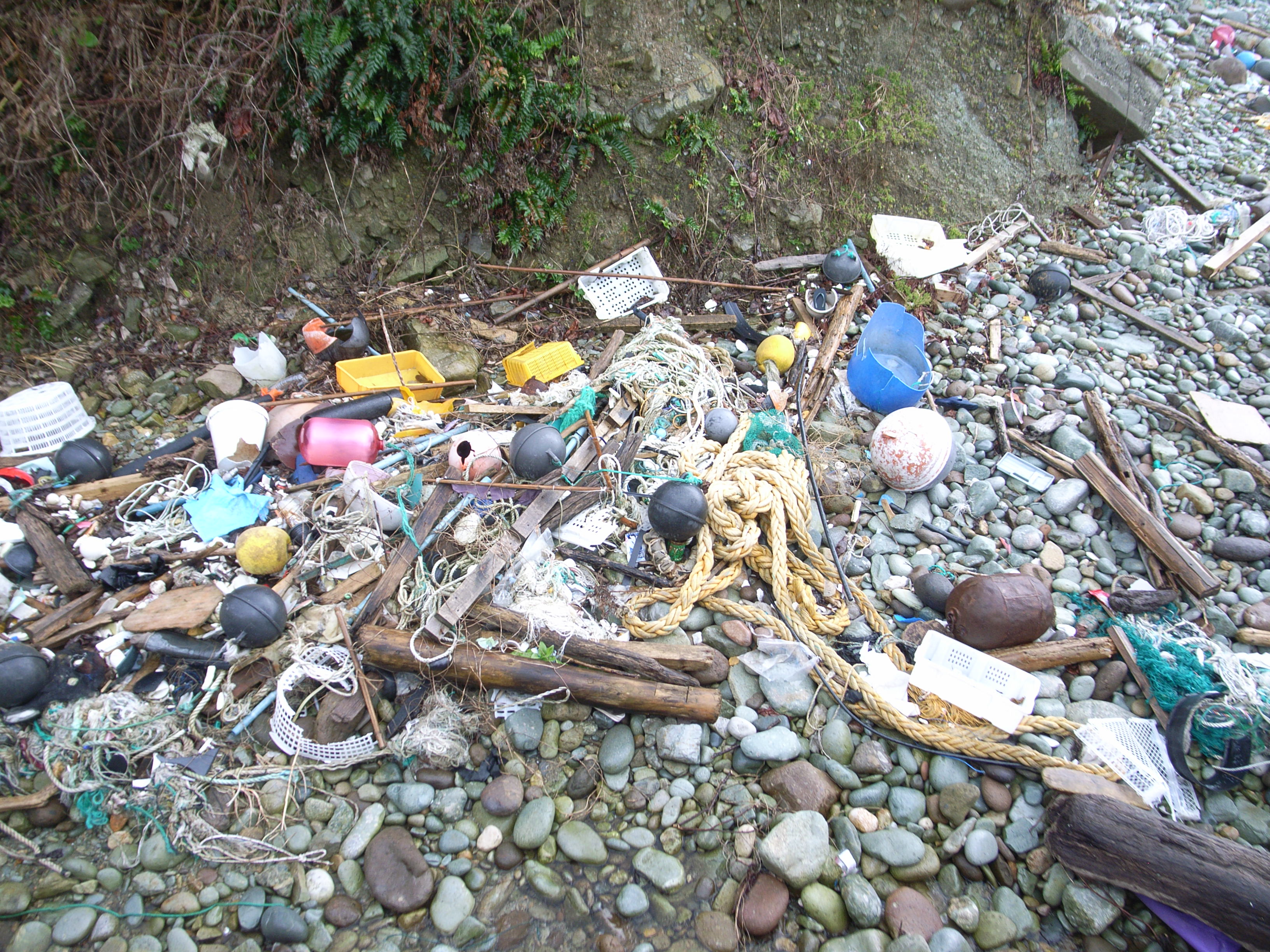
鹿野浦海岸への漂着ゴミ、ハングル表記が含まれる
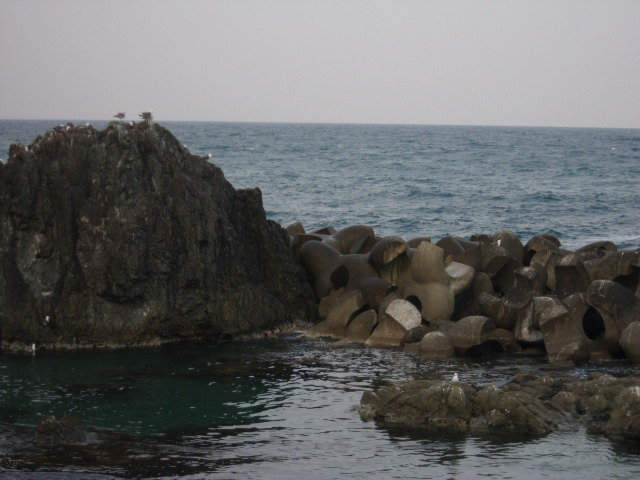
片辺海岸のテトラポット
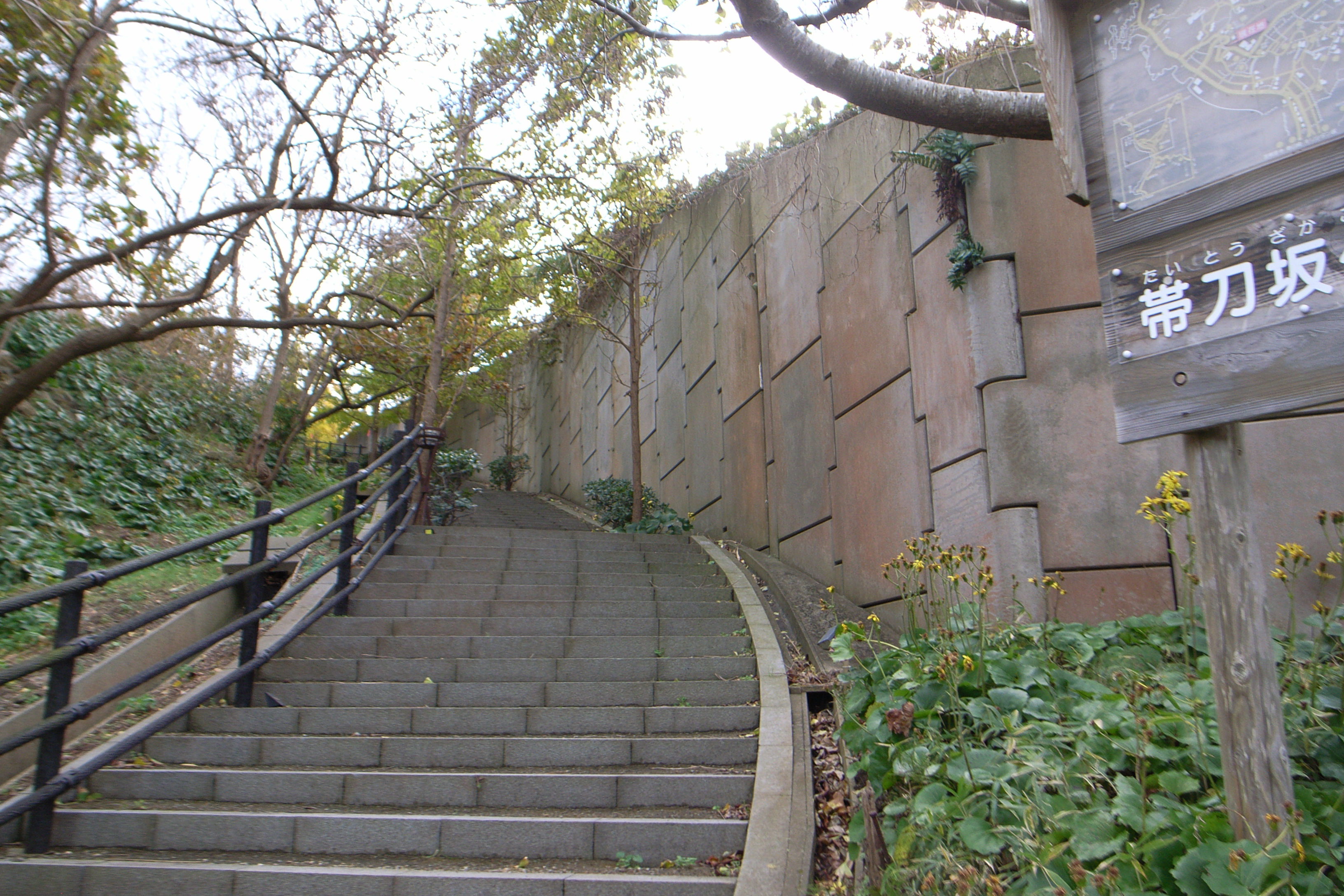
現代風に改修されてしまった帯刀坂
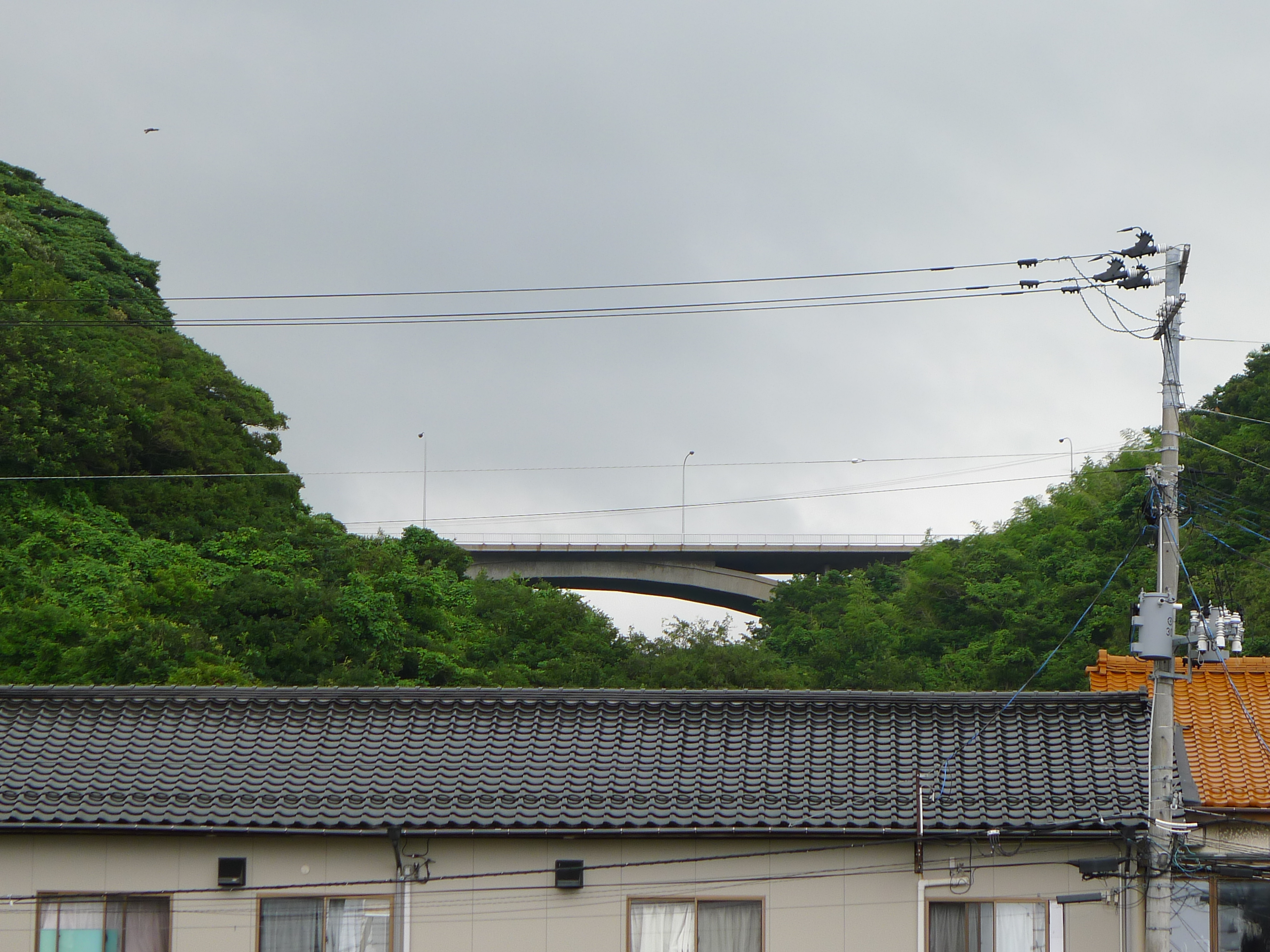
間切橋
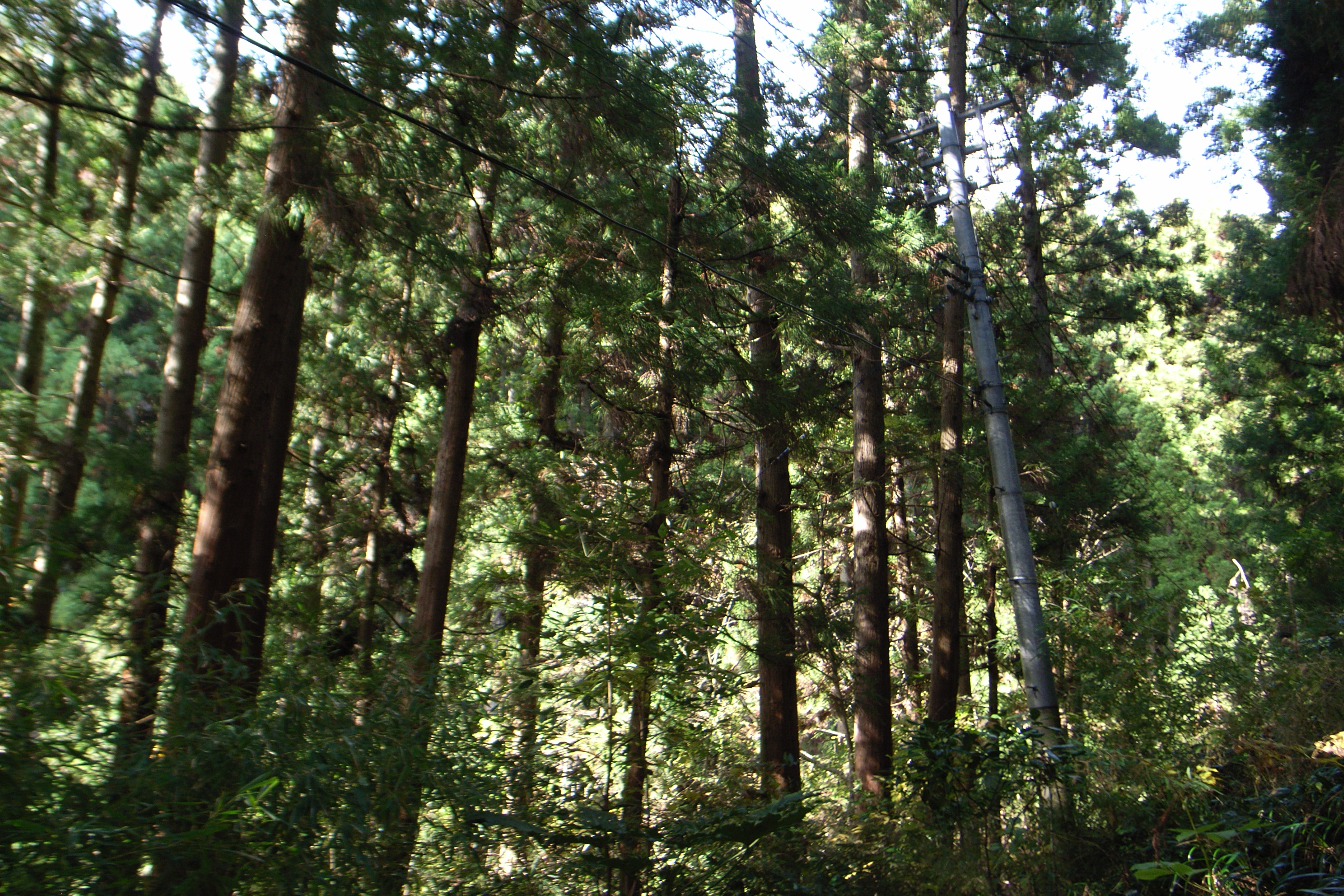
鶴子銀山の中の電柱と電線

### 環境問題
地球温暖化などがもたらす世界遺産への影響をユネスコは危惧しているが、佐渡でも積雪が減ったことで雪解け水も減り、鶴子銀山の大滝間歩でも名前が示す滝が枯れる現象が起こり（上掲の構成資産を紹介する画像でも落水がない状態）、海水温上昇により石切場跡周辺の海岸では藻場の磯焼けが見られ、陸上から覗ける海中環境に変化が起こりつつある。
西三川では集落を取り囲む外縁部の山の背後にゴルフ場があり、直接的な景観阻害はないものの、除草剤による環境への影響を心配する声はある。

#### 保全対処
本節冒頭でも記したように、道遊の割戸の崩壊が始まりつつあり、これは経年劣化による風化によるところが大きいが、酸性雨などの影響も想定される。海を越えてやってくる大気汚染された雨雲に対しては日本一国で解決できる問題ではなく、広く国際連携や地球規模での環境改善が必要となる。

### 廃坑問題
相川金山で再掘しない（廃坑にすべき）確約を、ICOMOS勧告で求められた（上掲「諮問機関の調査と勧告」参照）。西三川砂金山は1872年（明治5年）に、鶴子銀山は1946年に閉山したが、相川金山は1989年に休山扱いとなり、現在でも佐渡鉱山株式会社が鉱業権（採掘権）を所有しており（施設管理は株式会社ゴールデン佐渡）、鉱業抵当法による土地や施設の権利もあって、操業を再開することも可能なため、遺産保護の観点から廃坑（鉱業権の放棄・返上）する必要が生じた。
さらに、鉱山保安法では落盤が誘発する陥没・地盤沈下やそれに伴う土砂災害を避けるため極力埋め戻すよう奨励しており、場合によっては一部埋め戻さざるを得なくなる可能性もある。
また、石見銀山では今なお自然流出する鉱毒による環境汚染（主として水質と生態系への影響）の環境アセスメントも遺産影響評価（HIA）として報告するよう求めており、相川金山では操業停止後も流れ出る水が酸性のため直接海へ注ぐと海洋汚染になることから、水質汚濁防止法に基づき南沢疎水を用いて現在でもph調整してから排水しており、金属鉱業等鉱害対策特別措置法の観点からも埋め戻しが求められる可能性もある。

#### 新規開削
鉱業法が改正され、外資系企業が国内での鉱山掘削に参入しやくすなったことをうけ、各地で調査準備が始まっていることが明らかになり、その中には佐渡も含まれている。相川金山は世界遺産登録の条件として掘削を再開しないことを求められ一帯を所有するゴールデン佐渡が応じたが、鶴子銀山では土地の所有が私有地である区画もあり、地権者個人へ外資が接触を試み、新たな坑道を掘り下げる可能性もある。史跡指定範囲内では私有地であっても勝手に掘ることは許されないが、鶴子銀山は史跡指定地外にまで広がっており、上掲「諮問機関の調査と勧告」にあるように史跡指定の範囲拡大も要請されていることから、むやみな新規掘削は自重が望まれる。

### 維持管理
遺産の資源利用指針に基づき、ユネスコの法人管理部門が世界遺産（主として稼働遺産）における企業活動に関する指針「UNESCO Guidance for the World Heritage ‘No-Go’ Commitment: Global standards for corporate sustainability（世界遺産'No-Go(禁止事項)'コミットメントのためのユネスコガイダンス：企業による持続可能性のための世界基準）」を策定し、企業の社会的責任を求めた。そこでは既に世界遺産となっている物件および今後世界遺産とすべき分野の産業（鉱業・石油・ガス・利水・金融・宝飾など）現場での施設の劣化防止管理などについて言及。特に鉱業分野においては国際鉱業金属協会が厳格な方針を提案した。佐渡金山の施設の大半が民間企業所有であることから、今後施設の維持管理について指摘をうける可能性が高まった。

### 観光対策

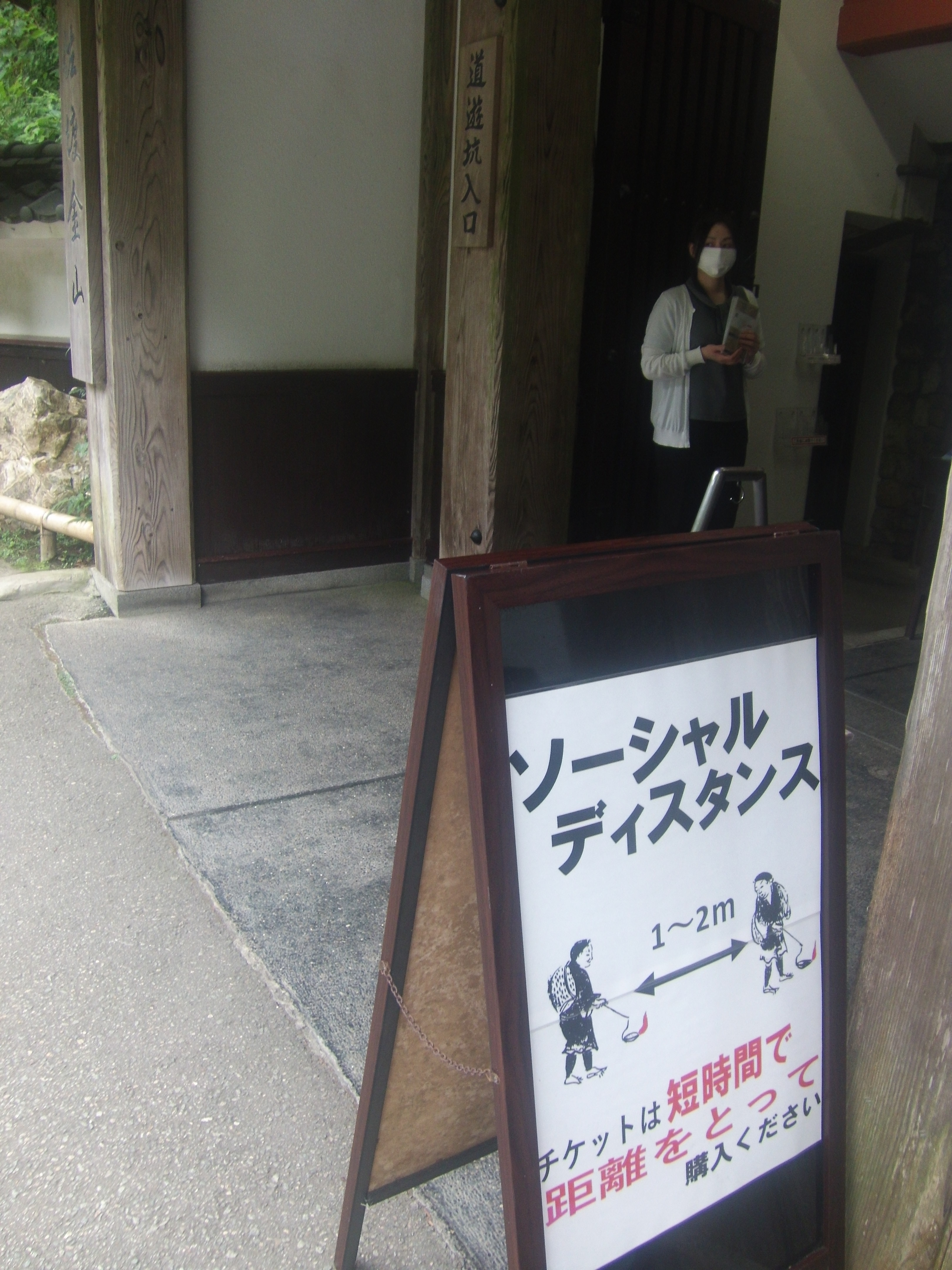
坑道内鉱夫のイラストでソーシャルディスタンスを呼びかける（現在は撤去）

上掲「産業観光」の節にもあるように、ユネスコは産業観光を推奨しており、その点で佐渡金山はとても優れた場所であるが、一方で観光公害による環境負荷への配慮も求めており、推薦段階から具体的な対策案を示すことを求めるようになった。
加えて新型コロナウイルスの流行により、世界遺産でのクラスター発生防止目的からも混雑緩和を命題とした。佐渡は離島という立地のため、訪問するには本土からの航路に限られることからコントロールは可能であるとする。但し、来訪者への環境維持への協力を呼びかける必要はあり、ウィズコロナ下でのレジリエント・ツーリズム、コロナ終息後（アフターコロナ）の訪日外国人旅行者によるインバウンド需要を見据えた多言語対応の準備が重視される。
特にオーバーツーリズム対策に関しては、観光庁が2024年に先駆的取り組みを実施するモデル地域に認定したことで、ユネスコ・世界遺産委員会に対しても充分な対応を講じていると報告できる。
一方で、相川鉱山のイメージの一翼を担う近代化遺産が世界遺産候補から除外されたことで、それを対象とするヘリテージング愛好家や廃墟ファンの期待と関心が薄れてしまったことで観光訪問の客足が鈍ることも懸念され、登録後にそれらも世界遺産だと誤解して訪ね落胆させることはツーリストトラップになりかねない。
相川には無宿人の墓や遊郭跡に加え、朝鮮半島出身労働者の生活の痕跡が残されており、それらを訪ねるダークツーリズムのコース設定も可能だが、そうした歴史の暗部に焦点を当てることに関しては賛否両論ある。
登録決定直後に、訪日外国人向けの情報発信を行うアジアクリックが運営するサイトUnseen Japanが世界遺産としての佐渡の魅力を早速紹介し、道遊の割戸や坑道などの見所に加え、相川の街並みを「古き良き日本の風景が残り必見」と案内した。こうした情報は過度な集客効果をもたらす可能性を秘めているが、同時に相川では宿泊施設のキャパシティが低いことや従業員の人手不足によるサービス低下の恐れにも触れている（外国人が利用するネット予約のブッキングドットコムに加入している宿も少ない）。こうしたことをうけ佐渡市は、2024年に改正された広域的地域活性化のための基盤整備に関する法律を活用して民泊を斡旋するAirbnbと協力提携を結び、二地域居住や国内ロングステイ・ステイケーション（ワーケーション）の誘致に乗り出した。

#### アクセシビリティ
障害者・高齢者の権利を擁護するユネスコは、世界遺産観光に際してのアクセシビリティを注視している。佐渡金山においてはトロッコ軌道が走っていたことから平坦で空間にゆとりがある道遊坑への車椅子での進入が可能だが、近代に掘削整備された道遊坑は世界遺産構成資産候補には含まれない。一方、江戸時代の宗太夫坑は勾配があり狭く、足元が濡れているため車椅子での見学ができない状態。鶴子銀山や西三川砂金山は舗装された遊歩道が未整備である。但し、文化財である西五十里道・鶴子道のような山道や個人所有の西三川の棚田畦道を舗装することは現実的ではない。
本土からの主要な到着地となる両津港から相原までの公共交通機関としての路線バスは最大でも1時間に2本程度しかなく、通学や運転ができないお年寄りの通院など地域住民の生活の足を観光で奪うことは憚られるが（同路線は役所・学校・病院などに立ち寄る）、佐渡島としてはレンタカーやタクシーの台数も多いとはいえない上に、全国的にも問題となっているドライバー不足もあり増便も容易ではなく、ライドシェアの実証実験も始まった。

#### 保全費用
日本政策投資銀行は佐渡の世界遺産登録後を見据え、地域資源の保全や観光施設の整備費を賄うため「入島税」の導入も検討すべきだとした。
また、佐渡島において宿泊税を徴収し、世界遺産を含む環境保全費用に充てる検討も始まった。

#### 人出鈍化の懸念
世界遺産では後発の新規登録物件へ関心が移ろうネオフィリア現象（新しいもの好き）が起こりがちである。離島という地理的条件は客足を遠のかせるのに充分な要因となる。実際に長崎と天草地方の潜伏キリシタン関連遺産では登録された2018年と翌年をピークに五島列島の構成資産への訪問者は激減した。新型コロナウイルスの流行に伴う行動制限もあったが、その後登録された百舌鳥・古市古墳群や北海道・北東北の縄文遺跡群へ客足が移ったことは事実である。佐渡においても一過性のブームで終わらないような工夫や情報の発信が重要となる。

### 持続可能性

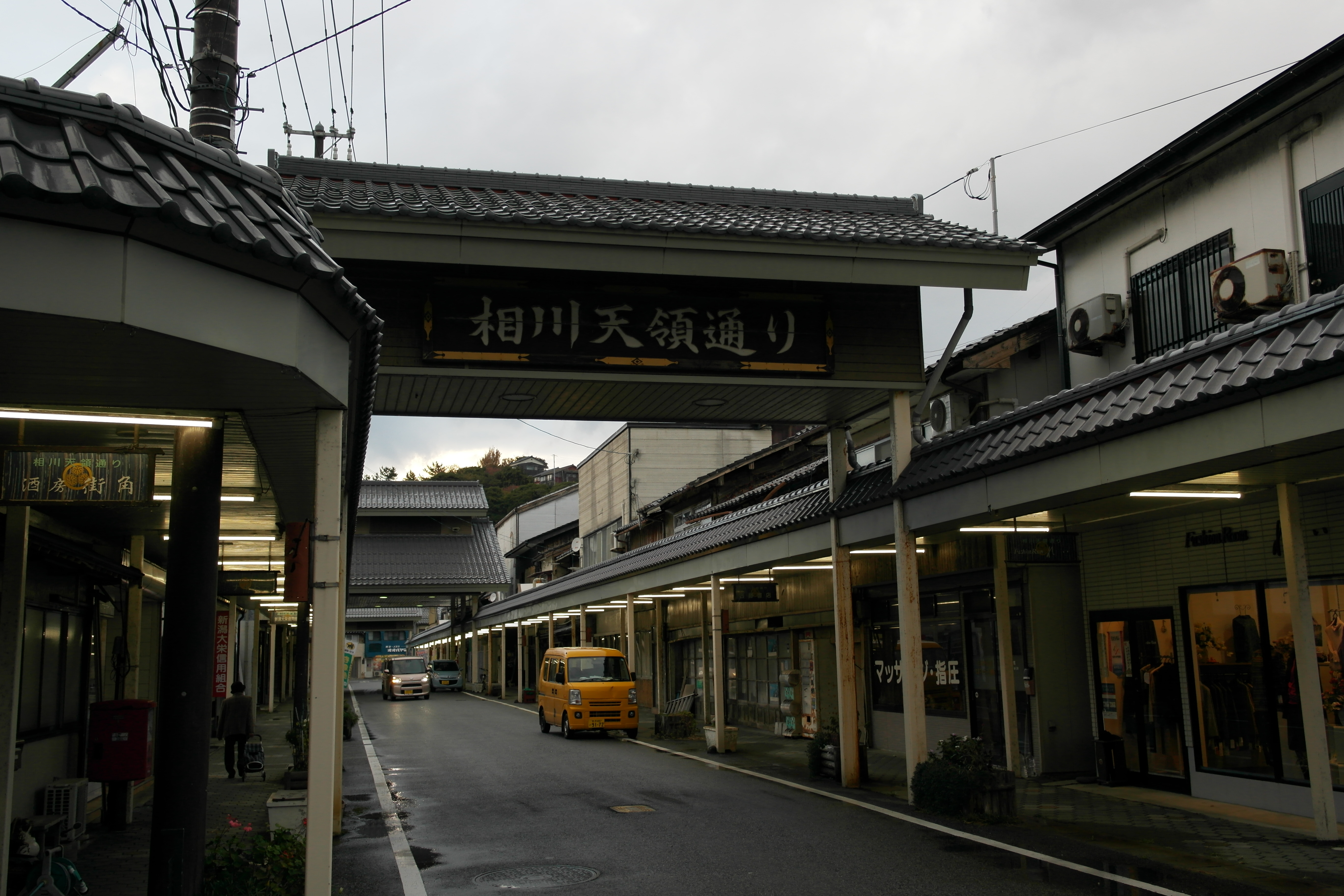
シャッター商店街から江戸の活況復活を図る相川天領通り

SDGsを推進する国連を上部組織とするユネスコは、世界遺産においてもSDGsの取り組みを求めるようになったこともあり（持続可能性#ユネスコによる持続可能性参照）、2022年に国が推進するSDGs都市（持続可能な都市）に佐渡が「人が豊かにトキと暮らす黄金の里山・里海文化、佐渡～ローカルSDGs佐渡島、自立・分散型社会のモデル地域を目指して」として選定された。
さらにユネスコは、世界遺産の持続可能な保全も求めるようになり、2018年に「長崎と天草地方の潜伏キリシタン関連遺産」に対するICOMOSによる登録勧告において、離島における構成資産となる集落景観保持に関し人口減少の懸案を示唆したが、これは佐渡でも指摘される可能性がある。2012年に開催された「世界遺産条約採択40周年記念－世界遺産と持続可能な開発：地域社会の役割」（京都ビジョン）で世界遺産存続のためコミュニティの存在の重要性が確認され、世界遺産を維持するためには地域コミュニティの持続可能性が必要であるとされることから、消滅可能性自治体に名を連ねる佐渡にとっては深刻な課題となる。
こうした事態を鑑み、市民団体の相川車座が空き家の増えた相川地区で古民家一軒貸しの民泊やカフェなどへのアダプティブユースを推進し、コト消費としてかつて大勢いた金細工職人の業を体験するワークショップなども計画している。
一方、西三川では集落の人口減少から民謡「砂金音頭」の後継者不足が深刻化している。また、西三川は金子柳太郎が創設した佐渡宝生流（加賀宝生流系）能楽の本拠地で西三川派と呼ばれたが、その継承も危ぶまれている。

### その他の問題

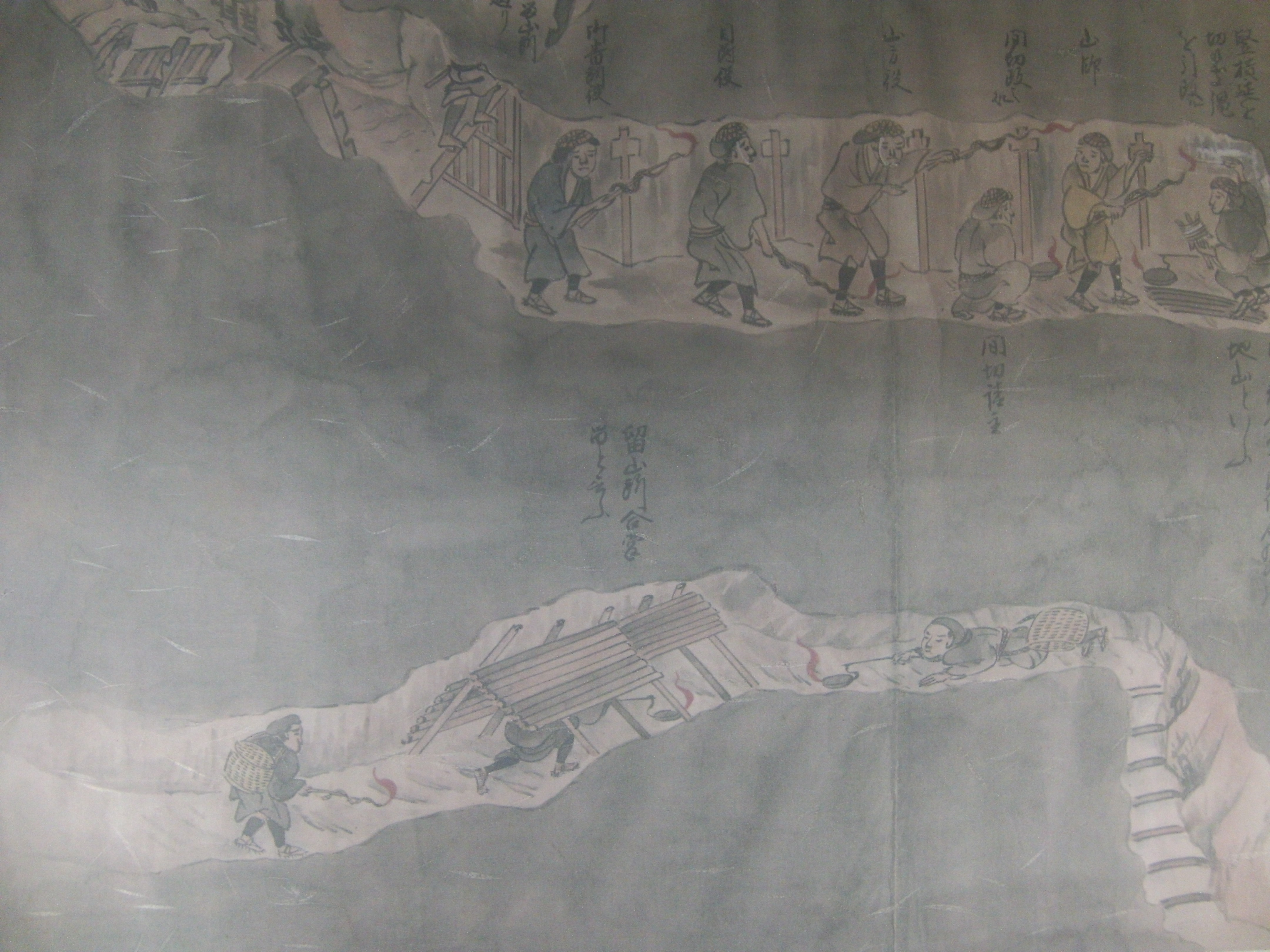
佐渡金山坑道絵図

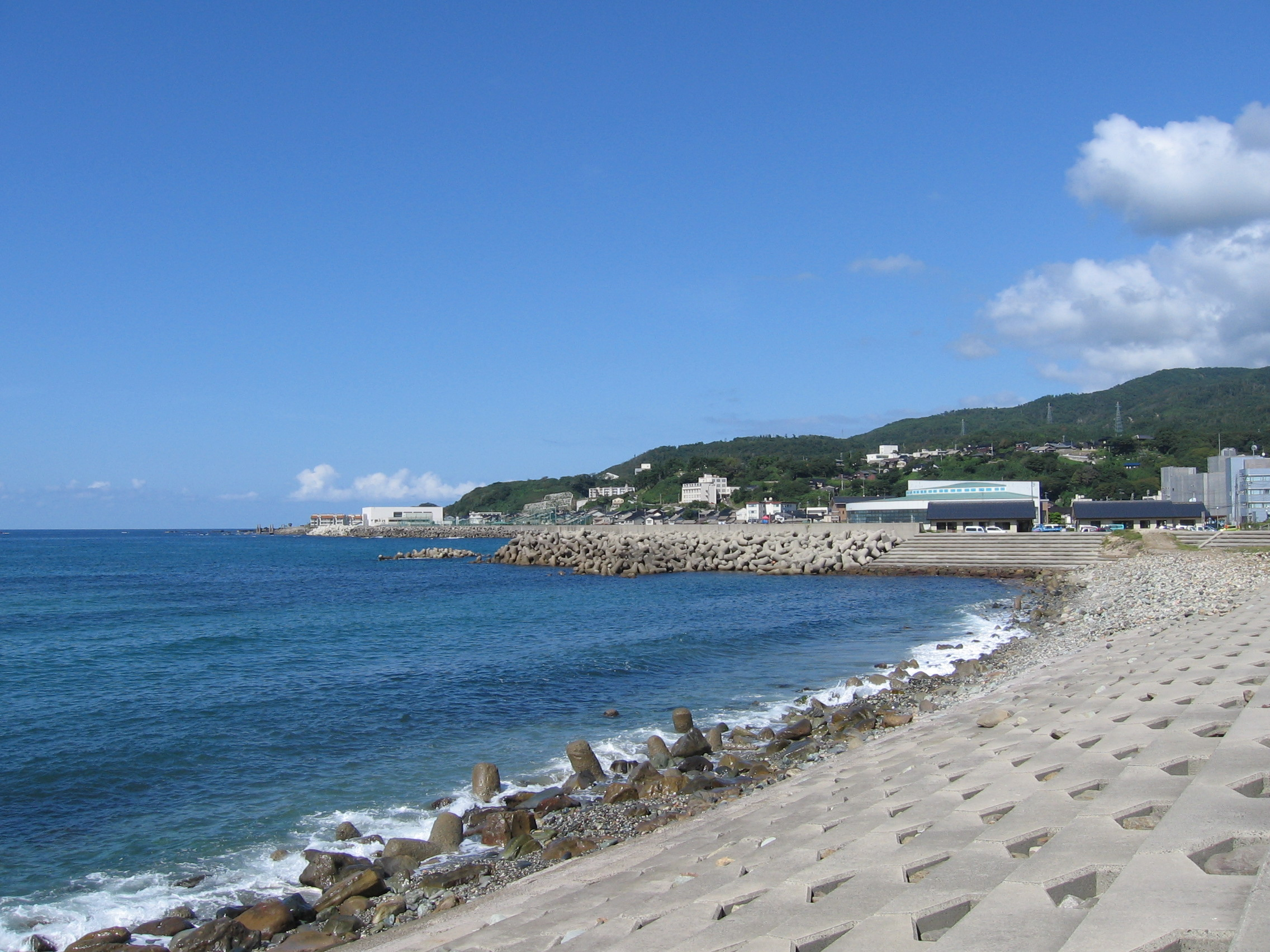
金を含む浜石が転がる相川海岸（コンクリ堤の奥）

世界遺産は不動産有形財構築物が対象で、動産（可動文化財）である文献資料は世界遺産になり得ないが、その価値を裏付ける物証としての意味がある。佐渡金山に関しては多くの史料が残されているが、坑道内の採掘の様子を描いた『佐渡国金山之図』は国立科学博物館が、『金銀山敷内稼仕方之図』は国立公文書館が、『金銀山敷岡稼方図』は新潟県立歴史博物館と九州大学総合研究博物館が所蔵するなどし、唯一『金銀山絵巻』のみが地元の相川郷土博物館に残されているだけで、ユネスコが推奨する関連資料の場域留置がなされていない。絵図史料に関しては、明治日本の産業革命遺産 製鉄・製鋼、造船、石炭産業に関連する筑豊炭田での坑内作業の様子を描いた山本作兵衛の記録絵画が、ユネスコ世界の記憶（記憶遺産）に登録され補完資料となっていることが評価されており、佐渡においても関連史料の有効な保存と活用が望まれる。
鉱山道具に関しては佐渡奉行所や相川金山を運営するゴールデン佐渡が金山展示資料館を併設し（坑道見学ルートの最後に資料館へと抜ける）展示公開しているが、西三川における砂金採集道具や片辺海岸石切場の切り出し工具は個人所有が多く公開が望まれるが、防犯面を含めた施設を整えることは資金的にも難しい。特に西三川に関しては個人で収集公開していた「民具の家まのんさわ」（於：真野）が閉鎖し貴重な史料が散逸した可能性もある。
2024年12月18日に放送された『世界の何だコレ!?ミステリー』（フジテレビ系列）で佐渡島の金山を特集した際に、金山から流れ出て相川の海岸に打ち上げられた浜石に金が含まれていることが紹介された直後から、石を拾う事例が増えている。番組内でも持ち帰りは禁止と案内したが、後を絶たない。相川の海岸線は北の大間港から南の春日崎にかけてほぼ全て防波堤化されており、自然の海岸が残るのは大仏川河口の幅約60メートル×最大奥行15メートル程の範囲に限られ、そこの石を持ち出すことは港湾法違反となる。

## その他の意見
佐渡金銀山に関しては韓国による反対姿勢（上掲「推薦までの経緯」の節参照）以外の見解もある。

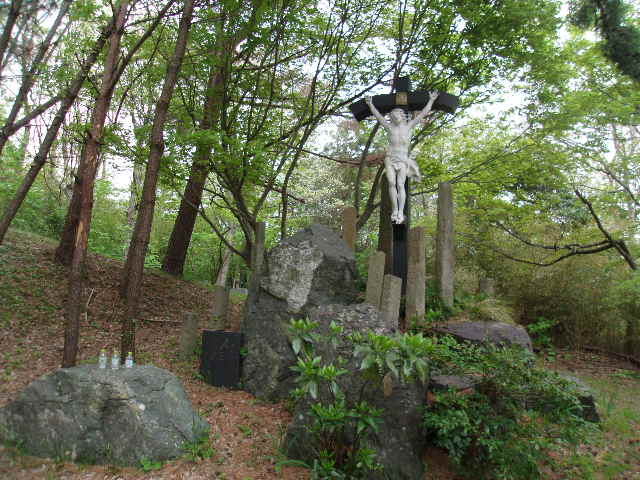
西洋社会からはキリシタン弾圧の顕彰も求められる（相川キリシタン塚）

江戸初期にはキリシタンを配流して採掘にあたらせた経緯なども踏まえ、ジャーナリストの立岩陽一郎は「歴史には必ず負の側面もあるのだから、負の世界遺産だという認識で推薦すればいい」とし、学術的にも「明治日本の産業革命遺産」との比較研究で「類似したもの（佐渡の明治以降の近代化施設）を後から推薦しても意味がない」「世界遺産に推薦するのであれば、道遊の割戸のように人力で地形・景観を改変したような“人間の飽くなき欲望”といった負の側面を前面に押し出すくらいの覚悟が必要」との見方もある。
文化審議会は佐渡の学術的価値を認め「推薦すべき物件」としたが、2017年に開催された2019年登録審査候補を決める際には「（複数候補のいずれも環境整備や推薦書が完全ではなく）候補なし」という意見が出るなど冷静な判断を下しながら、政治的要望もあり最終的に百舌鳥・古市古墳群を選出した経緯がある。世界遺産は観光立国・地域振興のための国策となり、それを求める国民の声もあるため、価値や評価が分かれるものであっても政治的に候補を選出せざるを得ない場合があるともされる。今回の文化審議会の判断は韓国の反発を予め想定したもので、専門家の意見を政治が無視したともとれるが、審議会委員は在任中は非常勤とはいえ公務員特別職に準じた嘱託身分であり、政府判断に丸投げした文化庁の姿勢ともども国益を考えていない責任逃れであるとの批判もある。ただ、一時的なことだったにせよ推薦見送りという状況は日本側の準備不足や学術的価値の国際的な評価を再確認し、より精度を高めるための猶予が与えられたと思うべきだったとの考え方もある。
新潟県出身選出の元衆議院議員・金子恵美は、「推薦見送りの報道は外務省がリークしたもので、公僕として国益を考えない事なかれ主義だ」と糾弾した。
一方で韓国でも佐渡の推薦に際して強制連行の話しを持ち出すことは間違いであるとする意見（李宇衍）もある。
なお、佐渡の世界遺産推薦に際しては佐渡出身で佐渡の金属工芸の家に生まれた宮田亮平が文化庁長官時代（2016～2021年在任）に強く後押ししたともされる。

### 第三国の視点
日韓および東アジア（北朝鮮・中国）以外の直接の因果・利害関係がないメディア等の論調は以下の通り。
- イギリス領インド帝国に組み込まれていたパキスタンの有力メディアBOLは、同様な問題を抱えた端島がユネスコの世界遺産に登録された際、日本は強制徴用の歴史を展示し犠牲者に敬意を表する措置を講じると約束したにもかかわらず、実際には彼らの苦しみが無視された文書を展示した例を引いて、「日本政府は歴史操作の常習者であり、近隣諸国の痛ましい記憶を無視しながら事実を歪曲することに慣れている。佐渡金山は、過去を白塗りしようとする日本政府による最新の試みである」と評した[255]。

- 2022年2月21日付の『ニューヨーク・タイムズ』は、「世界遺産に推薦しながら時期を江戸時代に限定するのは日本の文化的遺産に害を及ぼす」との論調と、「歴史の全体を語ってこそ該当国家の歴史を尊重すると言うことができる」という日本鉱山史を研究するオーストラリア・メルボルン大学のデビット・パーマー教授の意見を掲載した[256][注 52]。
- 2022年3月28日付の『バンコク・ポスト』は、「佐渡での朝鮮人労働者問題は戦後長い時間をかけて日本が償い、積み上げてきた信頼が瓦解しかねない。特にロシアによるウクライナ侵攻に伴い、ウクライナのゼレンスキー大統領がアジアで最初の演説先に日本を選び、"日本はアジアのリーダー"と評したが、それは多くのアジア諸国も認めるところである。ウクライナ支援のためにも連帯が必要な時、その牽引役となるべき日本が過去の行いに目を閉ざすのであれば、それはロシアと同じであり、日本の国際的信用と地位は失墜する」と強い論調を唱えた[257]。
- フランスメディアの『Inkstick Media』は2023年1月19日に推薦書が再提出されたことに関し、「姿勢を正すチャンスであったにも関わらず、変わらず江戸時代のみを対象とした。江戸時代に限ってもキリシタンを弾圧するような労働を強いていたが、その墓地は文化財（㊟：重要文化的景観）指定外、すなわち世界遺産候補に含んでおらず、闇に葬ろうとしており、ユネスコは推薦書を受理すべきでない」という辛辣な見解を掲載した[258]。
- 2022年2月24日付の『シカゴ・ヒスパニック・ニュースペーパー』の編集者ダニエル・ナルディーニは、（佐渡金山の世界遺産申請を）悪趣味極まりない考えとし、「米国は日韓両国に対し、外交手段を通じてこの問題を解決するよう求めている」が、「両国が外交的対話でこの問題や他の問題を解決する可能性は高くないであろう。日本政府は、朝鮮半島支配や朝鮮人徴用工の問題について、うまく対処していない」「しかし、両国がこの問題で武力衝突することがないことは確実にいえる」としている[259]。

一方で、事前に「地域と密接に結びついた伝統と生産活動が今も保存されている世界でもユニークな文化遺産」「採掘の歴史を世界中の他の場所と比較する興味深い機会を提供している」と産経新聞系のインターネットニュースサイトである『JAPAN Forward』に寄稿したICOMOS協力団体RWYCインターナショナルの代表オリンピア・ニグリオ（パヴィア大学教授・法政大学客員教授）は、登録後に同団体の公式フェイスブックで改めてその価値と日本が採った追加の強化策を高く評価した。
また、日韓双方のメディア以外の報道では、強制労働に関する日韓関係に触れる内容が目立つ中、世界遺産委員会開催地となったインドの経済・文化の専門誌『Jagran Josh』は、「何世紀にもわたる採掘技術の発展を示す歴史的遺産（鉱山遺跡）と文化的遺産（その他の関連する文化等）の融合が、佐渡鉱山を特別なものにしている」と金銀山そのものの存在価値に加え、関連する諸文化の意義についても冷静に言及した。
フィリピンの『SMNI NEWS』は、第二次世界大戦時におけるアジアへの植民地支配の負の歴史に触れつつも、「佐渡金山で発達した独自技術は現代のハイテク大国日本の源流である」と評価。
アメリカの建築家デボラ・J・ノルデンの業績を顕彰すべく創設されたデボラ・ノルデン基金の2025年研究奨励賞を受賞したカタリーナ・カブラル＝フラミニヤン（坂茂建築設計事務所でのインターンシップ経験あり）の研究『Industrial Ghosts: Revitalizing Japan's Abandoned Industrial Landscape (産業の幽霊：日本の廃墟となった産業景観の再生)』では、佐渡金山は役割を終えた施設で一度は廃墟と化したが、再生に成功した好例であり、残された建築物が地域社会に介入する相川は脱工業化社会を象徴していると評価。

## 鉱山遺産の現況
鉱山関連の世界遺産登録が近年相次いでいるが、その評価はユネスコや諮問機関でも意見が分かれている。
2017年に登録されたポーランドの「タルノフスキェ・グルィの鉛・銀・亜鉛鉱山とその地下水管理システム」では、鉱山そのものより、水文学を推奨するユネスコが地下水管理システム（排水）に着目したが、佐渡では南沢疎水が構成資産に含まれている。
2019年に登録されたインドネシアの「サワルントのオンビリン炭鉱遺産」では、「単にヨーロッパの技術を導入しただけでなく、地域技術との融合がみられ、採掘・加工から輸送段階における効率化のための設計が最初から完成されていたものである」と評価しており、単なる最新技術の導入だけでは評価されないことを示唆しており、これは「明治日本の産業革命遺産」でも同様の評価対象となっている。このことから佐渡においても構成資産から除外された明治以降の近代化・機械化の足跡の可能性を示唆する意見もある。
2021年に登録されたルーマニアの「ロシア・モンタナの鉱山景観」は現在も操業が継続中のため、安全管理上見学できるのは採掘が停止した古い極一部の範囲のみで、シアン化物汚染の問題があり地域住民は投資紛争解決国際センターに提訴し係争中であり、登録と同時に危機遺産にも指定されたことから、鉱山関係の登録は慎重に扱うべきとの意見が多発した（第44回世界遺産委員会#危機遺産への新規掲載参照）。
2023年に登録されたカナダの「トロンデック=クロンダイク」は19世紀からのクロンダイク・ゴールドラッシュに関係する史跡が対象で、鉱山そのものは世界遺産には登録されなかったが、Jëjik Dhä Dënezhu Kek'it (Moosehide Village)とJëjik Dhä Tthe Zra'y Kek'it (Black City)という二つの鉱山町が構成資産となった。鉱山町が登録された意義は佐渡における相川町に通じる。

## ガイダンス施設

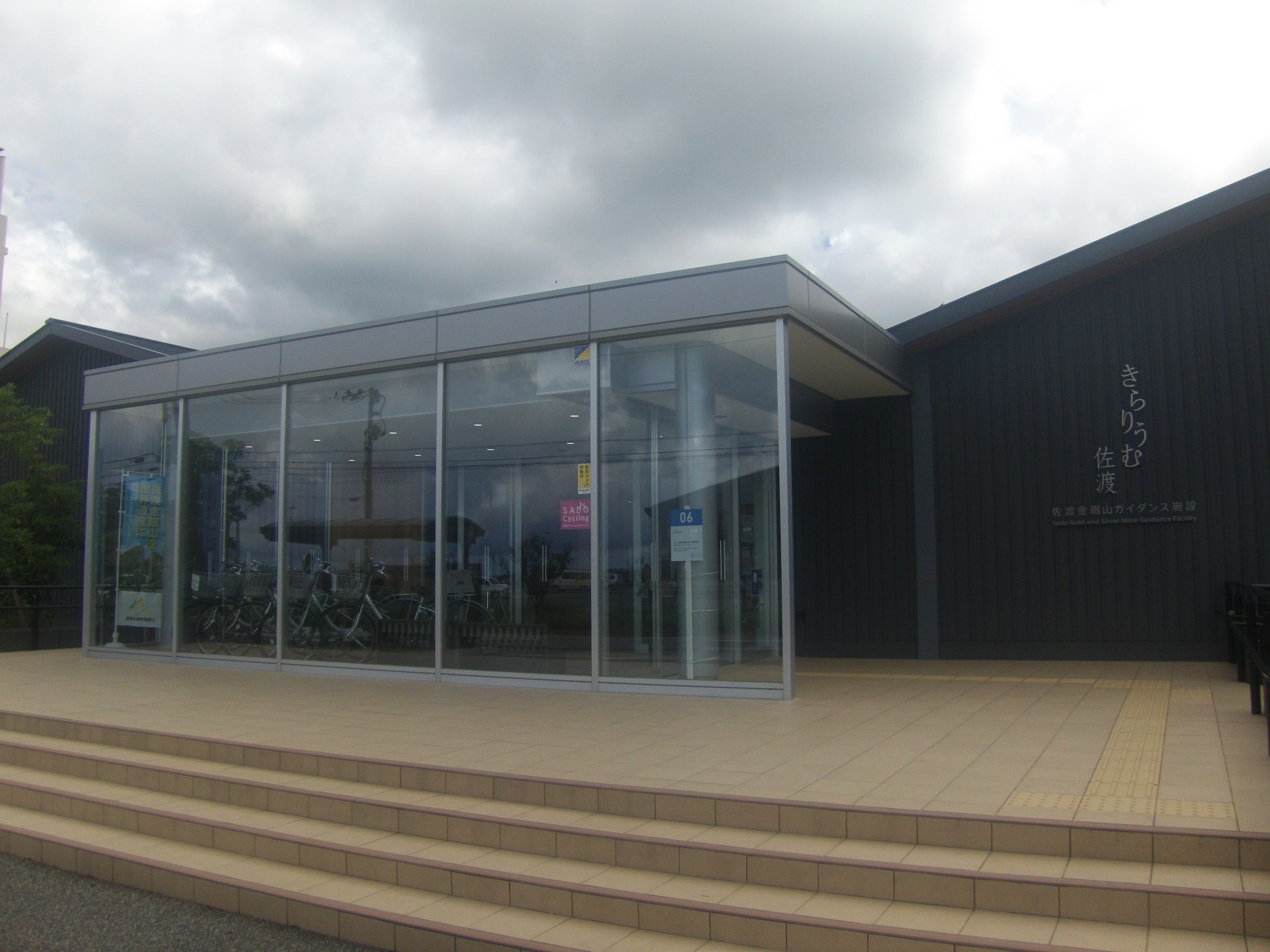
きらりうむ佐渡

世界遺産条約では第5条で「文化遺産及び自然遺産の保護・保存及び整備の分野における全国的または地域的な研修センターの設置」という条文があり、世界遺産近くにガイダンス施設・ビジターセンターを設置することを求め、新規推薦物件では推薦書にガイダンス施設の計画も盛り込まなければならないため、2019年4月20日に「きらりうむ佐渡」（英語: Sado Gold and Silver Mine Information Facility “Kirariumu Sado”）がオープンした。
鉄骨造平屋建て（屋内壁および天井は佐渡産杉材使用）、延べ床面積1,093平方メートル（敷地面積3,075平方メートル）、建物高（最高値）5.78メートル。設計：プレック研究所、施工：近藤組。総事業費約9億3千万円。中庭を挟み、エントランスホールから二股のコの字に分かれた構造で、片側が展示施設で、もう一方は事務室・資料室と講堂になっている。正面外観のガラス張りエントランス左右は、相川の木造家屋街並み保存地区を意識して景観配慮している。バリアフリー対応。館内撮影禁止。レンタサイクルの貸し出しあり。近隣に無料の駐車場あり。
住所／佐渡市相川三町目浜町18-1（旧佐渡会館跡地）、開館時間／8:30～17:00、休館日／12/29～1/3、展示室観覧料／大人300円・小中学生150円、交通／新潟交通佐渡の路線バス 本線1系統（両津港～佐渡金山）などで「きらりうむ佐渡」停留所下車すぐ

### 相川郷土博物館
御料局佐渡支庁の建物を利用した相川郷土博物館では、鉱山鉱物・岩石の標本や相川地区の美術品・民俗資料・古写真、出土した土器などの考古資料など、多岐にわたる展示物を収蔵しているが、きらりうむ佐渡のオープンに伴い閉館が計画された。しかし、佐渡市教育委員会が展示内容の見直しを図り、鉱山運営の歴史や相川地区の暮らしを伝える資料などに焦点を当てることとし、文化財としての営繕に加え、耐震補強や消防設備の設置、建築物における衛生的環境の確保に関する法律による館内の環境整備施工のため2022年6月1日より改修工事に入り、佐渡金銀山サテライトガイダンス施設として2024年5月25日にリニューアルオープン。世界遺産が近世（江戸時代）までの範囲を対象とするのに対し、こちらでは近代（明治時代以降）の鉱山経営などを伝える展示内容に改めることで韓国が求める歴史解説に向き合うため、鉱山労働者の労務実態などを紹介するパネル展示を始めた。

### 佐渡金山展示資料館
佐渡金山のゴールデン佐渡が運営する。宗太夫坑・道遊坑どちらの見学コースを選んでも坑道を出た最後に到着する売店建屋の二階にあり（宗太夫坑コースは坑道出口から歩道橋を渡り直接二階に接続）、坑道入場料を払っていればそのまま観覧でき、坑道を見学していなくても売店利用時に別途入場料を払えば見ることができる。坑道や作業場の模型、掘削道具などの展示に加え、12.5Kgの金の延べ棒を防犯ケースに開けられた穴から片手を入れて持ち上げる重さ体験コーナーが人気（2024年4月までは直接抱えて取り出すことができたが防犯上から中止）。世界遺産の構成資産で立入禁止の南沢疎水の実寸大再現トンネルもあり、特徴ある天井部分の構造を見ることができる。

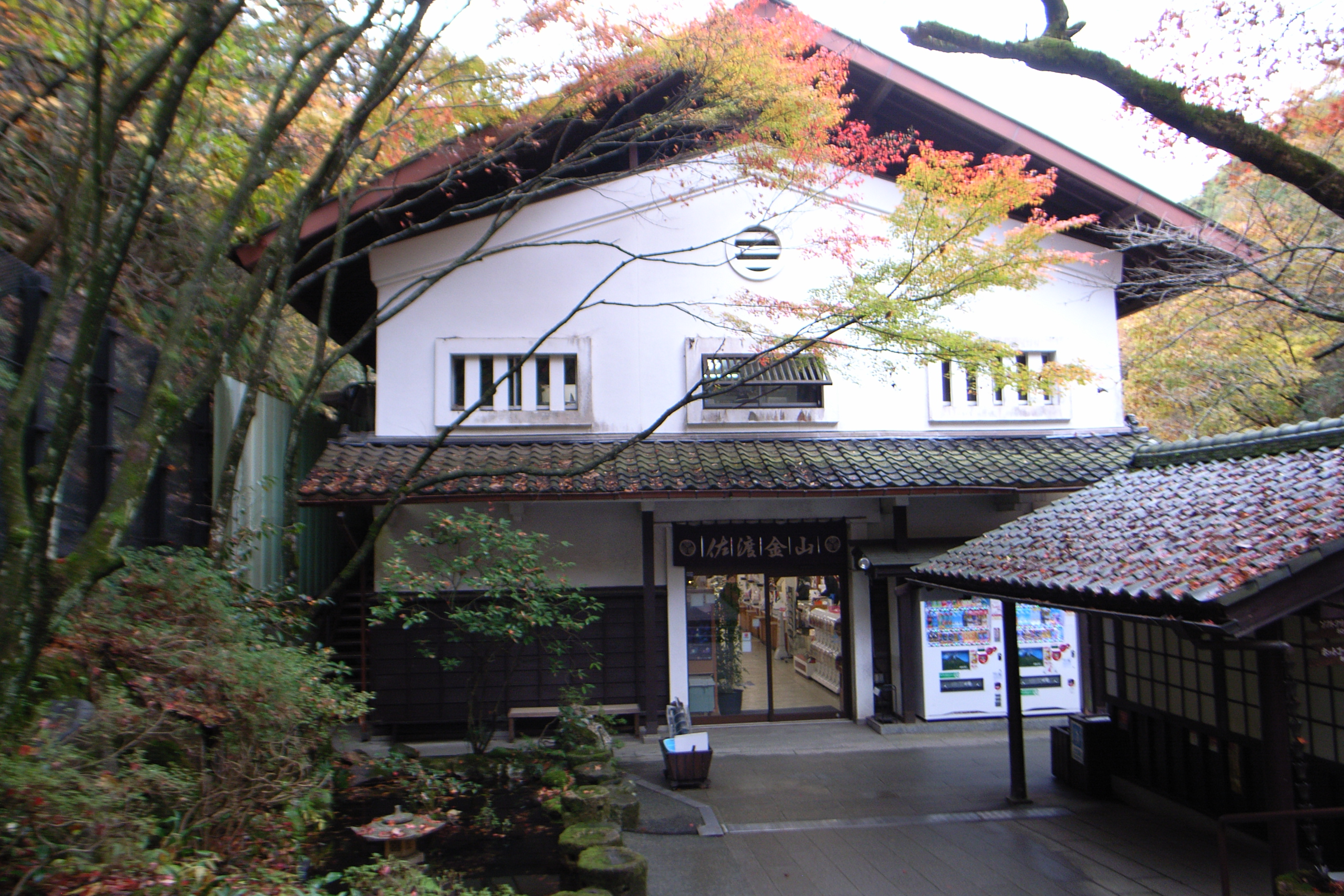
資料館外観
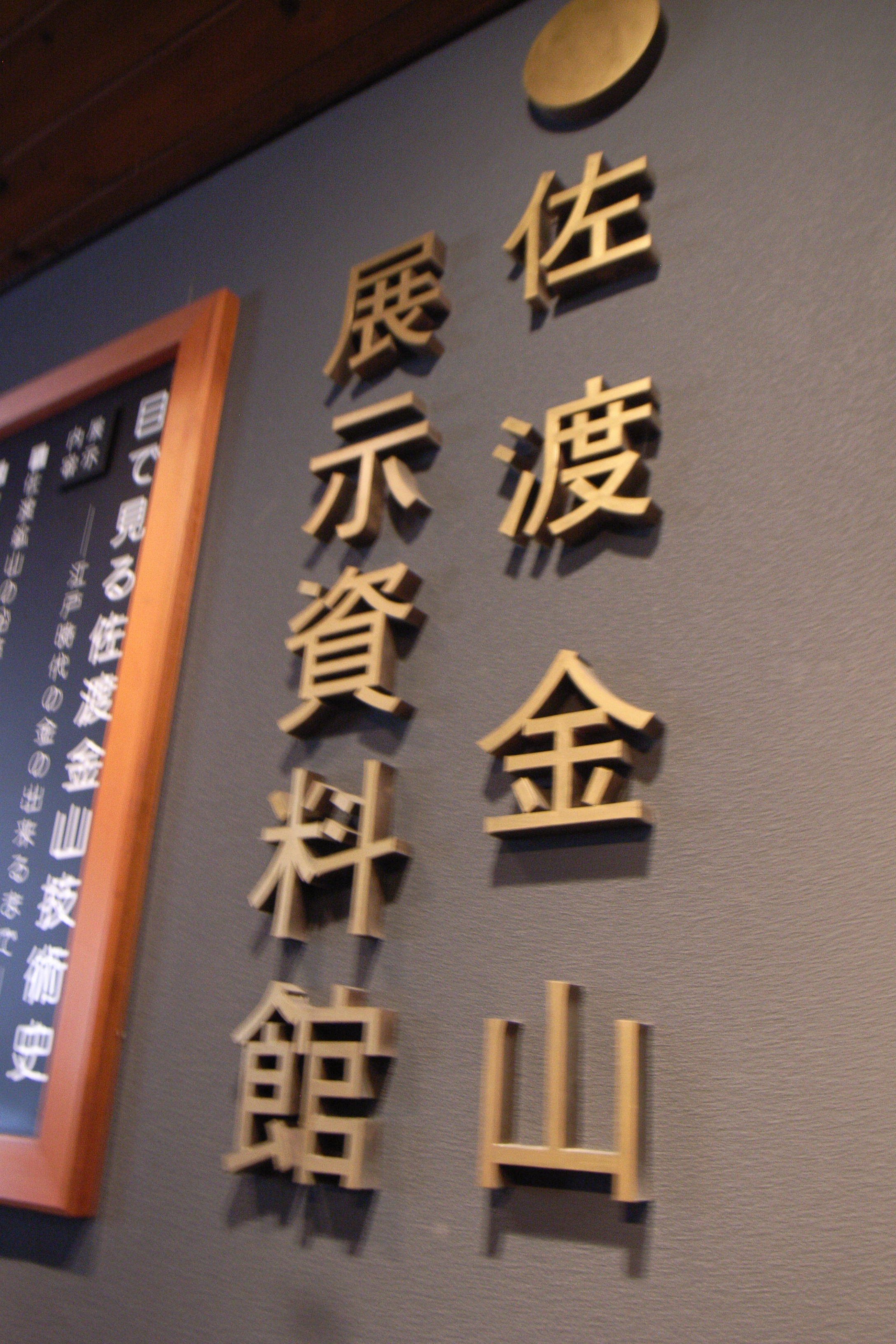
看板
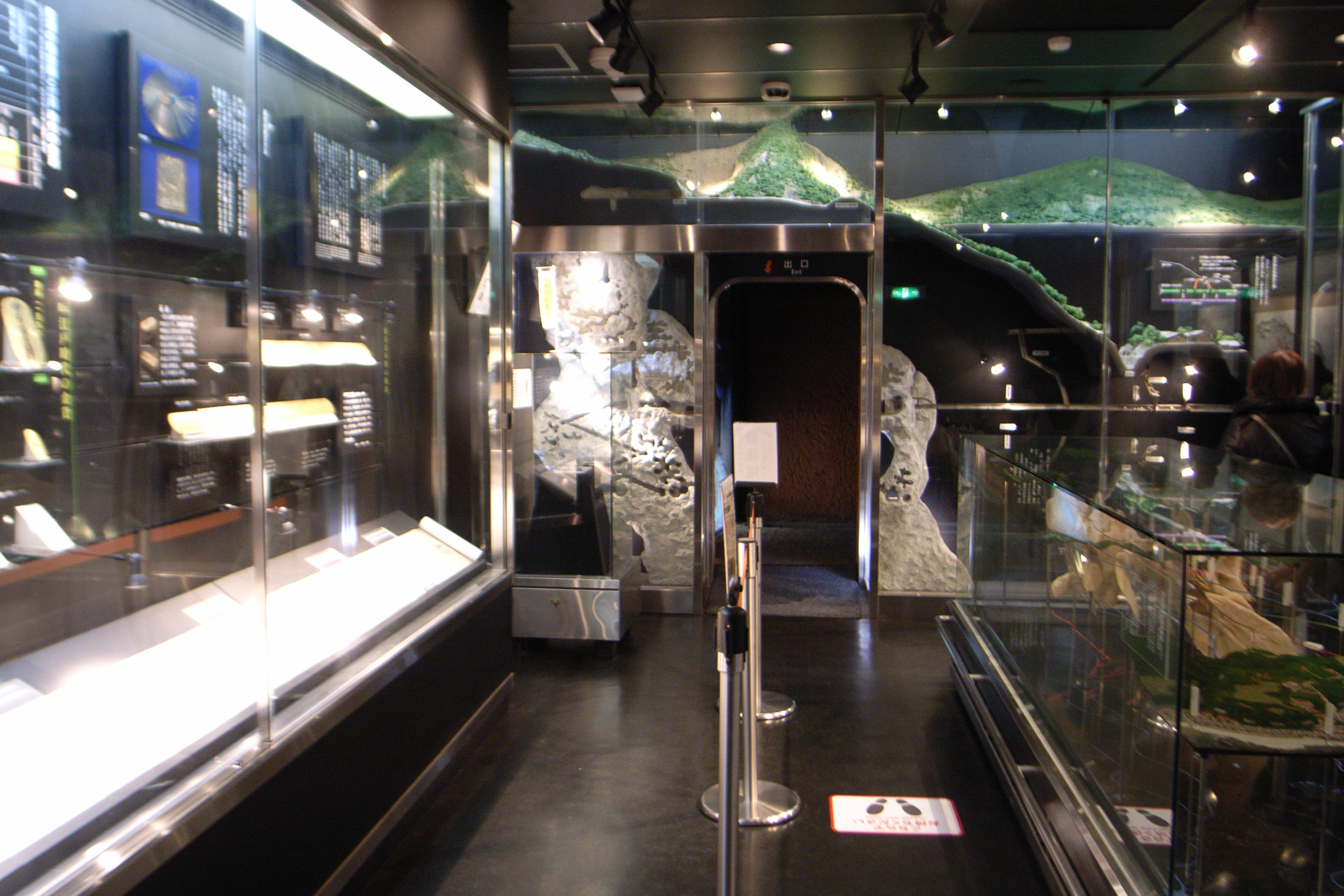
展示品
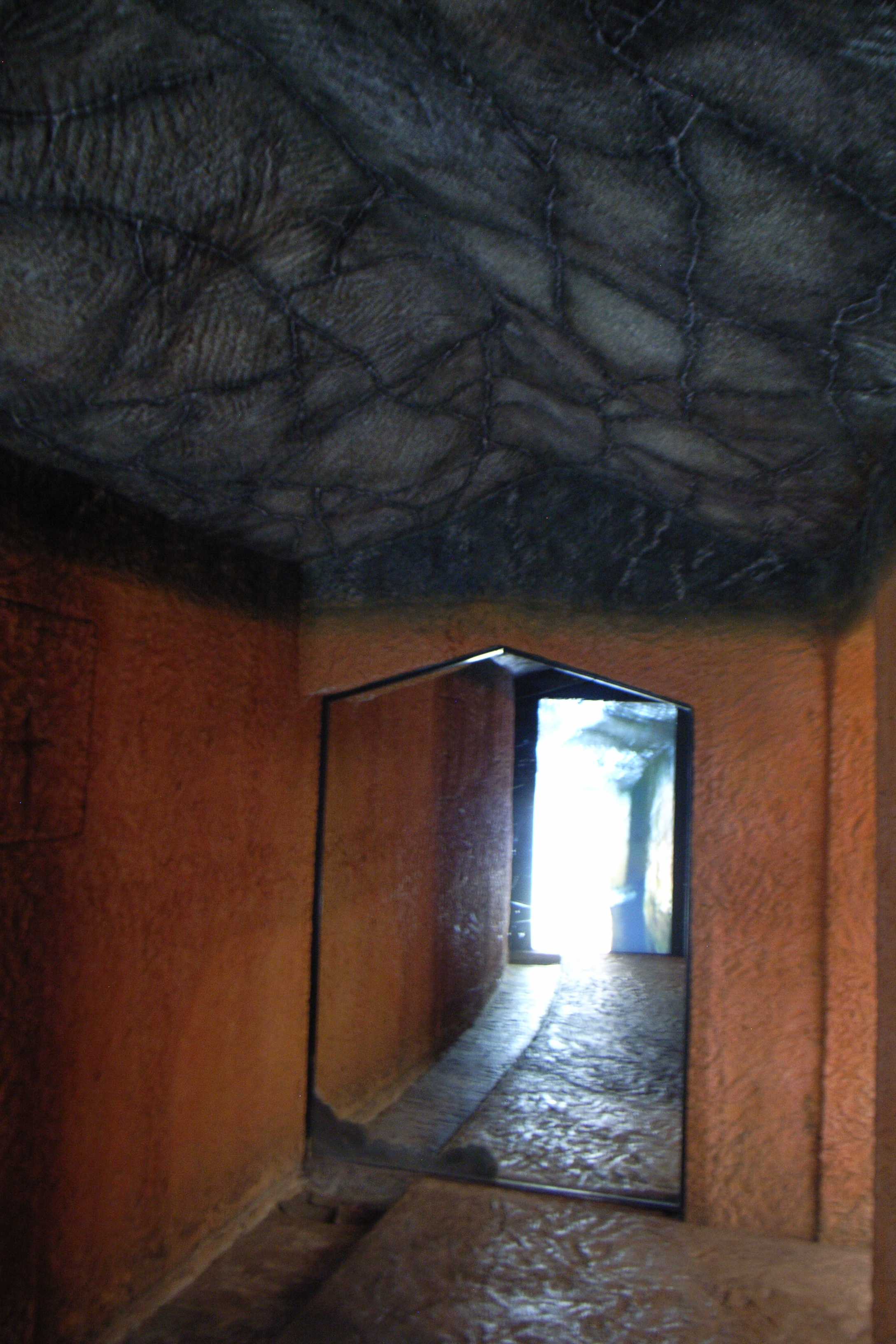
南沢疎水体験坑道
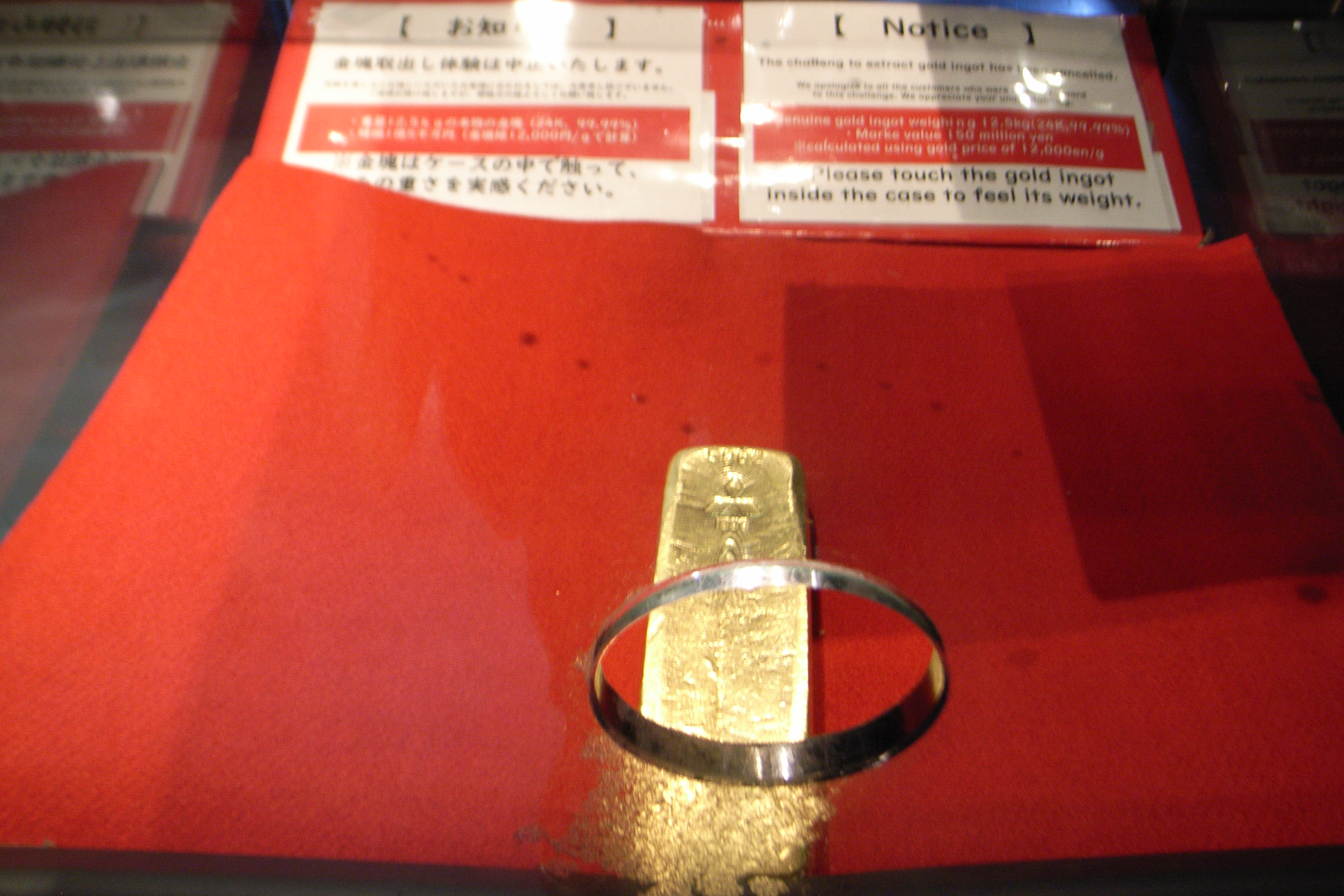
インゴット持ち上げ

## 探訪時の注意事項
- 道遊の割戸を間近に見るには、佐渡金山の道遊坑（明治時代に開削、世界遺産ではない）の入場料を払い、坑道見学ルートを抜けた後、屋外に出て山へ分け入るように進むことになる。大切山坑は前日までに佐渡金山の山師探検ツアーに申し込むことで見学できるが、坑内は湿度が高く埃っぽく黴臭く、ゲジゲジなどの虫も多い。実際に濡れたり泥まみれになることもあり、貸し出される共用のヘルメットをかぶらなければならない。
- 相川の旧市街地（上町）は整備されているが、建築物の多くが基本的には個人宅なので営業店舗以外への無断侵入は慎まなければならない（住居侵入罪になる）。また、路地が狭く駐車場がないので、レンタカーやタクシーで乗り入れての観光は困難。車は大佐渡スカイランに面した市営の弥十郎駐車場を利用しての徒歩散策となる。上町では公衆トイレの整備が進められているが多くはなく、景観に配慮するためごみ箱や自動販売機もない。下町側では海沿いの佐渡市役所相川支所北側に市営無料駐車場、南側に相川浜公園駐車場（きらりうむ佐渡公式駐車場）があり、きらりうむ佐渡でレンタサイクルを借りるという手段もある（自転車を貸してくれる宿もあるが、レンタサイクルショップや自転車シェアリングはない）。

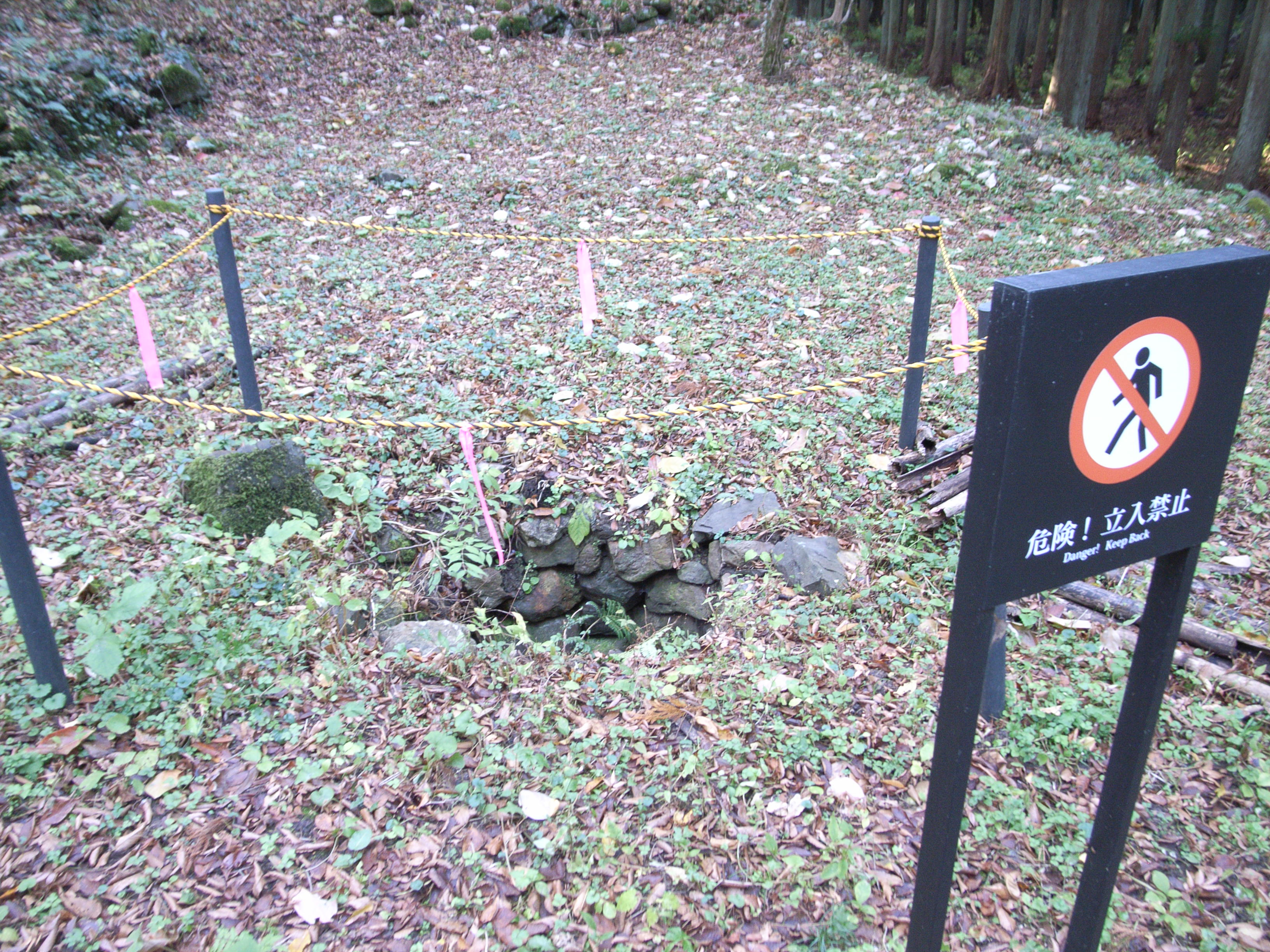
転落の危険がある穴

- 上相川集落跡へは佐渡金山（宗太夫坑）ではなく、少し手前の金山茶屋がある第三駐車場から山道を15分程上る（駐車場は冬季閉鎖されるが徒歩進入は可）。地下水観測などのため開口部を蓋していない垂直竪坑があり、下草に覆われ見えにくい箇所もあるので不用意に立ち入らない。現地にトイレ・ごみ箱・自販機はない（第三駐車場にトイレと自販機はあるが、トイレは冬季使用不可）。
- 上相川集落跡の奥へ進むと西五十里道になる。道程は片道2～3時間を要し、笠取峠越えを伴う（上相川集落跡口⇔笠取峠3キロ、峠⇔鶴子銀山1.5キロ）。鶴子銀山側からは代官屋敷跡が最寄りとなるが、案内板がなく入口が分かりにくい。代官屋敷跡付近には駐車場がなく、路上駐車禁止区間である（路肩は蓋がない側溝で脱輪の恐れもある）。道は滑りやすく、一部区間では携帯電話の電波が届かない（圏外）。山林の樹木の中には体質によっては触れるとかぶれるものもあるので要注意。冬季積雪があると通行不可。途中にトイレ・ごみ箱・自販機はない。
- 上寺町へはいくつかのルートがあるが、最もわかりやすいのは無宿人墓の前を通り山道へと進むコースになる。車の場合は佐渡金山に向かう大佐渡スカイライン進行方向左にある佐渡金山の看板前に数台分の駐車場があり、その後方に無宿人墓への案内矢印があるので道なりに進む。万照寺（現住所は相川諏訪町だが当時の縄張りでは上寺町の寺域に属し唯一現存する寺）の脇から背後を通り抜けると無宿人墓になる（無宿人墓は旧覚性寺の墓域の名残）。春～秋の訪問の際には蛇や蜂との遭遇（佐渡に熊はいない）に注意が必要。一帯は下草に覆われ足元が悪い。石積遺構は崩れやすいため乗ったりしない（史跡指定のため文化財損壊となる）。また、荒れ果てた古い墓地があるが、無断での侵入は礼拝所及び墳墓に関する罪になることもある。現地にトイレ・ごみ箱・自販機はない。
- 吹上海岸石切場跡と片辺・鹿野浦海岸石切場跡は磯浜で足場が悪く、潮だまりなどもありカツオノエボシが打ち上げられていることもある。高波にさらわれることにも注意を払う。両海岸とも岩を破砕して持ち帰ることは勿論、打ち上げられている小石であっても自然公園法により処罰の対象となる。相川から新潟県道45号佐渡一周線を北上し鹿ノ浦トンネルを抜けた辺りが鹿野浦海岸で、続く南片辺トンネルの手前で分岐する佐渡市道片辺31号線（現在通行止め）沿いとトンネルを抜けたところの片辺集落の海辺が片辺海岸。この間に14ヶ所の採石域が点在する。世界遺産となった2024年現在、片辺・鹿野浦海岸石切場跡には吹上海岸石切場跡のような史跡標柱はない（設置予定あり）。吹上海岸への公共交通機関は新潟交通佐渡の路線バス海府線の千畳敷入口停留所から500メートルほど進む。鹿野浦海岸付近には停留所がなく、片辺海岸は同路線で相川から30分の南片辺停留所下車。路線バスは平日10便、土日は5便しかない。車などであれば吹上海岸は隣接する「弁慶のはさみ石」の駐車場、鹿野浦海岸は安寿塚がある「安寿と厨子王記念碑」の駐車場、片辺海岸は北片辺の民話の館または藻浦崎公園の駐車場が利用できる。民話の館内（開館時）と藻浦崎公園に公衆トイレがある。

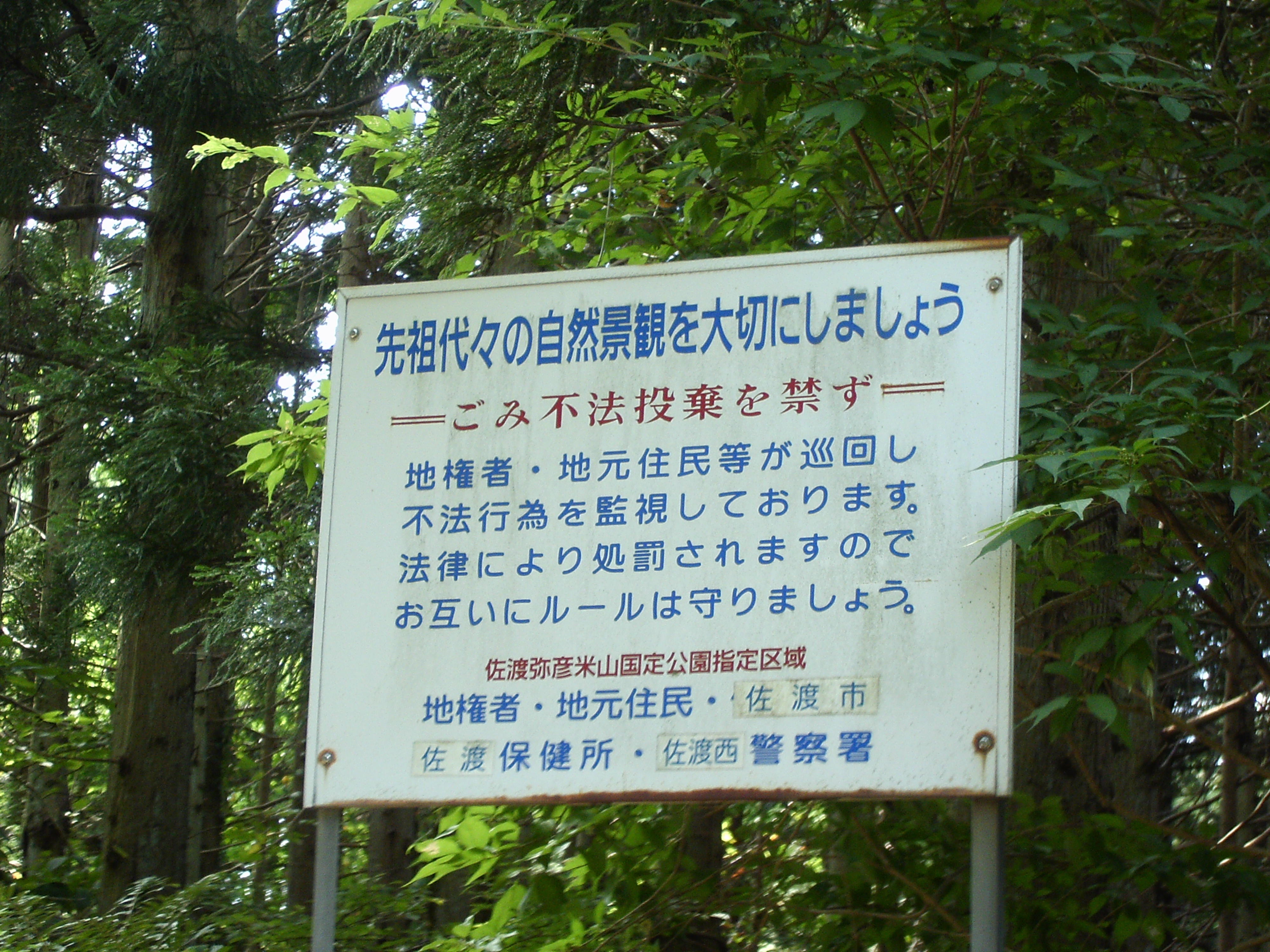
鶴子銀山へのゴミ不法投棄禁止を呼びかける看板

- 鶴子銀山へも公共交通機関がない。相川へ向かう新潟県道31号相川佐和田線の中山トンネル手前から入る林道国仲北線沿いに史跡点在する。銀山の中心となる本口間歩跡へ向かう史跡標柱前に数台分の駐車場あり。春～秋の訪問の際には蛇や蜂との遭遇に、冬は積雪による滑落・遭難の注意が必要（実際に被害や事故が発生している）。また山の一部は佐渡鉱山株式会社の所有地で立入禁止となっている。本口間歩跡、代官屋敷跡・集落跡、床屋（精錬加工）跡、大滝間歩、露頭掘りの百枚平、沢の斜面に露出していた鉱脈を地形のまま追う樋追い掘りをした屏風沢などが尾根を越えた約2キロ四方内に分散している。現地にトイレ・ごみ箱・自販機はない。なお、鶴子銀山山中の内、個人所有地においては鳥獣の保護及び管理並びに狩猟の適正化に関する法律および特定外来生物による生態系等に係る被害の防止に関する法律によりアライグマ駆除目的の猟区（猟銃発砲）になっている箇所があるので不用意に立ち入らない。
- 鶴子銀山から沢根へ向かう鶴子道は、代官屋敷跡・集落跡がある側と道路を挟み山林の中に入口があるが分かりにくい。支線は道幅が狭く車両通行不可の区間も多く、進入を試み脱輪しての救助要請が増えているほか、歩行者の滑落事故も起きているが、一部区間では携帯電話の電波が届かないので注意が必要。森林組合管理林道や農事組合法人管理農道では地権者車輌優先走行となる。林道・農道への不用意な駐車は山菜等の違法採集の疑いで通報されることもある。
- 西三川へも公共交通機関がなく、佐渡西三川ゴールドパークからさらに新潟県道静平西三川線を2キロ程山間部へ分け入るが、途中すれ違いができない隘路が続く。地区中心の笹川集落内に駐車場はなく（大山祇神社脇と集落開発センターに空き地があるが長時間の駐車は自粛が求められる）、路肩駐車は農作業等の地域住民往来の支障になる（「無断駐車は通報します」の貼り紙掲示あり）。公式に外来者用駐車場として開放されているわけではないが、旧西三川小学校笹川分校の校庭を利用すると良い。集落内では個人宅のため立入禁止措置をとる家も多い。耕作期の畔や田圃への進入も控える（一部に電気柵があり危険）。笹川地区以外の集落では観光訪問を歓迎していない場所もあるので配慮が求められる。現地にトイレはない。

## 拡張登録を望む声
国内での選考過程で構成資産候補から除外された新穂(にいぼ)銀山だが、2022年に国史跡「佐渡金銀山遺跡」に追加指定されたことから、再び構成資産化することを求める意見が増えており、「佐渡島の金山」として世界遺産登録が実現した後、速やかに拡張登録のための準備を始めるべきとの見解もある。新穂銀山は中世に採掘が始まり、江戸時代を経て明治に廃絶されたが、露頭掘り跡が広範囲に多数分布、鉱山集落や運搬に伴う古道、その恩恵を受けた寺社（清水寺など）があり、採掘の様子を描いた絵図などの関連史料も残されているが、発見から採掘開始時期が明確でないこと、銀山を管理・防衛した在地領主の城館跡（新穂城など）も含み、江戸時代の管理体制を主とする「佐渡島の金山」とは一線を画すこと、山中に新穂ダムが建設され一部損壊が見られることなどを理由に構成資産候補から除外された経緯があり、世界遺産とするには史跡指定物件の中での選別や更なる研究が必要となる。
また、上掲「相川の範囲拡張」の節にもあるように、重要文化的景観の範囲拡張が模索されており、整備が整った段階で拡張登録に推薦すべきとの要望もあるほか、鶴子道の終着点で金銀の搬出港と港町であった沢根も重文景選定申出の準備を進めている。
現実的には、「諮問機関の調査と勧告」で触れている付帯勧告での関連坑道（相川金山内の無名異坑や角行坑など）を史跡指定した上で追加登録（軽微な変更）することが手っ取り早い手法となる。
|          |        |
| 無名異坑 | 角行坑 |